# Métropole européenne de Lille
Pour les articles homonymes, voir Lille (homonymie).
Pour la ville de Lille, voir Lille.
Vous lisez un « article de qualité » labellisé en 2019.
La Métropole européenne de Lille (MEL) est une intercommunalité française de type métropole située au centre du département du Nord dans la région des Hauts-de-France et composée autour des villes de Lille, Roubaix et Tourcoing. Parmi les quatre premières communautés urbaines créées en 1967, elle prend d’abord le nom de Communauté urbaine de Lille (CUDL), puis, à partir de 1996, de Lille Métropole Communauté urbaine (LMCU), avant que la loi de modernisation de l'action publique territoriale et d'affirmation des métropoles ne la transforme en Métropole européenne de Lille à compter du 1er janvier 2015.
Depuis 2020, la MEL réunit 95 communes sur un territoire de 672 km2 où résident près de 1,2 million d'habitants. Située au centre d'une aire géographique très densément peuplée, à l’extrême ouest de la plaine d'Europe du Nord, elle est encadrée au sud par le bassin minier du Nord-Pas-de-Calais et au nord par la Belgique avec laquelle elle partage 84 km de frontière. Cette position l’a amenée à développer des relations privilégiées avec les intercommunalités belges limitrophes, qui ont notamment débouché sur la création d’un groupement européen de coopération territoriale, l’Eurométropole Lille-Kortrijk-Tournai, et, plus largement, avec l’ensemble des territoires qui l’entourent, en particulier dans le cadre d'une instance de coopération transnationale qui associe également le bassin minier, nommée aire métropolitaine de Lille et comptant près de 3,8 millions d'habitants.
La trame de l’agglomération que couvre la MEL s’est formée au cours du siècle qui précède la Première Guerre mondiale, lorsque la révolution industrielle conduit à l’émergence, entre la ville de Lille enfermée dans ses fortifications et la frontière belge, de deux puissantes cités industrielles, Roubaix et Tourcoing. Elle est complétée par la décision de l’État, à la fin des années 1960, de créer une ville nouvelle, devenue Villeneuve-d'Ascq, à l’est de Lille et au sud du pôle Roubaix-Tourcoing. Il en résulte une configuration multipolaire constituée de quatre communes principales entourées d’un semis de communes plus petites, parmi lesquelles la commune de Lille ne compte que pour 20 % de la population totale, ce qui atténue fortement sa domination en dépit de sa centralité historique.
Lorsque la communauté urbaine se met en place, à la fin des années 1960, l’appareil industriel hérité du XIXe siècle, largement dominé par l’industrie textile, est déjà en crise. Son effondrement, à partir des années 1970, engendre de graves difficultés économiques, sociales et environnementales qui, près d'un demi-siècle plus tard, marquent encore de nombreux quartiers de la métropole. Si une partie des capitaux textiles est rapidement réinvestie dans des activités naissantes, principalement commerciales, ce n’est qu’à partir des années 1990, avec un décalage temporel d’une dizaine d’années par rapport à la plupart des autres grandes agglomérations françaises, que des activités nouvelles en relation avec l’économie des savoirs et des loisirs émergent à leur tour. Au fil des cinquante dernières années, ces mutations de grande ampleur ont été accompagnées par des politiques publiques qui, de plus en plus, ont été prises en charge par la communauté urbaine, puis la métropole.
Depuis sa création, les prérogatives et les moyens de la communauté urbaine se sont en effet beaucoup développés. Ainsi, ses compétences se sont régulièrement étoffées, en droit comme en fait, jusqu’à l’accès au statut de métropole qui les étend encore. En 2017, elle dispose d'un budget de l'ordre de 1,5 milliard d'euros et emploie plus de 2 800 agents chargés d'assurer le fonctionnement de l'institution et la réalisation des missions qui lui sont confiées. À la différence de la métropole de Lyon, la MEL n’est toutefois pas une collectivité territoriale mais un établissement public de coopération intercommunale (EPCI). Elle ne peut donc exercer que les compétences qui lui sont déléguées par les communes membres ou transférées par le département, à titre obligatoire ou facultatif, et, le cas échéant, par la région ou par l’État, sous le contrôle étroit de ses mandants.

## Histoire

### Création de la communauté urbaine

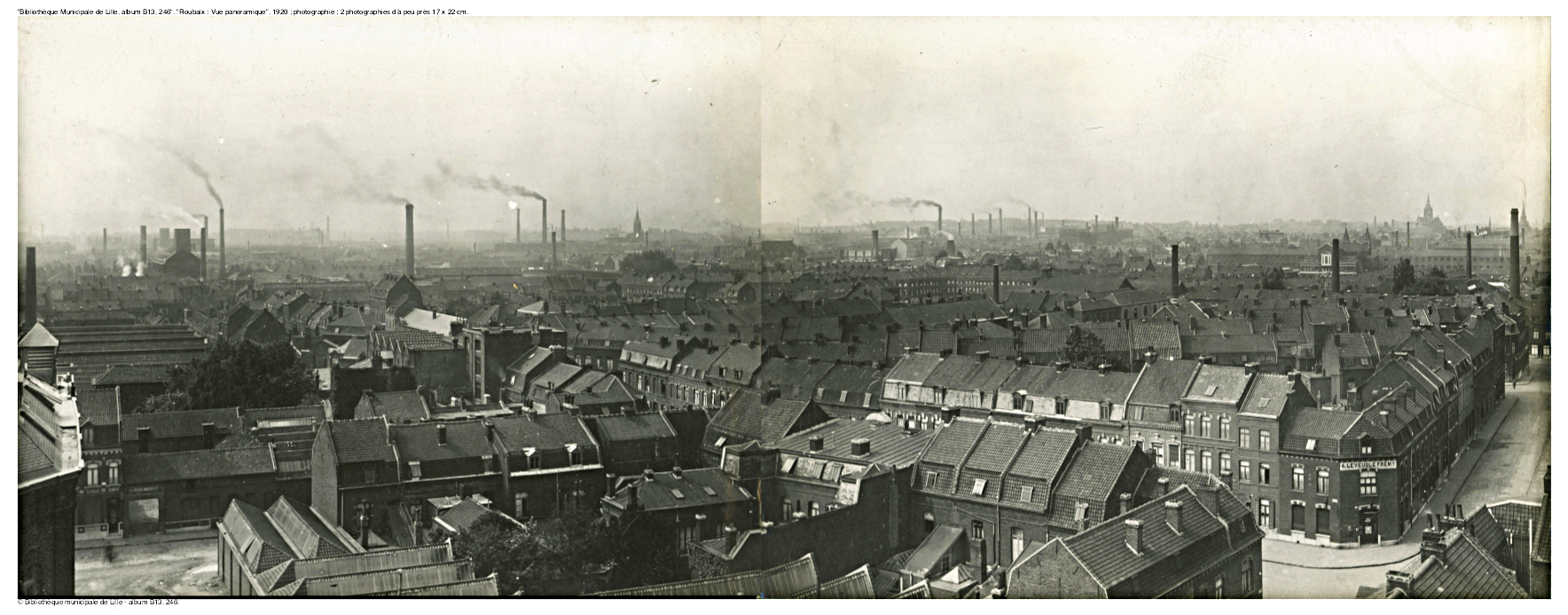
Vue panoramique de Roubaix en 1920.

Au tournant du XIXe siècle, Lille est la seule cité marchande et manufacturière d'importance de la Flandre romane dans son versant français. À cette époque, l'arrondissement de Lille qui vient d'être créé comprend la ville fortifiée de Lille et ses faubourgs immédiats, trois gros bourgs distants d'une douzaine de kilomètres, Tourcoing, Roubaix et Armentières, et un grand nombre de villages ruraux qui, comme « chaque ville, bourg, paroisse ou communauté de campagne », ont été érigés en communes en 1789. Si ce paysage institutionnel évolue très peu par la suite, la révolution industrielle va bouleverser le paysage démographique et urbanistique. Bien que l'enceinte militaire de Lille se trouve largement repoussée après l'annexion, en 1858, des communes d'Esquermes, Wazemmes, Moulins-Lille, Fives et son faubourg Saint-Maurice-des-Champs, la ville reste engoncée dans ses fortifications. L'industrialisation se diffuse rapidement dans les communes rurales aux alentours tandis que deux puissantes cités industrielles émergent à ses portes. La population de Roubaix passe ainsi de 8 700 habitants en 1806 à 125 000 habitants en 1896 quand celle de Tourcoing passe de 12 000 habitants à 82 000 habitants au cours de la même période. Au plus proche de la frontière belge, ces villes nouvelles accueillent en outre un nombre croissant de travailleurs transfrontaliers à partir de la fin du XIXe siècle. Dès 1905, quelques membres de la Chambre de commerce de Lille et un groupe d’ingénieurs des travaux publics lancent l’idée d’une fusion des villes de Lille, Roubaix et Tourcoing que l'un d'entre eux, Arthur Stoclet, propose d'appeler LIRT. Mais Roubaix et Tourcoing sont alors au sommet d’un développement industriel qui semble sans limite. Elles ne songent pas un instant à s’unir à leur voisine et rivale.
Après la Seconde Guerre mondiale, l’État met en place une politique d’aménagement du territoire sous l’impulsion de géographes, comme Jean-François Gravier qui publie Paris et le désert français en 1947, de hauts fonctionnaires et de politiques, comme Eugène Claudius-Petit, ministre de la Reconstruction et de l'Urbanisme, qui présente en février 1950 en conseil des ministres un texte intitulé Pour un plan national d'aménagement du territoire. Ces approches trouvent un nouvel écho avec le changement de régime de 1958 et débouchent notamment sur la création de huit métropoles d’équilibre en 1964, dont Lille-Roubaix-Tourcoing, conformément aux préconisations d’un rapport des géographes Jean Hautreux et Michel Rochefort à la Délégation à l'aménagement du territoire et à l'action régionale (DATAR) récemment créée, avec pour objectif de favoriser la croissance de grandes villes de province capables de faire contrepoids au développement de l'agglomération parisienne. Contrepoids à l'échelle nationale, les métropoles d'équilibre doivent aussi être des « moteurs à l'échelon régional ». En 1966, l'Oream-Nord, dont la mission est d'établir un schéma d’aménagement de la Métropole Nord, est mis en place par l’État. Réunissant architectes, urbanistes, ingénieurs, géographes, économistes, sociologues et paysagistes, il sera le premier à avancer le concept de métropole européenne, dotée d'un « Euro-centre », centre directionnel réalisant « l'intégration d'un pôle d'activités tertiaires, centre d'affaires et centre administratif, et d'un nœud essentiel des réseaux urbains, suburbains ou européens de toutes natures. »
Peu après, la loi no 66-1069 du 31 décembre 1966 crée, sans véritable consultation des communes concernées, quatre communautés urbaines (Bordeaux, Lille, Lyon et Strasbourg), associations juridiques obligées de communes appelées à partager un certain nombre de services et leur financement avec une ville centrale. La communauté urbaine de Lille couvre alors 89 communes. Selon Béatrice Giblin-Delvallet, le périmètre de ce regroupement de communes « ne relevait pas uniquement du souci de leur aménagement puisque le préfet a veillé à ce que les communes de droite soient majoritaires afin que la présidence revienne au maire de l’une d’entre elles et que le siège de la Communauté urbaine de Lille (CUDL) soit établi dans une de ces communes et non pas dans la capitale régionale. » C’est pourtant le maire socialiste de Lille, Augustin Laurent, qui en est élu président le 22 décembre 1967, avant de prendre ses fonctions le 1er janvier 1968.

### Création de la métropole

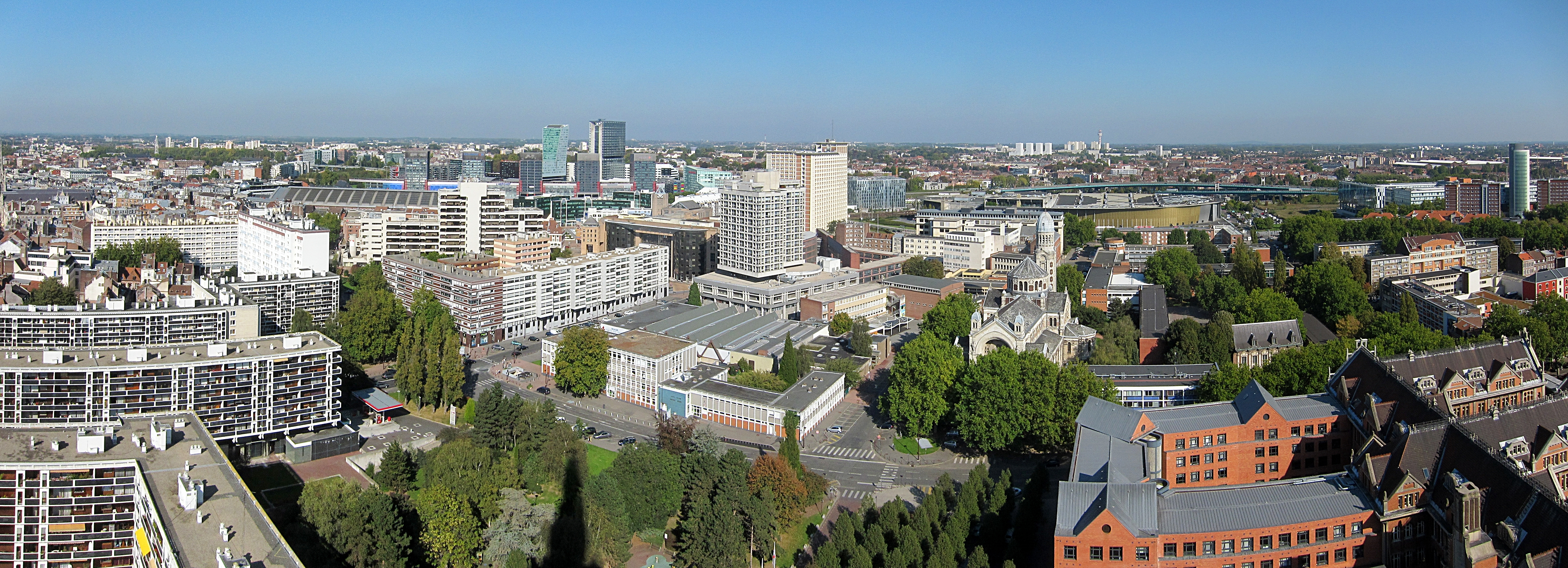
Vue vers l'est depuis le beffroi de l'hôtel de ville de Lille, en direction d'Euralille et de Villeneuve-d'Ascq (2011).

À la fin des années 1960, les démographes français prévoient que la Métropole Nord comptera 2 millions d’habitants en l’an 2000. Pour répondre à cette croissance démographique et maîtriser une expansion périurbaine anarchique qui commence à se développer entre Lille et Roubaix, Edgard Pisani, ministre de l’Équipement, décide de la création d’une ville nouvelle, dite Lille-Est. Deux ans plus tard, en 1969, l’Établissement public d'aménagement de Lille-Est (EPALE) est installé pour ériger la ville nouvelle sur une superficie de 3 500 hectares, « sans qu’il soit envisagé d’associer dans le conseil d’administration les représentants de la Communauté urbaine ni même les élus des trois communes dont pourtant les territoires sont intégrés dans le périmètre de la ville nouvelle ». Cependant, la CUDL nouvellement créée réagit vivement et obtient une représentation majoritaire au conseil d’administration de l'EPALE, dont Arthur Notebart, alors vice-président de la communauté urbaine chargé de l'urbanisme, devient président le 27 juin 1969.
Mais l’industrie locale est en proie à de profondes mutations qui annoncent l’effondrement de l’ensemble du système productif hérité du XIXe siècle. Une dizaine d’années après le début de la construction de Lille-Est, il devient manifeste que l’expansion démographique attendue ne surviendra pas et que le développement de la ville nouvelle, devenue Villeneuve-d'Ascq en 1970, s’effectue au détriment des villes historiques de la communauté urbaine. Alors même que ces dernières sont confrontées à une crise majeure, les ressources de l’État et de la communauté sont en effet largement absorbées par le coût du développement des équipements collectifs de la ville nouvelle qui aspire leurs classes moyennes fuyant les zones de marasme économique. Les tensions entre élus sont alors à leur comble dans un contexte de concurrence interurbaine exacerbée d'où le pôle Roubaix-Tourcoing, dont les élus se révèlent de surcroît incapables de s'accorder sur un projet commun, sort grand perdant.

Le parvis de la gare de Lille-Europe, devant la Tour de Lille et la tour Lilleurope, à Euralille.

L’arrivée de la gauche au pouvoir, au début des années 1980, marque la fin de l’EPALE, dissoute le 1er janvier 1984 par le Premier ministre Pierre Mauroy, et la récupération par Villeneuve-d'Ascq et la CUDL de l'ensemble de leurs prérogatives. Mais ce n’est que quelques années plus tard que, pour la première fois, les élus des grandes villes de la CUDL décident de défendre ensemble un projet, celui du passage par Lille de la LGV Nord, et d’en assumer le surcoût. C’est alors que la perspective internationale commence à se dessiner et l’idée de métropole européenne, portée par l'Agence de développement et d’urbanisme (ADU) créée par Pierre Mauroy en 1989 aussitôt après son accession à la présidence de la communauté urbaine, à s'imposer. La CUDL va notamment mobiliser les aides de l'Union Européenne, tant au titre des programmes Interreg (subventions aux programmes transfrontaliers) qu’au titre des fonds de soutien aux régions en crise industrielle, pour lancer sept grands chantiers, dont Euralille, l’Eurotéléport de Roubaix, le Centre international de transport de Tourcoing, la plate-forme multimodale de Lomme et l’agrandissement de l’aéroport de Lille-Lesquin, qui doivent marquer la vocation européenne de l’agglomération. Pour mieux affirmer ce changement d'échelle, la Communauté urbaine de Lille (CUDL) change de nom le 13 décembre 1996 pour Lille Métropole Communauté urbaine (LMCU).
Parallèlement, en 1993, un groupe informel nommé « Comité Grand Lille », réunissant les élites politiques et économiques de la métropole, se constitue à l'initiative de Bruno Bonduelle, patron du groupe Bonduelle, pour promouvoir le développement par l’international du territoire métropolitain. Il publie plusieurs projets sur l’accessibilité transnationale et l’organisation de grands événements parmi lesquels la candidature de Lille pour l'organisation des Jeux olympiques d'été de 2004 et une candidature au label de Capitale européenne de la culture. Lille remporte la candidature française aux Jeux olympiques face à Lyon mais est éliminée par le Comité international olympique en 1997. En revanche, la candidature au titre de Capitale européenne de la culture, également relayée par un « Club des élus à la culture » des communes de la communauté urbaine, est retenue en 1998 pour l’année 2004. Si l'impact économique de l'évènement est difficile à évaluer, le succès médiatique est au rendez-vous et son organisation donne aux institutions et aux territoires l’occasion d’inventer une nouvelle gouvernance, au moins pour un temps.
Porté par les milieux politiques, économiques et scientifiques proches du pouvoir local tout au long des années 1990 et 2000, l’objectif de faire de la métropole lilloise une métropole européenne est désormais partagé par l’ensemble des acteurs, élus, milieu patronal, services de l’État et de la région. Pour autant, complexités administratives, rivalités politiques et divergences d'intérêts communaux demeurent. En 2010, la loi no 2010-1563 de réforme des collectivités territoriales ouvre la possibilité aux agglomérations de plus de 500 000 habitants de se constituer, sur la base du volontariat, en métropole, nouvel EPCI créé par la loi. Seule la métropole Nice Côte d'Azur saisit cette occasion en 2011. Finalement, c'est la loi MAPTAM du 27 janvier 2014 qui conduit à la transformation automatique de Lille Métropole Communauté urbaine (LMCU) en Métropole européenne de Lille (MEL) à compter du 1er janvier 2015. La création de la MEL par décret no 2014-1600 du 23 décembre 2014 s'accompagne du transfert à la métropole de plusieurs compétences jusque-là attribuées aux communes ainsi que de certaines des compétences du département et, le cas échéant, de la région et de l'État.

## Périmètre

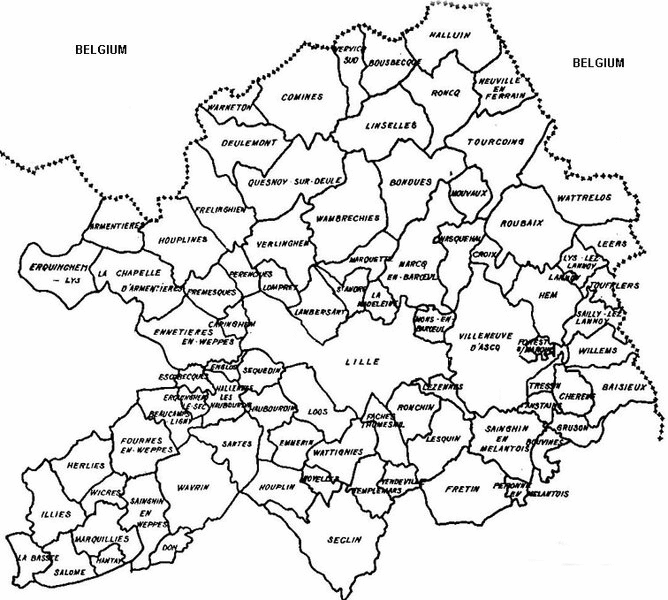
Les communes de la MEL lors de sa création.

En 1966, lors des travaux préparatoires de la loi qui institue la CUDL, la question de son périmètre est longuement débattue. Il varie de 37 communes, périmètre des deux agglomérations de Lille et de Roubaix-Tourcoing selon l'Insee (ce n'est qu'en 1968 que l'Insee fond en une seule agglomération celles de Lille et de Roubaix-Tourcoing), à 128 communes, périmètre de l'arrondissement de Lille. Finalement, c'est le nombre relativement élevé de 89 communes qui est retenu, « périmètre négocié, qui tente de prendre en compte la  réalisation des objectifs du Plan sans hypothéquer les chances d’éventuelles conquêtes partisanes de la majorité gouvernementale. »
Jusqu'en 2017, son périmètre ne change pas, mais le nombre des communes est ramené à 87 en février 1970, lorsque les mairies d’Annappes, d’Ascq et de Flers, qui craignent une absorption par Lille à la faveur de l'édification de la ville nouvelle, décident de la fusion des trois communes pour devenir Villeneuve-d'Ascq, puis à 85 après la fusion association de Lille et Hellemmes en 1977 puis de Lille et Lomme en 2000. En 2017, le périmètre de la métropole évolue légèrement à la suite de la Loi portant nouvelle organisation territoriale de la République qui prévoit la suppression des intercommunalités de moins de 15 000 habitants. La Communauté de communes de Weppes, qui regroupait cinq communes (Bois-Grenier, Aubers, Fromelles, Le Maisnil, Radinghem-en-Weppes) comptant 5 900 habitants, a alors choisi de rejoindre la MEL à compter du 1er janvier 2017. Enfin, en novembre 2018, la Communauté de communes de la Haute Deûle, qui regroupait elle aussi cinq communes (Allennes-les-Marais, Annœullin, Bauvin, Carnin et Provin) comptant 24 654 habitants décide de fusionner avec la MEL à compter de mars 2020. Depuis le 14 mars 2020, la MEL fédère ainsi 95 communes.
Le périmètre du Schéma de cohérence territoriale Lille Métropole est toutefois un peu plus étendu. Il excède légèrement le périmètre de l'arrondissement de Lille en associant à la MEL la Communauté de communes Pévèle Carembault (93 000 habitants).

Carte topographique de la MEL en 2020.

Avec 95 communes, la MEL est la plus importante métropole de province en nombre de communes fédérées, devant la Métropole d'Aix-Marseille-Provence (qui réunit 92 communes sur un territoire presque 5 fois plus étendu). Particulièrement composite, elle compte, en 2020, 51 communes de moins de 5 000 habitants et 14 communes de plus de 20 000 habitants, dont quatre dépassent 60 000 habitants : Lille, Roubaix, Tourcoing et Villeneuve-d'Ascq. Si la commune de Lille est contiguë à celle de Villeneuve-d'Ascq, son centre est situé à une douzaine de kilomètres de ceux des communes de Roubaix et Tourcoing, dont elle est séparée par plusieurs communes de dimensions variées sans aucune rupture du tissu urbain. La « métropole dense », zone agglomérée de moins de 250 km2 où résident plus de 850 000 habitants, soit une « ville » de la taille de Marseille, couvre ainsi près d'une trentaine de communes. Il en résulte un véritable « cas limite » de l'« émiettement communal » contre lequel les réformateurs des années 1960 voulaient lutter, dans une configuration multipolaire où la ville centre ne compte qu'un peu plus de 230 000 habitants, soit à peine 20 % de la population totale de la métropole, ce qui atténue fortement sa domination et fait de la MEL un cas unique en France.
La métropole est composée des 95 communes suivantes :

| Nom                       | Code Insee | Gentilé             | Superficie (km2) | Population (dernière pop. légale) | Densité (hab./km2) |
| ------------------------- | ---------- | ------------------- | ---------------- | --------------------------------- | ------------------ |
| Lille (siège)             | 59350      | Lillois             | 34,83            | 238 695 (2022)                    | 6 853              |
| Allennes-les-Marais       | 59005      | Allennois           | 5,55             | 3 549 (2022)                      | 639                |
| Annœullin                 | 59011      | Annœullinois        | 9,01             | 10 887 (2022)                     | 1 208              |
| Anstaing                  | 59013      | Anstinois           | 2,3              | 1 643 (2022)                      | 714                |
| Armentières               | 59017      | Armentiérois        | 6,28             | 26 107 (2022)                     | 4 157              |
| Aubers                    | 59025      | Aubersois           | 10,14            | 1 746 (2022)                      | 172                |
| Baisieux                  | 59044      | Basiliens           | 8,68             | 5 361 (2022)                      | 618                |
| La Bassée                 | 59051      | Basséens            | 3,54             | 6 678 (2022)                      | 1 886              |
| Bauvin                    | 59052      | Bauvinois           | 3,85             | 5 124 (2022)                      | 1 331              |
| Beaucamps-Ligny           | 59056      | Beaucampois         | 5,04             | 845 (2022)                        | 168                |
| Bois-Grenier              | 59088      | Grenériens          | 7,25             | 1 784 (2022)                      | 246                |
| Bondues                   | 59090      | Bonduois            | 13,05            | 9 666 (2022)                      | 741                |
| Bousbecque                | 59098      | Bousbecquois        | 6,44             | 4 956 (2022)                      | 770                |
| Bouvines                  | 59106      | Bouvinois           | 2,71             | 766 (2022)                        | 283                |
| Capinghem                 | 59128      | Capinghemmois       | 1,86             | 2 601 (2022)                      | 1 398              |
| Carnin                    | 59133      | Carninois           | 2,33             | 1 097 (2022)                      | 471                |
| La Chapelle-d'Armentières | 59143      | Chapellois          | 10,34            | 8 782 (2022)                      | 849                |
| Chéreng                   | 59146      | Chérengeois         | 4,18             | 3 040 (2022)                      | 727                |
| Comines                   | 59152      | Cominois            | 16,02            | 12 649 (2022)                     | 790                |
| Croix                     | 59163      | Croisiens           | 4,44             | 20 956 (2022)                     | 4 720              |
| Deûlémont                 | 59173      | Deûlémontois        | 9,94             | 1 801 (2022)                      | 181                |
| Don                       | 59670      | Donois              | 2,32             | 1 401 (2022)                      | 604                |
| Emmerin                   | 59193      | Emmerinois          | 4,91             | 3 026 (2022)                      | 616                |
| Englos                    | 59195      | Englosiens          | 1,35             | 616 (2022)                        | 456                |
| Ennetières-en-Weppes      | 59196      | Ennetiérois         | 10,44            | 1 288 (2022)                      | 123                |
| Erquinghem-le-Sec         | 59201      | Erquinghemois       | 1,75             | 624 (2022)                        | 357                |
| Erquinghem-Lys            | 59202      | Erquinghemmois      | 9                | 5 349 (2022)                      | 594                |
| Escobecques               | 59208      | Escobecquois        | 1,85             | 303 (2022)                        | 164                |
| Faches-Thumesnil          | 59220      | Faches-Thumesnilois | 4,62             | 18 310 (2022)                     | 3 963              |
| Forest-sur-Marque         | 59247      | Forestois           | 1,05             | 1 660 (2022)                      | 1 581              |
| Fournes-en-Weppes         | 59250      | Fournois            | 8,22             | 2 167 (2022)                      | 264                |
| Frelinghien               | 59252      | Frelinghinois       | 11,27            | 2 617 (2022)                      | 232                |
| Fretin                    | 59256      | Fretinois           | 13,17            | 3 221 (2022)                      | 245                |
| Fromelles                 | 59257      | Fromellois          | 8,54             | 1 133 (2022)                      | 133                |
| Gruson                    | 59275      | Grusonnois          | 3,13             | 1 223 (2022)                      | 391                |
| Hallennes-lez-Haubourdin  | 59278      | Hallennois          | 4,35             | 4 739 (2022)                      | 1 089              |
| Halluin                   | 59279      | Halluinois          | 12,56            | 20 684 (2022)                     | 1 647              |
| Hantay                    | 59281      | Hantayeurs          | 2,09             | 1 249 (2022)                      | 598                |
| Haubourdin                | 59286      | Haubourdinois       | 5,31             | 14 922 (2022)                     | 2 810              |
| Hem                       | 59299      | Hémois              | 9,65             | 18 579 (2022)                     | 1 925              |
| Herlies                   | 59303      | Herlilois           | 7,11             | 2 288 (2022)                      | 322                |
| Houplin-Ancoisne          | 59316      | Houplinois          | 6,48             | 3 301 (2022)                      | 509                |
| Houplines                 | 59317      | Houplinois          | 11,32            | 7 907 (2022)                      | 698                |
| Illies                    | 59320      | Illilois            | 7,91             | 1 688 (2022)                      | 213                |
| Lambersart                | 59328      | Lambersartois       | 6,16             | 27 105 (2022)                     | 4 400              |
| Lannoy                    | 59332      | Lannoyens           | 0,18             | 1 791 (2022)                      | 9 950              |
| Leers                     | 59339      | Leersois            | 5,4              | 9 555 (2022)                      | 1 769              |
| Lesquin                   | 59343      | Lesquinois          | 8,41             | 9 356 (2022)                      | 1 112              |
| Lezennes                  | 59346      | Lezennois           | 2,14             | 2 966 (2022)                      | 1 386              |
| Linselles                 | 59352      | Linsellois          | 11,71            | 8 177 (2022)                      | 698                |
| Lompret                   | 59356      | Lompretois          | 3,1              | 2 170 (2022)                      | 700                |
| Loos                      | 59360      | Loossois            | 6,95             | 22 948 (2022)                     | 3 302              |
| Lys-lez-Lannoy            | 59367      | Lyssois             | 3,26             | 13 987 (2022)                     | 4 290              |
| La Madeleine              | 59368      | Madeleinois         | 2,84             | 22 161 (2022)                     | 7 803              |
| Le Maisnil                | 59371      | Maisnilois          | 3,51             | 628 (2022)                        | 179                |
| Marcq-en-Barœul           | 59378      | Marcquois           | 14,04            | 39 943 (2022)                     | 2 845              |
| Marquette-lez-Lille       | 59386      | Marquettois         | 4,86             | 11 709 (2022)                     | 2 409              |
| Marquillies               | 59388      | Marquillois         | 6,91             | 1 971 (2022)                      | 285                |
| Mons-en-Barœul            | 59410      | Monsois             | 2,88             | 21 368 (2022)                     | 7 419              |
| Mouvaux                   | 59421      | Mouvallois          | 4,17             | 13 239 (2022)                     | 3 175              |
| Neuville-en-Ferrain       | 59426      | Neuvillois          | 6,18             | 10 125 (2022)                     | 1 638              |
| Noyelles-lès-Seclin       | 59437      | Noyellois           | 2,38             | 839 (2022)                        | 353                |
| Pérenchies                | 59457      | Pérenchinois        | 3,03             | 8 487 (2022)                      | 2 801              |
| Péronne-en-Mélantois      | 59458      | Péronnais           | 1,14             | 1 001 (2022)                      | 878                |
| Prémesques                | 59470      | Prémesquois         | 5,07             | 2 029 (2022)                      | 400                |
| Provin                    | 59477      | Provinois           | 3,39             | 4 456 (2022)                      | 1 314              |
| Quesnoy-sur-Deûle         | 59482      | Quesnoysiens        | 14,36            | 6 863 (2022)                      | 478                |
| Radinghem-en-Weppes       | 59487      | Radinghémois        | 6,82             | 1 404 (2022)                      | 206                |
| Ronchin                   | 59507      | Ronchinois          | 5,42             | 19 436 (2022)                     | 3 586              |
| Roncq                     | 59508      | Roncquois           | 10,59            | 13 873 (2022)                     | 1 310              |
| Roubaix                   | 59512      | Roubaisiens         | 13,23            | 99 507 (2022)                     | 7 521              |
| Sailly-lez-Lannoy         | 59522      | Saillysiens         | 4,43             | 1 936 (2022)                      | 437                |
| Sainghin-en-Mélantois     | 59523      | Sainghinois         | 10,48            | 2 844 (2022)                      | 271                |
| Sainghin-en-Weppes        | 59524      | Sainghinois         | 7,71             | 5 663 (2022)                      | 735                |
| Saint-André-lez-Lille     | 59527      | Andrésiens          | 3,16             | 12 909 (2022)                     | 4 085              |
| Salomé                    | 59550      | Saloméens           | 5,25             | 3 116 (2022)                      | 594                |
| Santes                    | 59553      | Santois             | 7,57             | 5 656 (2022)                      | 747                |
| Seclin                    | 59560      | Seclinois           | 17,42            | 13 011 (2022)                     | 747                |
| Sequedin                  | 59566      | Sequedinois         | 3,93             | 4 722 (2022)                      | 1 202              |
| Templemars                | 59585      | Templemarois        | 4,61             | 3 630 (2022)                      | 787                |
| Toufflers                 | 59598      | Toufflersois        | 2,39             | 3 964 (2022)                      | 1 659              |
| Tourcoing                 | 59599      | Tourquennois        | 15,19            | 99 160 (2022)                     | 6 528              |
| Tressin                   | 59602      | Tressinois          | 1,89             | 1 390 (2022)                      | 735                |
| Vendeville                | 59609      | Vendevillois        | 2,57             | 1 615 (2022)                      | 628                |
| Verlinghem                | 59611      | Verlinghemois       | 10,08            | 2 678 (2022)                      | 266                |
| Villeneuve-d'Ascq         | 59009      | Villeneuvois        | 27,46            | 62 342 (2022)                     | 2 270              |
| Wambrechies               | 59636      | Wambrecitains       | 15,47            | 10 984 (2022)                     | 710                |
| Warneton                  | 59643      | Warnetonnois        | 4,17             | 233 (2022)                        | 56                 |
| Wasquehal                 | 59646      | Wasquehaliens       | 6,86             | 20 674 (2022)                     | 3 014              |
| Wattignies                | 59648      | Wattignisiens       | 6,31             | 15 756 (2022)                     | 2 497              |
| Wattrelos                 | 59650      | Wattrelosiens       | 13,44            | 40 881 (2022)                     | 3 042              |
| Wavrin                    | 59653      | Wavrinois           | 13,55            | 7 777 (2022)                      | 574                |
| Wervicq-Sud               | 59656      | Wervicquois         | 5,09             | 5 446 (2022)                      | 1 070              |
| Wicres                    | 59658      | Wicrois             | 2,77             | 562 (2022)                        | 203                |
| Willems                   | 59660      | Willemois           | 5,8              | 2 969 (2022)                      | 512                |

## Géographie

### Situation

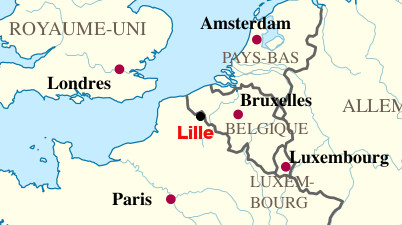
Géolocalisation de la MEL

La MEL est située dans le nord de la France, au centre du département du Nord. Elle est bordée au nord et à l'est par la Belgique, avec laquelle elle partage 84 km de frontière, et au sud-ouest par le département du Pas-de-Calais. Elle est encadrée, du sud-est au sud-ouest, par le bassin minier du Nord-Pas-de-Calais.
Par la route, son centre est distant de 75 km de Dunkerque,
de 110 km de Calais
et de 280 km de Londres (dont 58 km en navette d'Eurotunnel)
à l'ouest ; de 70 km de Gand, de 90 km d'Ostende et Zeebruges, de 125 km d'Anvers et de 290 km d'Amsterdam  au nord ; de 110 km de Bruxelles, de 200 km de Liège, de 300 km de Luxembourg et de 320 km de Cologne à l'est ; de 50 km d'Arras, de 140 km d'Amiens et de 220 km de Paris au sud.
Elle se trouve ainsi à la croisée de grands itinéraires européens, routiers, mais aussi ferroviaires ou maritimes, est-ouest entre l'Allemagne, le Luxembourg, la Belgique et le Royaume-Uni, nord-sud entre les Pays-Bas, la Belgique, la France et l'Espagne.

### Territoire et urbanisation

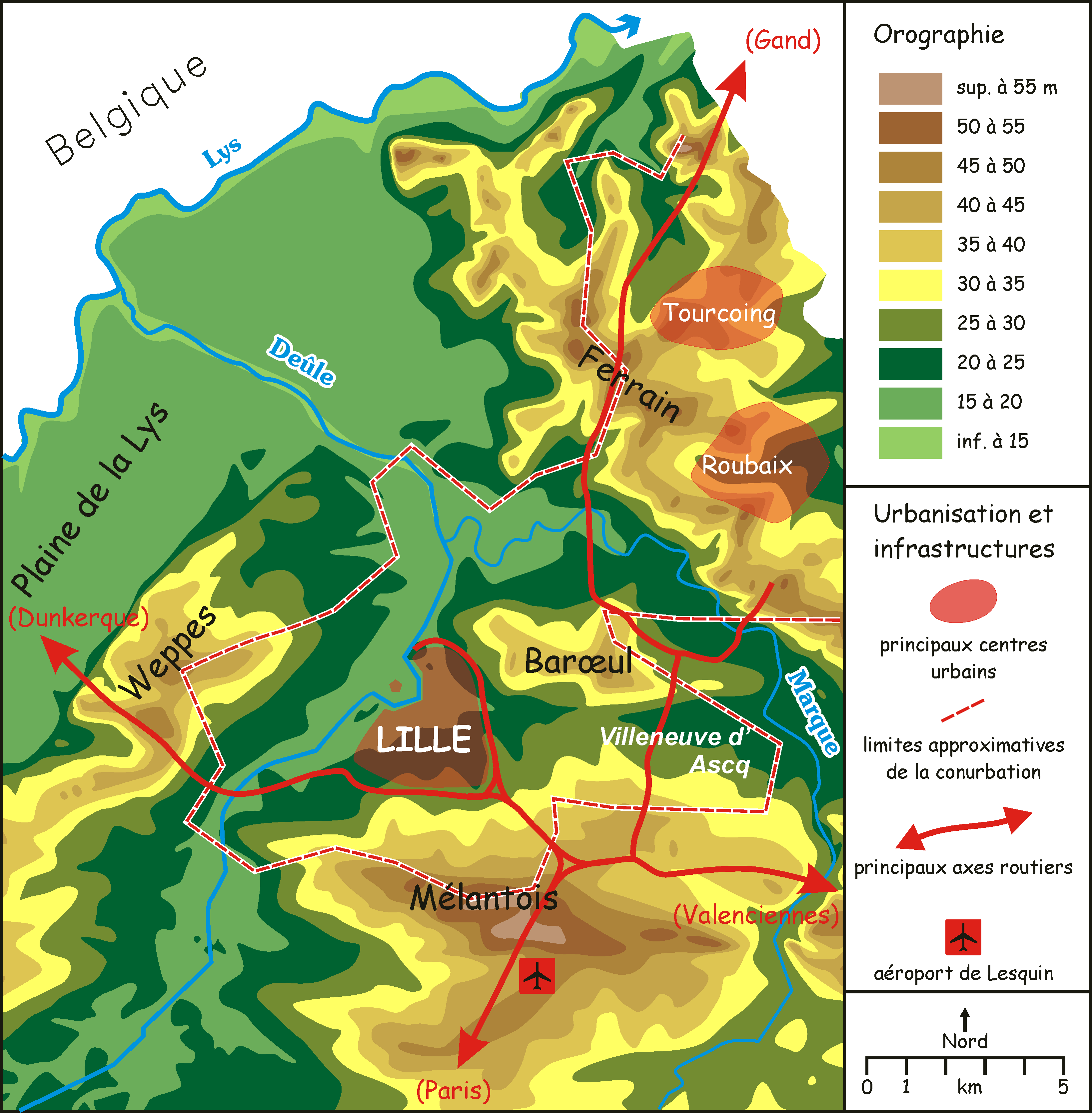
Topographie des environs de Lille

Avec une superficie de 671,9 km2, la MEL est la cinquième métropole la plus étendue de France, après Aix-Marseille-Provence, Nice Côte d'Azur, Grand Paris et Rennes, juste devant Rouen Normandie, Bordeaux, Grenoble-Alpes et Lyon. Elle couvre un système urbain complexe qui comprend un vaste tissu aggloméré constitué de villes-centre anciennes et de communes périphériques, des bourgs relais, non agglomérés, ainsi que des communes rurales. Cette structure urbaine prend place dans les régions naturelles du Ferrain, de la plaine de la Lys, du Mélantois et du pays de Weppes.
Le Ferrain, situé au nord-est du territoire, est caractérisé par quelques petites buttes-témoins d'une soixantaine de mètres d'altitude, dont les principales sont situées sur les communes de Halluin, Linselles et Wervicq-Sud. La plaine de la Lys occupe les parties nord et ouest du territoire. Avec une altitude quasi constante de l'ordre de 20 mètres, cette plaine présente une continuité géographique avec la vallée de la Deûle, où s'est implantée la ville de Lille. Cette vallée sépare les deux entités géographiques que constituent le pays des Weppes, étroite bande de plaine argileuse vallonnée orientée sud-ouest/nord-est, situé entre la plaine de la Lys et la vallée de la Deûle, et le Mélantois, plateau crayeux dont les altitudes varient de 20  à   45 mètres situé au sud-est du territoire. La vallée de la Marque, orientée sud-est/nord-ouest, rejoint la vallée de la Deûle et sépare le Mélantois du Ferrain où sont situés Roubaix et Tourcoing.
Le système urbain est organisé autour d'un noyau majeur composé d'une trentaine de communes agglomérées au sein d'un tissu urbain continu, la conurbation Lille - Roubaix - Tourcoing prolongée au sud par un axe secondaire relativement récent construit autour de la ville nouvelle de Villeneuve-d'Ascq et vers le bassin minier le long de la Deûle et du parc de la Deûle qui protège les champs captants « irremplaçables » du sud de Lille. Plus au nord, la vallée de la Lys forme à la fois un axe urbain en limite avec la Belgique, émaillé de villes jumelles transfrontalières, et un élément de la trame verte régionale et paneuropéenne (corridor de migration, et élément de la trame bleue pour les oiseaux et organismes aquatiques notamment). En périphérie du noyau central, les communes satellites constituant le reste de l’agglomération lilloise s’organisent de façon diffuse et variée, la quasi-totalité des villages ruraux ayant évolué vers la périurbanisation à la suite de l’explosion de l’habitat pavillonnaire à partir du début des années 1960. Ainsi, entre 1971 et 2013, alors que la population du territoire du SCOT de Lille Métropole augmentait de 16 %, la surface artificialisée s’est accrue de 56 %. Les espaces agricoles restent néanmoins importants puisqu'ils représentent encore 28 420 hectares en 2013, soit 46 % de la superficie totale de la MEL, ce qui en fait la métropole la plus agricole de France. La quasi-totalité des sols du territoire bénéficient en effet d’une couverture de limon quaternaire leur conférant une grande qualité agronomique.

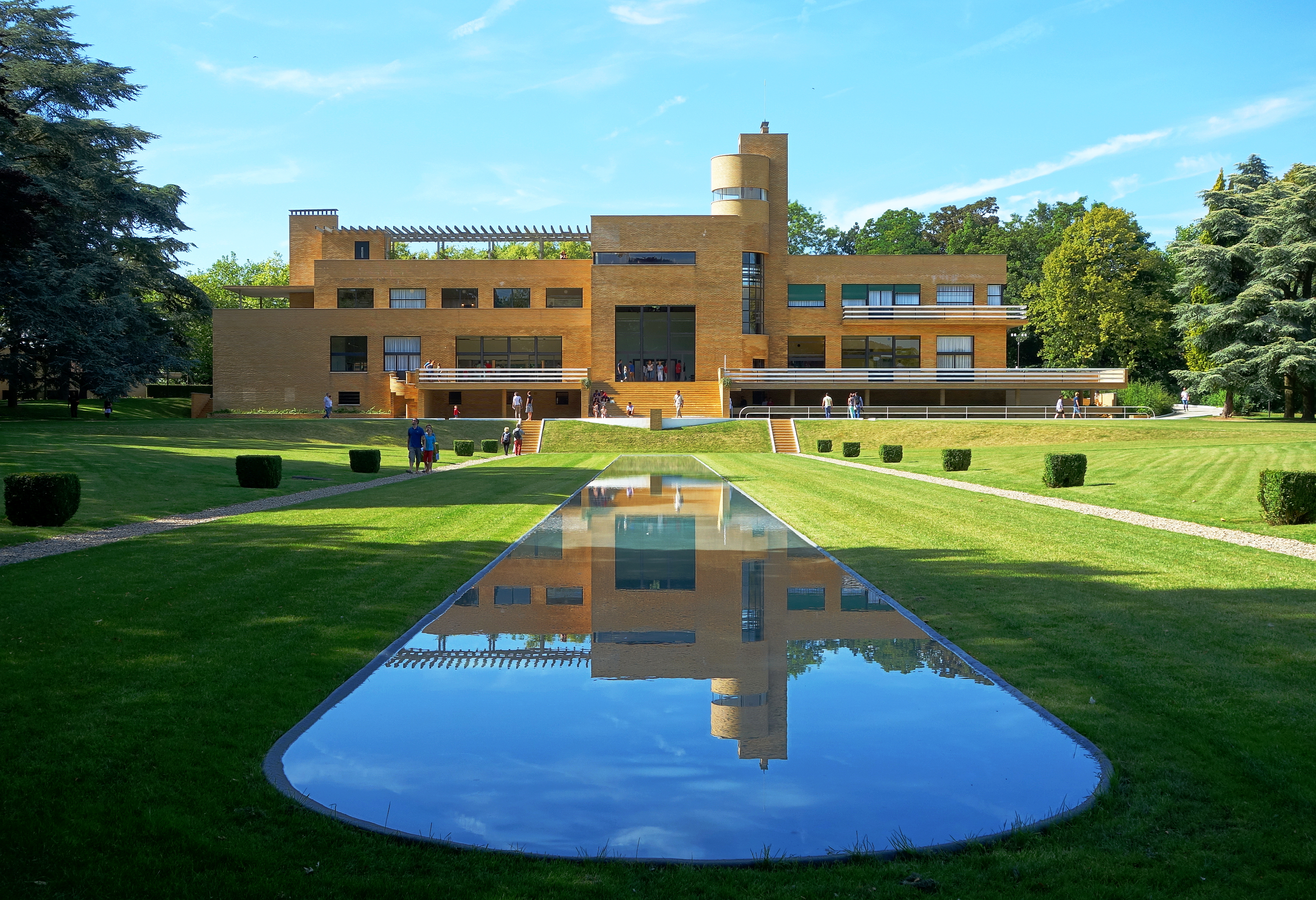
La villa Cavrois, à Croix.

Il en résulte un tissu urbain caractérisé, dans la tache centrale, par un habitat groupé généralement dense, et, dans le périurbain, par d'anciens bourgs ruraux auxquels ont été rattachés divers lotissements sans exclure des formes d'habitat rural dispersé. L'usage de la brique rouge est dominant comme matériau de construction, tant des maisons de ville unifamiliale ordonnées en rangs réguliers typiques des villes de la région que des fermes à cour carrée caractéristiques des exploitations agricoles locales. L'industrialisation a en outre conduit à une forte imbrication entre tissu industriel et habitat de statuts variés. La maison de ville prend ainsi des formes très différentes : maison de maître, maison bourgeoise, semi-bourgeoise, ouvrière, de courée ou maison rurale, pouvant se côtoyer. L'habitat individuel, largement dominant jusque dans le noyau central aggloméré, laisse apparaître de nombreux interstices et espaces de « nature urbaine ». De même, les abords des nombreuses infrastructures de transport qui fragmentent le territoire, canaux, voies ferrées et voies rapides, tendent à constituer un continuum végétalisé, au point qu’un projet de recherche, le projet Likoto, se propose d’explorer et de valoriser cette « trame verte spontanée ». La métropole lilloise est ainsi celle qui présente la plus forte proportion de couvert végétal dans l’espace artificialisé.
Ce patrimoine architectural et paysager, au croisement des cultures françaises et flamandes, témoigne de l'histoire de la région et de son passé industriel. Il fait l'objet depuis la fin des années 1970 d'une politique de protection et de mise en valeur. Près de 350 bâtiments sont ainsi inscrits ou classés au titre des monuments historiques (dont certains jouissent d'une notoriété nationale, comme la Vieille Bourse ou la villa Cavrois), six sites sont classés et cinq autres inscrits. Cinq Zones de protection du patrimoine architectural, urbain et paysager (ZPPAUP) ont en outre été créées entre 1999 et 2008 (à Comines, Tourcoing, Lambersart, Roubaix, Fournes-en-Weppes/Beaucamps-Ligny) et, depuis 2004, un inventaire du patrimoine architectural et paysager (IPAP) et un inventaire des bâtiments agricoles (IBA) ont permis d'identifier respectivement 1 600 et 355 éléments qui font l'objet d'une protection réglementaire.

### Environnement
Le passé industriel de la métropole marque encore son environnement dans deux dimensions principales, la qualité des eaux et la pollution des sols. L'approvisionnement en eau potable est assuré à 70 % par une nappe phréatique au sud de l'agglomération, satisfaisante en quantité, mais très sensible aux pollutions diffuses, qui fait l'objet d'une protection depuis 1992, renforcée par une déclaration d'utilité publique (DUP) en 2007, impliquant une trentaine de communes. Au début des années 2010, son état chimique est néanmoins jugé mauvais en raison d’une pollution par les nitrates, les pesticides et le sélénium. Plus globalement, le schéma directeur d'alimentation en eau potable établi en 2008 conclut à une capacité de production à peine suffisante pour assurer une couverture correcte des besoins. Cette difficulté, qui pourrait être résolue à terme par un transfert d'eau par le canal Seine-Nord Europe, a donné lieu en 2010 à l'établissement d'un partenariat avec la régie Noréade. Les eaux de surface des principaux cours d'eau de la métropole restent quant à elles de mauvaise qualité, même si la plupart des rivières retrouvent, comme la Deûle, une certaine biodiversité, et une seule zone de baignade est répertoriée sur le territoire (base de loisirs des Prés du Hem à Armentières).

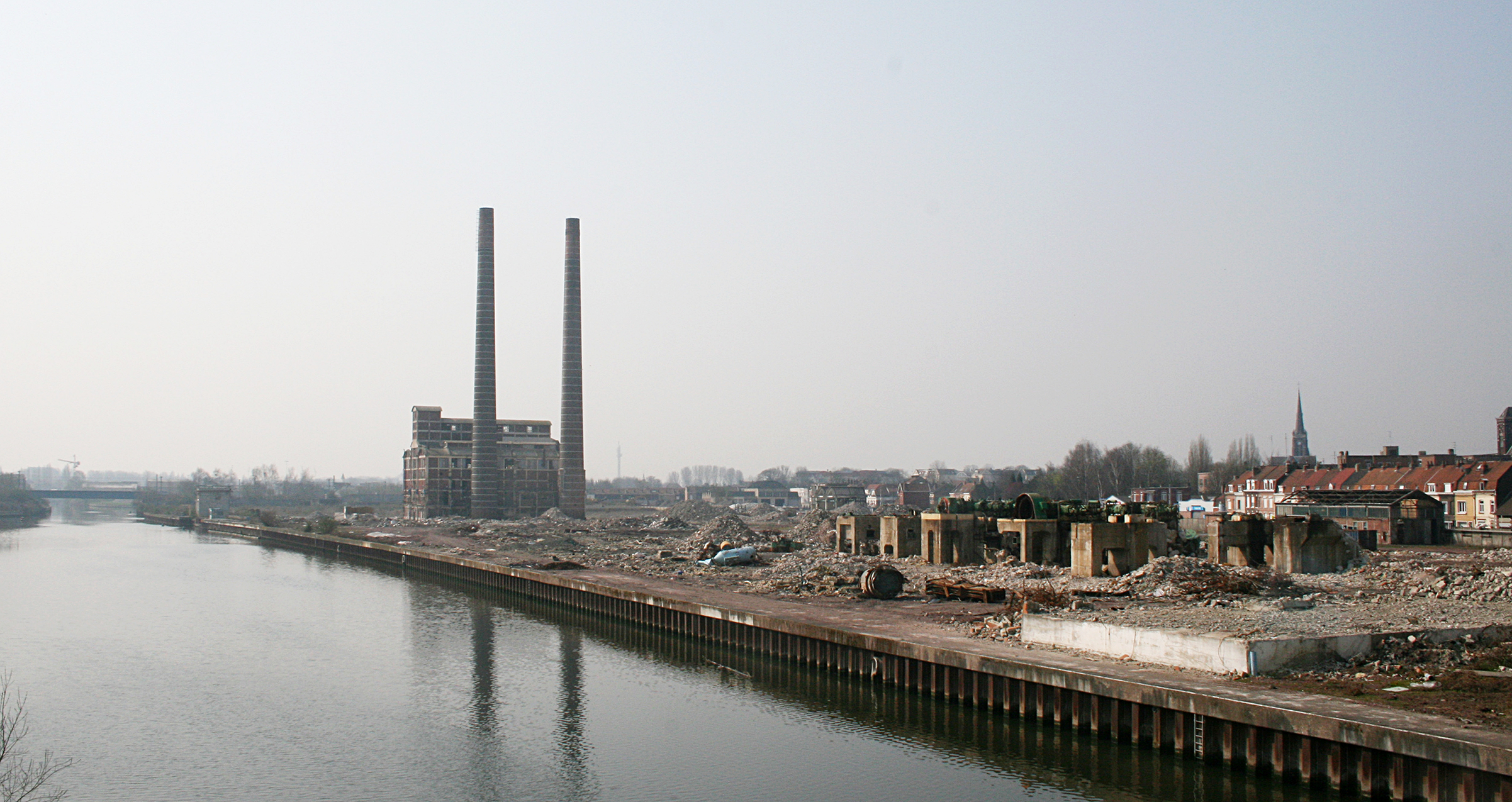
La friche industrielle Rhodia (initialement Établissements Kuhlmann) en bordure de la Deûle à Saint-André-lez-Lille, en 2007.

En ville, la pollution des sols est principalement présente dans les anciennes emprises industrielles, abandonnées du fait de la concurrence des grandes zones d'activité périphériques créées à partir des années 1970 et de l'effondrement des industries traditionnelles, souvent situées au cœur d’un tissu urbain très serré et, en périphérie, dans les anciennes emprises ferroviaires et dépôts des Voies navigables de France. L'expansion industrielle s'est en effet accompagnée d’un accroissement considérable de la circulation des produits industriels et énergétiques impliquant la réalisation d’infrastructures ferroviaires, routières et navigables de grande ampleur. En 2001, l'inventaire des friches industrielles de plus de 2 000 m2 recensait 232 friches sur 542 hectares. Grâce à une politique volontariste, ces volumes ont été ramenés à 156 friches sur 390 hectares en 2007. En 2010, la base de données BASIAS recense quant à elle 6 673 anciens sites industriels ou activités de services dans la métropole, soit 40 % des sites régionaux sur 5 % de la superficie régionale. Si tous ces sites ne sont pas nécessairement pollués, un vaste programme reste néanmoins à engager, à commencer par une meilleure connaissance des sous-sols comme le préconise un rapport de 2010 sur les « friches industrielles et pollutions historiques » qui constate qu'elle est actuellement « générale et relativement limitée ».
La qualité de l'air est moins atypique, le nombre de jours de dépassement des valeurs limites de polluants étant moins important que dans d'autres grandes agglomérations comme Lyon, Marseille ou Strasbourg, notamment en raison de conditions topographiques et climatiques favorables à la dispersion des polluants. La MEL bénéficie en effet d'un climat tempéré océanique caractérisé par des hivers doux et pluvieux, des étés frais et relativement humides et des vents dominants de secteur ouest / sud-ouest. Elle est toutefois exposée au réchauffement climatique. On note ainsi une hausse de la température moyenne de 1,37 °C entre 1955 et 2013 et un quasi doublement du nombre moyen de jours très chauds (> 30 °C). Les périodes de fin de printemps et d’été ont également tendance à devenir plus sèches avec le temps. L'indice ATMO a toutefois été bon ou très bon les trois quarts des jours au cours des années 2011, 2012 et 2013. Naguère liée à l'activité industrielle, la pollution atmosphérique est à présent principalement liée au transport routier, l'ozone et les particules étant les deux principaux facteurs dégradants de la qualité atmosphérique. À cet égard, l'agglomération est particulièrement exposée aux particules fines. La prise en compte des enjeux climatiques et énergétiques reste également problématique. Les premiers postes d'émissions de gaz à effet de serre sont le transport de personnes, suivi des bâtiments résidentiels et du transport de marchandises. Ces émissions sont associées à une forte consommation énergétique due en particulier à l'usage massif de la voiture individuelle comme moyen de transport et à une faible performance énergétique de l'habitat, souvent individuel, relativement ancien et, dans les secteurs périurbains, non mitoyen. En 2014, le territoire est entièrement dépendant de sources d'énergie produite à l'extérieur, en grande partie d'origine fossile (38 % pour le gaz et 37 % pour les produits pétroliers), la production d'énergie provenant de sources renouvelables restant marginale.

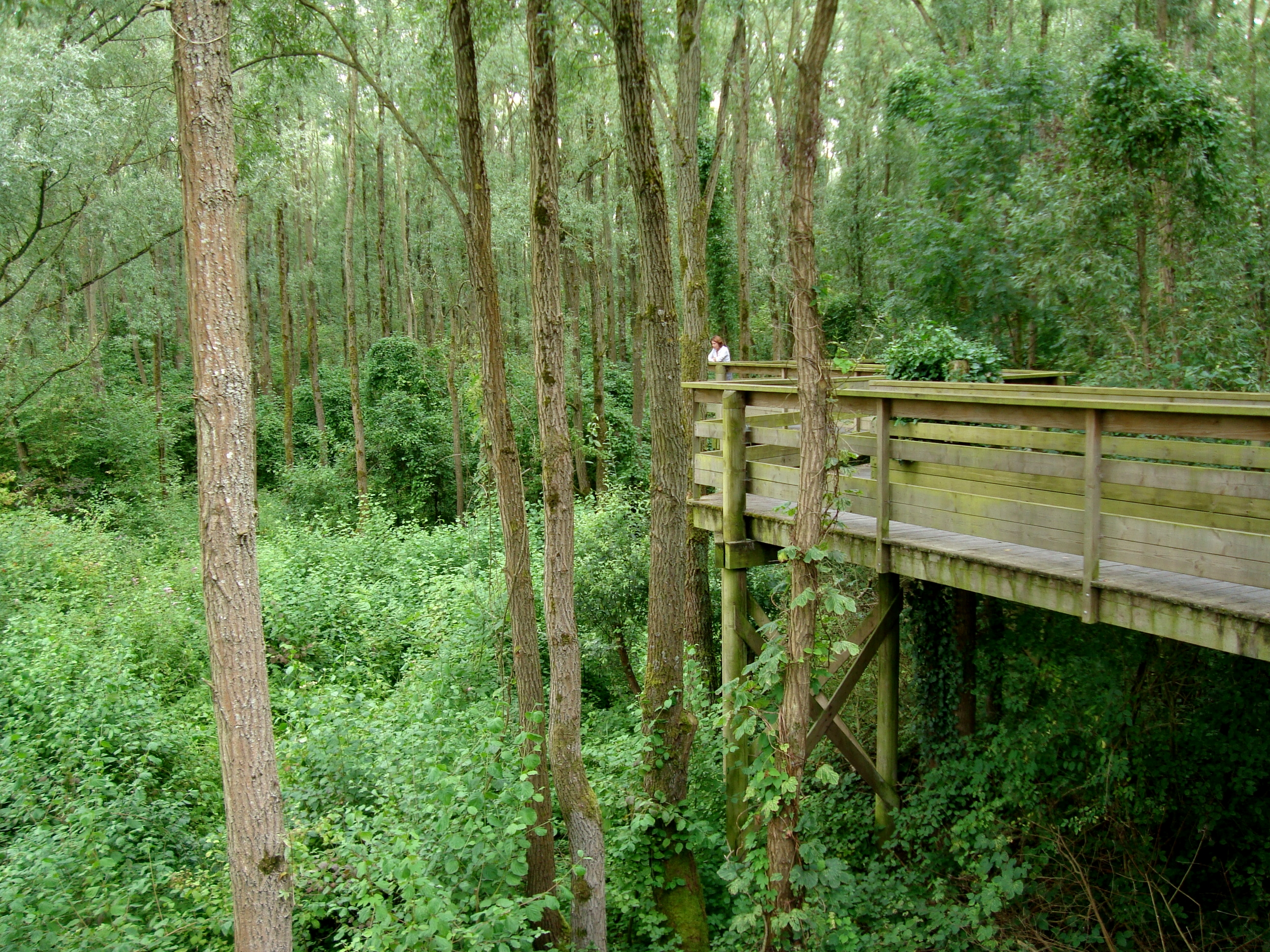
Le site de la Gite, dans le parc de la Deûle à Santes.

Dans le cœur historique de l'agglomération, les principaux espaces verts accessibles au public sont le parc de la citadelle, à Lille, et le parc Barbieux, à Roubaix. Dès la fin des années 1960, le schéma directeur lillois souhaite doter l'agglomération d’une « armature verte », comprenant notamment l’aménagement de deux grands parcs périurbains, le parc de la Deûle et le parc de la Marque, intégrés au schéma régional d’aménagement de l’Oream-Nord. Mais l'opposition des agriculteurs et des chasseurs, le marasme économique et la fermeture de l’agence d’urbanisme dans les années 1970 mettent un terme au projet. Il refait surface dans les années 1990 après qu'une agence d'urbanisme ait été recréée, et une démarche pionnière de trame verte et bleue, de dimension plus modeste, est engagée. Depuis lors, plusieurs centaines d'hectares d'espaces naturels ont été réhabilités et aménagés (en particulier, réalisation du parc de la Deûle, réaménagement du parc du Héron et requalification des chemins de halage de la Basse-Deûle, du canal de Roubaix et de la Marque urbaine) portant à 2 794 hectares la surface totale des espaces verts ouverts au public en 2014, soit 23 m2 par habitant (au niveau de l'arrondissement) contre 15 m2 dans les années 1990. Ces espaces restent toutefois situés pour l'essentiel en périphérie de l'agglomération, fragmentés et mal reliés entre eux. La surface des autres sites d'intérêt écologique régional ou local a été estimée à 10 000 hectares en 2006, dont moins de 15 % sont concernés par des mesures de protection spécifiques. Ils abritent plusieurs espèces remarquables et protégées comme la chouette chevêche, le triton crêté, le murin de Daubenton ou le murin à oreilles échancrées.
La gestion des déchets s'est également beaucoup améliorée au cours des vingt dernières années avec la mise à disposition du public de neuf déchèteries, la mise en place d'un incinérateur (appelé CVE pour centre de valorisation énergétique) à Halluin et d'un centre de méthanisation (appelé CVO pour centre de valorisation organique) à Sequedin et l'utilisation des voies d'eau pour le transport. La collecte sélective est généralisée et le taux global de valorisation des déchets atteint en moyenne 80 % en 2009. Ce n'est toutefois qu'en 2025 que la collecte séparée du verre a été étendue à l'ensemble des communes. La MEL n'avait également pas encore mis en œuvre l'extension du tri des plastiques. Le taux de valorisation matière (verre, papier, plastique…) n'était ainsi que de 23 % à l'échelle de la MEL au début des années 2010.

## Population

### Démographie
Avec 1 187 907 habitants en 2021 (au périmètre en vigueur au 1er janvier 2023), la MEL est la quatrième métropole de France la plus peuplée, après les métropoles de Paris, d’Aix-Marseille-Provence et de Lyon. C’est aussi, avec 1 768 hab./km2, celle qui présente la troisième plus forte densité de population après les métropoles de Paris et Lyon.

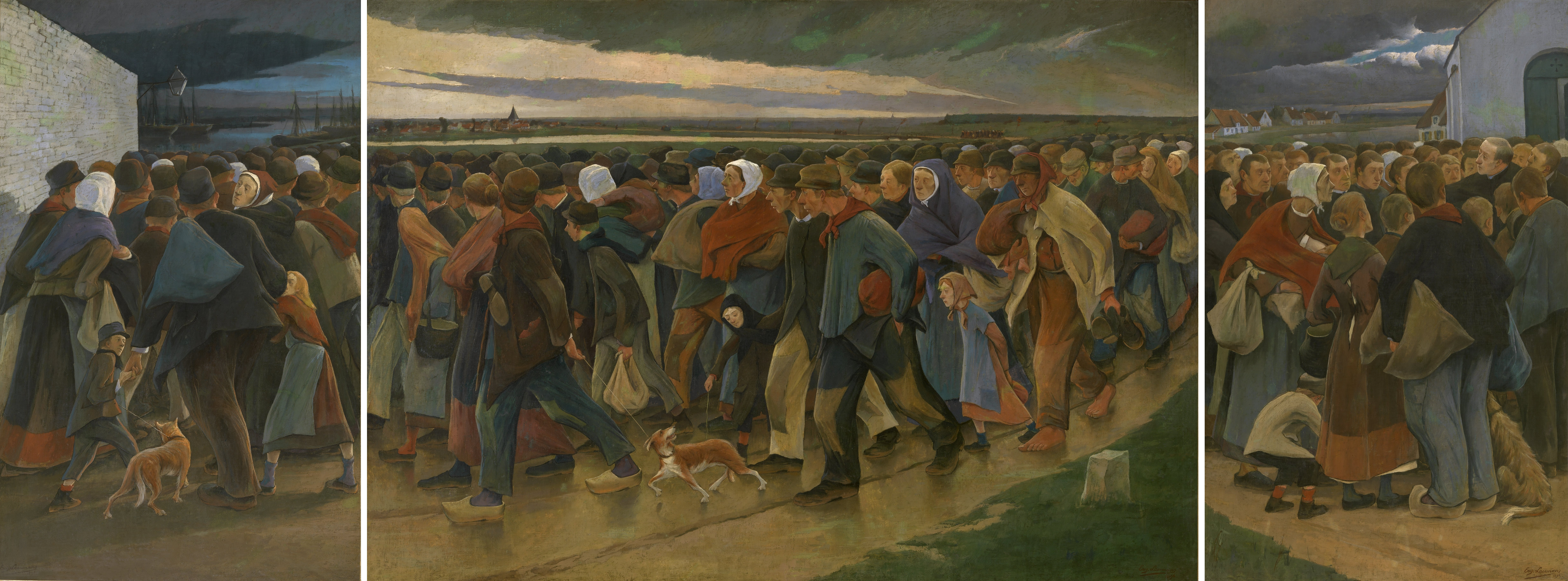
Émigrants (1896), d'Eugène Laermans au musée royal des Beaux-Arts d'Anvers.

Historiquement, l'agglomération connaît une croissance démographique très forte jusqu’à la veille de la Première Guerre mondiale. La population de l’arrondissement de Lille passe ainsi de 370 000 habitants en 1851 à 855 000 habitants en 1911. Ce développement repose en particulier sur une croissance exponentielle des migrations belges, les industries textiles recrutant dans un premier temps dans la région frontalière la plus proche, autour de Courtrai, Mouscron et Tournai, puis, dans un second temps, dans un espace flamand qui va de Poperinge à Bruges et Gand. Le recensement de 1896 fait ainsi état de plus de 24 % d’étrangers dans l’arrondissement de Lille, pour la plupart belges, très majoritairement flamands. Elle connaît ensuite deux grands chocs démographiques lors des conflits mondiaux du XXe siècle au cours desquels elle est occupée. Dans les deux cas, le repeuplement d’après guerre passe notamment par un recours à l’immigration, belge encore mais aussi polonaise et italienne après la Première Guerre mondiale, essentiellement algérienne, puis portugaise et marocaine, après la Deuxième Guerre mondiale. Le taux d’étrangers est alors de 7,5 % en 1975. Si le patronat textile de Roubaix et Tourcoing continue de recourir à l’immigration maghrébine jusque dans les années 1970 pour pourvoir les emplois de moins en moins attractifs qu’il propose, les flux tendent ensuite à se réduire et, en 1999, le taux d’étrangers n’est plus que de 5,5 % dans l’arrondissement de Lille. Il se redresse toutefois légèrement à partir de 2010 pour s’établir à 6,6 % en 2015.
Les vagues d'immigration liées aux besoins de l'industrie sont donc relativement anciennes. À compter de la fin des années 1970 et de l'entrée en crise aigüe de son modèle économique, l'évolution démographique de la métropole se caractérise par un taux de croissance très faible que la montée en puissance d'activités nouvelles ne suffit pas à redresser. Ainsi, sur la période 2006 à 2011, il n'a été que de 0,15 % par an.
| 1968      | 1975      | 1982      | 1990      | 1999      | 2006      | 2011      | 2016      | 2022      |
| --------- | --------- | --------- | --------- | --------- | --------- | --------- | --------- | --------- |
| 1 010 098 | 1 061 954 | 1 070 457 | 1 094 177 | 1 120 013 | 1 136 864 | 1 143 020 | 1 167 984 | 1 194 040 |

Cette faible dynamique démographique recouvre un solde migratoire déficitaire que l'excédent naturel des naissances sur les décès, pourtant très important (+ 9 500 habitants par an sur la période 2006 à 2011), parvient à peine à compenser. Le déficit migratoire concerne toutes les tranches d'âges, à l'exception des jeunes de 18 à 21 ans, de plus en plus nombreux à venir étudier dans la métropole. Il est particulièrement marqué pour les moins de 15 ans et les adultes de 30 à 40 ans ainsi que dans le groupe d’âge des 60 à 70 ans. Selon l'analyse qu'en propose Vincent Houillon, ce déficit recouvrirait un triple mouvement, d'une part des étudiants qui viennent se former puis qui quittent la métropole ou la région au terme de leurs études ou d'un premier emploi, en particulier pour l'Île-de-France (qui représente plus du quart des sorties de l'agglomération de Lille vers l'ensemble des régions françaises), d'autre part des ménages de quatre personnes et plus qui quittent la métropole à la recherche de logements plus spacieux et moins coûteux, majoritairement vers les zones rurales du bassin minier, de la Flandre intérieure ou de la Pévèle, et enfin des retraités qui la quittent pour des destinations plus lointaines, souvent méridionales. Ces caractéristiques font de la métropole une agglomération particulièrement jeune au sein de la région la plus jeune de France après l'Île-de-France. La MEL présente ainsi le taux de vieillissement (rapport des plus de 65 ans / les moins de 20 ans) le plus faible parmi les métropoles françaises (0,36 en 2011, contre 0,47 pour l’ensemble des métropoles et 0,56 sur le plan national), devant Rennes et Toulouse. Sa progression est par ailleurs plus faible que pour la plupart des métropoles (+0,02 entre 2006 et 2011).
La population de la métropole est également plus jeune que celle de la région. En 2020, le taux de personnes d'un âge inférieur à 30 ans s'élève à 42,1 %, contre 37,5 % en moyenne régionale, quand le taux de personnes d'un âge supérieur à 60 ans s'établit à 20,1 %, contre 24,2 % au niveau régional. La métropole compte par ailleurs 52,06 % de femmes, soit un taux un peu supérieur au taux régional (51,58 %).
| Hommes | Classe d’âge | Femmes |
| ------ | ------------ | ------ |
| 0,5    | 90 ans ou +  | 1,3    |
| 4,6    | 75 à 89 ans  | 7,1    |
| 12,6   | 60 à 74 ans  | 14,0   |
| 18,0   | 45 à 59 ans  | 17,6   |
| 20,4   | 30 à 44 ans  | 19,5   |
| 23,3   | 15 à 29 ans  | 22,2   |
| 20,6   | 0 à 14 ans   | 18,3   |

| Hommes | Classe d’âge | Femmes |
| ------ | ------------ | ------ |
| 0,5    | 90 ans ou +  | 1,5    |
| 5,5    | 75 à 89 ans  | 8,4    |
| 15,6   | 60 à 74 ans  | 16,8   |
| 19,8   | 45 à 59 ans  | 19,1   |
| 19,1   | 30 à 44 ans  | 18,5   |
| 19,2   | 15 à 29 ans  | 17,6   |
| 20,2   | 0 à 14 ans   | 18,1   |

L’indice de formation (rapport des diplômés de l’enseignement supérieur sur celui des personnes sans diplôme ou ne disposant que de diplômes peu qualifiants) reste inférieur à la moyenne des métropoles en dépit d’un effet de rattrapage significatif sur la période récente (progression de 0,12 point de l’indice de formation supérieure entre 2006 et 2011). La population de la MEL compte en effet plus d’habitants sans aucun diplôme et moins de diplômés du supérieur que la moyenne des autres métropoles. Pour la population non scolarisée de 15 à 54 ans, elle présente toutefois, à la fois un taux très élevé d’habitants ne possédant pas de diplôme supérieur au certificat d’études (20 %, contre 18 % en France métropolitaine, en 2015) et un taux très élevé d’habitants titulaires d’un diplôme de l’enseignement supérieur (42 %, contre 36,8 % en France métropolitaine, en 2015). C’est notamment le cas des jeunes de moins de 25 ans, pour lesquels l’arrondissement de Lille a la deuxième plus forte part de non diplômés après Marseille, et la plus forte proportion de diplômés du supérieur après Lyon et Toulouse. Cette situation globale recouvre des disparités territoriales importantes, la population de la zone d’emploi de Lille étant la plus diplômée de la région, quand celle de la zone d’emploi de Roubaix-Tourcoing est la moins diplômée.
| Diplôme le plus élevé                                                     | 15 à 24 ans | 25 à 39 ans | 40 à 54 ans | 55 à 64 ans | 65 ans ou + | Ensemble |
| ------------------------------------------------------------------------- | ----------- | ----------- | ----------- | ----------- | ----------- | -------- |
| Aucun diplôme ou au plus BEPC, Brevet des collèges, DNB                   | 14 881      | 33 098      | 50 051      | 46 506      | 92 434      | 236 970  |
| Certificat d'aptitudes professionnelles, Brevet d'études professionnelles | 9 391       | 34 833      | 50 253      | 28 755      | 28 306      | 151 537  |
| Baccalauréat général, technologique ou professionnel                      | 14 050      | 42 738      | 32 466      | 15 630      | 16 083      | 120 967  |
| Diplôme d'études supérieures                                              | 12 769      | 114 110     | 78 821      | 29 581      | 22 471      | 257 752  |
| Ensemble                                                                  | 51 092      | 224 779     | 211 591     | 120 471     | 159 294     | 767 226  |

Malgré une faible dynamique démographique, le nombre des ménages métropolitains n'a cessé de s'accroître rapidement depuis la fin des années 1960. Même si la taille moyenne des ménages (2,34 personnes par ménage en 2011) reste beaucoup plus élevée que dans toutes les autres métropoles françaises, elle baisse plus rapidement qu’ailleurs. C'est pourquoi la croissance du nombre des ménages, et donc des besoins en logements, reste comparable à celle des autres grands pôles urbains français, alors que la croissance de la population y est nettement inférieure.

### Logement

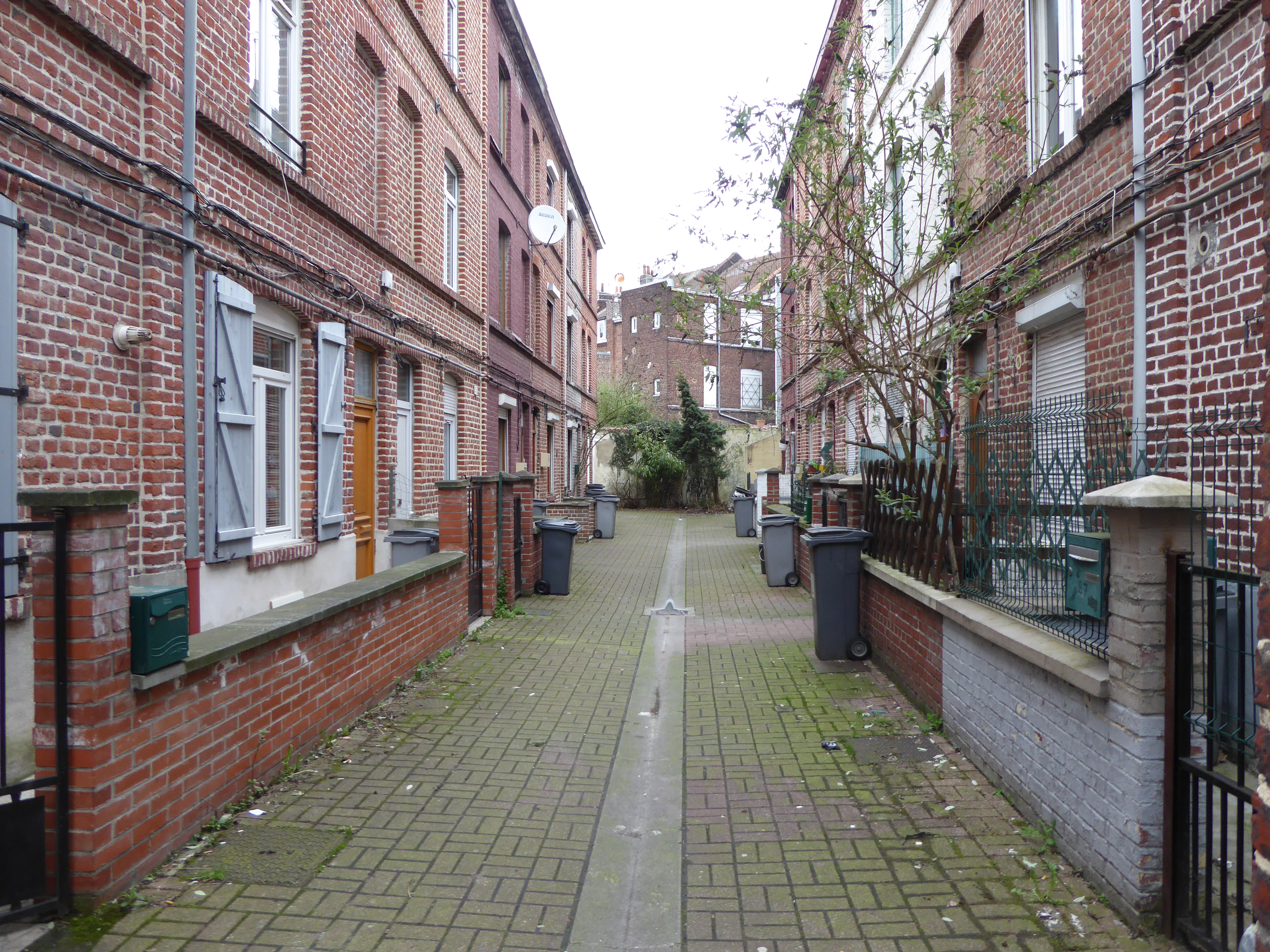
Courée réhabilitée dans le quartier de Moulins à Lille.

Le cœur de Lille, inscrit dans le périmètre des fortifications antérieur à leur extension de 1858, est d'origine ancienne, issu de la ville flamande et des opérations d'urbanisation entreprises après le rattachement à la France à la fin du XVIIe siècle. Au sortir de la Seconde Guerre mondiale, les destructions sont importantes (1 675 immeubles détruits, 1 709 gravement endommagés) et des ilôts entiers, dans les quartiers du Vieux-Lille ou de Saint-Sauveur, sont vétustes et insalubres. En revanche, les faubourgs de la ville historique, en particulier dans les quartiers est et sud en partie annexés en 1858, et les villes industrielles avoisinantes, comme Tourcoing et surtout Roubaix, sont nés de la concentration de l'industrie dans de grandes unités de production. Strictement asservi à la production, livré à la seule initiative privée, l'habitat y a pris la forme de cités ouvrières proches de l'usine, dont l'archétype est la courée. En 1945, 1 131 courées sont recensées à Roubaix, soit 13 000 maisons logeant 40 000 personnes (plus du tiers de la population de la ville). Pour la plupart construites à la hâte au cours du XIXe siècle et jusqu'à la veille de la Première Guerre mondiale, peu et mal entretenues, elles relèvent de l'habitat taudifié. Au total, en 1948, une étude révèle que près de la moitié des immeubles habitables de la région lilloise n'ont ni eau courante, ni électricité.
Les opérations de rénovation urbaine de grande ampleur menées des années 1950 à 1970 ont notamment conduit à l'érection de grands ensembles, en particulier dans les centres de Roubaix et Tourcoing, dans le quartier Saint-Sauveur de Lille et à La  Madeleine, puis en périphérie des centres-villes dans le cadre de ZUP. La plupart s’inscrivent en rupture avec le tissu urbain traditionnel et constituent, dès les années 1990, des quartiers dégradés à requalifier. Malgré cela, l'agglomération se distingue des autres grandes agglomérations françaises par une forte proportion d’habitat individuel, due aux formes de l'habitat traditionnel (au lendemain de la Seconde Guerre mondiale, l'agglomération lilloise compte 160 000 immeubles, soit trois fois plus que l'agglomération lyonnaise, les immeubles de plus de trois étages étant très rares à Lille et pratiquement inconnus à Roubaix et Tourcoing) mais aussi à l'explosion de l’habitat pavillonnaire à partir des années 1960. Situé en périphérie, dans la première couronne des centres urbains, ainsi qu’à Villeneuve-d’Ascq, ce type d'habitat, composé de maisons de ville ou de pavillons implantés au cœur de parcelles plus aérées, forme des espaces qui manquent souvent de cohérence avec les tissus environnants. Ces constats ont donné lieu, dans les années 1990, au concept de ville renouvelée pour enrayer ces processus de dévalorisation spatiale et organiser le développement futur des quartiers concernés.
En 1968, lorsque la communauté urbaine entre en scène, le parc immobilier de la métropole reste très dégradé. Il compte alors 310 000 logements dont 17 % sans eau courante, 69 % sans salle d'eau et 64 % sans toilettes personnelles. En 1969, l’Organisation pour la suppression des courées dans la Métropole Nord (ORSUCOMN) est créée dans le cadre d'un programme d’éradication de l’habitat insalubre. Il est suivi à partir de 1992 d'un programme de réhabilitation des courées mis en œuvre par la communauté urbaine. Au début des années 2000, on recense encore dans la métropole 1 482 courées représentant 12 194 logements, dont une partie reste ghettoïsée. Si, dans l’ensemble, les résidences métropolitaines ont désormais rejoint les standards de confort en vigueur dans les principales agglomérations françaises (en 2015, 96,2 % des résidences principales disposent d’une salle de bain avec baignoire ou douche), 45 000 résidences principales, pour l'essentiel situées à Lille, Roubaix et Tourcoing, sont encore identifiées en 2011 comme relevant du Parc privé potentiellement indigne (PPPI). La part significative d’un parc de logements ouvriers dégradés contribuerait d'ailleurs à expliquer un taux de vacances relativement élevé au regard de celui des autres grandes agglomérations françaises. Cette situation, contre laquelle les pouvoirs publics cherchent à lutter, est d’autant plus problématique que la métropole est confrontée depuis longtemps à une pénurie de logement, en particulier dans le logement locatif social et le logement étudiant, malgré un parc en croissance, y compris pour la part destinée aux catégories les plus modestes.
|                                                  | 1968    | 1975    | 1982    | 1990    | 1999    | 2010    | 2015    |
| ------------------------------------------------ | ------- | ------- | ------- | ------- | ------- | ------- | ------- |
| Résidences principales                           | 310 069 | 344 475 | 367 084 | 388 720 | 422 990 | 468 616 | 490 068 |
| Résidences secondaires et logements occasionnels | 1 556   | 2 050   | 2 706   | 4 826   | 3 583   | 2 547   | 4 606   |
| Logements vacants                                | 16 170  | 25 232  | 31 002  | 33 424  | 33 804  | 29 060  | 37 144  |

Globalement, le parc de logement social représente 23 % de l’ensemble des résidences principales en 2015, taux le plus élevé parmi les métropoles régionales (soit 8 points de plus qu'en moyenne nationale, 3 points de plus que la métropole de Lyon et 7 points de plus que la métropole d'Aix-Marseille). De même, 19 % de la population de la métropole vit dans un quartier prioritaire de la politique de la ville (QPV) en 2013, soit le taux le plus important parmi les métropoles de province.
|                                                                                | Maisons | Appartements | Autres | Ensemble |
| ------------------------------------------------------------------------------ | ------- | ------------ | ------ | -------- |
| Propriétaire                                                                   | 207 957 | 33 884       | 90     | 241 931  |
| Locataire ou sous-locataire d'un logement loué vide non HLM                    | 28 518  | 81 337       | 1 127  | 110 982  |
| Locataire ou sous-locataire d'un logement loué vide HLM                        | 23 649  | 87 357       | 1 609  | 112 615  |
| Locataire ou sous-locataire d'un logement loué meublé ou d'une chambre d'hôtel | 1 470   | 14 642       | 1 705  | 17 817   |
| Logé gratuitement                                                              | 2 998   | 3 589        | 136    | 6 723    |
| Ensemble                                                                       | 264 592 | 220 810      | 4 666  | 490 068  |

Mais les augmentations des prix et des loyers enregistrées, comme dans toutes les métropoles françaises, depuis le début des années 2000, ajoutées à une offre qui reste insuffisante, freinent les mouvements de sortie du parc social et engendrent une situation de marché tendu qui rend l’accès au logement difficile pour les ménages aux revenus intermédiaires et modestes. Ces évolutions accroissent encore une spécialisation résidentielle des territoires installée de longue date (dès les années 1960, les populations aisées commencent à s'établir dans les communes en périphérie des centres urbains tandis que les populations ouvrières accèdent aux logements sociaux qui y sont construits, libérant progressivement l'habitat ancien où vont loger les immigrés étrangers appelés par l'industrie textile). La part des propriétaires est ainsi très élevée dans les zones périphériques et périurbaines tandis que le parc locatif privé est plutôt présent dans le noyau central de l’agglomération lilloise (les 30 000 étudiants recourant au locatif privé sont principalement installés à Lille, où ils représentent la moitié des locataires), le long du Grand Boulevard, à Roubaix et Tourcoing ainsi que dans certains pôles secondaires (Seclin, Armentières, La Chapelle-d'Armentières, Houplines) et que le parc locatif social se situe essentiellement dans le sud et la banlieue sud de Lille (Loos, Haubourdin, Wattignies), dans le secteur nord-est de l’agglomération (Villeneuve-d’Ascq, Hem, Roubaix, Wattrelos, Tourcoing) et dans la vallée de la Lys (Armentières, Comines). Pour autant, la géographie sociale de la métropole se présente comme une véritable « mosaïque » territoriale, ce qui la différencie nettement d’agglomérations radio-concentriques plus « classiques » où la répartition sociale des ménages est moins complexe.

### Situation sociale
« Lille, cité des grands écarts et des grands contrastes », selon l’expression de Félix-Paul Codaccioni, offre, à la veille de la Première Guerre mondiale, un tableau saisissant des inégalités sociales à l’issue de la révolution industrielle. Les classes dirigeantes (propriétaires, industriels, négociants, professions libérales, hauts fonctionnaires et cadres supérieurs), qui représentent un peu plus de 9 % de la population lilloise, détiennent alors plus de 92 % de la richesse totale, les classes moyennes (artisans, commerçants, employés et fonctionnaires), qui représentent un peu plus de 30 % de la population, en détiennent 7,5 %, et les classes populaires (ouvriers, domestiques, journaliers, sans profession), qui représentent plus de 60 % de la population totale, se partagent le reste, soit 0,3 %. Au sein même des groupes sociaux, les disparités sont considérables. Ainsi, à côté de l’affirmation d’une petite et moyenne bourgeoisie, près des deux tiers des membres de la classe moyenne ne laissent qu’un patrimoine dérisoire à leur décès. De même, à côté de l’émergence d’un groupe d’ouvriers de métier de la grande industrie dont la condition commence à s’améliorer, se développe un sous-prolétariat constitué de la catégorie des « journaliers », qui représentent près de 40 % du monde ouvrier, et des « sans profession », dont le nombre n’a cessé d’augmenter depuis le milieu du XIXe siècle pour atteindre près du tiers des classes populaires en 1910. On ne dispose pas de statistiques similaires pour le centre de Roubaix-Tourcoing mais, en 1948 encore, Victor Provo, maire de Roubaix, relevait que « nulle part, le contraire n’est plus saisissant que chez nous entre la pauvreté et le luxe, entre l’opulence et le dénuement. »
Depuis lors, la structure de la population s’est profondément modifiée. La classe ouvrière, encore dominante à la fin des années 1960, est devenue largement minoritaire, plus encore qu’en moyenne nationale, tandis qu'une classe de cols blancs, cadres et professions intermédiaires, s'est fortement développée.
|                               | Agriculteurs | Agriculteurs | Artisans, commerçants, chefs d'entreprise | Artisans, commerçants, chefs d'entreprise | Cadres, professions intellectuelles | Cadres, professions intellectuelles | Professions intermédiaires | Professions intermédiaires | Employés | Employés | Ouvriers | Ouvriers |
| Année                         | 1968         | 2016         | 1968                                      | 2016                                      | 1968                                | 2016                                | 1968                       | 2016                       | 1968     | 2016     | 1968     | 2016     |
| ----------------------------- | ------------ | ------------ | ----------------------------------------- | ----------------------------------------- | ----------------------------------- | ----------------------------------- | -------------------------- | -------------------------- | -------- | -------- | -------- | -------- |
| Métropole européenne de Lille | 1,3 %        | 0,2 %        | 9,5 %                                     | 4,4 %                                     | 5,5 %                               | 20,6 %                              | 15,0 %                     | 26,5 %                     | 24,7 %   | 28,1 %   | 44,1 %   | 20,2 %   |
| France métropolitaine         | 12,2 %       | 1,4 %        | 9,6 %                                     | 6,1 %                                     | 5,1 %                               | 16,5 %                              | 12,3 %                     | 25,2 %                     | 22,7 %   | 28,9 %   | 38,1 %   | 22,0 %   |

Pour autant, les marques du passé n’ont pas entièrement disparu puisque la métropole lilloise reste, parmi les grandes métropoles régionales, celle où le revenu médian par unité de consommation (UC) est le plus faible. C’est également celle où le rapport entre le seuil des 10 % de revenus déclarés les plus élevés (40 162 € par UC en 2015) et le seuil des 10 % de revenus déclarés les plus faibles (4 474 € par UC en 2015) est le plus important. L'ampleur de cet écart provient en premier lieu du nombre des ménages à très faible revenu, le seuil du 1er décile étant le plus bas, et le taux de ménages imposés le plus faible, parmi les métropoles comparables. Ainsi, en 2016, 10,8 % des ménages sont allocataires du revenu de solidarité active (RSA). À l'autre extrême, plus de 3 500 ménages sont assujettis à l'impôt de solidarité sur la fortune en 2017, soit moins que dans les métropoles d'Aix-Marseille-Provence, de Nice Côte d'Azur ou de Lyon, mais pour un patrimoine moyen plus élevé, supérieur à trois millions d'euros.
|                                    | Part des ménages fiscaux imposés | 1er décile (€) | Médiane (€) | 9e décile (€) | Rapport interdécile D9/D1 |
| ---------------------------------- | -------------------------------- | -------------- | ----------- | ------------- | ------------------------- |
| Métropole Nice Côte d'Azur         | 56,1 %                           | 5 788          | 20 536      | 42 986        | 7,4                       |
| Métropole de Lyon                  | 59,6 %                           | 6 130          | 21 448      | 45 304        | 7,4                       |
| Métropole d'Aix-Marseille-Provence | 55,0 %                           | 4 886          | 20 554      | 42 360        | 8,7                       |
| Toulouse Métropole                 | 59,2 %                           | 6 000          | 22 354      | 45 556        | 7,6                       |
| Bordeaux Métropole                 | 58,3 %                           | 6 856          | 21 854      | 43 666        | 6,4                       |
| Nantes Métropole                   | 59,7 %                           | 7 742          | 22 508      | 42 952        | 5,5                       |
| Métropole européenne de Lille      | 52,1 %                           | 4 474          | 19 256      | 40 162        | 9,0                       |

Après prestations sociales et impôts, le revenu disponible médian par unité de consommation reste le plus faible parmi ces métropoles, mais le seuil du 1er décile retrouve un niveau comparable à ceux des métropoles d'Aix-Marseille-Provence et de Nice Côte d'Azur, tandis que le rapport entre le seuil des 10 % de revenus disponibles les plus élevés (36 619 € par UC en 2015) et le seuil des 10 % de revenus disponibles les plus faibles (9 802 € par UC en 2015) rentre dans la moyenne des principales métropoles régionales françaises.
|                                    | Nombre de ménages fiscaux | 1er décile (€) | Médiane (€) | 9e décile (€) | Rapport interdécile D9/D1 |
| ---------------------------------- | ------------------------- | -------------- | ----------- | ------------- | ------------------------- |
| Métropole Nice Côte d'Azur         | 260 547                   | 9 914          | 20 395      | 38 630        | 3,9                       |
| Métropole de Lyon                  | 571 152                   | 10 534         | 21 328      | 41 254        | 3,9                       |
| Métropole d'Aix-Marseille-Provence | 782 885                   | 9 716          | 20 427      | 38 182        | 3,9                       |
| Toulouse Métropole                 | 323 923                   | 10 572         | 21 911      | 41 079        | 3,9                       |
| Bordeaux Métropole                 | 334 539                   | 10 877         | 21 433      | 39 350        | 3,6                       |
| Nantes Métropole                   | 269 617                   | 11 626         | 22 114      | 39 136        | 3,4                       |
| Métropole européenne de Lille      | 450 344                   | 9 802          | 19 495      | 36 619        | 3,7                       |

Ces écarts de revenu s'accompagnent de divisions socio-spatiales particulièrement marquées. Si un tiers de la population vit dans des quartiers mixtes, les deux-tiers vivent dans des quartiers présentant des situations de forte différenciation sociale, qui opposent d’une part les quartiers de péri-urbanisation et les quartiers centraux d’agglomération et d’autre part les quartiers de logements sociaux et les quartiers d’habitat ancien dégradé. Les premiers regroupent des populations actives, faiblement précarisées quand, dans les seconds, la  précarité est forte, le chômage important et les immigrés nombreux. L’analyse par quartier réalisée par Louafi Bouzouina montre ainsi que l'agglomération lilloise présente, par rapport à celles de Lyon et Marseille, le plus fort taux de ségrégation des populations riches. Selon cette analyse, les quartiers polarisés par les populations les plus aisées se trouvent au nord du centre de Lille, notamment dans le Vieux-Lille, entre La Madeleine et Lambersart, dans la périphérie séparant le centre historique des centres secondaires, notamment en suivant l’axe du Grand Boulevard jusqu’à Bondues en passant par Marcq-en-Barœul et jusqu’à la zone regroupant les quartiers riches de Croix, Hem et le sud de Roubaix, ainsi que dans certaines zones périphériques précises, notamment au nord-ouest de Lille et dans l’est de Villeneuve d’Ascq, en particulier dans les quartiers de Cousinerie et Brigode. À l’opposé, la ville de Roubaix apparait comme une polarité précarisée. Selon l’analyse qu’en fait Yoan Miot, « 94 % de la population de l’agglomération vivant dans les quartiers anciens très dégradés, très immigrés et très précarisés est roubaisienne ». Les quartiers moyens-mélangés ne représenteraient que 18,5 % de la population totale roubaisienne et les quartiers aisés 9,5 %. Sans atteindre le degré de concentration que connait Roubaix, les ménages les plus en difficulté se trouvent également dans les trois autres grandes villes du territoire, dans les quartiers sud de Lille, à Tourcoing (dans les quartiers de la Bourgogne, Épidème, Croix rouge, Pont rompu) et dans le sud-ouest de Villeneuve-d’Ascq, ainsi qu'à Wattrelos (dans le quartier Beaulieu) et à Hem.
Loin de se résorber, ces écarts se sont au contraire accrus depuis le début des années 2000. Sans surprise, le processus d’accentuation des différenciations socio-spatiales est d'abord animé par les mobilités des cadres vers les communes dont le statut socio-résidentiel est élevé ou très élevé. Mais, à l’inverse, l’analyse des mouvements résidentiels à Roubaix montre que « ce n’est pas l’entrée des ménages les plus pauvres et les plus précaires qui explique les divisions socio-spatiales de l’agglomération et l’émergence de Roubaix comme une polarité très précarisée », mais le blocage au sein d’un même statut socio-résidentiel de la majorité des mobilités et le départ des populations en cours d’ascension résidentielle, parmi lesquelles les catégories populaires sont majoritaires. Ainsi, le facteur dominant dans la paupérisation des secteurs précarisés de la métropole ne proviendrait pas des mobilités résidentielles mais d’une dégradation de la situation économique des populations qui y résident et d’un phénomène de reproduction sociale au travers des nouvelles générations issues des quartiers les plus en difficultés.

## Économie et infrastructures

### Tissu économique
Une étude réalisée en 2011 pour l'Association des maires des grandes villes de France (AMGVF) estime le PIB de la communauté urbaine de Lille à 39,1 milliards d'euros, troisième agglomération de province après le Grand Lyon (54,7 milliards d'euros) et l'ensemble des communautés urbaines d'Aix-Marseille (respectivement 17,5 milliards d'euros et 30,8 milliards d'euros), devant les communautés urbaines de Toulouse (34 milliards d'euros) et de Bordeaux (32,3 milliards d'euros). L’OCDE, pour sa part, estime que l’aire métropolitaine de Lille, suivant un découpage territorial dont le cœur correspond à peu près à celui de la MEL mais dont l’aire d’influence s’étend un peu au-delà, a engendré un PIB de 43,1 milliards de dollars en 2012 (34,2 milliards d'euros), ce qui la placerait en cinquième position des aires métropolitaines françaises, après Paris (707,1 milliards de dollars ou  561,6 milliards d'euros), Lyon (87,8 milliards de dollars ou 69,7 milliards d'euros), Marseille (65,5 milliards de dollars ou 52 milliards d'euros) et Toulouse (51,9 milliards de dollars ou 41,2 milliards d'euros), juste devant Bordeaux (42,2 milliards de dollars ou 33,5 milliards d'euros). Cette position moyenne masque toutefois des bouleversements dont l’ampleur n’a été connue d’aucune autre agglomération française de dimension comparable.
Au lendemain de la Seconde Guerre mondiale, l’industrie métropolitaine retrouve rapidement un niveau élevé de production et d’emploi au sein de la région qui, fermement établie sur trois piliers historiques, le charbon, l'acier et le textile, est alors la première région industrielle de France. Mais les restructurations commencent dès le début des années 1950, au point qu’il est difficile de parler de « trente glorieuses » pour l’agglomération lilloise. D’abord principalement induites par la concentration du secteur textile et la rénovation technique d’équipements dépassés, elles ne s’accompagnent pas de baisses de volumes et n’entraînent, jusqu'au début des années 1970, qu’une réduction relativement limitée de l’emploi (dont l'ampleur est d'ailleurs amortie par la réduction du nombre des travailleurs frontaliers belges, qui passe de 20 700 en 1962 à 7 000 en 1975). Toutefois, dès le début des années 1960, il est entendu qu’au-delà des problèmes d’adaptation rencontrés par l'ensemble de l’industrie française, l’agglomération de Lille-Roubaix-Tourcoing se trouve confrontée à une véritable mutation du fait du manque de diversité de son industrie, dominée depuis le XVIIIe siècle par l’industrie textile.
|                   | Secteur primaire | Construction | Métallurgie et travail des métaux | Industrie textile | Autres industries | Secteur tertiaire | TOTAL   |
| ----------------- | ---------------- | ------------ | --------------------------------- | ----------------- | ----------------- | ----------------- | ------- |
| Lille-Armentières | 2 160            | 17 330       | 24 620                            | 28 562            | 38 635            | 109 308           | 220 615 |
| Roubaix-Tourcoing | 1 420            | 8 286        | 11 860                            | 78 337            | 20 297            | 45 926            | 166 126 |

Ainsi, au milieu des années 1960, les industries textiles du Nord, situées en majeure partie dans la future Métropole Nord, « représentent le tiers du textile français et, de loin, la plus forte concentration française ». Pour autant, si on s’accorde à reconnaître que l’industrie textile, « auparavant industrie de main d’œuvre, devient progressivement industrie de capitaux », personne n’imagine alors, à l’instar de François Richard, président du Syndicat général de l’industrie cotonnière, que la France puisse « se priver d’une industrie de base vitale aussi indispensable que le textile » et qu’elle ne soit plus « à même de vêtir elle-même les Français ». Pourtant, à partir du milieu des années 1970, l’effondrement de l’industrie textile s’accompagne de pertes d’emploi massives. Il intervient en outre dans un environnement marqué par l'arrêt progressif de l'extraction charbonnière dans le bassin minier du Nord-Pas-de-Calais tout proche, acté officiellement par le plan Bettencourt en 1968. S'y ajoutent, à partir du début des années 1980, les fermetures d'unités sidérurgiques qui affectent durement la région voisine entre Valenciennes et Denain. Ces crises emportent avec elles un grand nombre d’activités induites, industrielles, dans la mécanique ou la chimie, mais aussi dans les services, directs, comme les transports ou les services aux entreprises, et indirects. La situation est cependant différenciée selon les zones d’emploi de l’arrondissement de Lille.
|                  | 1962    | 1968    | 1975    | 1982    | 1990    | 1999    | 2010    |
| ---------------- | ------- | ------- | ------- | ------- | ------- | ------- | ------- |
| Agriculture      | 8 900   | 7 700   | 5 700   | 5 300   | 4 100   | 3 000   | 2 100   |
| Industrie et BTP | 128 000 | 122 700 | 119 500 | 104 400 | 79 800  | 60 000  | 53 100  |
| Services         | 125 300 | 144 800 | 173 900 | 200 200 | 228 300 | 264 400 | 321 900 |
| Total            | 262 200 | 275 200 | 299 100 | 309 900 | 312 200 | 327 400 | 377 100 |

|                  | 1962    | 1968    | 1975    | 1982    | 1990    | 1999    | 2010    |
| ---------------- | ------- | ------- | ------- | ------- | ------- | ------- | ------- |
| Agriculture      | 3 500   | 3 000   | 2 300   | 1 800   | 1 400   | 1 200   | 900     |
| Industrie et BTP | 109 100 | 99 800  | 91 300  | 68 600  | 51 400  | 39 100  | 28 200  |
| Services         | 49 900  | 60 500  | 70 800  | 79 700  | 89 600  | 102 900 | 118 200 |
| Total            | 162 500 | 163 300 | 164 400 | 150 100 | 142 400 | 143 200 | 147 300 |

Dans la zone d’emploi de Lille, le secteur secondaire représente 128 000 emplois en 1962, soit une part très importante mais non majoritaire (49 %) de l’emploi total. L’industrie textile emploie environ 30 000 personnes, soit 30 % de l’emploi industriel proprement dit, lequel présente par ailleurs une certaine diversité, même s'il s'agit également, pour l'essentiel, d'activités traditionnelles de base (dans la mécanique, la chimie, l’habillement, l’agro-alimentaire…). Surtout, bien que l’agglomération soit alors nettement sous administrée par rapport aux grandes villes françaises comparables, la zone d’emploi de Lille est pourvue de la plupart des activités du secteur tertiaire présentes dans une métropole régionale. Leur développement permet de compenser, et au-delà, les pertes d’emplois industriels.

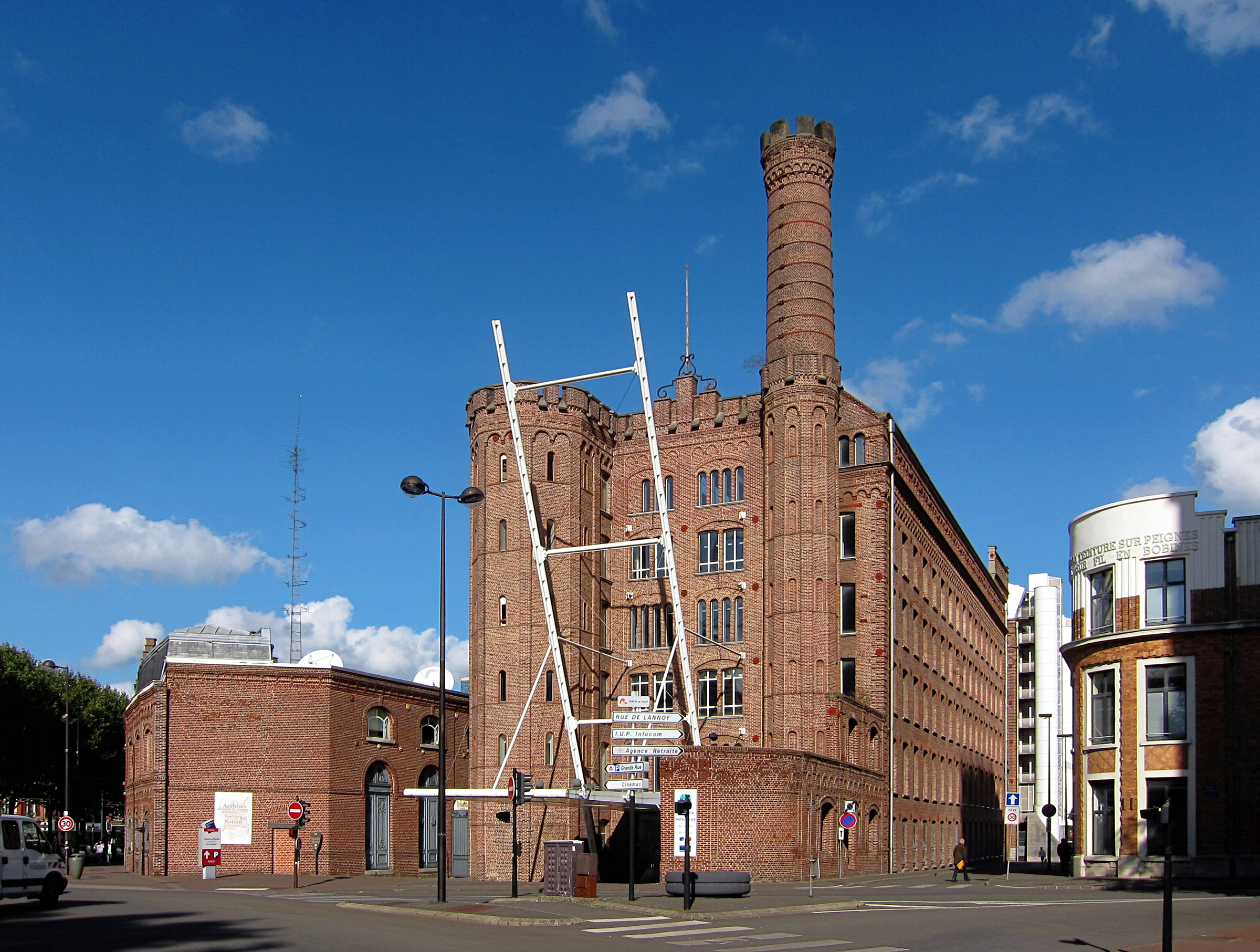
L'ancienne filature Motte-Bossut, surnommée « l'usine monstre », à Roubaix.

Il n’en va pas de même de la zone d’emploi de Roubaix-Tourcoing qui, en 1962, compte près de 110 000 emplois dans le secteur secondaire, soit plus des deux tiers de l’emploi total, dont près de 80 000 emplois dans l’industrie textile, soit plus de 70 % de l’emploi industriel proprement dit et près de la moitié de l’emploi total. Si l’agglomération de Roubaix-Tourcoing s’est développée à l’écart de celle de Lille (chaque ville s’est dotée de sa chambre de commerce et d’industrie, chacune a obtenu une succursale de la Banque de France et, dans les années 1950 encore, presque aucun établissement textile de Roubaix-Tourcoing n’est rattaché à un siège lillois et vice-versa), sa relative jeunesse, le faible pouvoir d'achat de l'essentiel de sa population et sa proximité, d’une part de la Belgique, où réside une partie de sa main d’œuvre, d’autre part de la ville de Lille, chef lieu du département, ne lui ont pas permis de développer un secteur tertiaire en rapport avec la dimension qu’elle a acquise. Par ailleurs, le modèle économique des industries textiles locales, fondé sur la disponibilité d’une main d’œuvre abondante et peu revendicative, a conduit le patronat de Roubaix et Tourcoing à s’opposer à toute diversification industrielle afin d’éviter la concurrence sur les salaires. Dans ces conditions, les pertes d'emplois industriels sont plus considérables encore que dans la zone d'emploi de Lille (en 2000, l’industrie textile de Roubaix-Tourcoing ne représente plus que 8 000 emplois) et ne sont pas compensées par le développement d'un secteur tertiaire sous dimensionné, malgré la reconversion d'une partie des capitaux textiles dans la vente à distance et la grande distribution. Et ce d'autant moins qu'une part des emplois tertiaires qualifiés se trouve déplacée par le déménagement d'une série de sièges sociaux qui fuient les zones sinistrées, vers Villeneuve-d'Ascq et les communes les plus riches de l'agglomération.
Au début des années 2000, la tertiarisation de l’économie métropolitaine est largement accomplie, même si l’industrie occupe encore une place non négligeable. Les filières stratégiques identifiées à cette époque comprennent encore le textile, mais aussi le commerce et la grande distribution, qui emploient alors une personne sur trois dans le secteur privé. Leurs centrales d’achat et la vente à distance engendrent en outre une importante activité induite, dans la publicité, les arts graphiques, l’imprimerie, la finance. Le secteur de la santé fait également partie des filières stratégiques. Conforté par le centre hospitalier régional universitaire, premier employeur de la métropole (12 500 emplois) et plus grand site hospitalo-universitaire d’Europe, il compte alors 600 entreprises. Le tourisme urbain à vocation culturelle, patrimoniale et commerciale s’est lui aussi beaucoup développé, même si l’offre hôtelière reste nettement inférieure à Lille à ce qu’elle est à Lyon ou à Marseille-Aix. Quant aux technologies de l’information et de la communication (TIC), en cours de développement, elles sont identifiées comme devant faire l’objet d’actions volontaristes. Cependant, l’économie métropolitaine s’inscrit encore dans un processus de rattrapage par rapport à d’autres grandes agglomérations pour les emplois tertiaires supérieurs (conseil, activités high-tech, sièges de sociétés internationales, finance…).
Depuis lors, l’industrie métropolitaine continue de se rétracter, au point qu’en 2016, la métropole lilloise est, après celle de Montpellier, la moins industrialisée des métropoles françaises. La plupart des secteurs industriels sont concernés, en particulier le secteur du textile et de l’habillement qui, entre 2006 et 2016, enregistre une nouvelle baisse de moitié de ses effectifs, pour ne plus totaliser que moins de 4 000 emplois à l’échelle de la MEL. La construction tient également une part modeste au regard des autres métropoles et présente l’évolution la plus défavorable au cours de la période récente. Pour autant, bien que la métropole lilloise soit proportionnellement celle qui a perdu le plus d’effectifs productifs lors de la crise de 2008, elle reste dans la moyenne des métropoles quant à la part des salariés du secteur privé qui exercent leur activité dans l’économie productive, du fait du développement des services aux entreprises. C’est ainsi que le tertiaire marchand s’est encore développé, bien que le commerce, dont le poids reste un trait distinctif de la métropole, ait enregistré une baisse sensible d’emploi, due notamment à la révolution du commerce digital et à la disparition concomitante de la vente par correspondance qui a contraint les opérateurs historiques à de très lourdes restructurations.
| | 2006    | 2016    | 16-06   | ∆ %   |
| --- | ------- | ------- | ------- | ----- |
| Agriculture, sylviculture et pêche                                                                                    | 2 142   | 1 897   | −245    | −11 % |
| Industries | 54 787  | 41 534  | −13 253 | −24 % |
| dont fabrication de denrées alimentaires, de boissons et de produits à base de tabac                                  | 9 243   | 7 340   | −1 903  | −21 % |
| dont textile, habillement, cuir, chaussure                                                                            | 7 891   | 3 877   | −4 014  | −51 % |
| dont bois, papier, imprimerie                                                                                         | 7 349   | 4 757   | −2 592  | −35 % |
| Construction | 25 884  | 25 781  | −103    | 0 %   |
| Commerce, transports et services divers                                                                               | 250 456 | 265 510 | 15 054  | 6 %   |
| dont commerce, réparation d’automobiles                                                                               | 78 394  | 71 399  | −6 995  | −9 %  |
| dont transports et entreposage                                                                                        | 26 854  | 27 167  | 313     | 1 %   |
| dont hébergement et restauration                                                                                      | 15 894  | 18 336  | 2 442   | 15 %  |
| dont activités financières et d'assurance                                                                             | 24 795  | 28 245  | 3 450   | 14 %  |
| dont activités juridiques, comptables, de gestion, d'architecture, d'ingénierie, de contrôle et d'analyses techniques | 21 080  | 27 127  | 6 047   | 29 %  |
| dont activités de services administratifs et de soutien                                                               | 28 260  | 33 158  | 4 898   | 17 %  |
| Administration publique, enseignement, santé humaine et action sociale                                                | 158 029 | 177 582 | 19 553  | 12 %  |
| dont administration publique                                                                                          | 47 819  | 53 617  | 5 798   | 12 %  |
| dont enseignement | 42 873  | 43 334  | 461     | 1 %   |
| dont activités pour la santé humaine                                                                                  | 36 167  | 41 071  | 4 904   | 14 %  |
| dont hébergement médico-social et social et action sociale                                                            | 31 171  | 39 559  | 8 388   | 27 %  |
| Ensemble | 491 299 | 512 304 | 21 005  | 4 %   |

Parmi les secteurs qui se sont affirmés, on trouve la finance et l’assurance, dont le poids est plus important que dans les autres métropoles de province. Les activités de services aux entreprises, de conseil, juridiques et d’ingénierie se sont également sensiblement développées, comme les activités informatiques, dont les effectifs, en 2016, s’ils restent inférieurs à ceux de la métropole lyonnaise, sont proches de ceux des métropoles de Toulouse et Nantes. Les activités de sièges sociaux, dont l’effectif est par ailleurs très supérieur à celui des autres métropoles, sont également en croissance. Le transport et l’entreposage stagnent, mais une partie des activités s’est déplacée aux portes de la MEL depuis l’entrée en service de la plate-forme multimodale Delta 3 à Dourges en 2004. Le rattrapage est par ailleurs sensible concernant l’hébergement et la restauration. Si elle demeure très en retrait des offres hôtelières des métropoles méditerranéennes et lyonnaise, l’offre hôtelière de la MEL en nombre de chambres est, en 2017, comparable à celle de Toulouse Métropole. Les activités privées à destination des personnes (santé, action sociale et enseignement, en particulier les aides à domicile et la formation continue d’adultes) ont elles aussi nettement progressé.

### Grands travaux

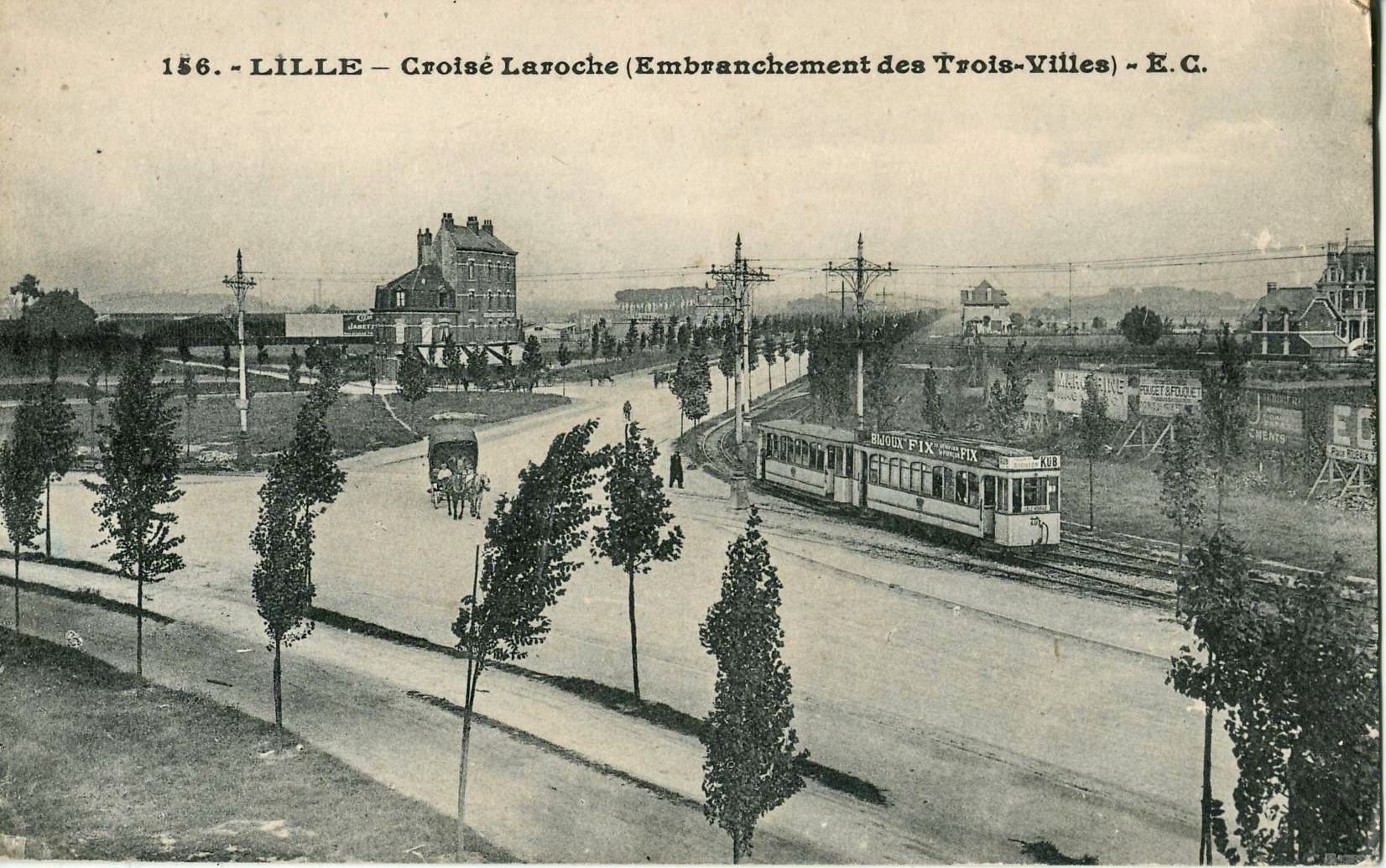
Le Grand Boulevard à l'embranchement du Croisé-Laroche, à Marcq-en-Barœul, dans les années 1920.

Dominique Mons propose de distinguer trois grandes étapes du processus de métropolisation qui ont marqué durablement la morphologie urbaine de la MEL. La première concerne l’échelle locale et remonte au début du XXe siècle lorsque la construction du « Grand Boulevard », décidée par le Conseil général, relie Lille à Roubaix et Tourcoing. Long de 14,5 kilomètres et large de 50 mètres, il comprend un tramway électrique en site propre, des allées cavalières et charretières, cyclistes et piétonnes, et des alignements d’arbres, qui en font encore aujourd'hui l'axe central de la zone agglomérée. La deuxième étape concerne l'échelle régionale et est contemporaine de la création de la communauté urbaine à la fin des années 1960, doublée de la décision de l'État de créer une ville nouvelle, Lille-Est, devenue Villeneuve-d'Ascq, avec pour objectif d'accueillir 100 000 habitants et 40 000 étudiants à l’horizon 1985, d'y installer des équipements à rayonnement métropolitain et régional, de créer un cadre urbain vivant et attractif, et de devenir un pôle de recherche et d’innovation pour la région. Elle entraîne la mise en place d’une première ligne de métro, inaugurée en 1983, qui dessine une nouvelle géographie territoriale privilégiant un axe est-ouest au détriment de l'axe nord-sud. La troisième étape est pensée au niveau européen. Le choix de croiser les réseaux ferrés nord-européens à grande vitesse à Lille est la condition de la concrétisation d’un grand projet urbain porté par le maire de Lille, Pierre Mauroy, à la fin des années 1980, le projet Euralille, dont la maîtrise d'ouvrage est confiée à Rem Koolhaas, avec pour ambition « de transformer ce qui n'est qu'un centre de gravité géophysique en centre d'échange d'importance internationale » et d'insérer  la  métropole  lilloise  dans  un  territoire  économique  nouveau, d'échelle européenne. Établi sur un espace de 70 hectares libres de construction hérité du glacis défensif qui entourait la ville forte, le projet comprend en particulier une nouvelle gare traversante, la gare de Lille-Europe, des tours de bureaux, des hôtels et des programmes résidentiels variés, une offre scolaire, un vaste centre commercial, une salle de spectacles, un parc urbain et un palais des congrès.
Aucun de ces grands chantiers n’a produit les résultats que leurs concepteurs avaient imaginés. La construction du Grand Boulevard n’a conduit ni à assainir les cités encombrées qu’il relie entre elles en offrant « aux ouvriers, aux employés et aux petits rentiers un cottage sain avec jardin » le long de ses allées piétonnières, ni à la fusion des trois villes. De même, la ville nouvelle n’est devenue ni le moteur de la reconversion régionale par l’innovation, ni l’un des maillons d’une « aire urbaine centrale » capable de réunir en une entité unique l’ancien bassin minier et la métropole lilloise pour mieux dynamiser les territoires en difficulté. Pas plus qu’Euralille n’a permis de capter ces « grands circulants internationaux » auxquels s'adresse la sentence de Rem Koolhaas : « Euralille n’est pas fait pour les Lillois mais pour les Anglais, les Japonais, les managers du monde entier. » Mais chacun a engagé l’agglomération dans plusieurs décennies de travaux structurants. C’est ainsi qu’après une première phase de construction commencée en 1991 dans le secteur central d’Euralille, une deuxième phase, dite Euralille 2, engagée au début des années 2000, puis une troisième, dite Porte de Valenciennes, engagée au début des années 2010, prolongent le quartier au sud, avant qu’une quatrième, dite Euralille 3000, qui vise à le densifier, débute en 2015. À partir de 2019, l’aménagement de la friche de l’ancienne gare Saint-Sauveur, d'une superficie de 23 hectares à la jonction du Centre et du quartier de Moulins, vient encore s’y adjoindre.

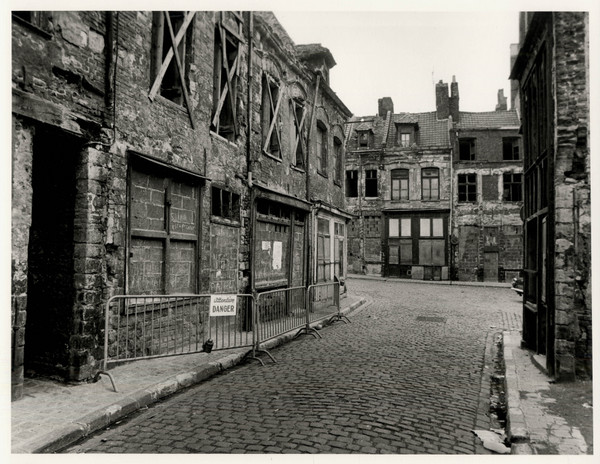
La rue des Vieux-Murs et la place aux Oignons, dans le Vieux-Lille, en 1976.

Au-delà de ces projets de dimension exceptionnelle, la métropole a connu trois grands types de chantiers importants au cours des dernières décennies : des chantiers de restructuration et de redynamisation de quartiers entiers, en particulier des centres-villes, des chantiers de reconversion de friches industrielles et urbaines et des chantiers d’installation d’équipements nouveaux à vocation économique, sociale et culturelle. Parmi eux, plusieurs ont atteint ou atteindront des proportions qui permettent de parler de grands travaux.
C’est notamment le cas de la restructuration du centre de Lille. Après la destruction et la reconstruction du quartier Saint-Sauveur qui s’étend du début des années 1960 au milieu des années 1970, c’est la réhabilitation du Vieux-Lille qui prend place de la fin des années 1970 à la fin des années 1990, avec l’achèvement de la cathédrale Notre-Dame-de-la-Treille. Plus tardivement, à partir du milieu des années 1990, Roubaix entreprend de vastes travaux de restructuration visant à recréer une centralité, déjà sous-dimensionnée, mise à mal par la crise et la concurrence des implantations périphériques. Ils comprennent en particulier la démolition du centre commercial Roubaix 2000, l’implantation du Centre McArthurGlen et de l’Espace Grand’Rue, le réaménagement de la Grand Place, puis l’opération « Campus gare ». Peu après, c’est Tourcoing qui, à partir du milieu des années 2000, engage une profonde restructuration de son centre-ville, avec notamment la requalification du parvis de l’église, la construction de l'Espace commercial Saint-Christophe et la réfection de la Grand’Place, prolongée par le réaménagement du « Quadrilatère des piscines ».

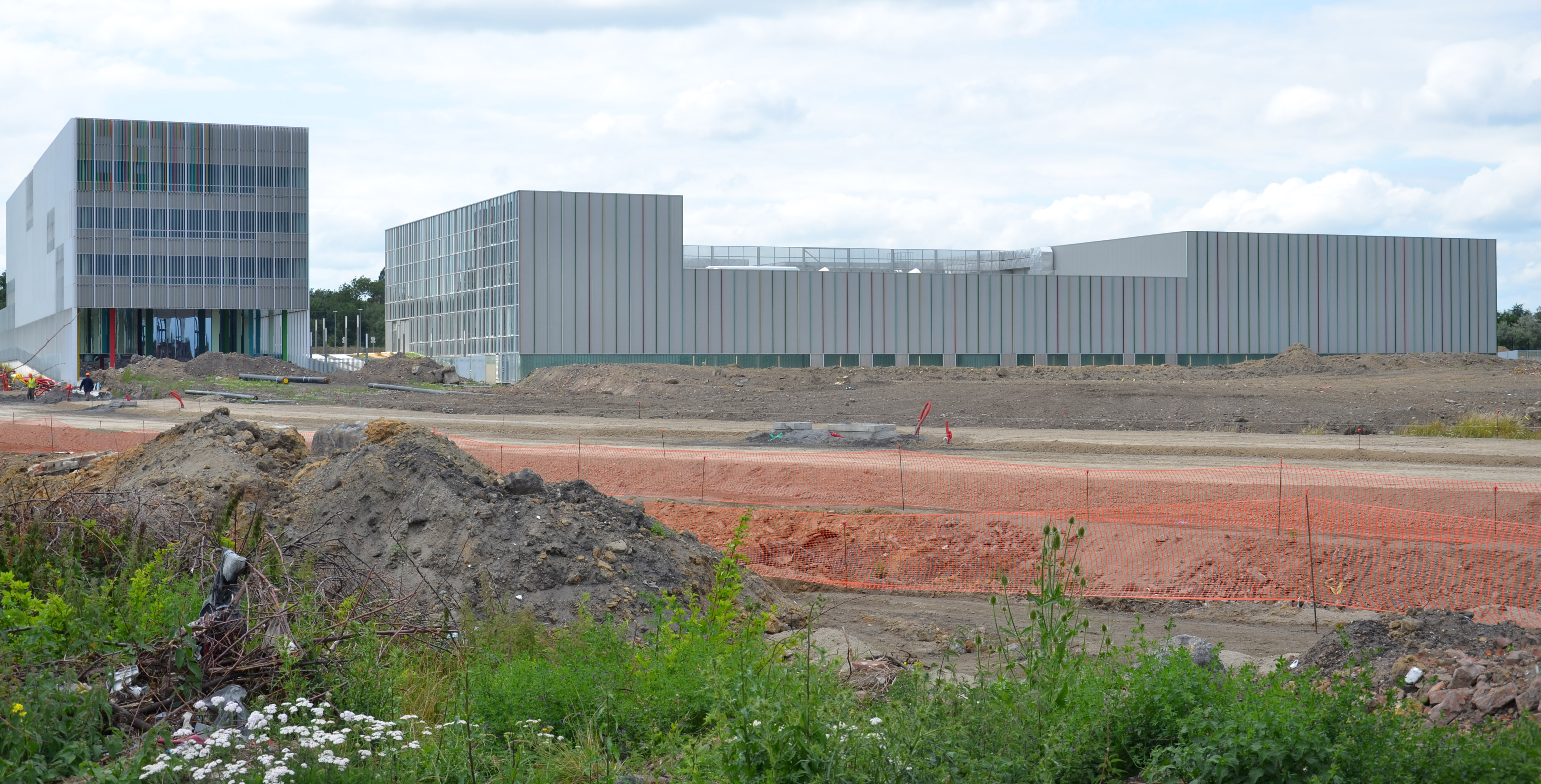
La construction en cours du CETI sur la zone de l'Union, à Tourcoing, en 2011.

Sur le plan des reconversions d’espaces en friche, on peut citer l’opération des Rives de la Haute-Deûle lancée au début des années 2000 qui, sur une superficie de plus de 100 hectares en bordure du canal de la Deûle entre le quartier des Bois Blancs et Lomme, comprend le développement d’EuraTechnologies, pôle d’excellence économique consacré au numérique organisé autour de l’ancienne filature Le Blan-Lafont réhabilitée, et un vaste programme de renouvellement urbain, incluant notamment un port de plaisance. Plus récemment, en 2014, la réhabilitation de 25 hectares de friche de l’ancienne usine métallurgique de Fives-Cail-Babcock, située entre le quartier de Fives et Hellemmes, est entrée en phase de réalisation. Basée sur le principe de la conservation et du réemploi de la structure existante, elle comprend notamment la création d’une Bourse du travail, d’un lycée hôtelier, d’un « food-court » et d’une cuisine collective, ainsi que le développement d’activités tertiaires dont un tiers-lieu. Envisagé dès les années 1970, mais entrepris trente ans plus tard, l’aménagement de l’Écoquartier de l'Union porte quant à lui sur une friche urbaine de plus de 80 hectares qui couvre plusieurs quartiers relevant de trois communes, Roubaix, Tourcoing et Wattrelos. Traversé par le canal de Roubaix remis en navigation en 2009, il accueille notamment deux pôles d’excellence, le Centre européen des textiles innovants (CETI), inauguré en 2012, et la Plaine Images, consacrée à la filière de production d’images et aux industries créatives, installée depuis 2010 dans une ancienne usine de tissus d’ameublement réhabilitée. Enfin, l’aménagement de la friche de 33 hectares de La Lainière de Roubaix, à cheval sur les communes de Roubaix et Wattrelos, à proximité de la frontière belge, a été engagé en 2018. Il vise en particulier à étoffer l’offre foncière économique du territoire afin d’accueillir des activités de production, d’artisanat et de petite logistique, tout en prenant le développement durable comme fil conducteur. La maison du projet, installée en 2016, est ainsi le premier bâtiment cradle to cradle (C2C) de France.

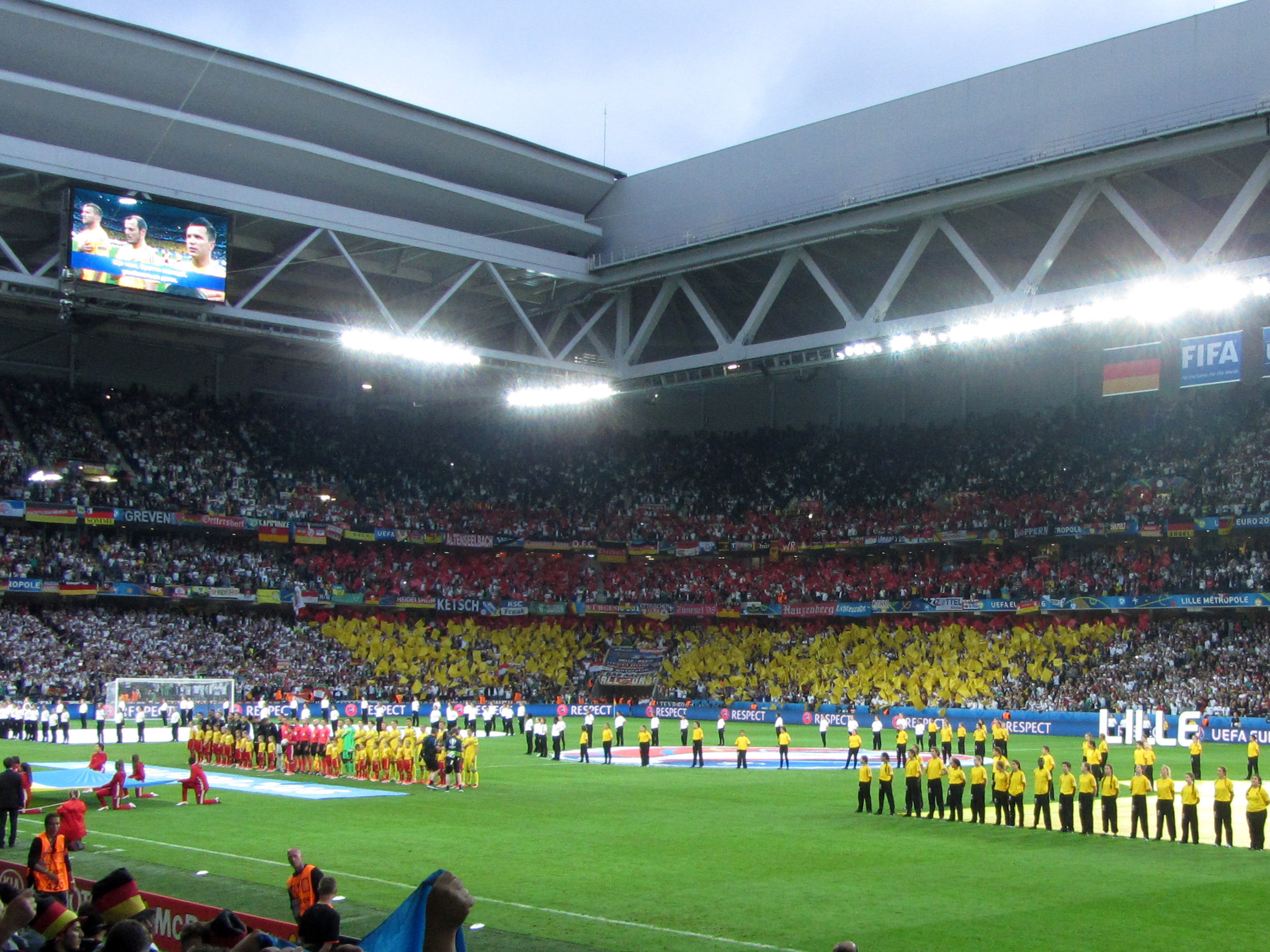
L'intérieur du stade Pierre-Mauroy, toit ouvert, en 2016.

Parmi les équipements nouveaux à vocation économique, sociale et culturelle, on peut en particulier citer le parc Eurasanté, situé entre Lille et Loos, qui héberge lui aussi un pôle d'excellence, consacré aux biotechnologies, à la santé et à la nutrition. Créé à la fin des années 1990, le parc dispose d’une surface de 300 hectares à proximité immédiate du Centre hospitalier régional universitaire de Lille et accueille 170 entreprises en 2018. Plus à l’est, le Parc de la Haute-Borne, situé à proximité de la Cité scientifique de Villeneuve-d’Ascq, était déjà programmé par la ville nouvelle au début des années 1970. Mis en sommeil, le projet est relancé en 1996 lorsque le site est choisi par la Région pour porter la candidature du Nord-Pas-de-Calais à l’accueil du synchrotron SOLEIL. Mais c’est le plateau de Saclay qui est retenu en 2000, au nom d’un meilleur environnement scientifique. Le parc de la Haute-Borne est néanmoins inauguré au début des années 2000 avec un statut de site technologique à vocation européenne. Destiné à l’accueil de laboratoires et centres de recherche, il couvre 140 hectares et héberge notamment le Centre d’innovation et d’échanges de Lille (CIEL), l'Inria, l'IRCICA digital institute, l'IRI et la Résonance Magnétique Nucléaire, Softthinks (logiciels), Tate & Lyle (agroalimentaire) ou encore MeadWestvaco (émulsifiants routiers). Enfin, dans un tout autre registre, on peut mentionner la construction du stade Pierre-Mauroy, à Villeneuve-d’Ascq, débutée en 2009 pour une inauguration en 2012. À la fois stade de football modulable de 50 000 places et aréna, il permet cinq configurations différentes de jauges variables, couvertes ou non grâce à sa toiture mobile qui peut être refermée en trente minutes.

### Entreprises

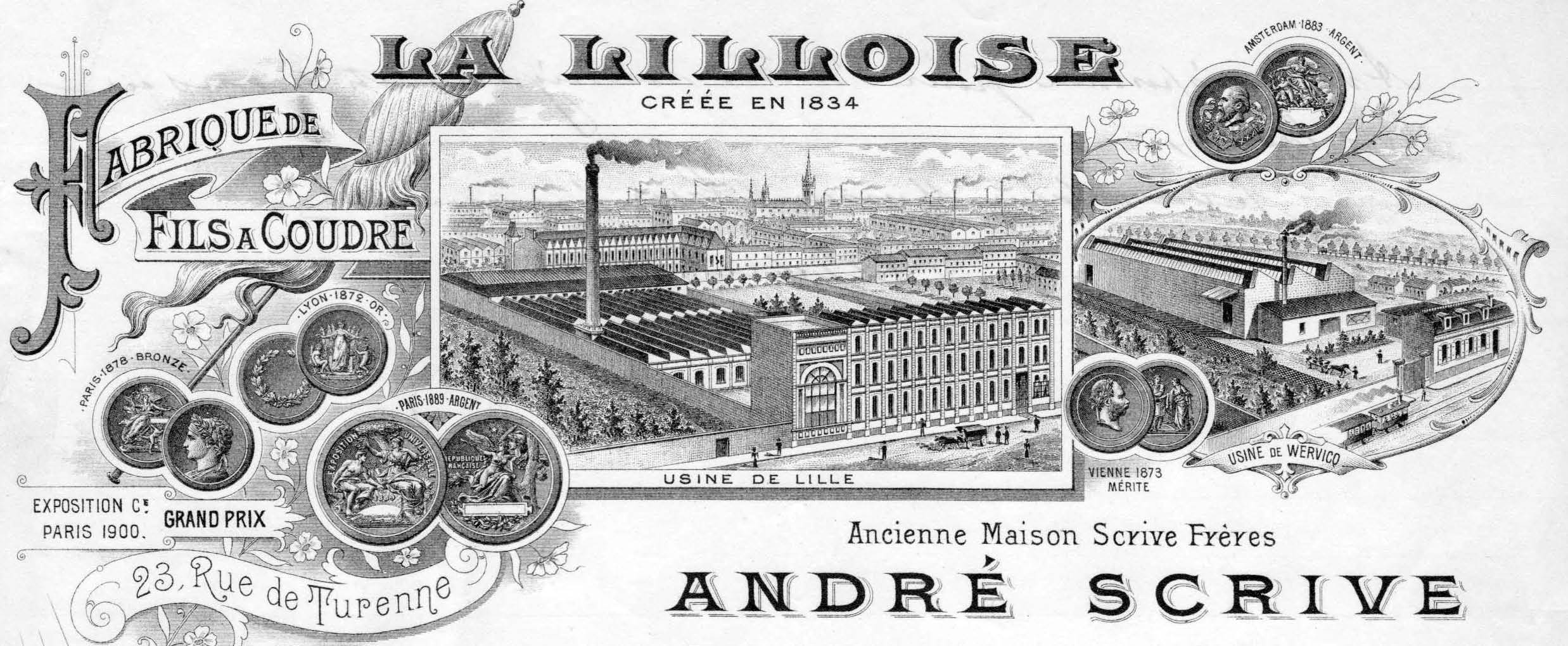
Gravure d'en-tête du papier de correspondance de la fabrique de fils à coudre La Lilloise.

Au milieu des années 1950, Lambert-Dansette et Roy relèvent que près de la moitié des familles « bourgeoises » de Roubaix-Tourcoing, plus du tiers de celles de Lille et la quasi-totalité de celles d’Armentières « s’adonnent ou s’adonnèrent […] à une activité textile ». En effet, si la plupart des grandes entreprises métallurgiques locales, comme Fives-Lille, Massey-Ferguson ou la Compagnie Générale de Moteurs, ou chimiques, comme les Établissements Kuhlmann ou Lever, sont contrôlées par des groupes dont le siège n’a pas, ou plus, d’attache avec la région, ce n’est pas le cas de l'industrie textile qui relève d’un capitalisme bourgeois très enraciné localement. À Roubaix et Tourcoing, qui travaillent toutes les fibres mais où la laine domine nettement, le tissu entrepreneurial est encore à cette époque constitué d’un grand nombre d’entreprises familiales, pour beaucoup de taille moyenne. Cependant, dès le XIXe siècle, l’ensemble de la pyramide est écrasé par une poignée de groupes familiaux constitués de sociétés sœurs, unis en leur sein pour ne former qu’un tout sous la direction du père, de l’ainé ou de la mère de famille. Il en va de même à Lille et ses environs, où dominent le coton et le lin et des entreprises moins nombreuses mais plus importantes. C’est ainsi que se forme, au fil de plus d’un siècle, un capitalisme familial dominé par quelques grandes familles comme les Scrive, Descamps, Crespel, Bigo, Mathon, Vrau, Crépy, Barrois, Delesalle, Wallaert, Le Blan, Thiriez ou Agache à Lille ; les Dansette, Dufour, Charvet, Coisne ou Lambert à Armentières ; les Grimonprez, Motte, Delaoutre, Cavrois, Prouvost, Lepoutre, Toulemonde, Mulliez ou Dubrulle à Roubaix ; les Desurmont, Tiberghien, Flipo, Dassonville, Dewavrin, Caulliez, Masurel, Six, Pollet ou Wattinne à Tourcoing,. Des alliances entre ces familles, seulement tempérées par la longue lutte qui oppose le patronat de Roubaix-Tourcoing à celui de Lille, résultent quelques grandes dynasties patronales qui structurent encore le tissu entrepreneurial lillois à la veille des bouleversements des années 1960 et 1970. Dès les prémices de la crise, plusieurs de ces groupes familiaux commencent à rechercher des pistes de diversification et de réorientation de leurs capitaux tandis que l’industrie textile entre dans une dynamique de concentration d’où émergent, à partir des années 1960, trois grands groupes, aujourd’hui disparus : Prouvost-Masurel, le groupe Agache-Willot et Dollfus-Mieg et Compagnie.

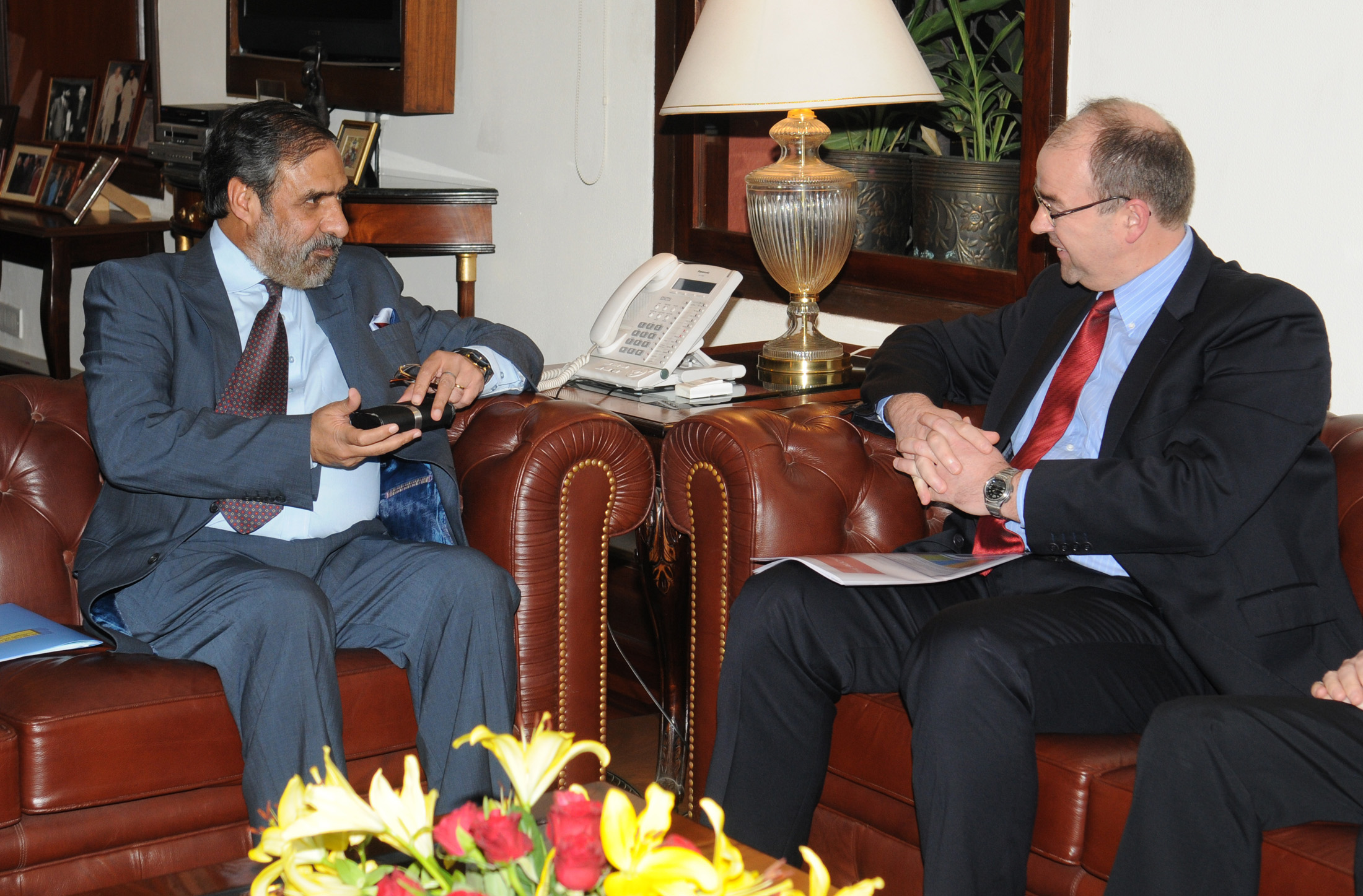
Vianney Mulliez, président du conseil de surveillance du groupe Auchan, et le ministre indien du commerce, de l'industrie et des textiles, Shri Anand Sharma, à New Delhi en 2013.

Les réorientations de capitaux familiaux ne se tournent pas, pour l'essentiel, vers l'industrie, mais s’inscrivent dans le fil de la tradition commerçante de la bourgeoisie de Roubaix-Tourcoing. C’est notamment le cas de la vente par correspondance, dont Roubaix-Tourcoing devient le leader national au cours des années 1970 et 1980. Abandonnant la production, la  famille Pollet se spécialise ainsi dans la seule vente par correspondance au début des années 1960, avec La Redoute (et les services financiers associés, Finaref), puis dans la distribution de vêtement, avec Promod. De même, la famille Toulemonde se repositionne sur la VPC avec les 3 Suisses (et, là aussi, les services financiers associés, Cofidis), comme les familles Wattinne et Wibaux avec la Blancheporte, la famille Despature avec Damart ou la famille Dewavrin avec Vertbaudet, tout en se diversifiant dans la distribution de produits alimentaires avec le groupe Pomona. C’est aussi le cas de nouvelles formes de distribution. Ainsi, au début des années 1960, les familles Coisne et Lambert créent une société de diversification, la Sonepar, qui se spécialise finalement dans la distribution de matériel électrique aux professionnels. Dans le commerce de détail, Jean Prouvost lance dès les années 1930 un réseau de boutiques sous franchise qui vendent les pelotes de laine de la gamme Pingouin. Il est suivi par Gérard Mulliez (père) qui lance la franchise Phildar dans les années 1950, puis, au début des années 1960, son fils, Gérard Mulliez, ouvre le premier magasin Auchan à Roubaix. À la même époque, Christian Dubois ouvre son premier magasin de négoce d'outillage qui donnera naissance à la chaîne Castorama quelques années plus tard. Souvent issu du textile, ce capitalisme familial né au cours du XIXe siècle se trouve également dans l’agroalimentaire, en particulier avec les familles Bonduelle (industrie des légumes), Roquette (amidon et ses dérivés) ou Lesaffre (levures), le BTP, avec la famille Dutilleul, ou l’assurance et l’immobilier, avec la famille Verspieren. Mais c’est bien sûr le « groupe Mulliez » qui tient ici une part prépondérante, à un double titre : il regroupe, parmi les quelque 700 membres de l’ Association familiale Mulliez, des représentants de la plupart des grandes familles textiles, entrés dans la famille Mulliez par alliance au fil des générations (Toulemonde, Pollet, Cavrois, Dubrulle, Motte, Flipo, Lepoutre, Tiberghien, Caulliez, Prouvost, Wattinne…) et il contrôle dix des quinze plus grosses sociétés privées quant au chiffre d’affaires domiciliées dans l’une des communes de la MEL, dont les cinq premières (Auchan France, Decathlon, Leroy Merlin France, Auchan Supermarché, Décathlon France).
Si certaines fortunes industrielles ont été englouties par la crise ou recyclées dans des activités de rente, immobilière ou financière, d’autres se sont donc réinvesties avec succès dans des entreprises qui, plus qu’ailleurs, sont restées familiales et ancrées localement (du moins pour ce qui concerne la localisation de leur siège). Cette caractéristique contribue probablement à expliquer la deuxième place après Paris qu’occupe la métropole lilloise pour le total des liens d’entreprise (45e place mondiale). En 2006, les centres de décision de l’aire urbaine lilloise, qu'il s'agisse de têtes de groupe ou de sièges sociaux d'entreprises, contrôlent ainsi près de 237 000 salariés à l'extérieur du périmètre lillois sur le territoire français et plus de 160 000 à l'étranger, soit un taux de rayonnement supérieur à celui des aires urbaines de Lyon et d’Aix-Marseille, tout particulièrement lié à la forte présence du secteur du commerce. Parallèlement, bien qu’inférieur à celui de l’aire urbaine de Lyon, le taux d'investissements étrangers dans l’aire urbaine de Lille est relativement élevé, supérieur à la moyenne française et à celui de l’aire urbaine d’Aix-Marseille. Ainsi, en 2006, 15 % des postes de travail salariés de l'aire urbaine sont contrôlés par un groupe étranger. Les groupes belges sont les premiers investisseurs étrangers, suivis des groupes américains, britanniques, allemands et néerlandais. Enfin, en 2014, la MEL présente la plus forte densité d'entreprises exportatrices parmi les métropoles de province, devant les métropoles de Strasbourg et Lyon.
Cette prégnance du commerce et des activités induites dans le tissu entrepreneurial de la MEL se retrouve dans les statistiques d'entreprises. Ainsi, en 2016, la MEL, qui compte près de 70 000 entreprises domiciliées sur son territoire (troisième métropole de province, après les métropoles d'Aix-Marseille et de Lyon), présente la plus forte proportion d'entreprises des secteurs du commerce, transport, hébergement et restauration parmi les métropoles comparables (29,3 % des entreprises du secteur marchand, soit 3 à 6 points de plus que Lyon, Toulouse, Bordeaux ou Nantes). La proportion d'entreprises relevant du secteur de l'industrie, soit 5 %, est en revanche très proche de celle de la plupart des autres métropoles (Lyon, Aix-Marseille, Toulouse, Nantes), quand celle des services aux entreprises, soit 33,4 %, se situe dans la moyenne, entre les taux très élevés que présentent Lyon et Nantes (supérieur à 37 %) et les taux plus faibles que présentent Aix-Marseille et Nice (de l’ordre de 30 %). Les services marchands aux particuliers semblent par contre peu développés, la MEL présentant, comme les métropoles de Lyon et de Nice, une moindre proportion d'entreprises de ces secteurs. L’économie sociale et solidaire, qui s'adresse pour l'essentiel aux personnes, est pourtant bien développée, avec près de 3 900 organismes et 52 000 salariés en 2012, soit 11 % de l’emploi total. Mais elle est principalement constituée d'associations (environ 85 % des organismes comme des emplois), actives en premier lieu dans l’action sociale, l'hébergement médico-social et social et l’enseignement.
|                                    | Industrie   | Construction  | Commerce, transport, hébergement et restauration | Services aux entreprises | Services aux particuliers | Ensemble      |
| ---------------------------------- | ----------- | ------------- | ------------------------------------------------ | ------------------------ | ------------------------- | ------------- |
| Métropole d'Aix-Marseille-Provence | 7 838 5,1 % | 18 274 11,9 % | 43 607 28,5 %                                    | 45 526 29,8 %            | 37 769 24,7 %             | 153 014 100 % |
| Métropole de Lyon                  | 5 434 5,0 % | 10 447 9,5 %  | 28 487 26,0 %                                    | 40 916 37,4 %            | 24 258 22,1 %             | 109 542 100 % |
| Métropole européenne de Lille      | 3 466 5,0 % | 6 736 9,6 %   | 20 434 29,3 %                                    | 23 316 33,4 %            | 15 901 22,8 %             | 69 853 100 %  |
| Bordeaux Métropole                 | 2 629 4,2 % | 6 798 10,9 %  | 16 219 25,9 %                                    | 21 230 33,9 %            | 15 728 25,1 %             | 62 604 100 %  |
| Métropole Nice Côte d'Azur         | 2 367 3,9 % | 9 429 15,6 %  | 16 476 27,2 %                                    | 18 616 30,8 %            | 13 650 22,5 %             | 60 538 100 %  |
| Toulouse Métropole                 | 2 545 4,6 % | 5 975 10,7 %  | 12 918 23,1 %                                    | 19 204 34,4 %            | 15 193 27,2 %             | 55 835 100 %  |
| Nantes Métropole                   | 2 119 5,0 % | 3 787 8,9 %   | 9 922 23,4 %                                     | 15 971 37,7 %            | 10 527 24,9 %             | 42 326 100 %  |

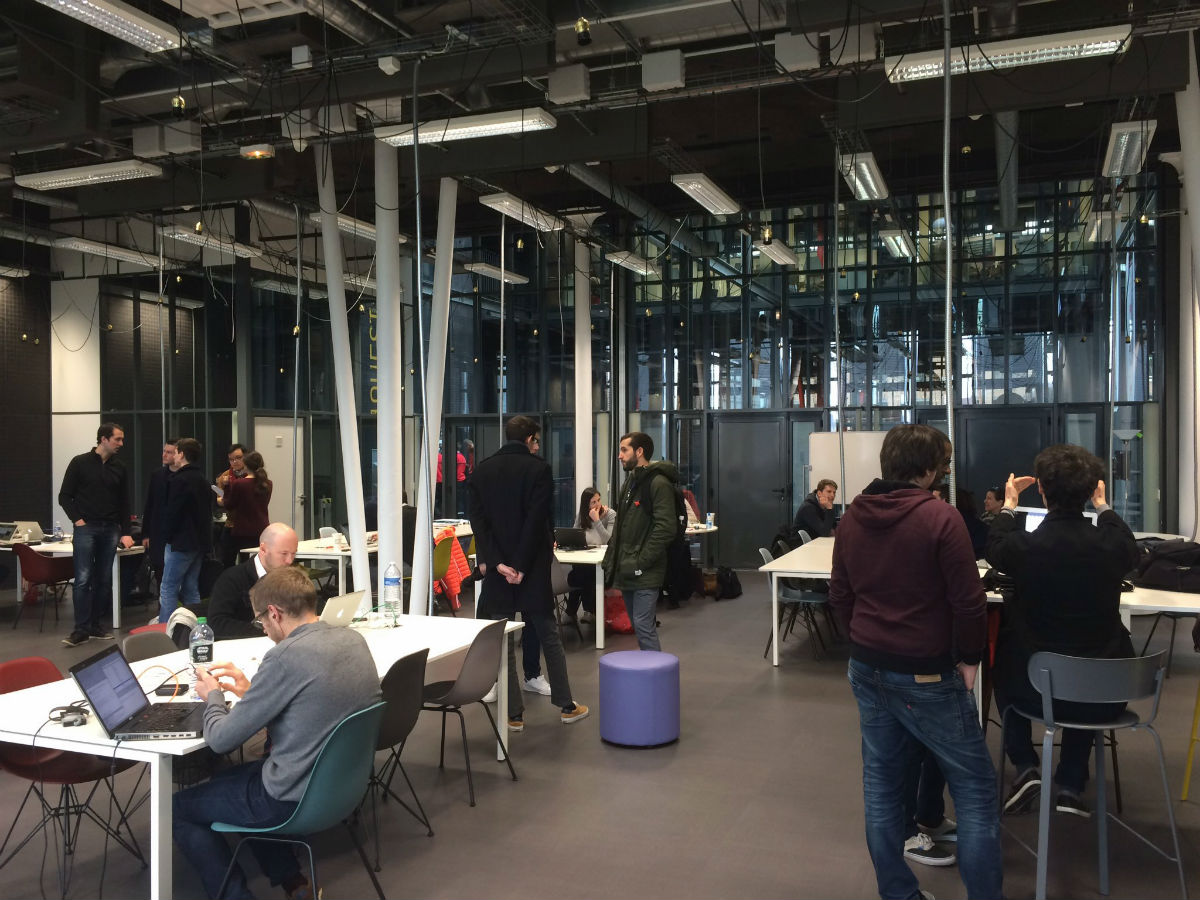
L'incubateur d'EuraTechnologies à Lille.

Depuis les années 1990, de nombreux programmes publics ou privés sont mis en place pour soutenir la création d’entreprise et l’accompagnement des jeunes pousses. Si la MEL ne se caractérise pas par un taux élevé de création d'entreprise (en 2015, légèrement inférieur à la moyenne des métropoles), elle présente en revanche un taux de survie à cinq ans des entreprises créées sensiblement supérieur à la moyenne (en 2015, meilleur taux de survie après Paris et Strasbourg). La métropole lilloise est d’ailleurs classée dans le premier tiers des métropoles européennes les plus compétitives en matière de soutien aux entreprises par l’Entrepreneurial Cities European Ranking (ECER), soit à la onzième place en 2009, juste après une dizaine de villes d'Europe du nord et d’Europe centrale. L’European Digital City Index (EDCI) de 2016 ne la place toutefois qu’à la 48e place européenne pour l’accueil des startups de l’économie numérique et à la 46e pour les scale-up (entreprises en voie de changement d’échelle), derrière, pour ce qui concerne les villes françaises, Lyon, Toulouse et Bordeaux. Bien placée du point de vue des infrastructures et de l’environnement économique, la métropole lilloise resterait limitée en tant qu'écosystème et serait encore trop peu pourvue en main d’œuvre qualifiée. Les activités numériques, qui représentent 23 000 emplois en 2014, se sont pourtant beaucoup développées, notamment dans les activités de services (en particulier, conseil en systèmes et logiciels informatiques, traitement de données, hébergement et portail Internet, avec la présence de sociétés comme Microsoft, Capgemini, IBM, CGI France, GFI Informatique, Generix Group ou OVH). La MEL est par ailleurs labellisée French Tech depuis 2014.

### Emploi
L’effondrement d’un appareil productif employant plusieurs dizaines de milliers de salariés faiblement qualifiés dans un contexte de mono-industrie entraîne nécessairement d’énormes problèmes d’emploi. Ils se manifestent d’abord par la disparition des emplois ouvriers et la montée concomitante du chômage. Ainsi, entre 1968 et 2007, 75 000 emplois ouvriers disparaissent du marché de l’emploi de la communauté urbaine. Parallèlement, le chômage s’accroit fortement à partir de la fin des années 1970. En 2015 encore, la MEL présente un taux de chômage des 15 à 64 ans de 17,2 %, soit le taux le plus élevé parmi les grandes métropoles comparables, devant les métropoles d'Aix-Marseille (15,6 %) et de Toulouse (15,3 %). Conformément à la localisation des industries textiles, c’est dans la zone d’emploi de Roubaix-Tourcoing que le taux de chômage croît le plus rapidement et reste le plus élevé.
|                   | 1968    | 1975    | 1982    | 1990    | 1999    | 2010    |
| ----------------- | ------- | ------- | ------- | ------- | ------- | ------- |
| Population active | 267 600 | 288 000 | 311 100 | 321 100 | 341 400 | 366 100 |
| Chômeurs          | 5 800   | 9 400   | 27 100  | 37 600  | 49 400  | 49 800  |
| Taux de chômage   | 2,2 %   | 3,3 %   | 8,7 %   | 11,7 %  | 14,5 %  | 13,6 %  |

|                   | 1968    | 1975    | 1982    | 1990    | 1999    | 2010    |
| ----------------- | ------- | ------- | ------- | ------- | ------- | ------- |
| Population active | 163 300 | 168 900 | 170 700 | 172 100 | 180 500 | 187 000 |
| Chômeurs          | 4 200   | 6 800   | 20 100  | 26 800  | 33 300  | 31 800  |
| Taux de chômage   | 2,6 %   | 4,0 %   | 11,8 %  | 15,6 %  | 18,4 %  | 17,0 %  |

Ce chômage affecte en premier lieu les catégories ouvriers et, à un moindre degré, employés, la catégorie cadres étant pratiquement au plein emploi. Majoritairement ouvriers ou employés, les immigrés, dont le taux de chômage atteint 27,6 % dans l’arrondissement de Lille en 2011, sont tout particulièrement exposés au risque de chômage (et parmi eux, les travailleurs venus d'Afrique du Nord et leurs familles, premières victimes des restructurations dans l'industrie textile).
|                                  | Agriculteurs exploitants | Artisans, commerçants, chefs d'entreprise | Cadres et professions intellectuelles supérieures | Professions intermédiaires | Employés | Ouvriers |
| -------------------------------- | ------------------------ | ----------------------------------------- | ------------------------------------------------- | -------------------------- | -------- | -------- |
| Population active de 15 à 64 ans | 971                      | 22 795                                    | 104 810                                           | 136 967                    | 145 925  | 105 964  |
| dont actifs ayant un emploi      | 930                      | 20 292                                    | 100 404                                           | 121 372                    | 119 043  | 76 984   |
| dont chômeurs                    | 41                       | 2 503                                     | 4 406                                             | 15 595                     | 26 882   | 28 980   |
| Taux de chômage                  | 4,2 %                    | 11,0 %                                    | 4,2 %                                             | 11,4 %                     | 18,4 %   | 27,3 %   |

La réduction drastique de l’emploi industriel entraîne ensuite une faible progression de l’emploi total en dépit du puissant mouvement de développement des activités tertiaires que connaît la France à partir des années 1970. Ainsi, entre 1982 et 2006, l’emploi total de l’aire urbaine lilloise ne progresse que de 13 % quand il augmente de 24 % dans l’aire de Marseille-Aix et de plus de 30 % dans toutes les autres aires urbaines comparables (et jusqu’à 73 % dans celle de Toulouse). Pour autant, l’aire urbaine de Lille connait elle aussi un développement continu des activités tertiaires depuis le milieu des années 1970. D’abord porté par le développement de nouveaux services centraux, dans l’administration, l’éducation, la santé, l’action sociale, ce n’est toutefois qu’à partir des années 1990 que les activités nouvelles en relation avec l’économie des savoirs et des loisirs émergent à leur tour, marquant un retard significatif sur Lyon et Nice, dès les années 1970, puis Aix-Marseille, Toulouse, Montpellier ou Nantes à partir des années 1980. Il semble ainsi que ce soit avec un décalage temporel d’une dizaine d’années que l’aire urbaine de Lille s’engage dans la voie empruntée par les autres métropoles.
Comme partout, la tertiarisation s’accompagne d’une forte segmentation du marché du travail, avec d’une part des qualifications élevées pour des emplois bien rémunérés, stables et à temps plein et, à l’opposé, des emplois bien moins stables et rémunérateurs. L’archétype du premier type d'emplois est figuré par les emplois de « cadres des fonctions métropolitaines », souvent qualifiés d’emplois stratégiques. Entre 1982 et 2006, le nombre de ces emplois a plus que doublé à l’échelle de l’aire urbaine de Lille, comme dans les aires urbaines de Marseille-Aix ou Nice. Leur progression est un peu plus marquée dans l’aire urbaine de Lyon et surtout de Toulouse, où ils sont presque multipliés par quatre. Représentant 50 000 emplois en 2006, soit 10 % de l’emploi total, les cadres des fonctions métropolitaines de l'aire urbaine lilloise sont alors particulièrement nombreux dans les fonctions de gestion et du commerce inter-entreprises. Par secteur d’activité, ce sont principalement le commerce et la finance qui affichent une proportion de cadres des fonctions métropolitaines plus importante que dans les autres métropoles. Depuis lors, leur nombre s'est accru de 35 % entre 2006 et 2016 au périmètre de la MEL. Les emplois relevant des « prestations intellectuelles » (professions de mise à disposition de connaissances spécifiques pour le conseil, l'analyse, l'expertise, etc.) ont notamment augmenté de plus de 80 % quand ceux relatifs au « commerce inter-entreprise » ont marqué le pas.
|      | Commerce inter entreprises | Conception Recherche | Culture Loisirs | Gestion | Prestations Intellectuelles | Total emploi CFM | Emploi total | Taux d'emploi CFM |
| ---- | -------------------------- | -------------------- | --------------- | ------- | --------------------------- | ---------------- | ------------ | ----------------- |
| 2006 | 7 912                      | 10 136               | 3 832           | 20 555  | 6 386                       | 48 820           | 491 299      | 9,9 %             |
| 2016 | 8 564                      | 13 567               | 4 978           | 26 953  | 11 914                      | 65 976           | 512 304      | 12,9 %            |

Le second type d'emplois est marqué par une part importante d’emplois précaires ou à temps partiel. Le taux d’emplois précaires, soit 12,8 % en 2012, est similaire à celui des aires urbaines de Lyon, Marseille-Aix ou Toulouse. Comme dans les autres aires urbaines, ce sont principalement les emplois de catégories employés et ouvriers qui sont précarisés, à hauteur de 17 à 18 %. La part des temps partiels dans l’emploi précaire, soit 41,9 % en 2012, est en revanche plus importante dans l’aire urbaine lilloise que dans celles de Lyon (35,5 %), Marseille-Aix (39,9 %) ou Toulouse (37 %).
De ces nombreuses évolutions résulte une profonde modification de la structure de l’emploi. En 2016, les emplois des catégories cadres et professions intermédiaires sont ainsi devenus majoritaires, tandis que le poids des emplois de catégorie employés a un peu progressé depuis 1968, et que celui des emplois de catégorie ouvriers a diminué de plus de 28 points au cours de la même période. Ces derniers ne relèvent d’ailleurs plus majoritairement de l’industrie, mais des services.
|                               | Agriculteurs | Agriculteurs | Artisans, commerçants, chefs d'entreprise | Artisans, commerçants, chefs d'entreprise | Cadres, professions intellectuelles | Cadres, professions intellectuelles | Professions intermédiaires | Professions intermédiaires | Employés | Employés | Ouvriers | Ouvriers |
| Année                         | 1968         | 2016         | 1968                                      | 2016                                      | 1968                                | 2016                                | 1968                       | 2016                       | 1968     | 2016     | 1968     | 2016     |
| ----------------------------- | ------------ | ------------ | ----------------------------------------- | ----------------------------------------- | ----------------------------------- | ----------------------------------- | -------------------------- | -------------------------- | -------- | -------- | -------- | -------- |
| Métropole européenne de Lille | 1,3 %        | 0,2 %        | 9,0 %                                     | 4,4 %                                     | 5,3 %                               | 21,8 %                              | 14,6 %                     | 28,8 %                     | 24,4 %   | 28,0 %   | 45,4 %   | 16,8 %   |
| France métropolitaine         | 12,5 %       | 1,6 %        | 9,9 %                                     | 6,7 %                                     | 5,2 %                               | 18,0 %                              | 12,4 %                     | 25,9 %                     | 22,5 %   | 27,8 %   | 37,6 %   | 20,1 %   |

Parallèlement, la segmentation du marché du travail se double d'une segmentation territoriale. Une étude réalisée en 2015 par Terra Nova montre ainsi que les offres d'emploi se concentrent massivement dans la ville centre (66 % des offres d'emploi de l'aire urbaine). Elles concernent par ailleurs des emplois de meilleure qualité (60 % de CDI contre 45 % au niveau de l'aire urbaine) et mieux rémunérés (25 000 € par an contre 21 100 € au niveau de l'aire urbaine). À l'opposé, aux marges du marché du travail, les habitants des quartiers les plus en difficultés déploient différentes formes de « travail de subsistance », comme à Roubaix la réparation automobile dans des ateliers de plein air, l’auto-construction et la rénovation de logements pour les hommes, ou la réalisation de tâches essentielles à l’économie familiale comme l’accès aux ressources, à la consommation, aux moyens de satisfaire les besoins des enfants et de l’entourage, pour les femmes.

### Transports

#### Transports longue distance

Autoroutes desservant la métropole.

L'agglomération est desservie par un réseau autoroutier structuré par cinq axes principaux rayonnant en étoile autour de Lille construits au cours des années 1950 à 1970 : l’A1 qui rejoint Paris, via Arras et Compiègne, l’A25 qui rejoint Dunkerque, desservant l'ouest de l'agglomération, l’A22 qui rejoint Courtrai et Gand, desservant le nord de l'agglomération, l’A27 qui rejoint Tournai et Bruxelles et l’A23 qui rejoint Valenciennes. Il est complété par des barreaux de liaison qui desservent le cœur de l’agglomération (Voie rapide urbaine et RN227). Le trafic n’a cessé d’augmenter au cours de la période récente (+ 2,2 % par an en moyenne entre 1998 et 2007), tant du fait du trafic d’échange (trajet ayant une extrémité dans le territoire et l'autre extrémité à l'extérieur) que du trafic de transit (traversée du territoire sans arrêt) engendré notamment par l’activité des grands ports hollandais et belges. Cette augmentation, sur un réseau qui n’évolue plus, provoque des épisodes de congestion de plus en plus fréquents aux nœuds vers lesquels convergent plusieurs autoroutes et aux échangeurs, notamment aux heures de pointe (en particulier sur l’A1, l’A23 et l’A25). En 2016, selon l'index de trafic TomTom, Lille n'arrive toutefois qu'en quinzième position des agglomérations les plus embouteillées de France, loin derrière Marseille, Paris, Bordeaux, Montpellier, Lyon ou Nice. En 2017, la MEL a conclu un accord d'échange de données avec l'application de navigation GPS Waze pour améliorer la gestion du trafic en temps réel.
Depuis 2015, les liaisons par cars longue distance au départ de Lille se sont beaucoup développées. En 2017, la première destination reste la région parisienne, avec une trentaine d'allers-retours par jour, pour Paris centre, mais aussi l’aéroport Charles de Gaulle, La Défense, ou l’aéroport d’Orly. Le réseau s’est aussi ouvert et développé sur l'Europe, vers la Belgique (Gand, Bruges, Liège, Bruxelles, les aéroports de Zaventem et Charleroi), les Pays-Bas (Amsterdam, Rotterdam, Eindhoven), l’Allemagne (Düsseldorf, Aix-la-Chapelle, Cologne, Osnabrück) et la Grande-Bretagne (plusieurs allers-retours quotidiens pour Londres).

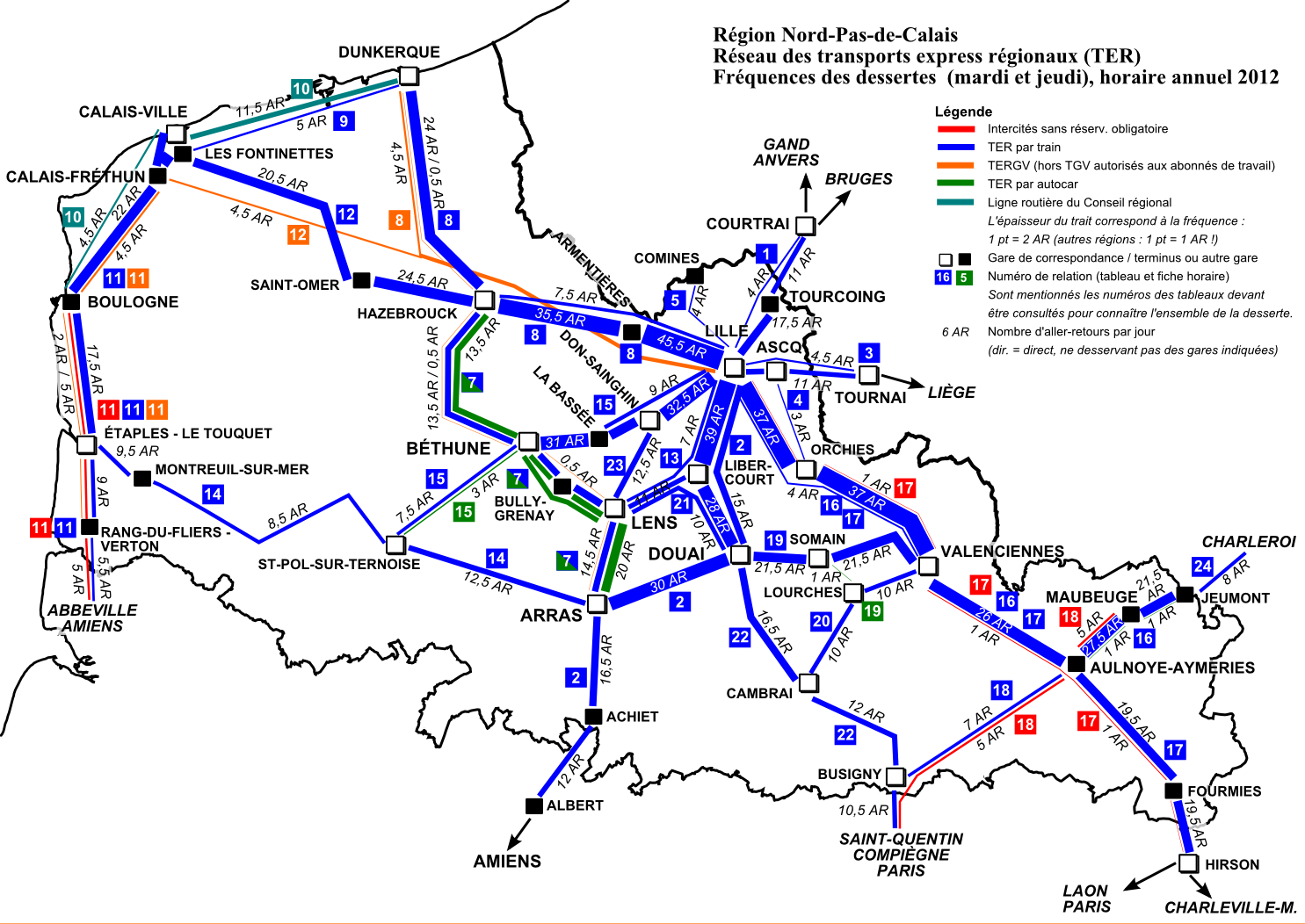
Desserte TER les jours-type de pleine semaine (mardi et jeudi), horaire annuel 2012.

La métropole est également desservie par un réseau ferroviaire qui s’organise en étoile autour de la gare historique de Lille-Flandres et par la LGV Nord. La LGV Nord, qui traverse la gare de Lille-Europe inaugurée en 1994 à quelques centaines de mètres de la gare de Lille-Flandres, permet de joindre directement la plupart des villes françaises desservies par le TGV, dont Paris en environ une heure, mais aussi Bruxelles en 35 minutes et Londres en 1 h 20. Depuis 2000, la LGV porte également les TERGV qui relient Lille à Arras en 20 minutes, à Dunkerque en 35 minutes, à Calais en 40 minutes et à Boulogne-sur-Mer en une heure. La gare de Lille-Flandres, seconde gare de province quant à la fréquentation derrière la gare de Lyon-Part-Dieu, accueille aussi des TGV desservant la France du fait de la saturation de Lille-Europe, mais plus des trois-quarts du trafic sont engendrés par les TER Hauts-de-France qui desservent les villes de la région (Amiens, Saint-Quentin, Arras, Douai, Lens, Valenciennes, Jeumont, Hirson, Béthune, Hazebrouck, Dunkerque, Calais, Saint-Omer, etc.), Rouen et Charleville-Mézières et par les trains InterCity belges qui desservent les gares de Courtrai, Anvers, Tournai et Namur.
L’agglomération dispose aussi d’un aéroport international, l’aéroport de Lille-Lesquin, qui peut être rejoint en une vingtaine de minutes depuis les gares, en taxi ou en navette. Avec l’aéroport de Paris-Charles-de-Gaulle directement accessible en 50 minutes par le TGV et deux aéroports internationaux belges situés à environ 100 km (l’Aéroport de Charleroi-Bruxelles-Sud, spécialisé dans les vols low cost, et l’aéroport de Bruxelles-National, tous deux accessibles en environ 1 h 30 depuis Lille), l’aéroport de Lille se trouve dans un environnement géographique particulièrement riche en offre aérienne qui limite ses possibilités de développement. L'analyse réalisée par Alain L’Hostis et Sandra Bozzani montre ainsi que, pour un départ de Lille à partir de 7 heures, le nœud air-fer à grande vitesse de Roissy Charles de Gaulle permet de rejoindre la plupart des grandes villes européennes avant 14 heures. Dans ces conditions, la CCI, gestionnaire de l’aéroport jusqu'en 2020, a privilégié une stratégie qui ne cherche pas à concurrencer le TGV sur des parcours de moins de trois heures, ni les grands aéroports proches sur des vols de plus de trois heures. C'est pourquoi l’aéroport assure principalement des liaisons entre Lille et les destinations relativement lointaines du territoire métropolitain (Brest, Nantes, Bordeaux, Toulouse, Montpellier, Marseille, Nice, Lyon, Strasbourg, la Corse…) et des vols de vacances.
Enfin, Ports de Lille, également géré par la CCI, est constitué de douze sites portuaires multimodaux (fluvial, ferroviaire, routier), dont neuf sur le territoire de la MEL, situés au cœur du bassin fluvial du Nord-Pas-de-Calais, troisième bassin de France après le bassin de la Seine (Paris) et le bassin rhénan (Strasbourg). En 2018, les infrastructures portuaires lilloises sont reliées à 680 km de voies navigables dont 241 km à grand gabarit, en particulier sur l’axe fluvial Dunkerque, Lille, Valenciennes. Egalement situé dans l’hinterland fluvial des ports de Rotterdam (200 km), Anvers (130 km) et Zeebruges (110 km), Ports de Lille sera au centre de la liaison entre le bassin parisien et les grands ports du Nord de l’Europe lorsque la construction du canal Seine-Nord Europe sera achevée. Après un déclin de l'activité de Ports de Lille par la voie d’eau jusque dans les années 1990, et par le rail jusqu’à la fin des années 2000, ces modes de transport bénéficient d’un certain regain depuis les années 2010, qui laisse augurer un développement significatif dans les années à venir. Depuis 2015, le site lillois de Ports de Lille dispose d’un Centre multimodal de distribution urbaine (CMDU) qui propose aux commerçants un stockage déporté, des livraisons des derniers kilomètres en centre-ville en véhicule propre et un service de logistique inversée (récupération des emballages et marchandises en fin de vie).

#### Transports urbains

Lignes de métro et de tramway.

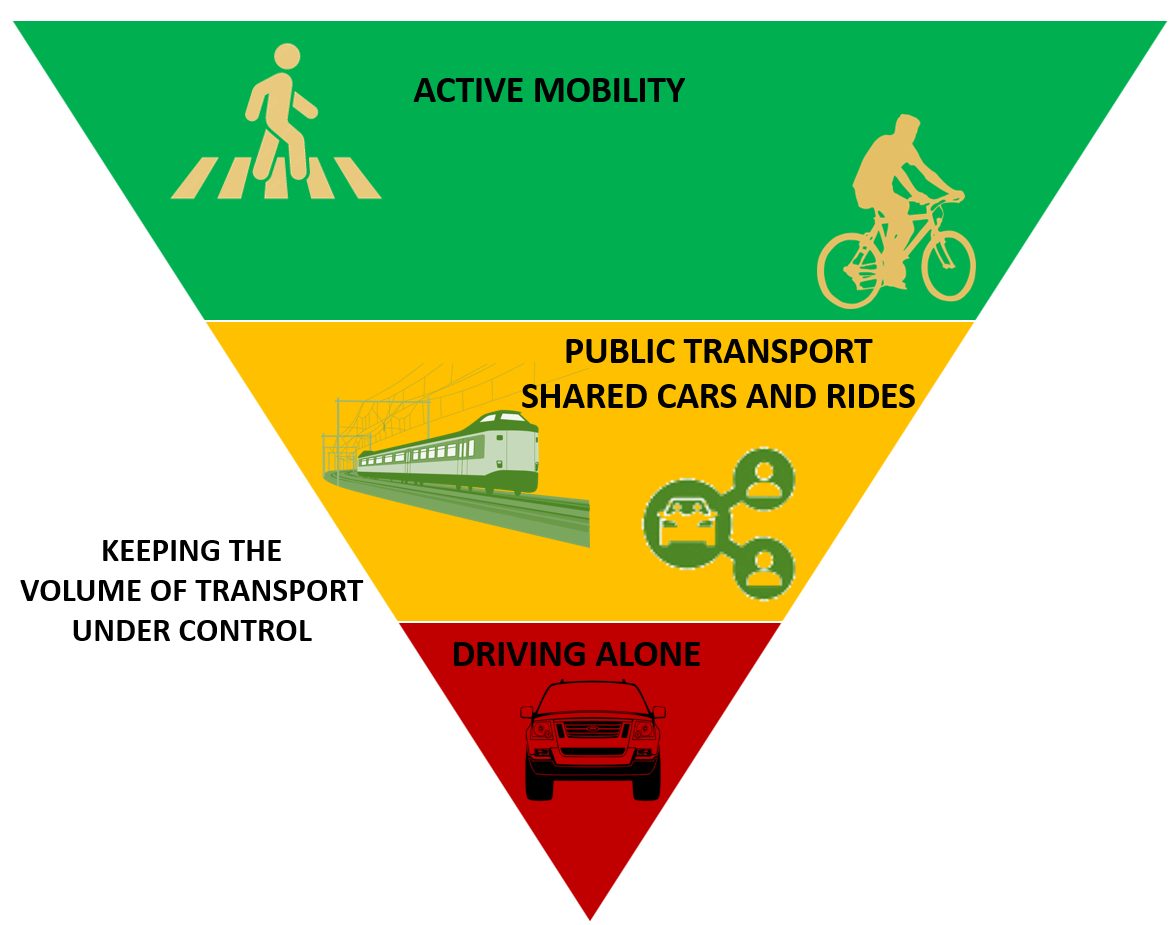
Pyramide de la mobilité, proposée par le projet européen Share North.

Le réseau de transport en commun comprend deux lignes de métro, deux lignes de tramway et environ 90 lignes de bus. L'ensemble est exploité par la société Ilévia, filiale du groupe Keolis. C’est la construction de la ville nouvelle de Lille-Est (devenue Villeneuve-d'Ascq) qui est à l’origine du projet de métro. Au début des années 1970, l’Établissement public d'aménagement de Lille-Est (EPALE) prévoit d’assurer la liaison entre la gare de Lille et la ville nouvelle par « un système en site propre à petit gabarit, rapide, automatique et très fréquent ». Ce projet donne naissance à un prototype de métro automatique baptisé VAL (Villeneuve-d’Ascq-Lille), lequel est adopté en 1974 par la communauté urbaine pour équiper quatre lignes de métro, la première devant relier la Cité Scientifique de Villeneuve-d’Ascq au Centre hospitalier régional via la gare de Lille. Le projet se heurte à de nombreuses oppositions, des élus de Roubaix et Tourcoing, de la CCI, de riverains du projet de tracé et finalement des services de l’État qui en retardent la mise en œuvre. Partiellement ouverte en 1983 et achevée l’année suivante, la ligne 1 est longue de 12,5 km et comporte dix-huit stations. Sa fréquence de passage varie de une rame toutes les minutes aux heures de pointe à une rame toutes les six à huit minutes aux périodes les plus creuses. La ligne 2, dont le tracé, plusieurs fois modifié, soulève lui aussi de nombreuses polémiques, relie Lomme à Tourcoing, jusqu’à la frontière belge, en passant par Lille et Roubaix. Ouverte progressivement entre 1989 et 2000, elle est longue de 31,1 km et comporte quarante-quatre stations. Les lignes 3 et 4 initialement prévues sont abandonnées et remplacées par des systèmes de bus. Les deux lignes de tramway sont quant à elles les seules survivances du réseau très dense qui desservait la métropole jusqu'aux années 1960. Elles devaient être remplacées par la ligne 2 du métro, mais la révision de son tracé a au contraire conduit à la décision de rénover ces deux lignes en Y d'une longueur totale de 22 km, comportant un tronc commun de la gare de Lille à la station Croisé-Laroche et deux branches, l'une vers Roubaix (ligne R), l'autre vers Tourcoing (ligne T). La politique des transports de la MEL au cours de la période récente, entre 2008 et 2014, s'est concentrée sur deux investissements lourds : le doublement des rames de la ligne 1 du métro (600 millions d'euros d'investissement), dont la fin des travaux prévue initialement à fin 2015 a été reportée à 2023 puis à 2026, et la création de six lignes de bus à haut niveau de service (Lianes).

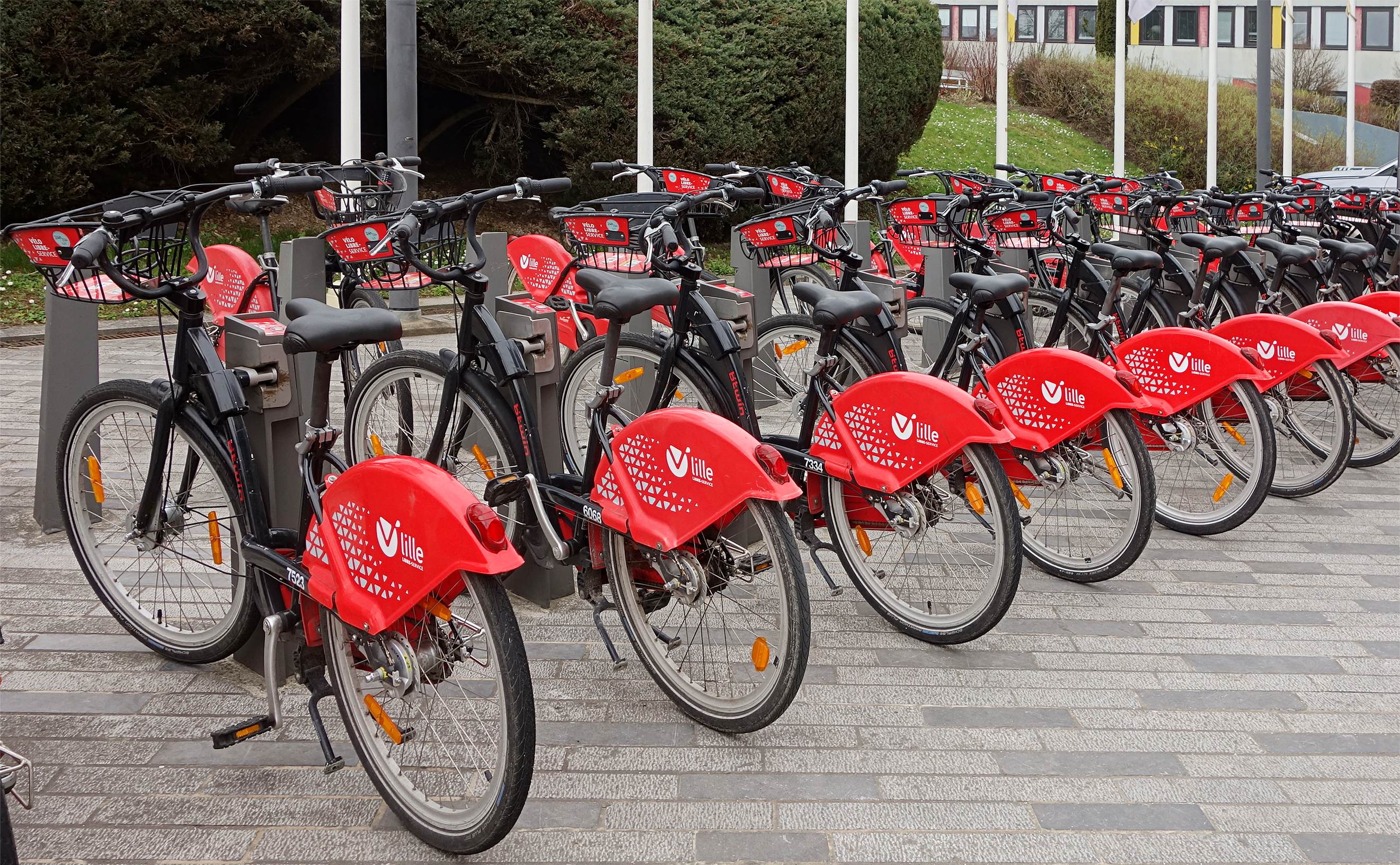
La station de V'Lille devant le siège de la MEL à Lille.

À partir de 2011, un service de vélos en libre-service (VLS), le V'Lille, est mis en place, principalement à Lille et dans quelques communes limitrophes, à Roubaix et à Tourcoing. En 2018, le dispositif comprend 2 200 VLS et 232 stations. Depuis le début des années 2000, la communauté urbaine poursuit un objectif de développement des déplacements à vélo. À cette époque, les enquêtes successives font apparaître une baisse forte et régulière de l'usage du vélo, dont la part modale dans la métropole passe de 3 % en 1987 à moins de 2 % en 2006. Afin d’inverser cette tendance, LMCU met en place le V’Lille et fixe un objectif de 600 kilomètres de voies aménagées et 2 400 kilomètres de voirie à vitesse apaisée pour 2020. La politique mise en œuvre tarde toutefois à produire les effets attendus, la part modale du vélo s’érodant toujours pour atteindre 1,5 % en 2016. Cette évolution globale recouvrirait toutefois de fortes hausses sur le territoire lillois et le territoire Est (Villeneuve-d’Ascq) et de fortes baisses partout ailleurs. Si l’usage du vélo semble s’être encore accru dans la ville de Lille après la mise en place d’un nouveau plan de déplacement urbain en 2016, le phénomène  reste probablement très circonscrit. À cet égard, l’association droit au vélo (ADAV) considère que le nouveau plan de circulation est trop limité à l'hypercentre, et qu’il reste beaucoup à faire en ce qui concerne les aménagements cyclables structurants et la sécurisation des déplacements à vélo à l’échelle de la métropole. De fait, avec un budget de 3 € par habitant et par an pour la mise en œuvre d'aménagements cyclables entre 2008 et 2013, le budget métropolitain apparait bien modeste au regard des ambitions affichées. Sur la période de 2014 à 2020, ce budget a légèrement augmenté passant à 30 millions €, soit 4€ par habitant et par an.

### Enseignement supérieur et recherche

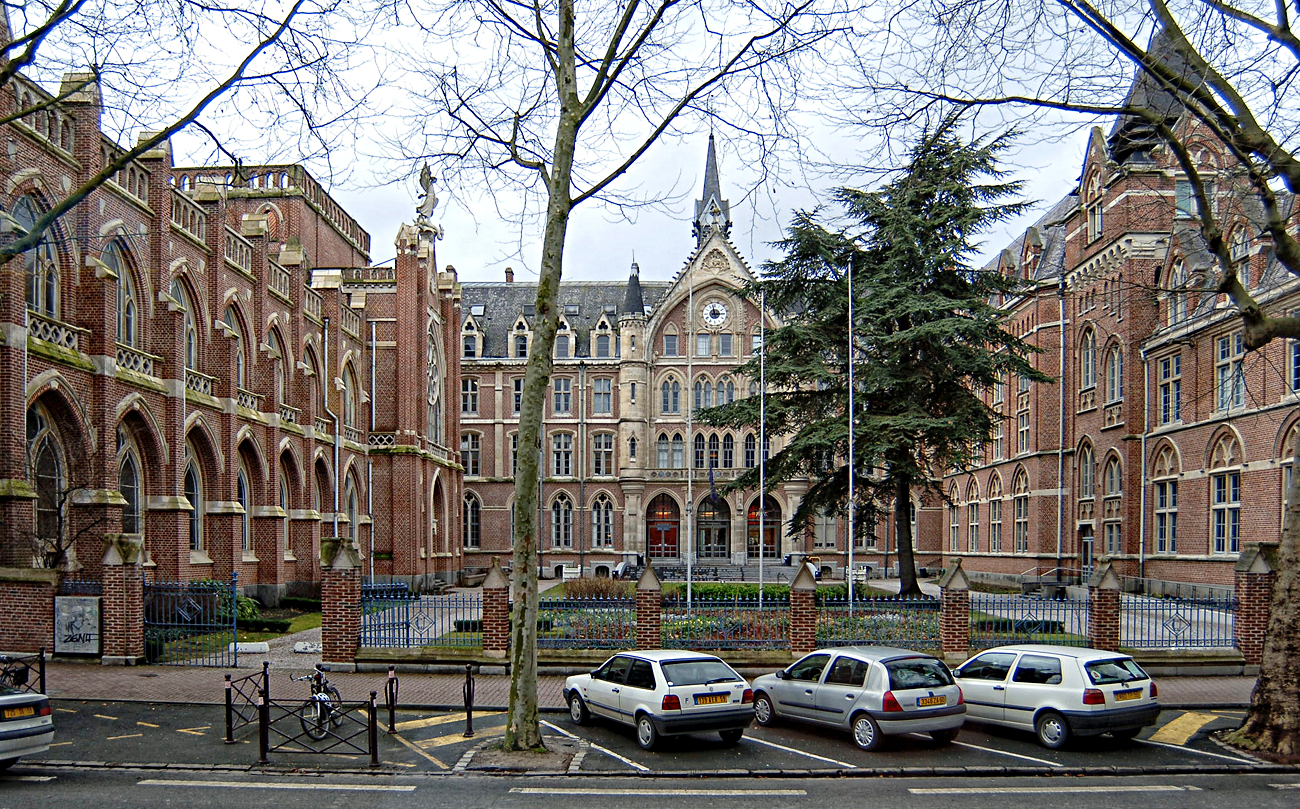
L'Hôtel académique de l'université catholique de Lille.

En 2020, 122 500 étudiants sont inscrits dans des formations d’enseignement supérieur dispensées dans la métropole, soit plus de 10 % de la population de la MEL, ce qui en fait l'un des principaux pôles universitaires français après Paris et Lyon. L’offre universitaire métropolitaine est très diversifiée. Elle repose sur une université publique réunissant à elle seule 70 000 étudiants, l'université de Lille (descendante des universités de Douai de 1559 et issue par la suite de la fusion en 2018 de Lille I (Sciences et technologies), Lille II (Droit et santé) et Lille III (Sciences humaines et sociales)) ; des établissements publics d’enseignement supérieur (École centrale de Lille, Polytech Lille, IMT Lille Douai, École nationale supérieure de chimie de Lille, École nationale supérieure d'arts et métiers, École nationale supérieure des arts et industries textiles, École nationale supérieure d'architecture et de paysage de Lille, ESJ Lille, Sciences Po Lille…) ; une université privée, l'université catholique de Lille réunissant cinq facultés ; et plusieurs grandes écoles privées (Hautes études d'ingénieur, Institut catholique d'arts et métiers, Institut supérieur d'agriculture de Lille, Institut supérieur de l'électronique et du numérique, EDHEC Business School, SKEMA Business School, IÉSEG School of Management…). Entre 2001 et 2013, le nombre des étudiants a augmenté de 17 %. Ce sont principalement les effectifs des écoles, publiques mais surtout privées, qui connaissent une forte croissance. La part des étudiants boursiers est très importante, l’académie de Lille se situant au premier rang national s’agissant du nombre de boursiers de l’enseignement supérieur sur critères sociaux (31,75 % des effectifs, pour une moyenne nationale de 25,65 %). S'ajoutent à ces effectifs plus de 20 000 stagiaires de la formation professionnelle continue (soit 5 % de l'activité formation continue de l'ensemble des universités françaises).
Pour autant, en dépit du développement des établissements d'enseignement supérieur et de l'attractivité de la métropole pour la population étudiante (seule catégorie d’âge en excédent migratoire), la recherche métropolitaine reste nettement en retrait par rapport à la plupart des autres métropoles. Sur le plan universitaire, cet écart se marque tant par la faiblesse du taux de doctorants rapportés à l'effectif étudiant (2,4 %, quand la moyenne nationale se situe à 4,5 %), que par celle du ratio doctorants/masters (6,5 %, plus faible taux parmi les quinze premières métropoles françaises). Plus largement, au niveau régional du Nord-Pas-de-Calais, le taux de dépense intérieure de recherche et développement (DIRD) rapportée au PIB est l'un des plus bas de France (0,93 % en 2012 pour une moyenne nationale de 2,26 %), conjonction du faible poids des organismes de recherche publique et d'investissements de recherche privée principalement portés par des entreprises de moyenne ou faible technologie. Ce retard historique, dû tout à la fois à la volonté des pouvoirs publics d'éloigner les activités stratégiques de la frontière nord de la France après le désastre de la Première Guerre mondiale et à la stratégie constante du patronat local, jusqu'au début des années 1980, de défense d'un modèle de mono-industrie reposant sur une main d'œuvre abondante et captive faiblement qualifiée, s'avère d'autant plus difficile à rattraper qu'une partie des diplômés et des chercheurs formés dans la métropole est attirée par la proximité des grands organismes parisiens.

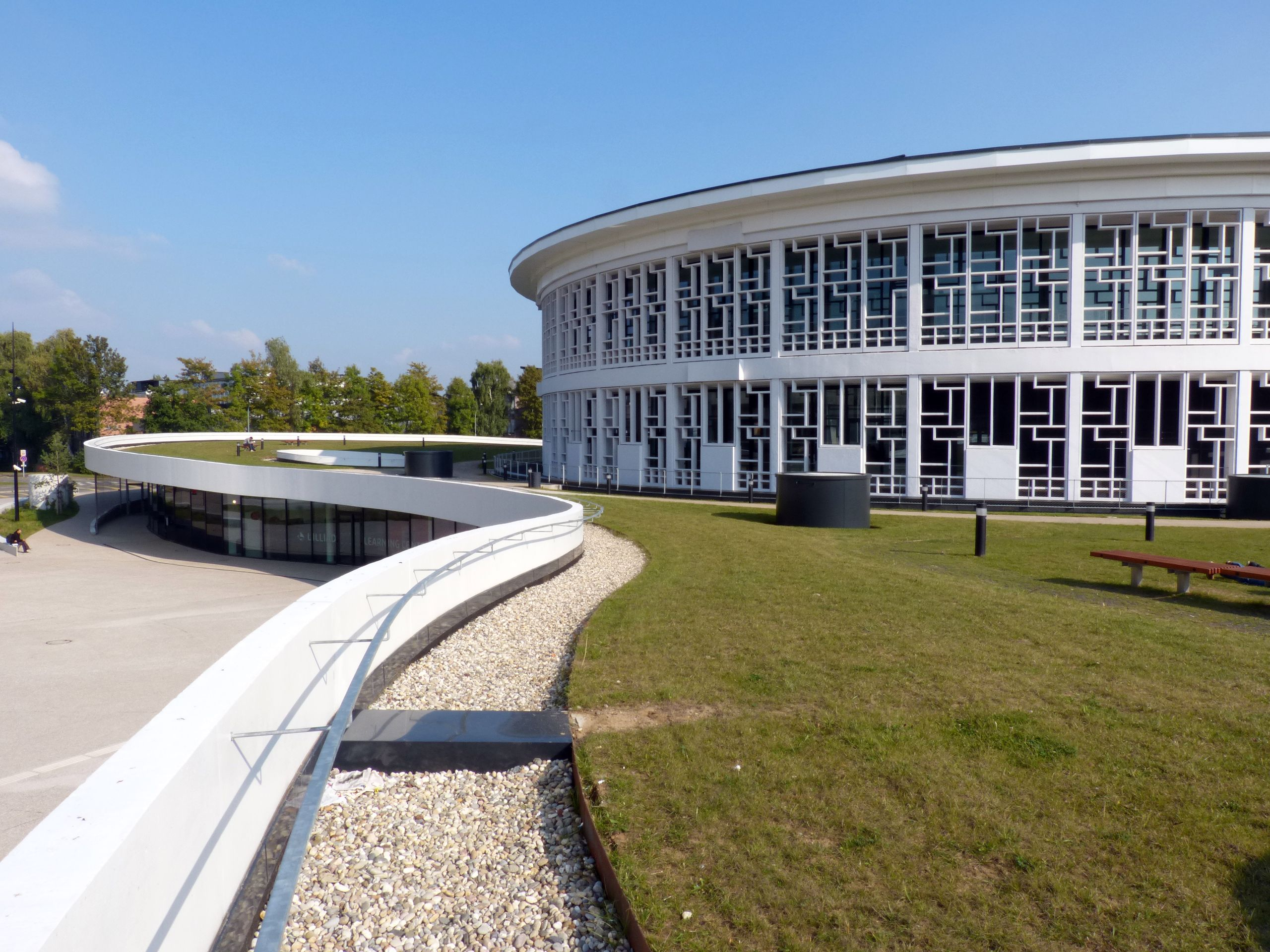
Le Lilliad Learning Center Innovation de l'université de Lille, au sein du campus Cité scientifique à Villeneuve-d'Ascq.

Des progrès ont néanmoins été réalisés. Les effectifs des organismes publics de recherche se sont accrus de 32 % dans la région entre 1998 et 2005, notamment grâce au « plan de renforcement de la recherche » et à l’implantation du centre Nord Europe de l’Inria et de laboratoires du CNRS (Iri, Ircica et RMN) dans la métropole. Quelques succès ont également été remportés dans le cadre des « investissements d'avenir » avec l'obtention d'une douzaine d'équipements et de laboratoires d'excellence, de deux instituts de recherche (Institut de recherche technologique Railenium et Institut français des matériaux agro-sourcés) et d'une Initiative d'excellence en formations innovantes (« Ateliers de l'Innovation et du Co-Design »). Au total, en 2012, les trois universités publiques de la métropole rassemblent 250 laboratoires de recherche et 3 200 enseignants et enseignants-chercheurs. Plusieurs pôles d'excellence, répondant aux points forts des compétences locales, ont par ailleurs été mis en place depuis la fin des années 1990, comme Eurasanté, le Centre européen des textiles innovants et la Plaine Image dans l'écoquartier de l'Union ou EuraTechnologies. En relation avec ces compétences distinctives, les établissements de formation et de recherche de la métropole sont impliqués dans six pôles de compétitivité, les pôles Nutrition Santé Longévité (agroalimentaire et biotechnologies), I-Trans (transports terrestres), Picom (distribution et commerce électronique), Up Tex (textile), Matikem (chimie verte et éco-matériaux) et Team² (écotechnologies, recyclage et dépollution). Mais la plupart des projets importants portés récemment n'ont pas abouti (malgré quatre tentatives, l'université de Lille n'est pas parvenue à obtenir le label IDEX (elle obtient cependant un I-SITE), la candidature de Lille pour accueillir l'Agence européenne du médicament a été rejetée, son projet d'Institut hospitalo-universitaire n'a pas été retenu par l'État, pas plus que son projet d'Institut d'intelligence artificielle ou, plus récemment encore, son projet de biocluster « Eurasanté 2030 » dédié aux maladies chroniques).

### Culture

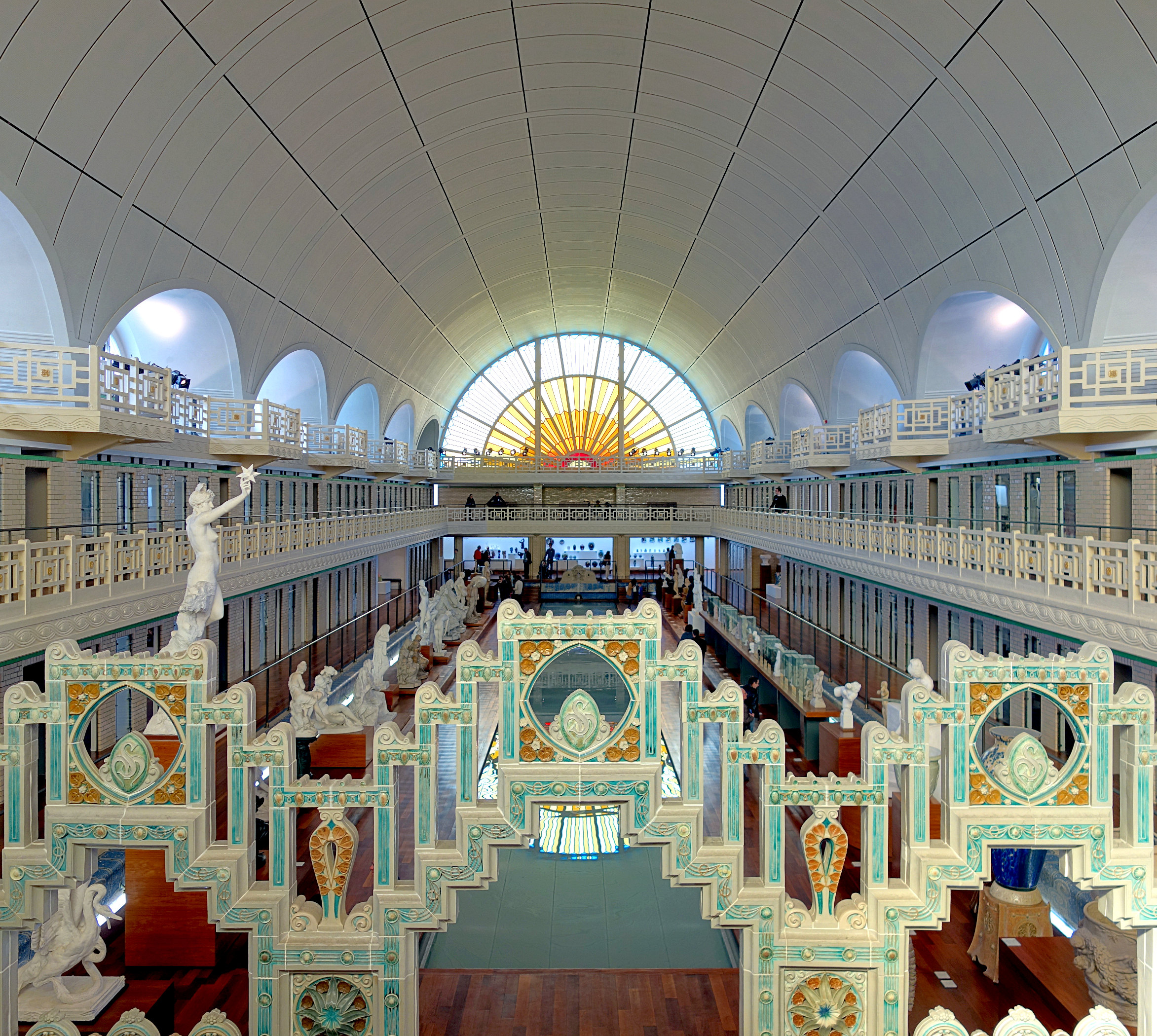
La salle du bassin au musée de La Piscine à Roubaix.

Bien que tardivement par rapport à la plupart des autres métropoles, la culture est identifiée à partir du début des années 1980 comme un levier privilégié de régénération de l'agglomération face à la crise économique et sociale qui frappe la région. D'abord envisagée sous l'angle du développement urbain au travers d'interventions sur le patrimoine, avec notamment la réhabilitation du centre historique de Lille et la reconnaissance de la valeur patrimoniale d'une partie de l’architecture industrielle, elle se poursuit par la mise en place de nouveaux équipements culturels et le développement de l’événementiel avec l'ambition d'acquérir une visibilité nationale, voire internationale, mais aussi de toucher le plus largement la population locale et des catégories de public éloigné de la culture.
Si la création du musée d'art moderne à Villeneuve-d'Ascq, au début des années 1980, relève d'une décision de l'État, c'est sous l'impulsion et avec le soutien de Pierre Mauroy, maire de Lille, que l'orchestre national de Lille se structure au cours des années 1980, que le théâtre du Nord s'installe sur la Grand-Place de Lille en 1989, que le palais des beaux-arts de Lille est entièrement rénové dans le courant des années 1990, que le Zénith de Lille ouvre ses portes en 1994 et que l'Opéra de Lille est restructuré au début des années 2000. De même, c'est sous l'impulsion de leurs maires respectifs qu'au début des années 1980, dans le cadre de l'aventure de l'Opéra du Nord, l'Atelier lyrique de Tourcoing est créé tandis que le Ballet du Nord est fondé à Roubaix et que, au cours de la décennie qui suit, Le Fresnoy à Tourcoing et le musée de La Piscine à Roubaix, voient le jour. À côté de ces équipements de prestige, d'autres mesures, plus diffuses, complètent cet investissement, notamment à Roubaix, avec le soutien de compagnies artistiques, l'aide au développement de pratiques amateurs et la mise à la disposition des artistes de grands espaces gratuits ou peu couteux. Cette politique culturelle dynamique permet à Roubaix d'obtenir le label Ville d'art et d'histoire en 2001, suivie par Lille en 2004 (Tourcoing l'obtiendra également, en 2017).
La préparation des événements de Lille 2004, année où Lille est Capitale européenne de la culture, marque une nouvelle étape avec notamment la réhabilitation du Tri Postal et la reconversion ou rénovation de douze maisons Folie, dont sept sont situées sur le territoire métropolitain, et la mobilisation sans précédent des acteurs et des structures locales. Elle aurait agi comme révélateur du foisonnement du terreau culturel métropolitain et a notamment débouché sur la création de Lille 3000, programme qui a vocation à pérenniser cette dynamique, et qui a donné lieu à la reconversion d'une partie de l'ancienne gare Saint-Sauveur. Le savoir faire acquis dans l'organisation de ces évènements est depuis lors réinvesti, comme lors de la candidature de la MEL pour être Capitale mondiale du design en 2020.
La plupart des grandes manifestations culturelles restent organisées par les principales communes de la métropole, mais plusieurs revêtent désormais une dimension intercommunale, par exemple le festival des Fenêtres qui parlent qui, chaque printemps depuis 2001, permet à des artistes d'exposer leurs œuvres sur les fenêtres des particuliers, et qui, en 2021, couvre 17 communes de la métropole,.
Au total, une étude de l’Observatoire des politiques culturelles montre que les habitants de la métropole lilloise ont des pratiques culturelles très développées, plus proches de celles des habitants de Paris que de celles des habitants d’autres grandes villes françaises. Si cette dynamique culturelle particulière peut s’expliquer par la structure de la population (âge, catégories socio-économiques) et par une tradition de sociabilité et de fêtes (braderies, fêtes populaires, mouvements ouvriers), elle s’explique également par une offre importante, largement soutenue par la puissance publique.

### Sports

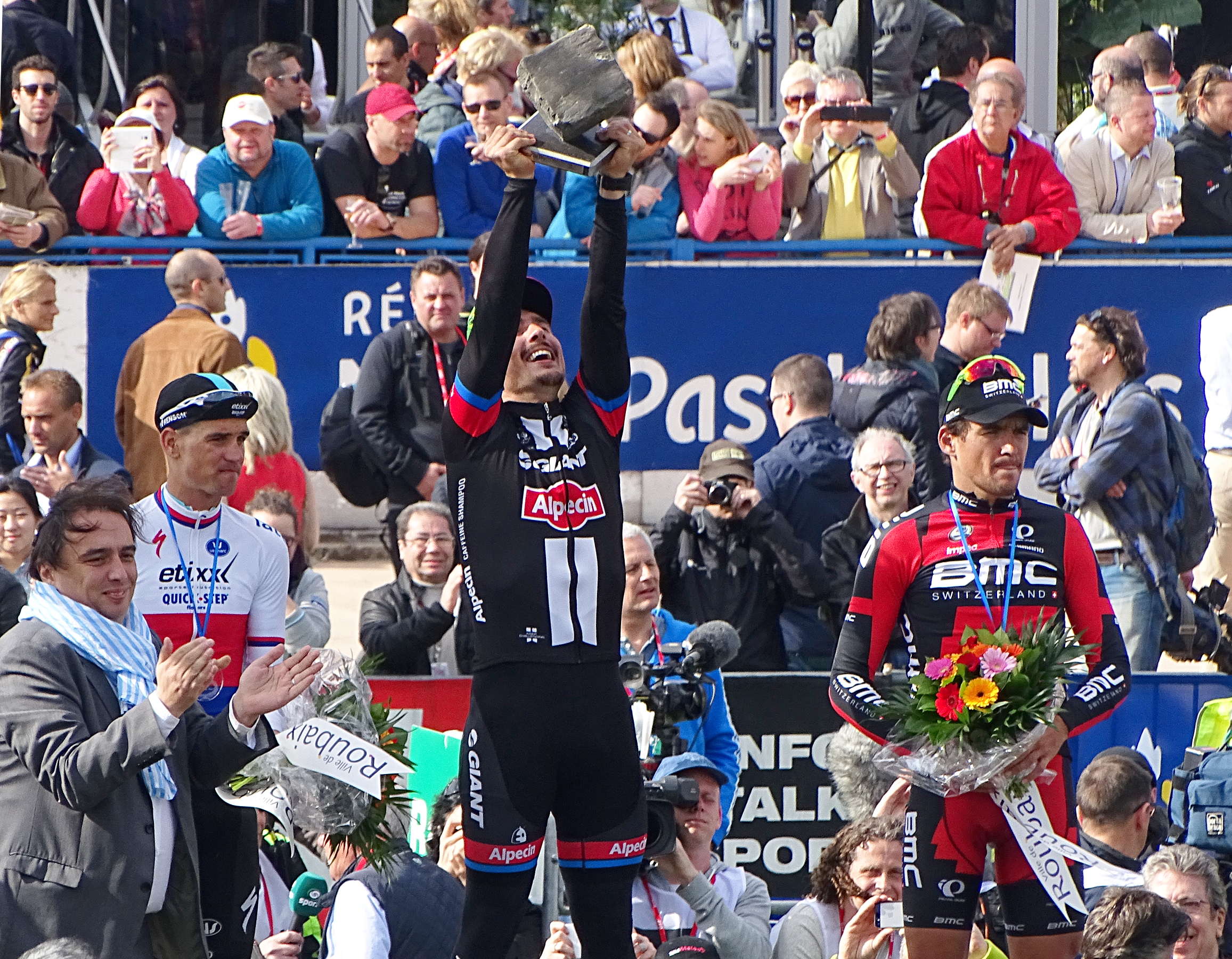
Le podium d'arrivée de la course Paris-Roubaix en 2015.

Ce serait aussi la prolifération des estaminets, lieux de sociabilité et sièges de nombreuses associations, qui contribuerait à expliquer le développement précoce, dès la fin du XIXe siècle, des sociétés sportives et d’une pratique démocratisée du sport moderne dans la métropole. Elle est notamment l’un des principaux pôles de développement, avec Paris et Le Havre, du football importé d’Angleterre, le lieu de naissance de l’une des plus anciennes courses cyclistes, la course Paris-Roubaix, créée en 1896, ainsi que de deux des trois premières sociétés de natation sportive et du premier club de water polo en France. C’est ainsi que, selon le dictionnaire des médaillés olympiques français, « le triangle Lille-Roubaix-Tourcoing » est l’agglomération la plus médaillée de France après Paris.
En 2015, la métropole lilloise compte plus de 200 clubs et associations sportives, parmi lesquels une vingtaine évoluent au plus haut niveau national, comme le Lille Métropole Athlétisme, l’Entente sportive Basket de Villeneuve-d'Ascq - Lille Métropole, le Lille Métropole rugby club villeneuvois, les Enfants de Neptune de Tourcoing et le Lille Métropole Water-Polo, le Lille Métropole Hockey Club, le Club Pongiste Lyssois Lille Métropole, le Vélo-Club de Roubaix Lille Métropole et quatre clubs professionnels, le LOSC Lille (football), le Lille Métropole Basket Clubs, le Tourcoing Lille Métropole Volley-Ball et l’équipe cycliste Roubaix Lille Métropole. Elle compte aussi plusieurs centres de formation, dont un Centre de ressources, d'expertise et de performance sportives (CREPS) à Wattignies.
Le recensement des équipements sportifs, espaces et sites de pratiques sportives (RES) fait état de plus de 2 700 équipements au sein de la MEL en 2012. Les plus nombreux sont des terrains de grands et petits jeux extérieurs et des salles de sport. Mais la métropole possède aussi des équipements spécialisés, parmi lesquels 400 courts de tennis, couverts ou non, une cinquantaine de bassins de natation, environ 90 équipements équestres, plus d’une trentaine d’équipements de skate et de roller, sept terrains de golf, deux sites d’activités aériennes et une patinoire. La métropole compte également plusieurs grands équipements en mesure d’accueillir des compétitions nationales et internationales, comme le stade Pierre-Mauroy (football et grandes manifestations de sport indoor), le Stadium Lille Métropole (athlétisme et rugby) et le Palacium (basket) à Villeneuve-d’Ascq, le complexe Léo Lagrange (volley ball) et la piscine (natation et water-polo) à Tourcoing, les vélodromes André-Pétrieux et Jean-Stablinski à Roubaix ou le Palais des sports Saint-Sauveur (basket et tennis indoor) et la Halle de glisse à Lille.
Ramené à la population de la métropole, le nombre d’équipements sportifs pour 10 000 habitants (24,79 en 2012) est toutefois inférieur à la moyenne du Nord-Pas-de-Calais (32,30 en 2012) et surtout à la moyenne nationale métropolitaine (49,96 en 2012). En dépit d’équipements sportifs nombreux et variés, le bassin de vie de Lille se classe ainsi parmi les dix bassins les plus faiblement dotés de France.

## Zone d'influence et coopérations transfrontalières
Si, en ce qui concerne la taille, la MEL semble assez proche d'autres métropoles françaises, comme Toulouse Métropole, Bordeaux Métropole ou Nantes Métropole, elle est en revanche placée au centre d'une aire géographique beaucoup plus densément peuplée, caractérisée par une nappe urbanisée presque continue d’Arras et Cambrai au sud, jusqu'à Roulers et Waregem en Belgique au nord.
Côté français, la région des Hauts-de-France est la plus fortement urbanisée de France après l'Île-de-France, avec 89 % de la population vivant dans une commune sous influence d'une grande aire urbaine. C'est tout particulièrement le cas du versant correspondant au Nord-Pas-de-Calais, caractérisé par de grandes aires urbaines contigües. L'Insee constate ainsi qu'un vaste système métropolitain associe l'aire urbaine de Lille aux aires de Douai-Lens, Béthune et Valenciennes, pour totaliser un ensemble sous influence urbaine de 2 444 000 habitants en 2012. Une approche par les flux d'échanges (mobilité des populations, partenariats scientifiques, liens entre sièges et établissements d’entreprises, grande vitesse train-avion) montre que la MEL s'inscrit dans un système urbain qui couvre la majeure partie de l’ancienne région Nord-Pas-de-Calais, au sein duquel les liens de proximité entre Lille et Douai-Lens, Béthune et Valenciennes sont particulièrement intenses et structurants. Ce système urbain est caractérisé par une faible diversité des liens avec les régions voisines mais aussi par des liens majeurs et diversifiés avec les métropoles de Lyon, Marseille, Toulouse et Bordeaux et par une forte intensité des liens avec Paris. Le degré de métropolisation du système lillois serait toutefois relativement faible au regard de son poids de population, loin derrière Paris et Lyon, mais aussi derrière Marseille-Aix, Toulouse, Nice et Strasbourg, notamment en raison de son insuffisante capacité à s’inscrire dans la société de la connaissance (faibles proportions d’emplois dans les industries de haute-technologie et dans les services innovants). Reste que l'aire urbaine de Lille est l'aire métropolitaine régionale qui rayonne le plus intensément sur son environnement immédiat, notamment du point de vue de l'intégration des entreprises dont le centre de décision est situé dans la métropole (31 % des emplois du Nord et du Pas-de-Calais sont contrôlés par des centres de décision implantés sur l'aire urbaine de Lille) ou de part des actifs qui y travaillent tout en résidant dans un autre territoire (20 % des emplois de l'aire sont occupés par des navetteurs). Inversement, environ la moitié des actifs vivant dans les intercommunalités de Béthune et de Lens travaillent dans une autre intercommunalité, essentiellement dans la MEL. De même, la part des richesses entrantes en provenance de la métropole lilloise est très élevée sur les zones d'emploi de Douai et, plus encore, de Flandre-Lys, où elles sont 1,5 fois plus élevées que les richesses stables.

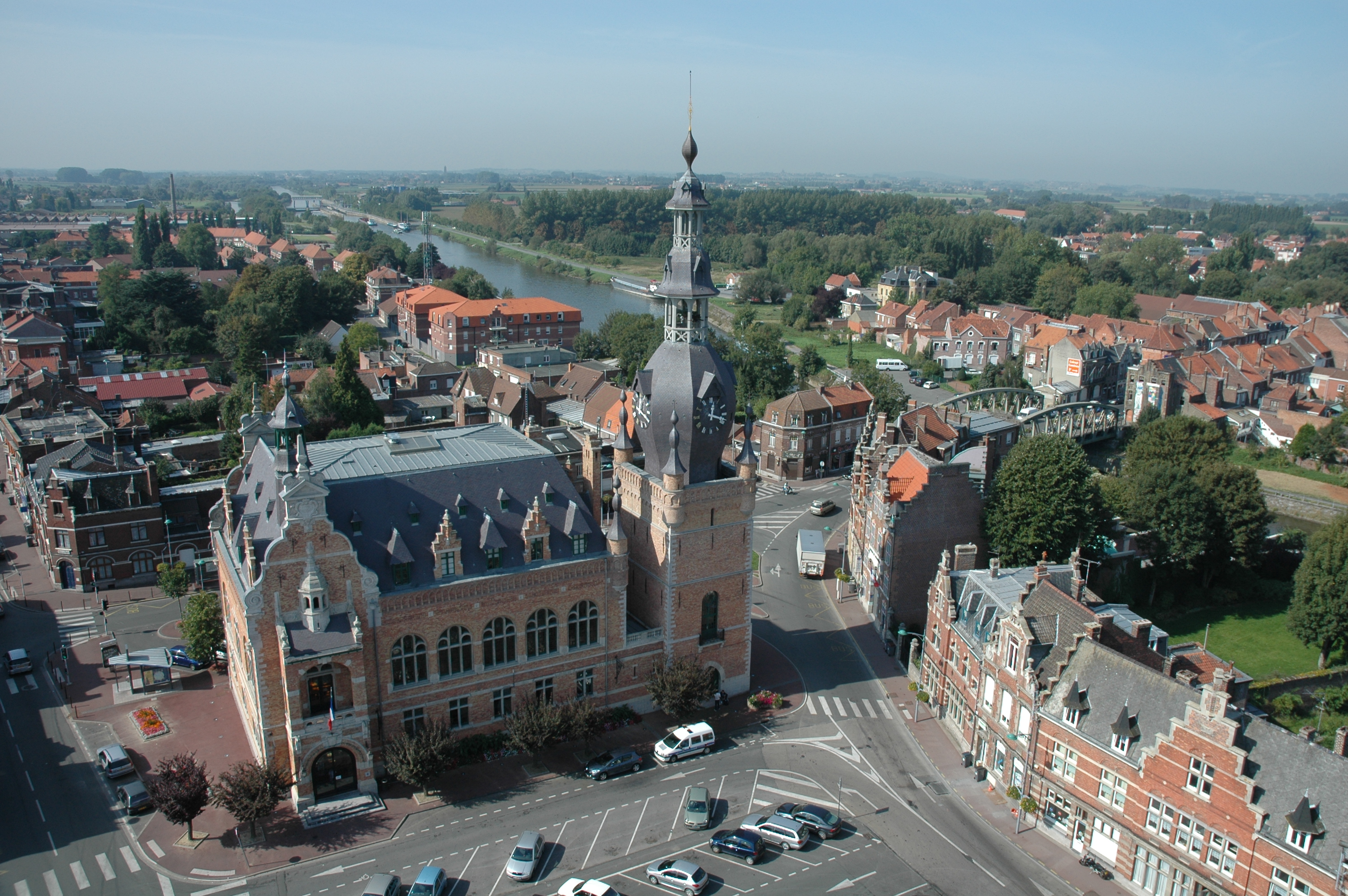
La Lys, qui marque la frontière entre Comines (en France) et Comines (en Belgique).

Côté belge, la MEL s'inscrit dans une conurbation transfrontalière constituée d'une vaste zone agglomérée, réunissant  Lille, Roubaix, Tourcoing (en France) et Mouscron (en Belgique), et d’une  demi-douzaine  de  villes  et  d’agglomérations  binationales, de part et d'autre de la Lys, reliées à Courtrai, Tournai et Ypres par un réseau de routes, canaux et voies ferrées ou transports en commun particulièrement dense. Au nord et à l'est, la MEL partage ainsi 84 kilomètres de frontière avec la Belgique. Après la période d’invasion napoléonienne, son tracé quasi définitif est fixé par le Traité de Paris de 1815, peu avant la création du Royaume de Belgique en 1830. À partir de cette époque, les questions transfrontalières sont traitées par les pouvoirs étatiques français et belge, en fonction de l’intérêt national défini par les autorités centrales. La France adopte en particulier des mesures protectionnistes qui protègent son industrie textile de la concurrence et suscitent un afflux de travailleurs belges, majoritairement flamands, migrants ou travailleurs frontaliers, qui reste important jusque dans les années 1960. À partir des années 1970, la Flandre occidentale bénéficie d'une forte croissance économique tandis que l'industrie métropolitaine lilloise s'enfonce dans une crise économique profonde et la situation s’inverse : le nombre des travailleurs frontaliers français dépasse à présent de beaucoup celui des travailleurs frontaliers belges (en 2009, plus de 12 000 actifs quittent chaque jour l'agglomération lilloise, massivement à destination des plus proches arrondissements du Hainaut et de la Flandre occidentale, pour se rendre en Belgique sur leur lieu de travail). Mais ce n'est qu'à partir de la fin des années 1980, sous l'effet conjugué du déploiement de la politique régionale de l'Union européenne, de la décentralisation en France et de la régionalisation en Belgique, que les premières initiatives de coopération transfrontalière impliquant des acteurs locaux se mettent en place.

### L'Eurométropole Lille-Kortrijk-Tournai

Logo de l'Eurométropole.

C'est sur cette base qu'est formée en 1991, sous l'impulsion de Pierre Mauroy qui cherche à légitimer l'institution métropolitaine, la Conférence permanente intercommunale transfrontalière (COPIT), partenariat de cinq structures intercommunales flamandes, française et wallonnes (la Communauté urbaine de Lille et quatre intercommunalités belges : IDETA pour Tournai et Ath, IEG pour Mouscron, Leiedal pour Courtrai et wvi pour Roulers) visant à renforcer la coopération transfrontalière et à s'associer dans la construction d'une Eurométropole. Cette structure a notamment donné naissance au projet Grootstad (« Grande Ville ») qui a conduit à l'élaboration d'un schéma transfrontalier entre 1998 et 2001. À cette époque, certains, comme Didier Paris, considèrent que la stratégie de reconnaissance internationale déployée par la communauté urbaine, « dans un système urbain national tellement dominé par Paris et si près de la capitale », atteindra vite ses limites et que, « un levier pour contourner cette difficulté, est le renforcement de la synergie entre la métropole lilloise et la puissante région urbaine qui se trouve de l’autre côté de la frontière ».
Dans ce contexte, le partenariat, destiné à évoluer vers la constitution d'un eurodistrict, a débouché sur la création de l'Eurométropole Lille-Kortrijk-Tournai en janvier 2008, premier GECT (groupement européen de coopération territoriale) d'Europe. Il réunit 152 communes et quatorze institutions françaises et belges sur un territoire multiculturel de 3 550 km2 abritant un peu plus de 2 millions d'habitants lors de sa création (1 091 000 en France, 611 000 en Flandre et 325 000 en Wallonie). L'Eurométropole est dotée d'une agence basée à Courtrai, chargée de la coordination des partenaires et de la préparation des travaux et actions.
À partir d'un bilan des actions qu'elle a impulsées au cours des cinq premières années, l'Eurométropole s'est dotée d'une stratégie pour la période 2014-2020 organisée autour de trois grands axes : le développement du potentiel socio-économique (plateforme d'innovation commune, marché de l'emploi transfrontalier, coopération dans le domaine de la formation et de la recherche, parcs d'activité mutualisés, développement de l'attractivité), la mobilité interne et l'accessibilité (intégration des transports en commun, développement du réseau de liaisons douces et de la trame bleue) et l'amélioration du cadre de vie (soutien des objectifs de neutralité énergétique, recherche de cohérence territoriale et approche territoriale prospective).

### L'aire métropolitaine de Lille

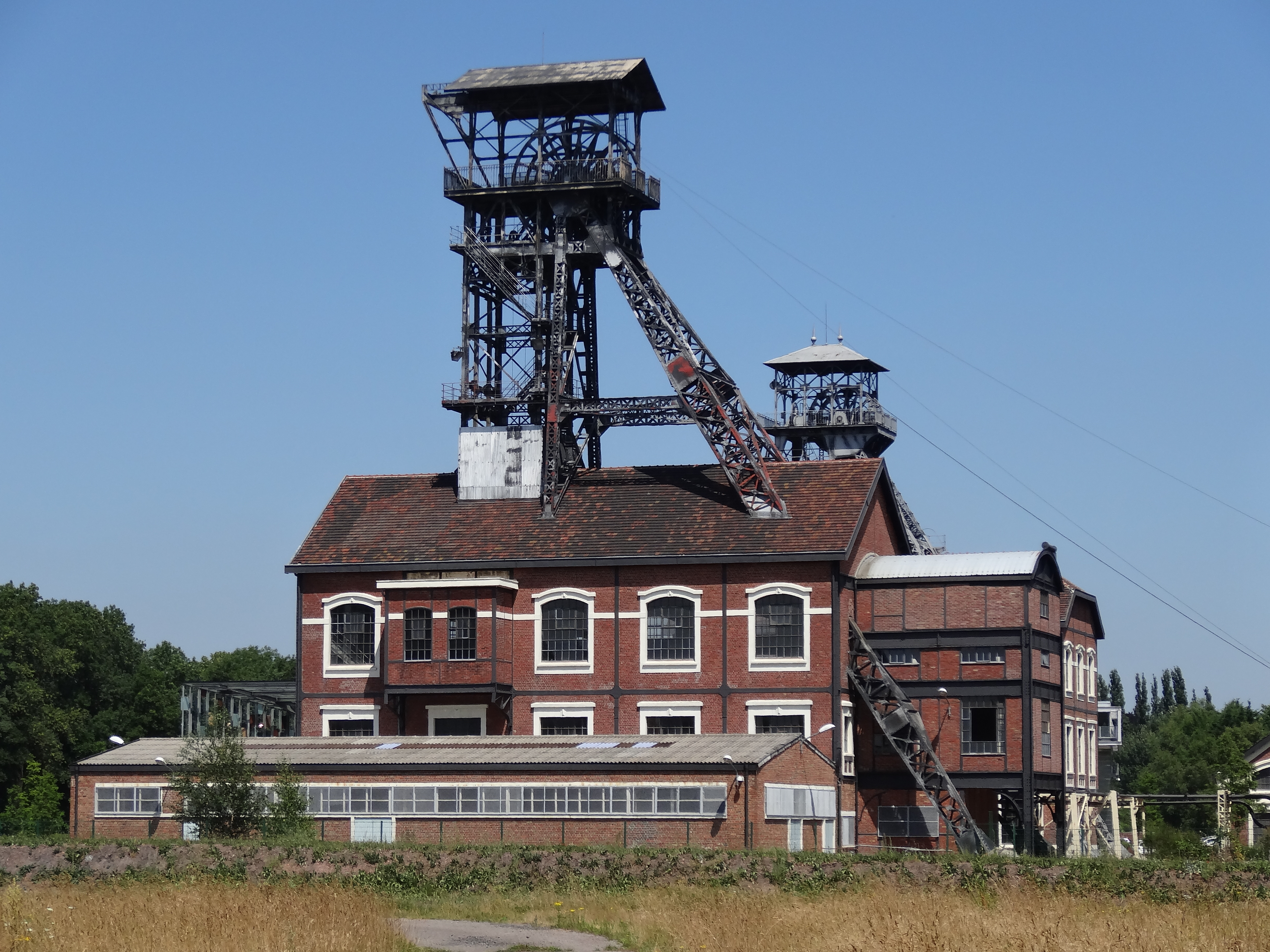
La fosse n° 9 - 9 bis des mines de Dourges à Oignies, une vingtaine de kilomètres au sud de Lille.

Dès le début des années 1970, le « Schéma Régional » dressé par l’Oream-Nord prévoit la formation d’une « aire urbaine centrale », associant la métropole lilloise et le bassin minier, suivant une « trame orthogonale » à un « axe de développement économique » reliant la zone littorale de Calais-Dunkerque à l’aire urbaine de Sambre-Avesnois. Dans cette perspective, c’est la région tout entière, désignée sous le terme de Métropole Nord, qui constitue l’aire métropolitaine à promouvoir. Mais l’ampleur de la crise à laquelle la région va se trouver confrontée est alors largement sous estimée. En effet, si la perte des emplois miniers est bien prise en compte, il n’est à l’époque question que d’un « tassement » de l’activité textile, tandis que la crise de la sidérurgie n’est pas du tout envisagée, puisque c’est au contraire sur son développement que la stratégie de reconversion de la région est fondée. Dans ces circonstances, l’urbanisation prévue entre Lille et le bassin minier, organisée autour d’un parc de la Deûle à aménager, ne s’est pas réalisée, tant en raison de retards et insuffisances d’investissements que de la faiblesse de la croissance démographique dans ces zones en crise. Un rapport d’évaluation réalisé 25 ans plus tard pour la région Nord-Pas-de-Calais constate ainsi l’abandon de l’échelle de la région comme « aire métropolitaine » organisée, puis « l’abandon, récent mais de plus en plus manifeste, de l’ambition de construire une métropole en réseau à partir de l’aire urbaine centrale ». Il conclut que cela reste pourtant « la voie la plus crédible pour constituer dans le Nord-Pas-de-Calais une véritable métropole de rang européen. »
Cependant, jusqu’à la fin des années 1990, le discours dans le bassin minier est profondément anti-lillois. Depuis lors, la mise en place de la Mission Bassin minier et ses contacts avec l’Agence de développement et d'urbanisme de Lille Métropole, les échanges culturels à l’occasion de la préparation des évènements de Lille 2004, capitale européenne de la culture, et de la candidature des territoires de l’ancien bassin minier pour le patrimoine mondial de l’Unesco, ainsi que la crainte de voir l’agglomération lilloise se tourner exclusivement vers le nord dans le cadre de ses relations transfrontalières, ont contribué à modifier les mentalités, « autorisant un rapprochement politique jusque-là inimaginable entre la métropole lilloise et les agglomérations de l’ancien bassin minier ». Ce rapprochement trouve à se concrétiser en 2004, lorsque la Datar lance un appel à coopération métropolitaine visant à favoriser et à soutenir l’émergence de métropoles capables de s’insérer dans la compétition européenne. Quinze candidatures sont retenues en 2005, dont celle de l’aire métropolitaine de Lille.
Regroupant 23 acteurs publics français et belges, l’aire métropolitaine de Lille (AML) (en néerlandais : Grootstedelijk gebied Rijsel) couvre un territoire de plus de 7 000 km2 comptant environ 3,8 millions d'habitants, qui comprend les agglomérations suivantes :
- françaises du Nord (59), notamment Lille, Valenciennes, Douai, Cambrai et Maubeuge et du Pas-de-Calais (62), notamment Lens, Béthune et Arras ;
- belges, de Flandre, notamment Ypres, Courtrai et Roulers, et de Wallonie, notamment Tournai, Mouscron et Ath.

L'objectif poursuivi dans le cadre du partenariat est de hisser l'ensemble des territoires concernés au rang de grande métropole européenne. Les partenaires ont notamment pour ambition de traiter de façon coordonnée les questions relatives aux transports, aux espaces naturels, à la valorisation des voies d’eau, à la gestion des ressources en eau, à la société de la connaissance, à la politique de la ville créative, à l'urbanisme durable et de façon générale à l'attractivité du territoire.
En 2007, le pilotage de la démarche de coopération est confié par l'association aire métropolitaine de Lille à l'Agence de développement et d'urbanisme de Lille Métropole. Cette coopération débouche en 2009 sur l'adoption d'une charte de bonnes pratiques en matière de développement économique qui « vise à mieux encadrer les concurrences entre territoires au sein de l'aire métropolitaine et définit des règles partagées pour la valorisation du territoire dans son ensemble » (elle contient quatorze engagements portant sur la qualification des zones d'activités économiques, la valorisation du foncier, la rationalisation de l'implantation des nouvelles zones d'activités, l'interdiction de démarcher des entreprises déjà installées au sein de l'aire métropolitaine, les échanges d'informations et le suivi de la charte). Après un état des lieux du territoire réalisé en 2010 et une « analyse des dynamiques engagées sur l'aire métropolitaine de Lille » en 2012, une réflexion est lancée en 2013 autour d'un « Cadre de cohérence pour l'aménagement de l'aire métropolitaine de Lille (AML) ». Pour autant, à cette date et selon le document de synthèse de la démarche engagée, la formulation d’un projet et d’une ambition collective à l’échelle de l’AML restait encore embryonnaire. À cet égard, la mission interministérielle de préfiguration d’un contrat partenarial d’intérêt national pour le bassin minier du Nord et du Pas‐de‐Calais estimait en 2016 que « parvenir à organiser plus fortement les collectivités territoriales à l’intérieur du bassin minier (1,2 million d’habitants) est probablement un préalable à l’instauration d’un dialogue équilibré et confiant avec la Métropole européenne de Lille. »

## Fonctionnement institutionnel
La métropole dispose d’un organe délibérant, le « conseil de la métropole », et d'un exécutif constitué du président, élu à la majorité absolue au sein de l’organe délibérant, et d'un bureau composé du président, des vice-présidents et éventuellement d’autres membres. Elle dispose aussi d'une « conférence métropolitaine », réunissant le président du conseil de la métropole et les maires des communes membres, et d'un « conseil de développement », organe consultatif composé de personnalités de la société civile. Elle dispose enfin d'une administration, qui comprend les différents services chargés d'assurer le fonctionnement de l'institution et la réalisation des missions qui lui sont confiées.

### Conseil
En 1966, la loi qui crée la communauté urbaine de Lille prévoit 90 conseillers élus au suffrage indirect, dont 70 répartis proportionnellement à la population des communes les plus peuplées, 20 sièges étant réservés aux communes les moins peuplées, soit 69 communes représentant environ 200 000 habitants réparties dans cinq secteurs électoraux. La loi accorde toutefois trois mois aux élus locaux pour aménager à la marge cette répartition. Au cours de ces trois mois, les grandes villes acceptent d’abandonner 9 sièges aux secteurs regroupant les petites communes, qui se répartissent ainsi 29 sièges en tout, sous réserve de préserver la couleur politique des sièges concédés. D'emblée, les petites communes bénéficient donc d'une surreprésentation par rapport à leur poids démographique. La prévalence de la logique de représentation territoriale au sein du conseil s'accroit encore à partir des années 1980, avec pour principe une représentation de chaque commune (initialement, sur proposition d'Arthur Notebart, alors président de la communauté urbaine de Lille, intégrée à la loi de décembre 1982 relative à l’organisation administrative de Paris, Lyon, Marseille et des EPCI). Le nombre de conseillers communautaires est ainsi porté à 140 en 1983, à 155 en 1995, puis à 170 en 1999. En 2014, en application de l'article 33 de la loi no 2013-403 du 17 mai 2013 relative à l'élection des conseillers départementaux, des conseillers municipaux et des conseillers communautaires, le nombre de conseillers s'accroit encore. Ce sont alors 179 membres élus dans le cadre de l'élection municipale au suffrage universel direct, en même temps que les conseillers municipaux (scrutin fléché), qui siègent au conseil. Le nombre des conseillers métropolitains est ensuite porté à 184 à la suite de l'intégration de cinq nouvelles communes issues de la communauté de communes de Weppes à compter du 1er janvier 2017, puis à 188 après les élections municipales de 2020 du fait de la fusion de la MEL avec la communauté de communes de la Haute Deûle à compter du 14 mars 2020.
Les différents groupes politiques qui siègent au conseil reflètent un mélange entre affiliations partisanes, principalement pour les communes les plus importantes, et représentation territoriale, en particulier pour les petites communes. En 2014, la gauche partisane est représentée par les groupes « Socialiste, Radical Citoyen et Personnalités » (PS-MRC-DVG), « Europe Écologie Les Verts » et « Communiste, Républicain et Citoyen » (PCF) tandis que la droite partisane est représentée par les groupes « Métropole Communes Unies » (UMP-UDI) et « Lille Métropole Bleu Marine » (FN). Les autres groupes, de sensibilité diverses, plutôt centre droit pour « Métropole Passions Communes » (anciennement « Groupe d'action démocratique et d'entente communautaire » (Gadec), créé en 1971) et « Groupe Indépendant Des Élus Communautaires » (Gidec, scission en 2010 de « Métropole Passions Communes »), plutôt centre gauche pour « Rassemblement Citoyen » et mêlant divers droite et divers gauche pour « Actions et Projets pour la Métropole » renvoient à des logiques territoriales, de représentation des petites communes ou d'une commune particulière (Villeneuve-d'Ascq) pour « Rassemblement Citoyen ». En 2020, la création d'un nouveau groupe proche de La République en marche présidé par le maire de Tourcoing, Gérald Darmanin, baptisé « Métropole Avenir », conduit à un éclatement de la droite et à la disparition du Gidec et du groupe « Métropole Communes Unies », dont le noyau dur crée le groupe « Métropole innovante ». De même, au sein de la gauche partisane, elle aussi amputée de quelques membres, le groupe « Socialiste, Radical Citoyen et Personnalités » adopte le nouveau nom de « Métropole durable et solidaire ».
Si la gauche n'est véritablement majoritaire qu'à l'issue des élections de 1977, elle représente, depuis l'origine, le premier groupe au conseil. À cet égard, les élections municipales de 2014, qui marquent une lourde défaite de la gauche, l’UMP conquérant notamment les communes de Roubaix et Tourcoing, se traduisent par un basculement inédit au sein du conseil communautaire : premier groupe en 2008 avec 56 sièges, le groupe « Socialiste, Radical Citoyen et Personnalités » n'est plus que troisième, derrière « Métropole Passions Communes » et « Métropole Communes Unies ». En 2020, le groupe « Métropole Passions Communes » se renforce encore, mais « Métropole durable et solidaire » revient à la seconde place, juste devant « Métropole Avenir ».
| Élections | Composition                                         | Groupes politiques | Présidence                                                                      |
| --------- | --------------------------------------------------- | --- | ------------------------------------------------------------------------------- |
| 2008      | Lille Métropole Communauté urbaine                  | De gauche à droite : Communiste, Républicain et Citoyen (9 élus, présidé par Bernard Debreu) Socialiste, Radical Citoyen et Personnalités (56 élus, présidé par Alain Cacheux) Les Verts (9 élus, présidé par Slimane Tir) Rassemblement Citoyen (7 élus, présidé par Gérard Caudron) Actions et Projets pour la Métropole (10 élus, présidé par Rudy Elegeest) Mouvement Démocrate Eurométropole (9 élus, présidé par Olivier Henno) Métropole Passions Communes (29 élus, présidé par Damien Castelain) Métropole Communes Unies (29 élus, présidé par Bernard Gérard) Groupe Indépendant des Élus Communautaires (12 élus, présidé par Francis Delrue)               | Martine Aubry Présidente de LMCU Maire de Lille                                 |
| 2014      | Métropole européenne de Lille Liste des conseillers | De gauche à droite : Communiste, Républicain et Citoyen (4 élus, présidé par Bernard Debreu) Socialiste, Radical Citoyen et Personnalités (40 élus, présidé par Gilles Pargneaux) Europe Écologie Les Verts (6 élus, présidé par Lise Daleux) Rassemblement Citoyen (7 élus, présidé par Gérard Caudron) Actions et Projets pour la Métropole (5 élus, présidé par Rudy Elegeest) Métropole Passions Communes (52 élus, présidé par Damien Castelain) Métropole Communes Unies (44 élus, présidé par Florence Bariseau) Groupe Indépendant des Élus Communautaires (16 élus, présidé par Francis Delrue) Lille Métropole Bleu Marine (5 élus, présidé par Eric Dillies) | Damien Castelain Président de LMCU puis de la MEL Maire de Péronne-en-Mélantois |
| 2020      | Métropole européenne de Lille Liste des conseillers | Opposition : Gauche Métropolitaine (4 élus, présidé par Eric Bocquet) Métropole Ecologiste Solidaire et Citoyenne (9 élus, présidé par Pauline Ségard) Actions et Projets pour la Métropole (11 élus, présidé par Rudy Elegeest) Métropole Avenir (32 élus, présidé par Marie Tonnerre) Majorité : Métropole Durable et Solidaire (33 élus, présidé par Roger Vicot) Rassemblement Citoyen (6 élus, présidé par Gérard Caudron) Métropole Passions Communes (75 élus, présidé par Damien Castelain) Métropole Innovante (18 élus, présidé par Bernard Gérard puis par Régis Cauche)                                                                                     | Damien Castelain Président de la MEL Maire de Péronne-en-Mélantois              |

### Exécutif

#### Président
Le 22 décembre 1967, Augustin Laurent, maire SFIO de Lille, devient le premier président de la communauté urbaine de Lille, par 51 voix contre 39 pour son adversaire, Félix Peltier, maire de Mons-en-Barœul et membre du Centre démocrate. Contrairement aux visées gouvernementales relayées par le préfet, qui espère écarter les socialistes de l’exécutif communautaire à la faveur d’un rapprochement des gaullistes de l’Union pour la nouvelle République (UNR), des centristes du Mouvement républicain populaire (MRP) et du Centre national des indépendants (CNI), c’est une logique d’alliances de type Troisième force entre socialistes et centristes, reproduisant les compromis passés au sein des principales municipalités, qui s’est imposée sur le terrain.
À l’issue des élections municipales de 1971, Augustin Laurent, réélu maire de Lille face à François-Xavier Ortoli et déjà âgé de 74 ans, cède la présidence de la communauté urbaine à Arthur Notebart, maire SFIO de Lomme et vice-président chargé de l’urbanisme depuis 1969. Initialement hostile à la création de la communauté urbaine, qu’il conteste vigoureusement avant le vote de la loi dans le cadre de son mandat de député, maire d’une commune moyenne, Arthur Notebart présente suffisamment de garanties de préservation de l’autonomie municipale, en particulier aux yeux des maires des petites communes, pour être élu président à la quasi-unanimité des suffrages le 19 mai 1971. Il met de fait en place un mode de gouvernance attentif aux agendas des maires, qui repose notamment sur un principe de répartition proportionnelle des ressources communautaires entre communes, avec une prime aux petites et moyennes communes, pondérée d’ajustements clientélistes, qui permettent sa réélection en 1977 puis en 1983. Toutefois, au fil de ses mandats, il en vient à adopter une posture d’autorité centralisée étayée par son omniprésence et la montée en compétences de son administration. Au cours de son troisième mandat, celui qui est désormais surnommé le « Roi Arthur » s’aliène progressivement des élus de tous bords, notamment à l’occasion de la construction de la ligne 2 du métro, qu’à la faveur des désaccords entre les maires concernés, il fait passer par sa commune, Lomme, avant d’envisager de rejoindre Roubaix et Tourcoing et, surtout, du chantier Euralille, qui suscite un conflit de légitimité avec le maire de Lille, Pierre Mauroy, initiateur et porteur du projet.

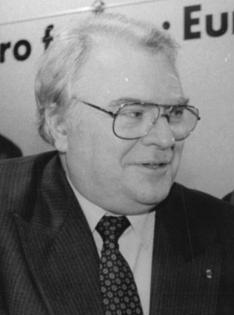
Pierre Mauroy en 1990.

Ces différends parviennent à rapprocher les maires des principales communes de la communauté qui, après un travail de médiation effectué par les responsables techniques et administratifs de leurs communes, signent, le 18 novembre 1988, une « charte de développement » connue sous le nom de « charte des grands maires ». Elle sous-tend un pacte de gouvernement noué entre les maires de Lille, Roubaix, Tourcoing, Villeneuve d’Ascq et Mons-en-Barœul visant à évincer Arthur Notebart et prévoit en particulier la participation de la communauté urbaine à sept grands chantiers, dont Euralille. Décliné dans un « accord amiable » qui fait également une place aux attentes des maires des petites communes et formalise à l’avance la répartition des postes entre les formations appelées à participer à l’exécutif, ce pacte conduit à l’élection de Pierre Mauroy à la présidence du conseil le 27 juin 1989, contre Arthur Notebart et en l’absence de candidature de la droite. Il met en place une gouvernance beaucoup plus courtoise et distanciée que son prédécesseur et, en 1995, confronté au seul candidat de la droite, Marc-Philippe Daubresse, est réélu président du conseil le 15 septembre, par 84 voix contre 71. En 2001, le Gadec quitte la majorité pour protester contre le poids des grandes villes dans les investissements de la communauté urbaine, qu'il juge excessif. Mais Pierre Mauroy conclut un accord avec la droite. Seul face au candidat du Gadec, Henri Ségard, il est réélu pour la troisième fois à la présidence du conseil.
Dès avant le terme de son mandat, Pierre Mauroy fait savoir que ce sera le dernier. Le départ prochain d’une personnalité perçue comme le ciment du « consensus communautaire » ouvre la possibilité d’une nouvelle donne politique. Dans un contexte où la droite sort considérablement affaiblie des élections municipales de 2008, Martine Aubry, maire de Lille, est élue présidente de la communauté urbaine le 18 avril 2008, avec une majorité de 134 voix, devançant Marc-Philippe Daubresse qui obtient 32 voix. Ayant placé sa candidature dans une logique de projet contre projet, elle emporte cette élection sur la base d’un accord politique qui associe les groupes Socialiste, radical citoyen et  personnalités, « Actions et Projets pour la Métropole », Communiste, Verts, Modem et « Rassemblement Citoyen » et avec le soutien de Métropole passions communes qui rejoint la majorité à la veille de l'élection.
À la suite de la lourde défaite électorale de la gauche aux élections municipales de mars 2014, c'est Damien Castelain, maire sans étiquette de Péronne-en-Mélantois et président de Métropole passions communes, qui succède à Martine Aubry. Il est élu président le 18 avril 2014, avec le soutien de la gauche, par 108 voix contre 62 pour Bernard Gérard, candidat de la droite. C'est la première fois depuis la création de la communauté urbaine que le président n'est pas de gauche. Pour autant, la droite n'est pas parvenue à entraîner derrière elle les représentants sans étiquette des petites communes, fervents adeptes du régime de « grande coalition permanente ». De même, en 2020, Damien Castelain, à la tête d'un groupe qui s'est encore élargi, est réélu avec le soutien de la gauche et de la droite par 121 voix, contre 46 pour le candidat de « Actions et Projets pour la Métropole » soutenu par « Métropole Avenir » et 11 pour la candidate d'Europe Écologie Les Verts.
| Période       | Période       | Identité         | Étiquette    | Qualité                                                        |
| ------------- | ------------- | ---------------- | ------------ | -------------------------------------------------------------- |
| 1967          | 1971          | Augustin Laurent | SFIO puis PS | Député, maire de Lille (1955-73), Ancien ministre des PTT      |
| 1971          | 1989          | Arthur Notebart  | PS           | Député, maire de Lomme (1947-90)                               |
| 1989          | 2008          | Pierre Mauroy    | PS           | Sénateur, maire de Lille (1973-2001) Ancien Premier ministre   |
| 18 avril 2008 | 18 avril 2014 | Martine Aubry    | PS           | Maire de Lille depuis 2001, Ancienne première secrétaire du PS |
| 18 avril 2014 | en cours      | Damien Castelain | SE           | Maire de Péronne-en-Mélantois                                  |

#### Bureau

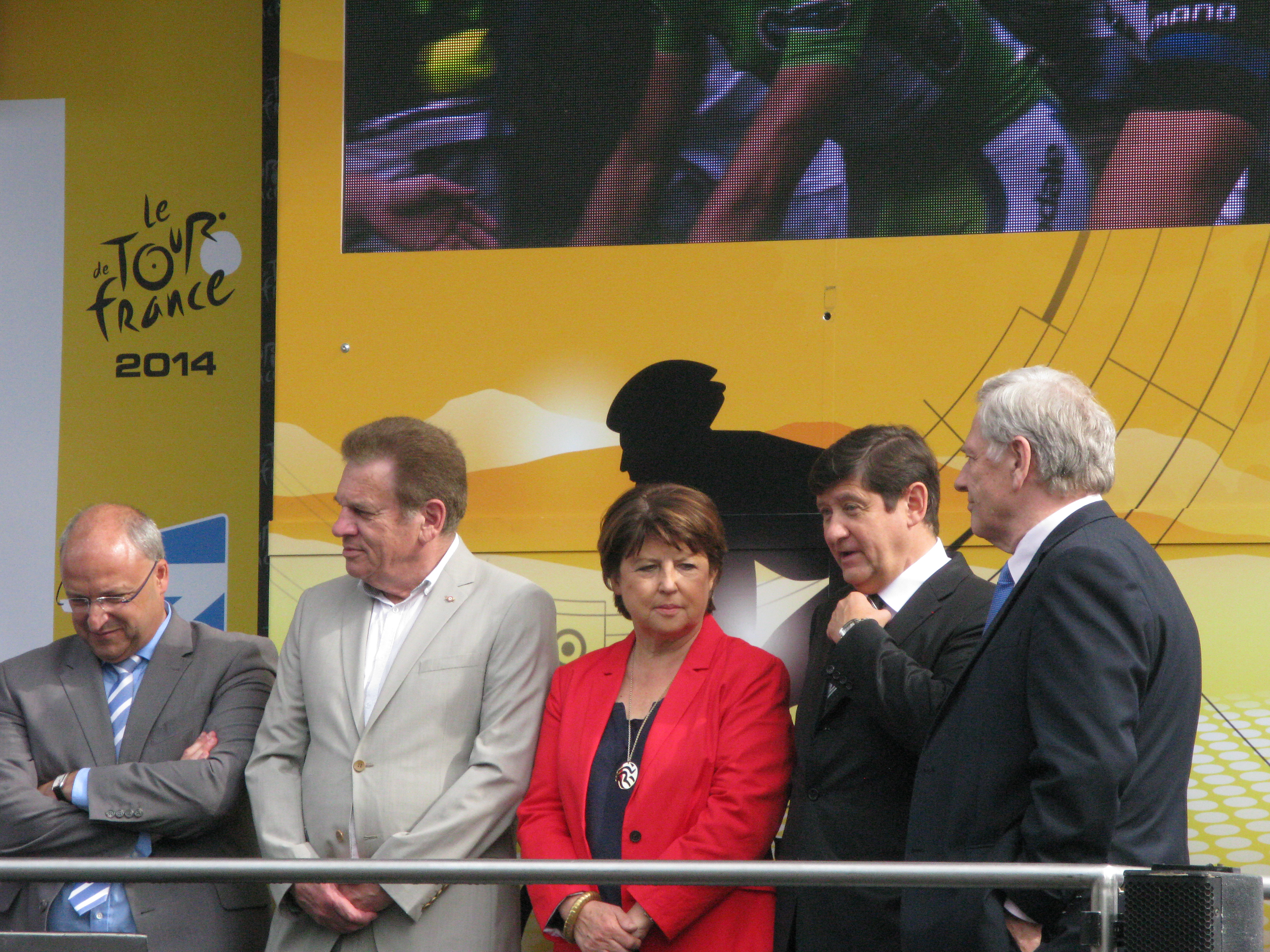
Damien Castelain, président de la MEL, avec Gérard Caudron et Martine Aubry, maires de Villeneuve-d'Ascq et Lille et Patrick Kanner, alors ministre de la Ville, de la Jeunesse et des Sports.

Les tractations qui précèdent l’élection du premier président de la communauté urbaine annoncent d’emblée le mode de gouvernance, associant des représentants des principales formations de gauche et de droite dans un gouvernement de « grande coalition », qui va s’installer durablement à la tête de l’institution. Aussitôt élu, Augustin Laurent évoque le « souci d’associer aux responsabilités, dans une proportion équitable, les différents courants de pensée et les intérêts en présence ». Ainsi, sur les douze vice-présidents élus, tous candidats uniques présentés avec le consentement des différentes organisations partisanes, cinq sont SFIO, un MRP, deux Centre démocrate, un CNI, deux UD-Ve et un sans étiquette. Seul le parti communiste est exclu de ce premier exécutif. Selon Fabien Desage, ce mode de fonctionnement favorise une dépolitisation des enjeux et l’émergence d’un « esprit communautaire », les divergences entre élus renvoyant alors « à des intérêts municipaux concurrents bien plus qu’à des divergences « idéologiques » ou programmatiques ». Le dispositif confère par ailleurs une importance centrale au bureau, constitué du président et des vice-présidents, qui prépare les délibérations soumises au conseil. Tous les partis (ou presque) étant représentés en son sein, il veille dès l’origine à ne soumettre au conseil que les délibérations ayant déjà fait l’objet de compromis et d’arbitrage. Il est aidé en cela par les commissions thématiques, qui jouent un rôle important dans la négociation des compromis entre élus municipaux. Cette forme de régulation collégiale mise en place par Augustin Laurent est reconduite et amplifiée par Arthur Notebart, qui, en plus des postes de vice-présidents, crée des postes de « secrétaire de bureau » pour répondre aux attentes de représentation proportionnelle de la droite et des petites communes. En 1977, la victoire électorale de la gauche aux élections municipales se traduit par l’arrivée de nouveaux élus socialistes et communistes au conseil communautaire qui imposent, contre l’avis d’Arthur Notebart, une éviction de l’opposition du bureau. Le bureau comprend alors neuf vice-présidents socialistes et trois communistes, six secrétaires socialistes et deux secrétaires communistes. Cependant, les positions municipalistes des communistes et l’association informelle des élus de droite et du Gadec au processus de prises de décisions permettent le maintien de fait du mode de fonctionnement consensuel qui prévalait. Dès la mandature suivante, en 1983, le bureau retrouve sa configuration collégiale, un seul candidat se présentant pour chacun des douze postes de vice-président.
Conformément à l’accord amiable conclu en préalable à l’élection de Pierre Mauroy, l’organisation de la collégialité connaît en 1989 un profond renouvellement. Au-delà des douze vice-présidents prévus par la loi, participent également au bureau, 19 secrétaires de bureau, neuf conseillers investis d’une délégation, cinq présidents de groupe et trois « auditeurs » chargés de représenter les communes sans délégué, soit un total de 49 personnes. Cet accroissement du nombre des membres du bureau s’accompagne de l’attribution d’une autonomie d’action beaucoup plus grande accordée aux vice-présidents dans l’exercice de leur délégation et d’une territorialisation partielle des compétences communautaires. En 1992, la loi sur l’Administration territoriale de la République (ATR) dispose que le nombre de vice-présidents peut atteindre 30 % du nombre d’élus communautaires. Dès le mandat suivant, en 1995, le nombre des vice-présidents est alors porté à 39. Enfin, en 2001, pour le troisième et dernier mandat de Pierre Mauroy, qui s’effectue sans majorité nette sur la base d’un accord de gestion avec les chefs de la droite, Marc-Philippe Daubresse et Christian Decocq, le nombre des vice-présidents est porté à 43 (tous les groupes étant représentés à la proportionnelle : seize socialistes et apparentés, dix Métropole passions communes, six Union pour la métropole, quatre UDF et apparentés, deux Verts, un communiste, deux Républicain et citoyen et deux Actions et projets pour la métropole), auxquels s’ajoutent encore huit secrétaires de bureau.
En 2008, Martine Aubry met en place un exécutif resserré autour de dix premiers vice-présidents. Si les postes de premier vice-président sont pourvus par des représentants de la coalition qui a porté Martine Aubry à la présidence, le bureau comprend néanmoins un total de 32 vice-présidents, 14 conseillers communautaires délégués et neuf conseillers représentant toutes les sensibilités. Elle propose par ailleurs une nouvelle gouvernance assise sur des contrats de territoire. La MEL est divisée en huit territoires, les contrats de territoire étant établis en concertation avec des comités de territoire composés des conseillers communautaires et des maires des territoires concernés.
En 2014, Damien Castelain renoue avec un exécutif large et un bureau composé de 20 vice-présidents, 14 conseillers métropolitains auxquels des fonctions particulières sont déléguées et 9 présidents de commissions thématiques. De nouveau, l'équilibre politique est conservé avec huit vice-présidents pour Métropole passions communes et six vice-présidents pour la gauche comme pour la droite. Les délégations et présidences de commissions sont également réparties en tenant compte de la diversité des sensibilités politiques et territoriales. En 2020, le président choisit de s'entourer d'un bureau plus restreint, composé de 20 vice-présidents, 7 conseillers métropolitains délégués et 7 représentants des groupes politiques (un par groupe). Droite et gauche obtiennent de nouveau des vice-présidences et des délégations aux côtés d'élus de Métropole passions communes, mais, à l'inverse de la précédente mandature, les groupes qui n'ont pas soutenu la candidature de Damien Castelain à la présidence n'en obtiennent aucune et ne participent plus au bureau que via un représentant de leur groupe.

### Conférence métropolitaine des maires
Mise en place par la loi MAPTAM, la conférence métropolitaine des maires tient sa première réunion le 4 septembre 2014. Instance de coordination entre la métropole et les communes membres, au sein de laquelle il peut être débattu de tous sujets d'intérêt métropolitain ou relatifs à l'harmonisation de l'action de ses collectivités, elle est présidée par le président du conseil de la métropole en lien avec le « vice-président délégué à la métropole citoyenne » et comprend tous les maires des communes membres. Elle se réunit au moins deux fois par an, à l'initiative du président ou à la demande de la moitié des maires, sur un ordre du jour déterminé. Cette instance est déclinée dans chacun des huit territoires de la métropole, sous la forme de « conseils des maires de territoire ». C'est à ce niveau que sont définies les modalités d'élaboration des contrats de codéveloppement, successeurs des contrats de territoire institués lors de la précédente mandature.

### Conseil de développement
Le conseil de développement de Lille Métropole est créé le 16 novembre 2001 et installé le 29 mars 2002 conformément aux dispositions de la loi du 25 juin 1999 d'orientation pour l'aménagement et le développement durable du territoire (Loi Voynet). Organe consultatif, il est appelé à donner son avis sur les principales orientations de la métropole, sur les documents de prospective et de planification et sur la conception et l'évaluation des politiques locales de promotion du développement durable du territoire et, plus largement, peut être consulté ou donner son avis et formuler des propositions ou recommandations sur toute autre question relative à la métropole.
Constitué de 177 membres en 2015, tous bénévoles, le conseil de développement est renouvelé par moitié tous les deux ans, par appel public à candidatures, ses membres étant titulaires d'un mandat de quatre ans, renouvelable une fois. Il est organisé en trois collèges, un collège économique qui réunit des représentants d’entreprises, de structures ou d’organismes du monde de la recherche, du secteur agricole, de l’économie sociale et solidaire, de l’emploi-insertion, des ordres professionnels, des syndicats…, un collège sociétal qui réunit des représentants de structures ou d’organismes de l’éducation-formation, de la santé, de l’environnement, du sport, de la culture, du tourisme, de l’Université…, et un collège des personnes physiques qui réunit des personnes choisies intuitu personae pour leur volonté d’implication et leur expertise.
Il comprend un bureau, composé de 14 à 21 membres, dont le président et les vice-présidents ainsi que des membres issus de chaque collège, et des groupes de travail thématiques qui se réunissent mensuellement et élaborent les contributions, les avis et les recommandations qui sont débattus en séance plénière avant transmission aux élus communautaires. Les séances plénières sont publiques et se tiennent jusqu’à six fois par an. Il publie par ailleurs une lettre d’information (Agora) et des Cahiers qui reprennent les grandes lignes des contributions transmises aux élus et aux techniciens communautaires.
Il est membre de la Coordination régionale des conseils de développement, de la Coordination nationale des conseils de développement et du Forum de l’Eurométropole Lille-Kortrijk-Tournai.
Dans le cadre d'une auto-saisine, le conseil a publié en 2015 une contribution par laquelle il préconise un élargissement du périmètre et des compétences de la MEL, un renforcement du processus d’intégration d’un certain nombre de politiques publiques à l’échelle de l’aire métropolitaine, un regroupement ou une fusion des communes de moins de 20 000 habitants et l'élection de la moitié des conseillers métropolitains au suffrage universel direct.

### Administration

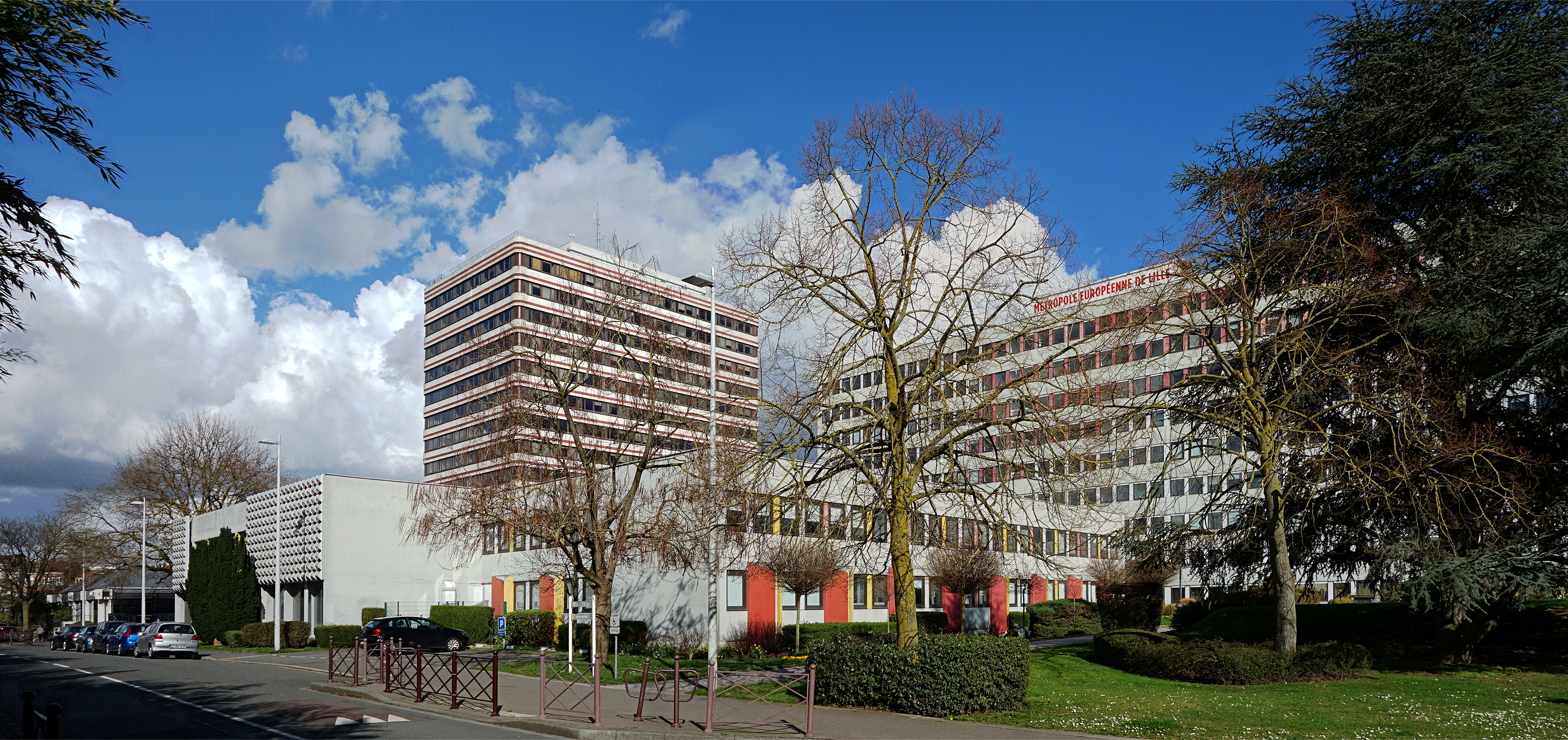
Le siège historique de la MEL à Lille.

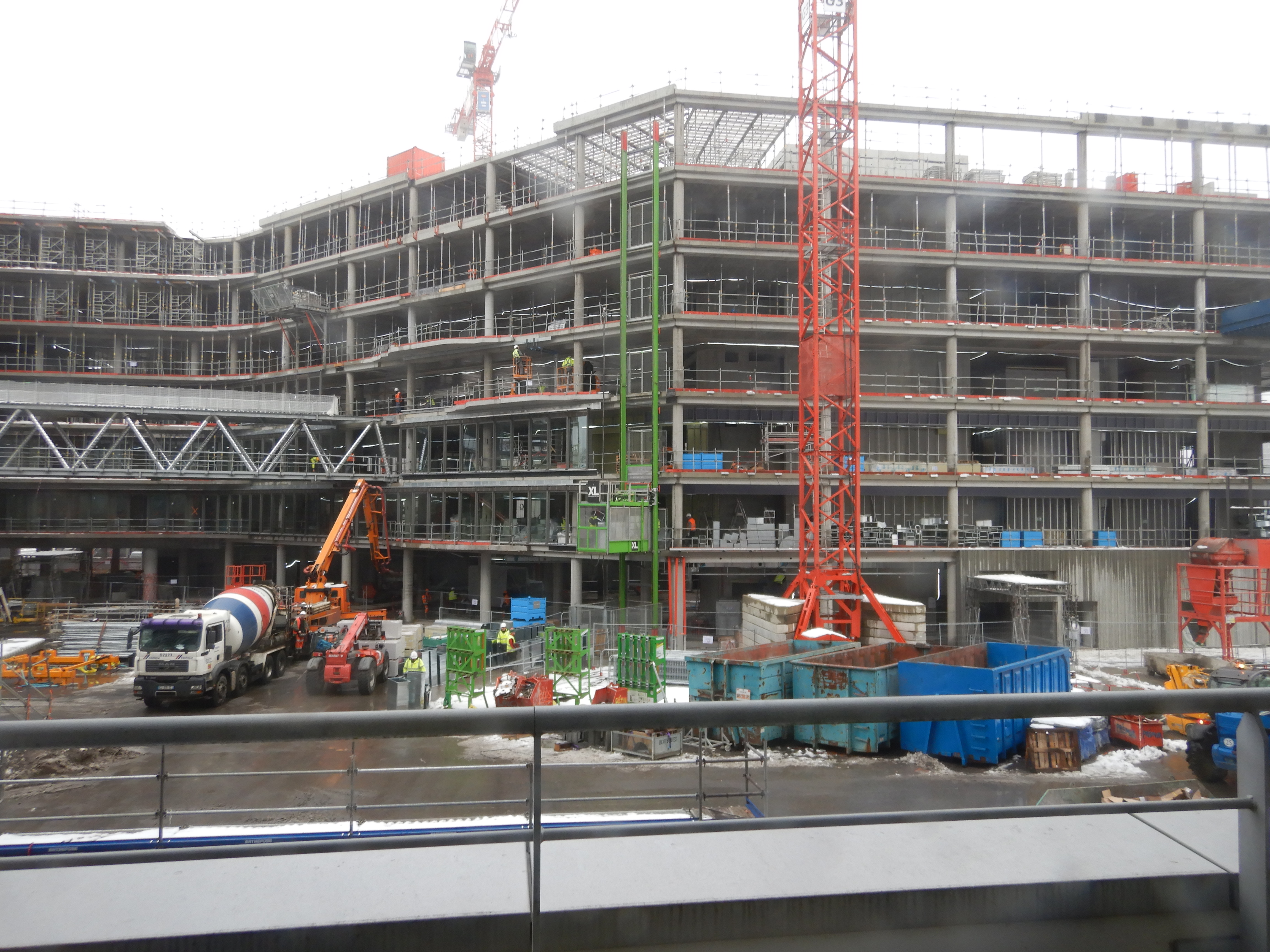
Le Biotope, nouveau siège de la MEL, en cours de construction Boulevard Hoover (ici en janvier 2019)

Lorsqu’elle voit le jour, le 1er janvier 1968, la communauté urbaine ne dispose ni de fonctionnaires, ni de siège administratif propres. Ce sont donc les services de la mairie de Lille qui, pendant les premiers mois, prennent en charge l’exercice des fonctions de la nouvelle institution. La reprise progressive de personnels exclusivement issus des communes s’effectue tout au long de la première année et, en 1969, l’effectif de la CUDL atteint 1 872 agents (hors l’effectif des sapeurs-pompiers, attachés à la CUDL jusqu’à leur transfert au département en 2000), qui emménagent dans leur propre siège, construit à la hâte et inauguré en juillet 1969. La priorité absolue accordée par la loi au recrutement du personnel municipal en place sur proposition des maires conduit toutefois à un double déficit, en personnel d’encadrement et en compétences, qui amène les élus à opter pour la délégation de service public lorsque la communauté urbaine ne peut prendre en charge elle-même l’exercice de certaines compétences à l'échelle de la communauté.
Cependant, à partir du milieu des années 1970, la communauté urbaine commence à recruter des jeunes diplômés, issus notamment de la Direction départementale de l'Équipement pour les services techniques (en particulier pour le service du métro) ou du Trésor public et de la Préfecture pour les secteurs administratifs et financiers. En dehors des services de l’État, des établissements publics comme l’Agence d’urbanisme ou l’EPALE fournissent également de nombreuses recrues à la communauté urbaine. Ainsi, si l’effectif global des agents communautaires varie peu entre 1971 et 2002, oscillant entre 2 000 et 2 200 agents (hors sapeurs-pompiers), celui des « cadres », fonctionnaires de catégorie A, progresse rapidement : il est presque doublé entre le début et la fin des années 1970 puis, après une période de stagnation jusqu’au début des années 1990, double pratiquement de nouveau au cours des dix années suivantes pour atteindre un effectif de 410 agents de catégorie A au premier janvier 2001. Cet effectif double de nouveau au cours des quinze années qui suivent, cette fois dans un contexte d'accroissement des compétences de la communauté, pour atteindre 880 agents de catégorie A en 2015 (soit 37 % de l'effectif total).
En 2001, l’effectif total des agents employés par la communauté urbaine s’établit à 2 076. Après une trentaine d'années de quasi-stagnation, l'effectif augmente sensiblement avec l’élargissement des compétences de la communauté urbaine à partir de 2002, pour atteindre 2 476 agents permanents en 2012. Il se réduit ensuite légèrement pour s'établir à 2 388 agents fin 2015. Cet effectif est inférieur à celui des autres métropoles (en 2015, la métropole de Nice emploie 4 000 agents, celle de Nantes 3 380 agents, celle de Bordeaux 2 920 agents et celle de Toulouse 3 216 agents). L'élargissement des compétences lié à l'acquisition du statut de métropole conduit à une nouvelle progression de l'effectif, qui atteint 2 676 agents en 2016 et 2 838 agents en 2017.
En 1969, les services de la CUDL comprennent, outre les services administratifs, trois grandes directions techniques : « Services publics » (eau, assainissement, ordures ménagères), « Voirie, transports urbains, signalisation » et
« Architecture, construction, entretien des bâtiments ». En 2010, les directions techniques sont au nombre de six : « Développement territorial et durable », « Rayonnement de la métropole » (culture, sport), « Développement économique », « Aménagement et habitat », « Mobilité et transport », « Espace public, écologie et services urbains » (eau, voirie, résidus urbains…). En 2018, les services administratifs se sont diversifiés, avec notamment la création d’un pôle « Innovation et dialogue » et d’un pôle « Communication, presse et protocole », et les services techniques, également plus nombreux, sont regroupés en cinq pôles : « Développement économique et emploi », « Développement territorial et social », « Aménagement et habitat », « Planification stratégique et gouvernance » et « Réseaux, services et mobilité–transport » (énergie, déchets ménagers, eau et assainissement, espace public et voirie, mobilité et transports).
Dès le début des années 2000, les services de la communauté urbaine sont à l'étroit dans leurs locaux historiques. Il est alors question de construire une tour qui viendrait remplacer le bâtiment le plus ancien du siège. Mais le projet ne fait pas l'unanimité parmi les élus. D'abord abandonné, il est relancé en 2015 par le président Damien Castelain nouvellement élu. Ce projet de tour est assez avancé lorsque la candidature de Lille pour accueillir l'Agence européenne du médicament est rejetée. Le Biotope du quartier Euralille, bâtiment prévu pour l'accueillir, se trouve alors sans affectation. En février 2018, le conseil communautaire décide d'abandonner son projet initial et d'y installer ses services. Livré en décembre 2019, le Biotope est investi par les équipes de la MEL courant 2020. Cette décision, qui a déclenché une polémique concernant l'évaluation du coût de l'opération (la MEL étant désormais locataire et non plus propriétaire), a été sévèrement critiquée par la cour régionale des comptes. Un second bâtiment, le Biotope 2 à Ronchin, est réhabilité en 2023 pour accueillir plusieurs services de la MEL dont une imprimerie, la régie de l'eau SOURCEO et les archives de l'intercommunalité, précédemment stockées à Sequedin.

## Compétences
Établissement public, et non collectivité territoriale, la métropole, à la différence de la commune, ne bénéficie pas d’une « compétence générale » et ne peut donc intervenir que dans les domaines de compétences qui lui ont été explicitement attribués. Les compétences qu’exercent ou que peuvent exercer les métropoles sont définies à l’article L. 5217-2 du code général des collectivités territoriales. Il s’agit de compétences transférées par les communes, les départements et les régions, soit de droit, soit de manière facultative. La métropole peut aussi, à sa demande, se voir transférer de grands équipements et infrastructures relevant jusqu’alors de l’État et est associée de plein droit à l’élaboration, la révision et la modification des schémas et documents de planification en matière d’aménagement, de transport et d’environnement, de la compétence de l’État ou d’une autre collectivité.
Dès la loi no 66-1069 du 31 décembre 1966 relative aux « communautés urbaines », qui crée notamment celle de Lille, la communauté urbaine exerce des compétences transférées par les communes, soit de droit, soit de manière optionnelle ou facultative : les compétences transférées de plein droit sont énoncées dans l’article 4 ; l’article 5 énumère celles qui peuvent lui être transférées, en tout ou partie, par délibération du conseil de communauté ; enfin, l’article 6 précise que « les attributions de la communauté urbaine peuvent être étendues, par délibération du conseil de communauté, avec l'accord des conseils municipaux des communes intéressées de la communauté, à la gestion des services communaux et à l'étude et l'exécution de tous travaux autres que ceux prévus aux articles 4 et 5. » Au-delà des transferts obligatoires, c’est donc un champ très large de compétences qui, potentiellement, peuvent être transférées à la communauté urbaine. Toutefois, lorsqu'elles le sont, elles ne peuvent plus être exercées par les communes. C’est pourquoi, dans un premier temps, non seulement seules les compétences transférées de droit sont attribuées à la communauté, mais encore une partie d’entre elles, comme celles relatives au logement social ou à la voirie, sont en fait rapidement remunicipalisées selon des modalités diverses.
Cependant, dans la configuration lilloise, la communauté urbaine dispose de ressources financières bien supérieures à celles de chacune des communes. Il est alors tentant de financer certains projets même si, faute de consensus communal, la compétence dont ils relèvent n’a pas été transférée à la communauté. Longtemps mobilisés de façon illégale, ces financements donnent lieu à une régularisation au début des années 2000, à la suite d’un rapport de la Cour des comptes. Dans sa réponse à la Cour, le président de la communauté précise que cette dernière « a engagé au cours du second semestre 2000, un processus d'extension de ses compétences permettant de régulariser ses interventions ». À l’issue de ce processus, LMCU reçoit donc de nouvelles compétences à compter du 1er janvier 2002, en matière de développement économique, d’espace naturel, d’équipements et réseaux d'équipements culturels, d’équipements et réseaux d'équipements sportifs, d’accueil des gens du voyage et d’actions de soutien aux grands évènements métropolitains.
Il s’agit toutefois de compétences généralement restreintes. Elles restent par ailleurs relativement peu nombreuses. Ainsi, en 2014, à la veille de l'acquisition du statut de métropole, la communauté urbaine de Lille est celle qui détient le moins de compétences parmi les grandes communautés urbaines (28 compétences quand la communauté urbaine de Nantes en détient 48, celle de Marseille 44 et celle de Lyon 41). Avant que le passage au statut de métropole ne conduise à une extension de certaines compétences (en provenance des communes, comme les aires de stationnement et le patrimoine naturel et paysager, ou du département, comme les routes départementales) ou au transfert de nouvelles compétences (en provenance des communes, comme le tourisme ou la distribution d'énergie, ou du département, comme le Fonds d’aide aux jeunes ou le Fonds de solidarité pour le logement). En 2018, l'ensemble des transferts imposés par la loi MAPTAM a été réalisé. À cette date, aucun transfert n'a été sollicité auprès de la région ou de l'État.

### Développement et aménagement économique, social et culturel

#### Économie et emploi
La communauté urbaine dispose, depuis sa création, de la faculté de réaliser des zones d’aménagement concerté et donc des zones industrielles et des équipements d’intérêt économique. C'est ce dispositif qu'elle utilise au début des années 1990 pour ériger son grand pôle tertiaire avec la création de la ZAC Euralille. Cette procédure est par la suite également utilisée pour l’aménagement de plusieurs sites d’excellence de la métropole, qu’il s’agisse d’Eurasanté, d’EuraTechnologies, de la Haute Borne, ou de l'écoquartier de l'Union, qui accueille la Plaine Images et le Centre européen des textiles innovants.
Cependant, jusqu’à la fin des années 1990, les parcs d’activités sont tous d’initiative exclusivement communale ou consulaire. Or, les milieux économiques considèrent à cette époque que l’offre de foncier économique est devenue insuffisante et que la communauté urbaine doit contribuer à la développer. En 2000, la compétence « actions de développement économique » est alors conférée à la communauté urbaine à compter du 1er janvier 2002, afin, notamment, de lui permettre de participer plus largement à l’aménagement et à la gestion des zones d’activité, dans un contexte où l'instauration de la taxe professionnelle d'agglomération rend les activités économiques beaucoup moins attractives pour les communes (le bénéfice de la taxe professionnelle étant transféré à la communauté urbaine, beaucoup de maires ne les considèrent plus que sous l'angle des nuisances qu'elles peuvent engendrer). C’est ainsi qu’en 2003, la communauté urbaine lance le « projet des 1 000 hectares » de foncier économique supplémentaire sur dix ans, complété par la production d'une offre immobilière, en particulier dans les sites d’excellence, et la mise en place d'un dispositif de gestion et d'animation des parcs d'activités. En 2009, il apparaît que le programme a pris un retard important et LMCU associe la Chambre de Commerce et d’Industrie et les acteurs privés à l’atteinte de l’objectif, désormais réparti sur plusieurs acteurs. Il apparaît par ailleurs que les besoins en foncier économique émanent principalement d’entreprises déjà présentes sur le territoire, leur implantation dans une zone d’activité nouvelle étant fréquemment facteur d’apparition de friches et de bâtiments vacants dans les zones d’activités économiques existantes.
Après la réalisation d’une enquête communautaire sur les « friches industrielles et pollutions historiques » en 2009, le conseil communautaire adopte en 2011 une délibération cadre intitulée « Des friches industrielles polluées à la régénération urbaine - Axes d'intervention et plans d'actions ». Elle a pour objet de permettre de « dépasser l'approche au cas par cas pour optimiser les moyens financiers, clarifier les responsabilités, homogénéiser les interventions, communiquer et informer sur l'ensemble du territoire », dans un contexte où le renouvellement urbain passe par la réutilisation à grande échelle de friches industrielles. Parallèlement, la communauté urbaine met en place un guide de « gestion durable des parcs d’activité » en 2009 puis conclut en 2013 une « charte des parcs d’activité du 21e siècle » avec ses partenaires (chambres consulaires, Ademe, conseil régional, État…). Il s’agit de poser un référentiel pour les parcs en cours d’aménagement ou en projet, appelés à être labellisés « Parcs 21 », mais aussi d’améliorer la qualité des parcs existants avec pour objectif une mise à niveau généralisée à l’horizon de 2030. Dans le même temps, les objectifs de la stratégie « 1 000 hectares » sont réaffirmés fin 2011 à travers la signature d’une charte de partenariat avec la CCI Grand Lille, l’échéance du programme étant reportée à 2020.
Les investissements dans les sites d’excellence de la métropole et les parcs d’activité inscrits dans la stratégie « 1 000 hectares », constituent ainsi le premier poste de dépenses de la MEL au titre de la compétence économique. La communauté urbaine est cependant engagée dans une politique plus générale de promotion économique de son territoire bien avant 2002 et l’acquisition officielle de cette compétence, en particulier à travers sa participation à l’Agence de promotion internationale de Lille Métropole (APIM), créée en 1985 en partenariat avec la CCI Grand Lille et renommée Lille’s Agency en 2013. Elle participe également, depuis leur création, au pilotage des six pôles de compétitivité présents sur son territoire (i-Trans, PICOM, UP-TEX, Nutrition-Santé-Longévité, MATIKEM et TEAM2).
Une stratégie économique a par ailleurs été esquissée en 2002, mais ce n’est qu’en 2009 que LMCU adopte son premier Plan métropolitain de développement économique (PMDE), copiloté avec le Conseil régional du Nord-Pas-de-Calais. Peu après, ce plan est complété par un volet économie sociale et solidaire (ESS) pour la période 2011-2014. Cependant, dès 2013, les élus constatent que la désindustrialisation massive se poursuit et que la métropole continue de perdre davantage d’emplois industriels que la moyenne nationale et que les autres grandes métropoles françaises. Ils décident alors d’une action spécifique assortie du recrutement d’un chef de projet « rebond industriel de la métropole lilloise ».
En 2015, le nouvel exécutif entend faire du développement économique et de l’emploi les priorités de son mandat. Un nouveau Plan métropolitain de développement économique est élaboré et adopté en 2015 pour une période de cinq ans. Les actions qu’il prévoit sont organisées autour de quatre leviers : la proximité (avec en particulier l’instauration d’un guichet unique au service des entreprises sur les questions économiques et l’accompagnement des PME pour répondre à la commande publique), le foncier  (avec en particulier la mobilisation de moyens autour d’« opérations d’intérêt métropolitain » (OIM)), l’excellence et sa diffusion  (avec en particulier le développement d’une filière économique autour du sport — projet « Lille is Sport » — ou le label « Made in MEL ») et les ressources humaines et les talents (avec notamment la mise en place d’une gestion prévisionnelle des emplois et des compétences territoriale ou la promotion du modèle de l’artisanat). L’année suivante, le conseil de la MEL adopte également un Plan métropolitain de rebond industriel 2016-2020, un Plan métropolitain pour le développement de l’artisanat 2016-2020 et un Plan d’action commerce métropolitain 2016-2020. Enfin, en juin 2016, au croisement de plusieurs compétences, la MEL adopte une Stratégie agricole et alimentaire pour la période 2016-2020.
Toutefois, c’est la région qui est chef de file en matière de développement économique sur son territoire. C’est pourquoi le Schéma régional de développement économique, d’innovation et d’internationalisation (SRDEII) adopté par la région Hauts-de-France en 2017 inclut un volet métropolitain qui reprend en partie les actions prévues par le PMDE et définit les complémentarités des actions menées par la région en matière d'aides aux entreprises avec les actions menées par la MEL.
En 2017, la MEL reprend les « Ruches d’entreprises » situées sur son territoire, sorties du périmètre de compétences du département qui les a créées au début des années 1980.

#### Culture
Si la gestion du musée d’art moderne, d'art contemporain et d'art brut (LaM) est assurée par la communauté urbaine depuis sa création, il s'agit d'une opération exceptionnelle et ce n'est qu'en 2000, à la faveur de la préparation des événements de Lille 2004, capitale européenne de la culture, que le conseil de communauté décide de doter l’institution communautaire d’une compétence en matière culturelle à compter du 1er janvier 2002. Il s'agit toutefois d'une compétence dite restreinte, portant sur le financement d’événements et d’équipements culturels de dimension métropolitaine, la culture restant pour l’essentiel de la compétence des communes.
L’agence d’urbanisme est cependant missionnée pour piloter l’élaboration d’un schéma de développement culturel métropolitain qui est approuvé en 2003, mais dont la mise en œuvre est reportée après les municipales de 2008. De fait, la politique culturelle métropolitaine qui s'amorce avec Lille 2004 reste fortement associée à la ville et à la maire de Lille et sa poursuite ne fait pas l'unanimité parmi les élus dont beaucoup ne perçoivent pas la culture comme devant faire l’objet d’une politique publique ni comme un vecteur du développement territorial. C'est ainsi que le conseil de communauté, après avoir contribué au financement de Lille 2004, refuse de renouveler sa participation dans le cadre de la première édition de Lille 3000. L’incitation financière, qui subordonne les subventions de la communauté urbaine à des conditions de mise en réseau d'au moins trois partenaires, est dès lors le principal vecteur de structuration d’une action culturelle métropolitaine. La MEL s’investit par ailleurs directement dans la mise en réseau des principaux musées et centres d’art de la métropole, en particulier avec la mise en place en 2013 de la C’Art, Pass musées offrant un accès illimité aux collections et aux expositions temporaires de douze d’entre eux pendant un an ou l’animation du réseau des fabriques culturelles, créé à l’issue de Lille 2004.
Depuis 2002, la MEL dispose également d’une compétence sur les équipements culturels et sportifs d’intérêt métropolitain. Toutefois, comme le rappelle la cour régionale des comptes, « la définition qu’elle donne à cette compétence se limite à une liste d’équipements considérés d’intérêt métropolitain, qui n’établit pas de critère objectif, comme pourrait l’être par exemple le rayonnement desdits équipements. » Ainsi, dans le domaine de la culture, seuls le LaM, à Villeneuve-d'Ascq, La Condition publique, à Roubaix, le portail des bibliothèques numériques et, à compter de 2017, le musée de la bataille de Fromelles sont reconnus d'intérêt métropolitain (tandis que la ville de Lille considère par ailleurs que, dans sa seule commune, une dizaine d’équipements culturels présentent un intérêt métropolitain : L'Aéronef, le zoo de Lille, le musée d'histoire naturelle de Lille, le conservatoire à rayonnement régional de Lille, l’Opéra de Lille, le palais des beaux-arts de Lille, le théâtre du Nord ainsi que les maisons Folie de Wazemmes, Moulins et Lomme). La MEL apporte toutefois également un concours financier à l'Opéra de Lille, à l'Orchestre national de Lille et aux conservatoires de Lille, Roubaix et Tourcoing.
En 2015, le Conseil a étendu la possibilité de soutien de la MEL à l’investissement dans des projets d’extension, de rénovation et de création d’équipements culturel à l’ensemble des projets portés par les communes, non plus en raison de leur dimension métropolitaine mais au nom du maillage du territoire en équipements divers.

#### Sport
Depuis 2002, comme pour la culture, la MEL dispose d’une compétence sur les équipements sportifs d’intérêt métropolitain. Là encore, la liste est très limitée, sans rapport avec un ensemble de critères objectifs prédéfinis. La MEL ne possède ainsi que quatre équipements sportifs : le Stadium Lille Métropole à Villeneuve-d'Ascq, inauguré en 1976, la patinoire Serge Charles à Wasquehal, transférée à Lille Métropole en 2003, la piscine des Weppes à Herlies, complexe aquatique inauguré en 2012, et le stade Pierre-Mauroy à Villeneuve-d'Ascq, inauguré la même année. Elle possédera aussi, le moment venu, la piscine olympique en projet sur la commune de Lille.
Le stade Pierre-Mauroy a, dès l'origine du projet, donné lieu à de nombreux différends et contentieux. D’abord quant à son opportunité, les élus des grandes villes de la métropole étant hostiles à l’ouverture de toute nouvelle surface commerciale qu’impliquait la construction d’un nouveau stade, en particulier dans le cadre d'un partenariat privé. Ensuite quant à son emplacement, sa dimension et son mode de financement. Enfin quant à son coût et au choix du maître d’œuvre. L’appel d'offre a en effet été remporté par le groupe Eiffage selon des modalités qui ont été contestées, mettant notamment en cause le président de la MEL Damien Castelain pour trafic d'influence passive. La gestion de l’opération par Eiffage a également fait l'objet d'un rapport critique de la chambre régionale des comptes.
En 2005, afin d'assurer un équilibre visant à satisfaire l'ensemble des communes dans le cadre de la décision d'investissement dans le grand stade, la communauté urbaine décide également de mettre en place un « Plan piscines » de grande ampleur, qui comporte deux volets. Un volet relatif au fonctionnement, en subventionnant les communes gestionnaires de piscines à hauteur de 2,5 euros par entrée scolaire pour l’apprentissage de la natation, et un volet investissement sur dix ans de rénovation, extension, reconstruction ou construction de piscines (en 2017, le réseau métropolitain comprend 27 piscines gérées par les communes ou syndicats intercommunaux).
En 2015, le conseil a étendu la possibilité de soutien de la MEL à l’investissement dans des projets d’extension, de rénovation et de création d’équipements sportifs à l’ensemble des projets portés par les communes, comme il l’a fait pour les équipements culturels lors de la même réunion du conseil.
La MEL apporte par ailleurs son soutien financier à une vingtaine de clubs sportifs de haut niveau de la métropole et cofinance ou organise chaque année plusieurs événements sportifs d'envergure nationale ou internationale, récurrents, comme le Paris-Roubaix, le semi-marathon de Lille et la Route du Louvre, ou ponctuels (Coupe Davis en 2014 et 2018, Eurobasket en 2015, Euro de football en 2016, Championnats du monde de handball en 2017, Jeux olympiques et paralympiques de 2024…),.

#### Tourisme
Depuis le 1er janvier 2015, la MEL exerce la compétence promotion du tourisme, en lieu et place des communes. Début 2015, le territoire de la MEL compte onze offices de tourisme, neuf sous forme associative et deux en régie. Les offices en régie sont dissous tandis qu’un office métropolitain est créé. Il a vocation à se substituer aux offices qui fonctionnaient en régie et à couvrir les territoires non couverts par les offices existants. Pour le reste, c’est le statu quo qui prévaut, les neuf autres offices de tourisme étant conservés à l’identique, une convention avec la MEL opérant un simple transfert de charges. Parallèlement, le conseil décide de l’instauration d’une taxe de séjour métropolitaine à compter de 2016 (seules seize communes appliquaient une taxe de séjour jusqu’alors).
En 2017, le conseil de la MEL a adopté une stratégie touristique inscrite dans une feuille de route intitulée « Les défis de la destination Lille pour 2017-2025 » qui vise à faire du tourisme, et tout particulièrement du tourisme d’affaires, un atout majeur et une filière d'excellence du développement et du rayonnement de la MEL.

#### Enseignement supérieur et recherche
Si la communauté urbaine participe de longue date au financement de l'enseignement supérieur, et, depuis 2002, peut intervenir indirectement en faveur de la recherche par le biais de sa compétence économique, ce n'est qu'en 2009 que le conseil la dote de la compétence « soutien à la recherche », qui lui permet de contribuer directement au financement de la recherche publique. Elle définit alors un cadre d’intervention avec pour ambition de contribuer au comblement du retard régional et métropolitain en matière de R&D. Déjà impliquée dans la construction de logements étudiants et le montage de projets dans le cadre du Plan Campus, la communauté urbaine participe ainsi, depuis 2011, au financement de thèses et de manifestations scientifiques.
Fin 2013, la MEL décide de se doter d’un Schéma métropolitain d’enseignement supérieur et de recherche (SMESR) afin de préciser sa stratégie. Adopté en 2016, le SMESR 2015-2020 se fixe notamment pour objectif l’obtention du label IDEX pour l’université de Lille, le soutien à deux ou trois projets public-privé innovants par an, le doublement du nombre de logements étudiant de qualité à l’horizon de 2025, la mise en relation entre étudiants et entreprises et l’amélioration de l’accès aux stages, l’implantation d’une représentation de Campus France sur la métropole ou encore le développement d’interventions métropolitaines d’aménagement sur les campus universitaires.
Le premier objectif, l’obtention du label IDEX pour le projet Université Lille Nord Europe (ULNE), association de l’Université de Lille et de treize partenaires, grandes écoles et organismes de recherche, n’a toutefois pas été atteint, le projet obtenant à la place un label I-SITE en 2017.

#### Fonds d’Aide aux Jeunes
À la suite de l’acquisition du statut de métropole et sur décision commune entre le département et la métropole, le Fonds départemental d'aide aux jeunes a été transféré à la MEL, pour son territoire, à compter du 1er juillet 2017. Devenu Fonds métropolitain d'aide aux jeunes, il s'agit d'une prestation sociale qui vise à favoriser l'insertion sociale et/ou professionnelle des jeunes en difficulté âgés de 16 à 25 ans.

### Aménagement de l'espace métropolitain

#### Aménagement du territoire
Depuis sa création, la communauté urbaine est compétente pour établir le « plan d'urbanisme intercommunal et [les] plans d'urbanisme communaux ». C'est à ce titre qu'elle élabore le premier Schéma directeur d’aménagement et d’urbanisme (SDAU) approuvé en 1973, puis le Schéma directeur de développement et d’urbanisme (SDDU) adopté en 1997. Il est suivi du Schéma directeur de Lille Métropole adopté en 2002 puis du Schéma de cohérence territoriale (SCOT) de Lille Métropole adopté en 2017, élaborés au sein du Syndicat mixte de Lille Métropole formé par la Métropole européenne de Lille, la Communauté de communes Pévèle Carembault et la Communauté de communes de la Haute Deûle.
Ce sont ces documents de programmation qui déclinent, d’abord la politique de la « Ville Renouvelée », conçue au début des années 1990 et adoptée en 1994, puis celle  de la « Ville Intense », formalisée à la fin des années 2000 et adoptée en 2009. La politique de la « Ville Renouvelée » se fixe pour objectif de redonner vigueur aux secteurs du territoire les plus dégradés, tant sur le plan du développement économique que des conditions de vie, et de revitaliser les centres des villes de Lille, Roubaix et Tourcoing, dont le niveau d’activité a été durablement affecté par la multiplication, au cours des deux décennies précédentes, de grandes zones commerciales périphériques. Il s’agit donc d’une politique de discrimination positive au sein de l’intercommunalité. La politique de la « Ville Intense », plus directement en rapport avec l’objectif de métropolisation, met en revanche l’accent sur la densité et la qualité du tissu urbain, dans toute la métropole et quelle que soit l’échelle des formes urbaines (villes, bourgs et villages).
Le SCOT adopté en 2017 reprend les grandes lignes de ces politiques. Il couvre une période d’une vingtaine d’années, de 2015 à 2035, et se fixe en particulier pour objectif prioritaire de limiter l’étalement urbain et de préserver la ressource en eau. Ses principaux objectifs chiffrés reposent sur une hypothèse haute de croissance de la population (selon un scénario dit « regain d’attractivité » conduisant à une population de 1 390 000 habitants en 2035, soit 150 000 de plus qu’en 2012). Il en résulterait un besoin de construction de 130 000 logements neufs (dont 116 100 pour la seule MEL) représentant 3 990 hectares, de création d’espaces à vocation économique représentant 2 630 hectares et de réalisation d’infrastructures de transport représentant 140 hectares. Dans ces conditions, il s’agirait de limiter la consommation moyenne d’espaces agricoles et naturels à 135 hectares par an sur la durée du SCOT, soit une enveloppe maximale d’artificialisation des sols naturels et agricoles de l’ordre de 2 700 hectares à l’horizon de 2035 pour répondre aux objectifs de développement résidentiel et économique du territoire. Le « compte foncier » du SCOT en donne une répartition indicative par EPCI et secteur territorial (soit, pour la MEL, 1 960 hectares répartis en 1 100 hectares à vocation résidentielle et mixte et 860 hectares à vocation économique).
Le SCOT identifie par ailleurs neuf « territoires de projet » où se concentrent de forts enjeux métropolitains supposant une coordination intercommunale et invite les élus à étendre la démarche à d’autres secteurs de la métropole porteurs d’enjeux intercommunaux.
La commission d’enquête qui a examiné le projet préalablement à son adoption relève dans ses conclusions et avis que « dans un souci d’être consensuel, le SCOT laisse finalement les plans locaux d’urbanisme se charger de la traduction des obligations minimales des SCOT » et regrette que ce premier SCOT « reste dans les recommandations et n’impose rien, comme il devrait pourtant le faire ». Elle émet toutefois un avis favorable assorti de dix réserves.
Concernant la MEL proprement dite, c’est elle qui, depuis 2004, établit le Plan local d'urbanisme (PLU) qui fixe les règles d'utilisation des sols sur l’ensemble de son territoire. Il fait suite au Plan d'occupation des sols, dont la première version est entrée en vigueur en 1975. Engagée en février 2015, la révision du PLU, rendue nécessaire par le nouveau SCOT et les dispositions des lois Grenelle I, Grenelle II et ALUR, a été réalisée par les services internes de la MEL et s’est achevée fin 2017. Après enquête publique, le PLU2 a été adopté en décembre 2019 et est entré en vigueur en juin 2020 (il concerne les 85 communes historiques de la MEL, les 10 communes intégrées en 2017 et 2020 conservant leur propre PLU).
Les autorisations d’urbanisme restent toutefois de la compétence des communes. Mais, depuis 2015, la MEL propose une offre de services d’instruction des autorisations aux communes de moins de 10 000 habitants qui le souhaitent.
La MEL peut également décider d'opérations d'aménagement d'intérêt métropolitain, d’actions de valorisation du patrimoine naturel et paysager et de la constitution de réserves foncières. Jusqu'en 2015 et la transformation de la communauté urbaine en métropole, sa compétence en matière d'opérations d'aménagement est restée circonscrite à la faculté de réaliser des zones d’aménagement concerté (ZAC). La communauté urbaine en réalise depuis 1989, en régie directe ou concédées. Elle intervient ainsi en cofinancement direct ou, en particulier pour les projets les plus importants, via une dizaine de sociétés anonymes d’économie mixte (SAEM) et sociétés publiques locales (SPL) dont elle est le plus souvent le premier actionnaire. C’est notamment le cas de la SEM Ville renouvelée, qui porte une quinzaine d’opérations d’aménagement dans le versant nord-est de la métropole (dont le projet de L’Union, celui de La Lainière, la rénovation de l’hypercentre de Tourcoing et le projet ilot gare de Roubaix), de la SPL Euralille ou de la Soreli, qui porte trois grosses opérations sur Lille (Fives Cail Babock, Rives de la Haute Deûle et Arras Europe).

#### Espace public et voirie
La communauté urbaine est chargée, depuis l'origine, de la création, l’aménagement et l’entretien de la voirie, de la signalisation (marquages au sol, panneaux directionnels, signalisation lumineuse…), ainsi que des parcs de stationnement et, depuis 2015 et sa transformation en métropole, des aires de stationnement. Cependant, jusqu'en 2002 et la remise en cause de cette pratique par la Chambre régionale des comptes, cette compétence est largement « remunicipalisée » au moyen des « enveloppes voiries », dispositif qui consiste à allouer aux communes une enveloppe financière proportionnelle à la longueur des voies dans la commune, pondérée par le poids de la population, enveloppe dont elles disposent ensuite à leur guise pour déterminer les opérations réalisées par les services de la communauté urbaine sur leur sol. Ces compétences représentent le troisième poste de dépenses de la MEL, après les compétences liées aux transports et celles liées à l’écologie urbaine (déchets, eau).
En 2018, la MEL gère ainsi 3 600 km de voies métropolitaines qui incluent, depuis le 1er janvier 2017, 800 km de routes ex-départementales désormais désignées par une cartouche bleue cyan avec le préfixe "M" (les autoroutes, routes nationales et voies rapides urbaines restent gérées par l’État et les chemins ruraux par les communes). À cette date, elle gère aussi 620 km d’aménagements cyclables et 640 ouvrages d’art (ponts, passerelles) qui supportent des voies routières ou piétonnes. De même, plus de 60 % des 1 000 aires et parcs de stationnement de surface répertoriés sur l’ensemble du territoire métropolitain sont gérés par la MEL, laquelle traite et accompagne 15 à 20 nouveaux projets de création ou de réaménagement par an, à la demande des communes.
Mais l’éclairage public et le mobilier urbain sont gérés par les communes. À cet égard, le groupe de travail « éclairage public » mis en place par la MEL en 2014 constate qu’il n'existe pas de consensus pour que la compétence « éclairage public » soit transférée à la MEL, mais propose un schéma de mutualisation aux communes volontaires.
De même, le pouvoir de police de la circulation et du stationnement aurait pu être transféré à la MEL dans le cadre des dispositions de la loi MAPTAM. Devant le refus de certains maires, ce transfert n’a pas eu lieu. Le pouvoir de police de la circulation et du stationnement reste par conséquent de la compétence exclusive du maire, de même que la création de stationnements liés aux équipements communaux et la création de parcs de stationnement sur le domaine privé communal. En vue d’harmoniser les politiques de stationnement à l’échelle métropolitaine, la MEL a donc institué un « comité stationnement » qui regroupe les représentants communautaires et ceux des communes volontaires.

#### Nature et cadre de vie
En 2015, la loi MAPTAM confie la compétence « actions de valorisation du patrimoine naturel et paysager » aux métropoles. Dès les années 1990, la communauté urbaine soutient financièrement plusieurs projets en rapport avec la compétence environnementale ce qui amène le conseil à régulariser sa situation en la dotant d’une compétence « valorisation du patrimoine naturel et paysager – Espace Naturel Métropolitain » en 2000, effective à compter du 1er janvier 2002. Cette compétence est toutefois limitée à certains espaces naturels dits d’intérêt métropolitain. En 2002, elle donne lieu à la création d’un syndicat mixte Espace Naturel Lille Métropole, produit de la fusion de sept syndicats, regroupant 40 communes porteuses de projets de coulées vertes ou de parcs, associés à LMCU afin de mettre en œuvre et gérer la trame verte de la métropole.
Plusieurs grands sites naturels sont ainsi créés ou confortés, comme le Parc de la Deûle et le Val de Marque, reliés au tissu urbain par une centaine de kilomètres de canaux et abritant des sites de découverte et de loisirs comme le parc MOSAÏC à Houplin-Ancoisne, les Prés du Hem à Armentières ou le musée de plein air de Villeneuve-d'Ascq. Au total, ce sont 1 300 hectares d’espaces naturels qui sont gérés par la MEL en 2015. En revanche, la compétence arbre et espaces verts est communale. C’est pourquoi la MEL complète son action par une offre de service auprès des communes, en particulier celles qui ne sont pas concernées territorialement par un Espace Naturel Métropolitain.
Du fait de son nouveau statut, la MEL intègre en son sein, en avril 2016, les compétences et les personnels de l’ancien syndicat mixte Espace Naturel Lille Métropole et se dote d’une stratégie Espaces naturels 2016-2026 prenant en compte l’ensemble des 90 communes de la MEL. Elle part du constat que l’ambition de créer 10 000 hectares d’espaces de nature et d’agriculture accessibles, affichée dans le Schéma directeur de 2002, est loin d’être atteinte (l’arrondissement de Lille ne présenterait pas le tiers de cette surface en 2014). La mise en œuvre de la trame verte et bleue resterait par conséquent un objectif prioritaire acté par le SCOT. L’objectif est de doubler le rythme annuel d'aménagement de nouveaux espaces et d'offrir ainsi 500 hectares supplémentaires d'ici 2020. À cette fin, la MEL a notamment acquis en 2019 le bois de la Chanterelle, espace boisé de 34 hectares à Verlinghem, dans le cadre d'un projet de création d'un parc paysager de l'Arc Nord qui couvrirait 17 communes.

#### Transports et mobilité
Depuis l'origine, la communauté urbaine est chargée de l’organisation de la mobilité sur son territoire. Cette compétence inclut la création, l’aménagement et l’entretien des espaces publics destinés à tout mode de déplacement urbain et de leurs ouvrages accessoires tels que les abris de voyageurs, ainsi que la participation à la gouvernance et à l'aménagement des gares situées sur le territoire métropolitain. Ces compétences représentent le premier poste de dépenses de la MEL.
Unifié en 1989, le réseau de transport urbain de personnes comprend le métro, le tramway, les lignes de bus, le V'Lille, en libre-service et en location longue durée, le covoiturage et un service d'autopartage grâce à un partenariat avec Lilas Autopartage. L’ensemble est exploité par la société Ilévia, filiale de Keolis, dans le cadre d’une délégation de service public renouvelée par la MEL pour la période 2018-2025, après un affrontement avec son concurrent Transdev, l’objectif principal de l’exécutif de la métropole étant de réaliser une économie financière de l’ordre de 10 % sur le coût de fonctionnement.
Plus largement, c’est la MEL qui élabore le plan de déplacements urbains (PDU). La communauté urbaine a adopté son premier PDU en 2000, conformément aux dispositions de la loi sur l'air et l'utilisation rationnelle de l'énergie (LAURE) de 1996. Il s’articulait autour de trois grands objectifs : réduire les nuisances des transports en ce qui concerne la pollution et les accidents de la circulation, améliorer le cadre de vie et maîtriser l’évolution des pratiques de déplacements en doublant l’usage des transports collectifs et du vélo à l’horizon 2015. Le bilan dressé lors de la préparation du nouveau PDU montrait que si l’objectif du premier PDU de doublement des déplacements en transports collectifs était en bonne voie, celui de doublement des déplacements à vélo était loin d’être atteint, de même que celui de la limitation de la croissance des déplacements automobiles. Partant de ce constat, l’enjeu principal du plan de déplacements urbains 2010-2020, adopté en 2011, est de « promouvoir une mobilité durable, économe de déplacements automobiles, qui s’appuie sur le concept de « Ville intense » et qui contribue au dynamisme et au rayonnement de la Métropole européenne de Lille. » Il vise notamment, dans le cadre d’un scénario dit « extrêmement volontariste », à réduire de près de 20 points la part de l’automobile, à quintupler la part du vélo et à presque doubler la part des transports en commun par rapport à une situation dite de référence (basée sur la prolongation des tendances observées à la fin des années 2000), tout en maintenant la mobilité aux alentours de 3,75 déplacements par jour ouvrable et par habitant et en stabilisant les distances moyennes parcourues. Pour y parvenir, 170 actions sont prévues, parmi lesquelles les plus coûteuses concernent le doublement des rames de métro sur la ligne 1 et le report de matériels roulants issus de la ligne 1 sur la ligne 2 pour accroître ses fréquences, la prolongation de la ligne 1, la mise en œuvre de deux premières lignes de tram-train et un accroissement d’une centaine de véhicules du parc de bus.
L’évaluation à mi-parcours réalisée en 2016 montre toutefois que ces objectifs ne seront pas atteints. À cette date, non seulement la part modale de l’automobile n’a pas diminué mais elle a augmenté, quand celle de la marche régresse et celle du vélo stagne, la part des transports en commun ne progressant que faiblement, bien en deçà des prévisions. Il est vrai que seule la moitié des actions prévues a été déployée et que les plus emblématiques d’entre elles se sont heurtées à de nombreux obstacles. C’est ainsi que le doublement des rames de métro de la ligne 1, initialement prévu pour 2016, a pris des années de retard du fait des problèmes techniques rencontrés par le constructeur et que le premier projet de tram-train n'est pas parvenu à réunir le consensus qui aurait permis son lancement. Surtout, la mission d’information et d’évaluation qui a rédigé le rapport constate que seule la commune de Lille a mis en œuvre un plan de circulation en rapport avec les objectifs du PDU, d’autres favorisant plutôt le retour des voitures en centre-ville pour des raisons commerciales, et souligne « un besoin d’articulation entre les politiques de déplacement et les autres politiques publiques » et « une exigence de cohérence et de coordination entre les acteurs autour d’une gouvernance supra métropolitaine ».

#### Télécommunications et aménagements numériques
En 2004, la communauté urbaine se dote d'une première compétence en matière de télécommunications, portant sur la création, l'acquisition, la gestion et l'exploitation de réseaux et services de télécommunication d'intérêt communautaire. Depuis 2015 et l'accès au statut de métropole, c'est la MEL qui est responsable de l’établissement, de l’exploitation, de l’acquisition et de la mise à disposition de l'ensemble des infrastructures et réseaux de télécommunications sur son territoire.
En 2011, partant du constat d’une couverture en haut débit inférieure à la moyenne française (88 %) et d’un taux projeté de couverture en très haut débit (fibre optique « jusqu’à la maison », ou « FTTH ») de l’ordre de 50 % seulement à l’horizon 2020, le conseil métropolitain adopte un schéma d’aménagement numérique (SAN) qui vise au déploiement du très haut débit pour tous les habitants et entreprises de la métropole en 2020 au plus tard. Le processus combine la mise en place d’un réseau d’initiative publique dans les zones non rentables pour le privé, et une contractualisation avec des opérateurs privés dans les zones où l’initiative privée est rentable. C’est dans ce cadre que LMCU signe un accord la même année avec Orange et SFR pour le déploiement de la fibre optique dans l'ensemble des 85 communes de la métropole et conclut, en 2013, une convention « France Très Haut Débit » avec l’État. Dans ce dispositif, Orange est chargé de 11 communes et SFR de 70 tandis que les deux opérateurs interviennent ensemble dans quatre communes dites très denses (Lille, Mons-en-Barœul, Roubaix, Tourcoing). Toutefois, dès 2015, la MEL s’inquiète de retards dans la réalisation des engagements de SFR. Elle constate la carence et redistribue les communes qui lui étaient attribuées, pour 57 d'entre elles auprès d’Orange et pour les 13 autres auprès de Covage.
La MEL met également en œuvre un plan d’action sur les antennes relais et les ondes électromagnétiques (OEM) adopté en 2012.
De façon plus transversale, la MEL a adopté en 2016 une stratégie numérique dotée d'une instance politique, le Comité Métropolitain du Numérique, d'un comité de pilotage et d'un comité scientifique. Cette stratégie doit se déployer selon trois axes, regroupant chacun un ensemble d'actions : un axe développement durable, un axe accompagnement de la transition numérique et un axe positionnement stratégique aux plans européen et international.
En 2016, la MEL a également rejoint l'association Villes Internet.

### Politique locale de l'habitat

#### Habitat et logement
En matière de politique du logement, la MEL peut décider d’aides financières au logement social, d’actions en faveur du logement social et d’actions en faveur du logement des personnes défavorisées. Elle est également compétente pour contribuer à l’amélioration du parc immobilier bâti ainsi qu’à la réhabilitation et à la résorption de l'habitat insalubre. Si la compétence concernant les « services du logement et organismes d'HLM » relève de la communauté urbaine depuis sa création, elle ne commence à se déployer effectivement qu'à la fin des années 2000. À l'origine, elle a été « remunicipalisée » de manière informelle par les conseillers communautaires afin de ne pas s'aliéner les maires des petites communes.
En 1993, sous l’impulsion du maire de Roubaix, la communauté urbaine se lance dans l’élaboration d’un programme local de l'habitat (PLH). Mais le projet est rejeté par le conseil communautaire en 1995, du fait de l’opposition des nombreuses communes résidentielles qui craignent une redistribution des populations pauvres concentrées dans les principaux centres de l’agglomération. La communauté cherche néanmoins à déployer la politique de la Ville Renouvelée qu’elle vient d’adopter, principalement au travers d'opérations de réhabilitation ou de rénovation de l’habitat privé insalubre, notamment au moyen d'Opérations programmées d'amélioration de l'habitat (OPAH), le plus souvent à la demande des communes. Ce n’est qu’en 2003, après les promulgations de la loi relative au renforcement et à la simplification de la coopération intercommunale (« loi Chevènement ») et de la loi relative à la solidarité et au renouvellement urbains (loi SRU), que le conseil communautaire décide d’engager l’élaboration d’un programme local de l’habitat, puis, fin 2004, de doter la communauté urbaine de la compétence correspondante. Le premier programme local de l'habitat communautaire n’est ainsi adopté qu’en 2005.
En 2006, la MEL reçoit également la compétence sur la dimension foncière de la politique de l’habitat, ce qui lui permet de signer une convention de délégation des aides à la pierre avec l’État. Dans ce cadre, elle attribue, en plus de ses aides propres, les agréments et financements de l’État pour la construction et l’amélioration des logements locatifs sociaux et pour l’amélioration de l’habitat privé.
Si le PLH adopté en 2005 reste très prudent dans ses prérogatives et ses objectifs, le renouvellement du mandat à la tête de la communauté urbaine de 2008 marque un tournant dans la politique de l’habitat. Une délibération cadre est adoptée en 2009 pour renforcer l’ambition du PLH, rehausser ses objectifs (objectif de production, objectif de logements sociaux, en particulier de logements très sociaux) et élargir sa palette d’intervention (intervention sur l’habitat privé, politique foncière et stratégie de peuplement). C'est aussi à cette époque, en 2010, qu'est créée une société publique locale d’aménagement (SPLA), la Fabrique des quartiers, chargée de mener la requalification et la revitalisation des quartiers d’habitat ancien dégradé.
En 2012, dans le cadre de sa politique communautaire de peuplement, la MEL conclut également un Accord collectif intercommunal créé par la loi portant engagement national pour le logement (ENL) avec les organismes de logement social en vue d’améliorer la prise en compte des publics prioritaires dans les attributions de logement et de réaliser ces attributions selon une meilleure répartition territoriale. Il intègre des objectifs d’attribution aux publics prioritaires par territoire et par commune pour un total de 3 000 attributions par an (contre 2 700 en moyenne avant l’accord).
Le deuxième PLH, pour la période 2012-2018, fixe un objectif de construction d’au moins 6 000 logements neufs par an, répartis en un tiers de logements sociaux, un tiers de logements intermédiaires et un tiers de logements libres. Surtout, il fixe l’objectif, pour l’ensemble des communes, de produire au moins 30 % de logements sociaux dans chaque opération de 17 logements ou plus. Il comprend par ailleurs un important volet d’amélioration du parc existant.
Pour autant, selon Fabien Desage, « la construction de logements sociaux dans des communes qui en étaient jusqu’alors peu pourvues n’est pas synonyme d’une diversification de la population et d’un « rééquilibrage » du peuplement à l’échelle de l’agglomération, dans la mesure où les nouveaux logements s’adressent majoritairement à des demandeurs communaux », sous le contrôle étroit des maires des communes concernées.
Egalement compétente pour l’aménagement des aires d’accueil et de passage des gens du voyage depuis 2002, la MEL exerce de surcroit, depuis janvier 2015, la compétence de gestion et d’entretien des équipements des aires d’accueil (assurée auparavant par le Syndicat mixte des gens du voyage). Début 2019, la métropole compte 13 aires d'accueil, soit 468 places, deux aires de passage, soit 100 places, et une aire de grand passage de 250 places. Ces capacités d'accueil sont insuffisantes, et donnent régulièrement lieu à des occupations sauvages. Toutefois, à la même date, 22 communes ne sont pas en conformité avec la loi Besson qui prévoit que les communes de plus de 5 000 habitants doivent disposer d'une aire à destination des gens du voyage.

#### Fonds de solidarité pour le logement
Depuis le 1er juillet 2017, le département du Nord a transféré à la MEL le pilotage et la gestion du Fonds de solidarité pour le logement (FSL) sur son territoire.

### Politique de la ville
La loi MAPTAM confère aux métropoles la compétence « politique de la ville ». Dans un territoire qui a souvent été un terrain d’expérimentation des politiques de la ville, la communauté urbaine est pour la première fois impliquée en 1989, lorsque les communes de Lille, Roubaix, Tourcoing et Villeneuve d’Ascq proposent à la CUDL de devenir maître d’œuvre du contrat de ville. La communauté urbaine étend alors le ressort du contrat de ville à l’ensemble des communes de la communauté « afin d’éviter tout risque de frustration et de scission en son sein ». Pour sa mise en œuvre, la CUDL dispose en particulier des crédits PACT Urbain Arc Nord-Est, dans le cadre d’un Projet d’agglomération. Or, en 1994, le XIe plan ne reconduit pas les crédits PACT Urbain. Dans ces conditions, la communauté urbaine ne dispose plus des moyens financiers spécifiques lui permettant d’engager une nouvelle démarche d’agglomération dans un contexte où un grand nombre de communes sont hostiles à toute politique redistributive à l’échelle de la communauté. Depuis lors, la communauté urbaine était associée aux contrats de ville, puis aux contrats urbains de cohésion sociale (CUCS), mais sa contribution restait circonscrite à l’exercice de ses compétences générales (habitat, cadre de vie, développement économique) et son implication à sa participation, depuis 1998, au groupement d’intérêt public « Lille métropole renouvellement urbain » (GIP LMRU), créé pour apporter une assistance aux communes concernées par la politique de la ville. Ce n'est donc que depuis le 1er janvier 2015 et son accession au statut de métropole que la MEL se trouve dotée de la compétence « politique de la ville ». À ce titre, elle a intégré le personnel du GIP LMRU, élabore le diagnostic du territoire et définit les orientations du contrat de ville.
Pour la période 2015-2020, le contrat de ville concerne 21 communes et 26 quartiers. Neuf de ces quartiers des villes de Roubaix, Lille, Tourcoing, Mons-en-Barœul, Loos, Hem, Wattrelos et Wattignies sont classés quartiers prioritaires et repris dans le Nouveau Programme de Renouvellement Urbain (NPRU) pour la période 2014-2024.
Les dix programmes de rénovation urbaine précédents, menés par l’Agence nationale pour la rénovation urbaine (ANRU) sur la métropole pour la période 2003-2014, programmes dits de première génération, prévoyaient au total plus de 3 500 démolitions de logements et près de 2 500 reconstructions. La première phase du NPRU en cours, désormais piloté par la MEL, concerne six quartiers prioritaires et prévoit la démolition de 2 231 logements et la reconstruction d'autant, ainsi que la réhabilitation de 1 118 logements locatifs sociaux.
La MEL est également chargée de la mise en œuvre des programmes d’action prévus par le contrat de ville ainsi que de l’animation et de la coordination des dispositifs contractuels de développement urbain, de développement local et d'insertion économique et sociale et des dispositifs locaux de prévention de la délinquance.
Chaque année, la MEL lance un appel à projets visant à soutenir par le versement de subventions les acteurs intervenant dans les quartiers en politique de la ville. Les projets doivent s’inscrire dans les grands thèmes traités par le contrat de ville : l’emploi et le développement économique ; la cohésion sociale ; le cadre de vie et le renouvellement urbain ; la citoyenneté et les valeurs de la République. Les projets retenus bénéficient de subventions des collectivités locales, d’organismes publics, de l’État ou de l’Europe, notamment dans le cadre d’un instrument de la politique européenne de cohésion, l’« Investissement territorial intégré » (ITI).
Un conseil métropolitain de sécurité et de prévention de la délinquance (CMSPD) a par ailleurs été mis en place en 2016, lequel a adopté un Schéma métropolitain de prévention de la délinquance pour la période 2017-2020. Il intègre notamment un volet tranquillité publique largement consacré à la vidéo protection urbaine. C’est à ce titre que le Schéma métropolitain de mutualisation a permis la mise en place fin 2016 d’un accord cadre mutualisé pour l’achat et la maintenance en matière de vidéo protection urbaine. Fin 2017, 44 communes de la MEL y ont adhéré, représentant environ 800 000 habitants.

### Gestion des services d'intérêt collectif

#### Assainissement et eau
Depuis sa création, la communauté urbaine gère la production et la distribution d’eau potable, la collecte et le traitement des eaux usées urbaines domestiques et pluviales ainsi que la maîtrise de leur impact sur le milieu naturel. Jusqu’en 2016, la production et la distribution d’eau potable dans les communes de la métropole sont confiées à un opérateur historique, la société Eaux du Nord, filiale de Suez, à l’exception de 28 petites communes adhérentes au Syndicat intercommunal de distribution d'eau du Nord (SIDEN), desservies par sa régie, Noréade.
En conflit avec Suez, la communauté urbaine négocie le rachat de ses usines de production d'eau potable et industrielle en 2013 puis, à l’échéance de la délégation à Eaux du Nord, fin 2015, confie à Sourcéo, régie de production d’eau, d’investissements sur le réseau et de défense incendie, la gestion de ces usines. Avec 45 millions de m3 d’eau produits par an, c’est la deuxième plus importante régie de production d’eau en France. Elle achète l’eau en gros manquante auprès du Syndicat mixte d’adduction des eaux de la Lys (SMAEL) et de Noréade (28 communes ne relevant toujours pas de la MEL pour leur eau potable).
Parallèlement, à l’issue d’un nouveau contentieux avec Suez, la MEL confie la délégation de service public de distribution d’eau potable pour 62 communes à Iléo, une nouvelle entité de Veolia. L’un des objectifs fixés à Iléo est de réduire l’ampleur des fuites d’eaux, qui représenteraient plus de 20 % de l'eau injectée dans le réseau lors de la prise de délégation. Le délégataire reste Noréade pour les 28 autres communes.
En revanche, la MEL gère directement, depuis 1986, la collecte des eaux usées, leur transport jusqu’aux usines de traitement et leur rejet en milieu naturel. Le dispositif comprend notamment douze grandes stations de traitement des eaux, dont trois stations transfrontalières, et un système naturel de lagunage (à Deûlémont).

#### Cimetières et crématoriums
La MEL est compétente en matière de création, gestion, extension et translation des cimetières et sites cinéraires d'intérêt métropolitain ainsi que de création, gestion et extension des crématoriums. Les communes ont repris la compétence « cimetière » en 1983, mais la communauté urbaine conserve la gestion en régie des crématoriums d'Herlies et Wattrelos ainsi que le suivi de la gestion du cimetière intercommunal de Wattrelos, confiée à la ville.

#### Abattoirs, abattoirs marchés et marchés d'intérêt national
Dernier abattoir qui subsiste sur le territoire de la communauté urbaine au début des années 1970, l'abattoir marché de Lille cesse ses activités en 1987. Inauguré en 1972, le marché d'intérêt national (MIN) de Lomme est aménagé sur des terrains mis à sa disposition par la communauté urbaine qui participe à sa gestion à travers la Société de gestion du MIN (SOGEMIN), société d'économie mixte dont la MEL est actionnaire. Partiellement privatisé à partir de 2016 (la MEL doit rester propriétaire d’au moins 50 % du foncier), il est devenu un site d'excellence métropolitain, nommé Euralimentaire.

#### Services d'incendie et de secours
Transférés à la communauté urbaine lors de sa création, les services d'incendie et de secours sont départementalisés par la loi no 96-369 du 3 mai 1996 relative aux services d'incendie et de secours. Les sapeurs-pompiers et leurs équipements sont effectivement transférés au département du Nord en 2000. Depuis cette date, la MEL siège au conseil d'administration du Service départemental d'incendie et de secours du Nord (SDIS 59) et participe à son financement.

#### Service public de défense extérieure contre l'incendie
Depuis 2015, la MEL exerce la compétence Défense extérieure contre l’incendie (DECI), qui a pour objet d’assurer l’alimentation en eau des moyens des services d’incendie et de secours par l’intermédiaire de points d’eau identifiés à cette fin. À compter de cette date, le pouvoir de police spéciale DECI, qui consiste à s’assurer de l’existence, de la suffisance et de la disponibilité des ressources en eau pour la lutte contre l’incendie, au regard des risques à défendre, est également transféré au président de la MEL.

### Protection et mise en valeur de l'environnement et politique du cadre de vie

#### Déchets ménagers et assimilés
La communauté urbaine dispose de la double compétence collecte et traitement des déchets ménagers depuis sa création. Elle organise les collectes et confie le ramassage à une société privée, Esterra, prestataire historique de la ville de Lille. Elle crée les équipements de collecte et de tri et en est propriétaire. Des sociétés privées les exploitent dans le cadre de délégations de service public (DSP). En 2018, elle détient ainsi 17 infrastructures chargées de traiter les déchets dont deux centres de tri de déchets ménagers recyclables, à Halluin et à Loos, exploités par la SPL Triselec (dont la MEL est actionnaire majoritaire), un centre de valorisation organique (CVO) pour le traitement des biodéchets, à Sequedin, d'abord exploité par la société Carbiolane puis, depuis 2018, par Suez, filiale d'Engie, et un centre de valorisation énergétique (CVE) pour le traitement des déchets non recyclables, à Halluin, exploité par la société Valnor, filiale de Veolia Propreté.
À la suite d'une décision de 2013, la MEL s’est dotée d’un Programme local de prévention des déchets (PLP) pour la période 2017-2021.

#### Développement durable
Après quatre années de travail, Lille Métropole Communauté urbaine adopte un Agenda 21 en 2006. Il comprend six chantiers prioritaires, parmi lesquels la lutte contre le réchauffement climatique, la conception et l’aménagement de la ville durable et le développement des éco-entreprises. La stratégie qui en découle est actualisée en 2010 par une délibération cadre sur le développement durable, « clé de voûte du projet communautaire », puis complétée par l’adoption d’un plan climat-énergie en 2013, « répondant de manière locale et à l’horizon 2020 aux enjeux du dérèglement climatique ». Il vise en particulier une réduction des émissions de gaz à effet de serre de 30 % par rapport à 1990, des consommations d’énergie de 10 % par rapport aux projections en 2020 et la multiplication par 4,7 de la production d’énergies renouvelables (soit une part de 17 % d’énergies renouvelables et de récupération). La même année, une maison de l'habitat durable est ouverte, guichet unique de la rénovation thermique et de tous les aspects de l'habitat durable, installée dans un ancien bâtiment industriel rénové en haute qualité environnementale et en basse consommation.
Parmi les axes stratégiques du plan climat-énergie figure notamment le déploiement d'une politique temporelle métropolitaine qui a conduit à la mise en place d’un bureau des temps en 2015.
Depuis 2015 et la loi MAPTAM, la MEL est aussi compétente en matière de lutte contre la pollution de l’air. En 2017, le conseil de la MEL décide de lancer une procédure pour mettre en place une zone à circulation restreinte (ZCR). Elle concerne onze communes du centre de l'agglomération, soit une zone de 60 km2, et devrait entrer progressivement en vigueur à partir du 1er janvier 2021. Dans l’attente, la métropole lilloise instaure une zone de protection de l’air (ZPA) couvrant douze communes du centre de l’agglomération. Cette zone de protection de l’air peut être activée en cas de mauvaises conditions météorologiques sur décision du préfet. La MEL a également adopté la gratuité des transports en commun en cas de déclenchement de la circulation différenciée par le préfet, à compter du 1er janvier 2020.
Depuis le 1er janvier 2015, la MEL gère en grande partie la compétence de lutte contre les nuisances sonores sur son territoire. Elle met ainsi à jour les cartes du bruit et met en œuvre le Plan de prévention du bruit dans l'environnement (PPBE) adopté en 2015. Le PPBE couvre 65 communes et prévoit neuf actions dont les objectifs principaux sont de pérenniser la situation privilégiée d’une partie du territoire et de réduire les nuisances sonores dans les zones à enjeux.

#### Énergie
Depuis janvier 2015, la MEL est l’autorité organisatrice de la distribution d’énergie dans la métropole. Jusqu’à cette date, chaque commune disposait de sa propre organisation (adhésion à un syndicat regroupant plusieurs communes, concession directe à un exploitant ou, dans le seul cas de Loos, régie municipale). Désormais propriétaire de l’ensemble des réseaux (seule la régie d’électricité de Loos reste un cas particulier et perdure), la MEL a concédé la distribution d’électricité à Enedis, la distribution de gaz à GRDF et la distribution de chaleur à différentes filiales de Dalkia (six réseaux publics de chaleur existent en 2016 sur le territoire à Lille, Villeneuve-d’Ascq, Mons-en-Barœul, Roubaix, Wattignies et Wattrelos). En 2018, la MEL a engagé la construction d'une « autoroute de la chaleur » pour alimenter les réseaux de Lille, Villeneuve-d’Ascq, Mons-en-Barœul et Roubaix à partir de la chaleur produite par le Centre de valorisation énergétique d’Halluin. La même année, la MEL adopte un schéma directeur des réseaux de chaleur qui prévoit notamment une densification des réseaux de chaleur existant et leur extension vers Tourcoing et la Madeleine, l'objectif étant de couvrir 70 000 logements en 2030, soit plus de 25 % des logements des villes desservies, ainsi qu'un développement du stockage et de réseaux très basses températures. En 2019, la MEL a également engagé un programme de développement de la méthanisation, à partir des boues issues des six principales stations d’épuration et des déchets issus des exploitations agricoles (effluents d’élevage, sous-produits des récoltes) et des industries agro-alimentaires du territoire. L'objectif est notamment d'atteindre 50 % d’injection de biométhane dans le réseau de gaz métropolitain à l’horizon de 2050.
Depuis 2015, la MEL est également responsable de la création et de l’entretien des infrastructures de charge nécessaires à l'usage des véhicules électriques ou hybrides rechargeables. À cet égard, la MEL déploie un dispositif qui doit comprendre 270 bornes sur l’ensemble du territoire d’ici à fin 2020 (220 bornes dans l’espace public et 50 bornes dans les parkings, parcs-relais). Dans un premier temps, le groupe Bolloré implante 167 bornes sur les communes de plus de 5 000 habitants tandis que la MEL complète cette initiative privée par un déploiement complémentaire de 50 bornes sur les autres communes.
Depuis janvier 2017, la MEL pilote et coordonne le projet So MEL So Connected, par lequel elle s’engage dans une réflexion et une expérimentation concernant le déploiement des réseaux électriques intelligents, les smart grids.

#### Gestion des milieux aquatiques et prévention des inondations
À compter du 1er janvier 2018, la MEL est dotée d'une compétence nouvellement créée, la compétence « Gestion des milieux aquatiques et prévention des inondations » (GEMAPI). À ce titre, elle est l'autorité organisatrice des programmes d’aménagement et d’interventions sur les 500 kilomètres de cours d’eau non domaniaux de son territoire. Elle s'est par ailleurs dotée, en 2010, d’un Système d’alerte météorologique et hydrologique (SAMHY).

### Europe et international
En 2009, la MEL formalise pour la première fois un programme de développement de ses relations européennes et internationales. Il passe notamment par son implication dans l’Eurométropole Lille-Kortrijk-Tournai et sa participation à une dizaine de réseaux européens et internationaux .
En vertu de son nouveau statut de métropole, la MEL doit élaborer un schéma de coopération transfrontalière associant le département, la région et les communes concernées. Il s’agit d’un exercice inédit dont la méthodologie reste à inventer. En 2017, la MEL a conclu un Pacte métropolitain d’innovation avec l’État qui prévoit notamment une aide de l’État en vue de la réalisation de ce schéma de coopération transfrontalière.
En 2017, la MEL a installé une délégation permanente auprès des institutions européennes à Bruxelles et, en 2018, a créé une agence de l'attractivité ainsi qu'une marque internationale, Hellolille.

## Budget
Le cycle budgétaire de la métropole donne lieu à l’établissement de plusieurs documents. Les deux principaux sont le budget primitif, voté par le conseil au début de l’année à laquelle il se rapporte, et le compte administratif, qui rend compte des opérations budgétaires effectivement exécutées dans l’année. Budget primitif et compte administratif sont constitués d’un budget principal et de six budgets annexes établis pour certains services spécialisés (eau, assainissement, transports, crématorium, opérations d’aménagement, activités immobilières et économiques). Dans tous les cas, les comptes se présentent en deux parties, une section de fonctionnement, qui présente les recettes et dépenses de fonctionnement et une section d’investissement, qui présente les recettes et dépenses d’investissement. De l’ordre de 1,3 milliard d'euros au milieu des années 2000, le budget global de la métropole (consolidation du budget principal et des six budgets annexes) progresse à partir de la fin des années 2000 pour dépasser 1,6 milliard d'euros en 2012 et 2013. Il s’est depuis replié autour de 1,5 milliard d'euros au cours des années 2014 à 2017.

### Recettes
Les recettes de la métropole sont constituées de recettes fiscales, de dotations de l’État, de produits de services qu’elle rend à l’usager (eau et assainissement, parking Euralille, stade Pierre-Mauroy par exemple) et des emprunts qu’elle contracte auprès de divers organismes financiers.
Dans ses premières années, la communauté urbaine ne dispose que des ressources que lui concèdent les communes. Par ailleurs, au cours de l’année qui précède sa mise en place, de nombreuses communes profitent de la création de la communauté pour contracter de nouveaux emprunts qu’elles vont ensuite lui transférer. Il en résulte une situation financière initiale tendue, du fait de la conjonction de recettes particulièrement faibles, de l’impossibilité de s’endetter davantage et du poids très important des annuités de remboursement de la dette. Ce n’est qu’à partir du milieu des années 1970 que la contrainte commence à se desserrer, avec la montée en puissance des recettes fiscales sur les entreprises et les ménages, la réduction des échéances de la dette et la captation d’une part croissante de subventions publiques d’État. S’y ajoute, à partir de la fin des années 1970, l’instauration du versement transport en lien avec la réalisation du métro. C’est ainsi qu’en francs constants, le budget global double entre le début et la fin des années 1970.
Après une dizaine d’années de quasi-stagnation, le budget de la communauté urbaine double de nouveau entre le début et la fin des années 1990. Cette très forte évolution résulte cette fois du passage d’une gestion prudente menée par Arthur Notebart, avec pour conséquence une trésorerie abondante (un milliard de francs en 1989), à un recours massif à l’endettement afin de financer les projets d’investissement des premières mandatures de Pierre Mauroy (le compromis à l’origine de son élection reposait en effet sur la promesse de la réalisation par la communauté de 95 projets d’investissement, pour un montant total de dix milliards de francs). Six milliards de francs sont ainsi levés entre 1991 et 1994, avec pour conséquence une progression très rapide de la dette, qui atteint onze milliards de francs en 1996. Son remboursement devient alors le premier poste de dépense de la communauté, dont le budget total approche dix milliards de francs (1,5 milliard d'euros) au début des années 2000.
En 1999, la loi Chevènement incite fortement les communautés urbaines à instaurer une taxe professionnelle d’agglomération à partir du 1er janvier 2002. Le transfert de la collecte de la taxe professionnelle à la communauté lui permet en effet de percevoir une dotation globale de fonctionnement versée par l’État. En compensation, la communauté urbaine reverse chaque année aux communes une « attribution de compensation » (AC) qui correspond aux recettes perdues dans l’opération de transfert de fiscalité (cette disposition a d’ailleurs amené une trentaine de communes à augmenter leur taux de taxe professionnelle l’année précédent le transfert afin de s’assurer un calcul de leur attribution de compensation plus avantageux). Le dispositif comprend en outre une dotation de solidarité communautaire (DSC), dont le produit est redistribué aux communes selon un principe de réduction des inégalités fiscales entre communes (la variété des critères retenus est toutefois telle que toutes les communes perçoivent une part de la DSC). La taxe professionnelle d’agglomération est ainsi adoptée par le conseil de communauté en novembre 2000 pour une mise en œuvre effective en 2002. Dans un contexte de stabilisation globale des budgets de 2002 à 2010, aux alentours de 1,3 à 1,4 milliard d'euros par an, la taxe professionnelle payée par les entreprises et la dotation globale de fonctionnement versée par l’État tiennent alors une place prépondérante dans les recettes de fonctionnement de la communauté urbaine, à hauteur de respectivement 350 à 430 M€ et 270 à 300 M€, tandis que l’endettement tend à se réduire, passant de 1,9 milliard d'euros en 2001 à 1,5 milliard d'euros en 2010.
À partir de l'année 2011, la taxe professionnelle est supprimée et remplacée par la contribution économique territoriale (CET), composée d’une part de la cotisation foncière des entreprises (CFE), et, d’autre part, de la cotisation sur la valeur ajoutée des entreprises (CVAE). Il en résulte une très forte baisse de ressources pour la communauté urbaine. Elle est compensée par un double mécanisme. D’une part, l’attribution par l’État d’une part de deux contributions, la taxe sur les surfaces commerciales (TASCOM) et l’imposition forfaitaire sur les entreprises de réseaux (IFER), ainsi que de la part de la taxe d’habitation qui était jusqu’alors perçue par le département. D’autre part, une dotation de compensation versée par l’État et un fonds national de garantie individuelle des ressources (FNGIR) qui, ensembles, doivent permettre un maintien des ressources fiscales de la communauté après la réforme. Depuis 2011, les recettes de fonctionnement de la métropole proviennent ainsi d’une grande variété d’impôts et taxes et de dotations de l’État. Les recettes issues des premiers tendent à s’accroître, pour atteindre et dépasser 750 M€ en 2016 et 2017, quand les secondes se réduisent, et passent en dessous de 400 M€ dès 2016.
Les recettes de gestion de la MEL comprennent aussi des produits divers, dont le principal, à hauteur d’environ 85 M€, est constitué de la part de la MEL au titre de la vente d’eau et de la redevance assainissement. En 2017, les autres recettes de gestion comprennent également une allocation de compensation de 30 M€ versée par le département en contrepartie des transferts de compétence réalisés en milieu d’année.
Les recettes d’investissement, de l’ordre de 100 M€ en 2016 et 2017, sont principalement constituées des subventions d’investissement reçues et des versements du fonds de compensation pour la TVA, dont le montant dépend des projets d’investissements en cours, et de produits divers (produit des cessions d’immobilisations, taxe d'aménagement et taxe locale d'équipement, produit des amendes de police rétrocédé par l’État…).
Enfin, le recours à l’emprunt, très dynamique au cours de la période 2011 à 2013, s’est beaucoup réduit depuis.
|                                                                     | 2006  | 2007  | 2008  | 2009  | 2010  | 2011  | 2012  | 2013  | 2014  | 2015  | 2016  | 2017  |
| ------------------------------------------------------------------- | ----- | ----- | ----- | ----- | ----- | ----- | ----- | ----- | ----- | ----- | ----- | ----- |
| Recettes de gestion                                                 | 1 088 | 1 102 | 1 138 | 1 163 | 1 207 | 1 256 | 1 303 | 1 333 | 1 324 | 1 322 | 1 325 | 1 369 |
| Impôts et taxes                                                     | 650   | 668   | 691   | 726   | 747   | 652   | 699   | 720   | 713   | 736   | 746   | 766   |
| Dotations de l'État                                                 | 310   | 313   | 313   | 309   | 308   | 435   | 434   | 431   | 424   | 403   | 380   | 369   |
| Ventes d'eau et redevance assainissement                            | 74    | 72    | 71    | 76    | 81    | 91    | 90    | 89    | 88    | 85    | 84    | 84    |
| Autres recettes de gestion                                          | 54    | 49    | 64    | 52    | 70    | 78    | 80    | 92    | 99    | 98    | 115   | 150   |
| Recettes d'investissement hors emprunts                             | 72    | 97    | 134   | 161   | 129   | 109   | 119   | 128   | 125   | 119   | 98    | 95    |
| Subventions et dotations d'investissement reçues                    | 30    | 43    | 28    | 54    | 51    | 60    | 48    | 62    | 72    | 63    | 40    | 45    |
| Autres recettes d'investissement                                    | 42    | 54    | 106   | 107   | 79    | 49    | 71    | 65    | 53    | 56    | 58    | 50    |
| Emprunts et avances de l'Agence de l'eau                            | 136   | 233   | 76    | 79    | 74    | 134   | 205   | 147   | 36    | 81    | 34    | 13    |
| Total recettes (hors produits financiers et reprises de provisions) | 1 296 | 1 431 | 1 349 | 1 403 | 1 410 | 1 499 | 1 627 | 1 608 | 1 485 | 1 522 | 1 456 | 1 477 |

La hausse des recettes issues des impôts et taxes depuis 2011 ne provient pas d’une hausse des taux d’imposition, mais du dynamisme de leur assiette auquel participe, en 2017, l'intégration de la Communauté de communes des Weppes. La cotisation foncière des entreprises (CFE), dont le plancher et le taux sont fixés par la collectivité et qui représente environ 150 M€ en 2016 et 2017, est prélevée au taux de 33,61 %. Si ce taux se situe dans la fourchette haute des taux pratiqués par les métropoles, juste après ceux de Toulouse Métropole ou Montpellier Méditerranée Métropole (36,58 %) et Bordeaux Métropole (35,06 %), il n’a pas varié depuis 2011. La part intercommunale de la taxe d’habitation, payée par les particuliers et les entreprises, qui représente un peu plus de 100 M€ en 2016 et 2017, est quant à elle prélevée au taux de 12,1 %. Là encore, s’il est situé dans la fourchette haute des taux pratiqués par les métropoles, après Nancy, Toulouse, Brest et Rennes, ce taux est inchangé depuis 2011. Les deux autres prélèvements mis en place dans le cadre de la réforme de la taxe professionnelle, la cotisation sur la valeur ajoutée des entreprises (CVAE), qui représente près de 90 M€ en 2016 et 2017, et la taxe sur les surfaces commerciales (TASCOM), qui en représente une quinzaine, sont en revanche des impôts d'État dont le taux est fixé nationalement.
Deux autres prélèvements dédiés tiennent une place importante dans les recettes de fonctionnement de la métropole. Le versement transport, acquitté par les entreprises, qui représente 225 à 230 M€ par an, et la taxe d'enlèvement des ordures ménagères (TEOM), payée par les entreprises et les particuliers, qui dépasse 160 M€ en 2016 et 2017. Fixé à 2 %, le taux du versement transport est identique à celui de la plupart des métropoles comparables. En revanche, la TEOM, prélevée au taux de 16,88 % en 2017, présente l’un des taux les plus élevés parmi les métropoles comparables, après Marseille. Il a par ailleurs légèrement augmenté, passant de 16,51 % en 2011 à 16,88 % à partir de 2013.
Le fait que ces taux d’imposition se situent dans le haut de la fourchette des taux pratiqués par les métropoles comparables place la métropole lilloise à un niveau élevé de pression fiscale. Il résulte, pour une bonne part, de la faiblesse du potentiel fiscal, le plus bas après Brest parmi les quinze premières métropoles. Elle renvoie à son tour à la faiblesse des valeurs locatives cadastrales utilisées comme base de calcul de la plupart des impôts locaux. Ainsi, en dépit d'un taux d’imposition supérieur à la moyenne des taux des 14 principales métropoles de province, la taxe d'habitation par habitant s'établit en 2017 à 89 € pour la MEL contre 160 € pour la moyenne des autres métropoles.
Les dotations de l’État, quant à elles, diminuent régulièrement du fait de la baisse de la dotation globale de fonctionnement, qui passe de près de 300 M€ en 2011 à moins de 230 M€ en 2017. Cette réduction s’inscrit dans la stratégie de redressement des comptes publics engagée par les différents gouvernements depuis 2013.

### Dépenses
Les dépenses de la métropole comprennent des charges liées au déploiement des politiques publiques dont elle a la charge, qu’il s’agisse de dépenses à caractère général ou de subventions et participations versées à des tiers, au titre du fonctionnement ou de l’investissement, des dépenses de fonctionnement propres, des reversements aux communes, des remboursements d’emprunt et des charges financières relatives au service de la dette. Ces dépenses peuvent être appréhendées par nature (c’est-à-dire par type de charge dont relèvent les sommes dépensées), ou par destination (c’est-à-dire par type d’usage dont relèvent les sommes dépensées).

#### Dépenses par nature
Globalement, les dépenses de gestion tendent à s’accroitre régulièrement, au gré de l’évolution des prix et de l’accroissement du champ des compétences et, en 2017, du périmètre, de la MEL. Elles augmentent ainsi de près de 200 M€ entre 2006 et 2017. Les dépenses d’investissement sont moins contraintes et donc plus fluctuantes. Gérées en fonction de l’excédent des recettes de gestion sur les dépenses de gestion, elles le sont aussi par l’endettement. À cet égard, les dépenses d’investissement atteignent puis dépassent 450 M€ en 2012 et 2013, tandis qu'elles marquent un net repli à partir du changement de mandature en 2014, pour revenir à environ 340 M€ de 2014 à 2017. Parallèlement, les annuités de remboursement d’emprunt diminuent doucement depuis une dizaine d’années, et passent de plus de 150 M€ en 2009 à 135 M€ en 2017. Depuis 2014, elles sont cependant nettement supérieures au montant des nouveaux emprunts contractés. Il en résulte une réduction de la dette, qui passe de 1,81 milliard d'euros fin 2013 (après que la communauté urbaine ait intégré une dette de 261 M€ relative au stade Pierre-Mauroy en 2012) à 1,49 milliard d'euros fin 2017 (en dépit de la reprise en 2017 de 61 M€ de dettes attachées aux compétences transférées par le Département). Les charges financières diminuent par conséquent elles aussi dans un contexte où les taux d'intérêt restent faibles.
|                                                          | 2006  | 2007  | 2008  | 2009  | 2010  | 2011  | 2012  | 2013  | 2014  | 2015  | 2016  | 2017  |
| -------------------------------------------------------- | ----- | ----- | ----- | ----- | ----- | ----- | ----- | ----- | ----- | ----- | ----- | ----- |
| Dépenses de gestion                                      | 773   | 791   | 841   | 842   | 873   | 907   | 949   | 961   | 954   | 949   | 936   | 968   |
| Charges à caractère général                              | 213   | 216   | 233   | 219   | 231   | 241   | 261   | 264   | 261   | 247   | 244   | 252   |
| Subventions et participations                            | 211   | 218   | 250   | 264   | 277   | 296   | 311   | 325   | 324   | 331   | 312   | 316   |
| Personnel                                                | 108   | 113   | 115   | 116   | 117   | 122   | 122   | 123   | 123   | 125   | 131   | 141   |
| Reversements aux communes                                | 238   | 239   | 239   | 240   | 242   | 242   | 243   | 242   | 242   | 239   | 240   | 242   |
| Dépenses diverses                                        | 3     | 5     | 3     | 2     | 6     | 6     | 12    | 7     | 4     | 7     | 8     | 16    |
| Dépenses d'investissement hors dette                     | 338   | 392   | 333   | 350   | 317   | 383   | 447   | 485   | 343   | 346   | 309   | 338   |
| Dépenses et subventions d’équipement                     | 316   | 355   | 298   | 320   | 280   | 344   | 410   | 452   | 316   | 313   | 263   | 302   |
| Avances de trésorerie consolidables et dépenses diverses | 22    | 37    | 35    | 30    | 37    | 40    | 38    | 33    | 28    | 33    | 46    | 36    |
| Amortissement de la dette                                | 142   | 145   | 148   | 153   | 145   | 142   | 140   | 147   | 143   | 138   | 134   | 135   |
| Charges financières nettes                               | 55    | 66    | 65    | 50    | 44    | 86    | 71    | 22    | 75    | 68    | 59    | 50    |
| Total dépenses                                           | 1 307 | 1 394 | 1 387 | 1 395 | 1 379 | 1 517 | 1 607 | 1 615 | 1 515 | 1 502 | 1 438 | 1 491 |

Les charges de fonctionnement à caractère général progressent de 200 M€ à plus de 260 M€ du milieu des années 2000 à 2013, avant de se stabiliser aux alentours de 250 M€ depuis 2015. Elles sont constituées pour plus de moitié des dépenses liées à la collecte et au traitement des déchets (128 M€ en 2017). Viennent ensuite les charges liées à l’exploitation des stations d’épuration (26 M€ en 2017), à l’entretien de la voirie (16 M€ en 2017) et à la gestion du patrimoine (14 M€ en 2017). Les subventions et participations progressent beaucoup plus fortement. Elles passent d’environ 200 M€ au milieu des années 2000 à 330 M€ en 2015. Elles marquent un léger repli depuis lors, aux alentours de 315 M€ en 2016 et 2017. Elles comprennent en premier lieu la participation à la délégation de service public des transports de Keolis (230 M€ en 2017) et au Service départemental d'incendie et de secours (45 M€ en 2017). Sont également incluses les subventions liées au rayonnement de la métropole (24 M€ en 2017), au développement économique (11 M€ en 2017) et à l’aménagement du territoire (5 M€ en 2017).
Les reversements aux communes s’établissent à environ 240 M€ par an depuis la mise en place de la taxe professionnelle d’agglomération en 2002, qui se répartissent entre l’attribution de compensation (217 M€ en 2017) et la dotation de solidarité communautaire (25 M€ en 2017). Ces reversements représentent à peu près un quart des dépenses de gestion de la métropole en 2017, contre 30 % en 2006.
Les charges de personnel, qui représentent un peu moins de 15 % des dépenses de gestion en 2017 (soit un point de plus qu’en 2006), sont par contre en sensible progression, tant en 2016 qu’en 2017, du fait de l’intégration de personnels attachés aux différents transferts de compétences à la métropole. C’est en particulier le cas du personnel du syndicat mixte Espace Naturel Lille Métropole en 2016 puis du personnel départemental attaché aux compétences transférées à la MEL en 2017.
En matière d’investissement, les dépenses d’équipement, de l’ordre de 250 M€ depuis 2014, se sont nettement réduites par rapport aux investissements moyens de la période 2006-2013. En revanche, les subventions d’équipement versées, qui ont fortement progressé jusqu’en 2013, se stabilisent depuis lors autour de 50 M€. Il en va de même des avances de trésorerie consolidables versées dans le cadre des opérations d’aménagement concédées aux sociétés d'économique mixte, à hauteur d’environ 25 M€ par an.

#### Dépenses par destination
La MEL consacre à peu près 55 % de son budget à l’exercice des compétences qui lui ont été attribuées, auxquels s’ajoutent 3 % affectés au financement du Service départemental d'incendie et de secours (SDIS). Environ 13 % de son budget sont consacrés à ses dépenses propres. Le reste est soit reversé aux communes (environ 16 %), soit versé aux organismes prêteurs, au titre du remboursement de la dette (9 %) ou du service de la dette (3 %).
|                            | 2011        | 2012        | 2013        | 2014        | 2015        | 2016        | 2017        |
| -------------------------- | ----------- | ----------- | ----------- | ----------- | ----------- | ----------- | ----------- |
| Politiques métropolitaines | 832 55 %    | 939 58 %    | 990 62 %    | 850 57 %    | 846 56 %    | 768 53 %    | 830 56 %    |
| Participation SDIS         | 44 3 %      | 44 3 %      | 44 3 %      | 44 3 %      | 45 3 %      | 45 3 %      | 45 3 %      |
| Moyens de l’administration | 173 12 %    | 172 11 %    | 170 11 %    | 161 11 %    | 166 11 %    | 193 13 %    | 190 13 %    |
| Reversements aux communes  | 242 16 %    | 243 15 %    | 242 15 %    | 242 16 %    | 239 16 %    | 240 16 %    | 242 16 %    |
| Amortissement de la dette  | 142 9 %     | 140 9 %     | 147 9 %     | 143 10 %    | 138 9 %     | 134 9 %     | 135 9 %     |
| Charges financières nettes | 86 6 %      | 71 4 %      | 22 1 %      | 75 5 %      | 68 4 %      | 59 4 %      | 50 3 %      |
| Total dépenses             | 1 517 100 % | 1 607 100 % | 1 615 100 % | 1 515 100 % | 1 502 100 % | 1 438 100 % | 1 491 100 % |

Les politiques métropolitaines couvrent sept grands blocs de compétences. Environ les deux-tiers des dépenses relatives à ces politiques concernent la mobilité et l’accessibilité (plus de 40 % des dépenses) et l’écologie urbaine (plus de 25 % des dépenses). Chacun des autres blocs ne représente que 5 à 10 % des dépenses.
|                                               | 2011 | 2012 | 2013 | 2014 | 2015 | 2016 | 2017 |
| --------------------------------------------- | ---- | ---- | ---- | ---- | ---- | ---- | ---- |
| Développement économique - Emploi - Recherche | 60   | 61   | 64   | 48   | 59   | 45   | 52   |
| Aménagement du territoire et urbanisme        | 33   | 32   | 37   | 35   | 35   | 36   | 47   |
| Logement et politique de la ville             | 78   | 68   | 75   | 70   | 68   | 62   | 50   |
| Mobilité et accessibilité                     | 254  | 312  | 377  | 347  | 367  | 319  | 333  |
| Espace public - Voirie                        | 113  | 111  | 76   | 64   | 60   | 60   | 85   |
| Ecologie urbaine                              | 245  | 306  | 317  | 245  | 214  | 198  | 217  |
| Rayonnement de la Métropole                   | 49   | 49   | 41   | 39   | 39   | 47   | 45   |
| Politiques métropolitaines                    | 832  | 939  | 990  | 850  | 846  | 768  | 830  |

Le bloc mobilité et accessibilité porte sur les transports urbains pour un montant total de 300 à 350 M€ par an depuis 2012. Ils se répartissent en 240 à 250 M€ de dépenses de fonctionnement (246 M€ en 2017) et des montants variables d’investissements annuels, mais globalement très importants depuis 2012 (plus de 600 M€ cumulés sur la période 2012 à 2017, avec un pic en 2013 à 138 M€ et encore 87 M€ en 2017). Les dépenses de fonctionnement portent principalement sur la participation de la MEL à la délégation de service public des transports de Keolis (230 M€ en 2017). Les dépenses d’investissement concernent en premier lieu le doublement des rames et des quais de métro de la ligne 1 pour un total de près de 450 M€ sur la période 2012 à 2017 (dont 58 M€ en 2017). Au-delà des dépenses récurrentes de maintenance du réseau (7 M€ en 2017), le développement de l’offre de réseau de surface, qui a fait l’objet d’investissements significatifs de 2011 à 2013, est depuis lors limité à une dizaine de millions d’euros par an (8,5 M€ en 2017).
Le bloc écologie urbaine porte sur l’eau, l’assainissement et la collecte et le traitement des résidus urbains pour un montant total de 200 à 250 M€ par an, à l’exception des pics de 2012 et 2013 à plus de 300 M€. Ils se répartissent en 160 à 180 M€ de dépenses de fonctionnement (164 M€ en 2017) et des investissements qui, de plus de 70 M€ par an sur la période 2011 à 2013, ont été ramenés depuis à une cinquantaine de millions d’euros (53 M€ en 2017). Les dépenses de fonctionnement concernent pour l’essentiel la collecte et le traitement des déchets (128 M€ en 2017) et l’exploitation des stations d’épuration (26 M€ en 2017). Des dépenses d’investissement exceptionnelles ont eu lieu en début de période, qui concernent la reconstruction de la station d’épuration de Marquette-lez-Lille, pour un montant de plus de 140 M€ sur la période 2011 à 2014, et le rachat des usines de production d'eau de la société Eaux du Nord en 2013, pour un montant de 54 M€. Les investissements récurrents portent quant à eux sur la lutte contre les inondations (une vingtaine de millions par an depuis 2014 et 18 M€ en 2017), l’entretien des réseaux de collecte des eaux usées (8 M€ en 2017) et des usines d’assainissement (6 M€ en 2017) et la maintenance des réseaux de distribution d’eau (17 M€ en 2017).
Le bloc espace public et voirie, troisième en importance, porte sur l’entretien et le renouvellement de la voirie et des infrastructures routières pour un montant total qui a fortement diminué entre 2011 et 2016, passant de plus de 110 M€ à 60 M€, avant de se redresser un peu en 2017 à 85 M€. Ils se répartissent entre des dépenses de fonctionnement qui se sont réduites d’environ 25 M€ au début des années 2010 à 15 M€ à partir de 2013 (17 M€ en 2017) et des investissements qui se sont réduits de 90 M€ en 2011 à 45 M€ en 2015, avant de se redresser à 68 M€ en 2017. Les dépenses de fonctionnement concernent pour l’essentiel l’entretien de la voirie (16 M€ en 2017). Les dépenses d’investissement portent quant à elles principalement sur la voirie de proximité et l’accompagnement des projets communaux (pour un montant de 55 M€ en 2017). Cependant, les années 2011 à 2013 sont marquées par la réalisation des accès au Grand stade. De même, à partir de 2016, les dépenses d’investissement se redressent notamment du fait de la participation de la MEL à la rénovation d’espaces de centralité (Champs de Mars et secteur pavé de Lille pour un montant de 8 M€ en 2017).
Le bloc développement économique, emploi, recherche, porte sur l’aménagement des parcs d’activité et l’action économique, dont le soutien à la recherche, pour un montant global de l’ordre de 50 à 60 M€ par an. Ils recouvrent des dépenses de fonctionnement à hauteur de 15 à 20 M€ par an (16 M€ en 2017) et des dépenses d’investissement de 30 à 40 M€ par an (36 M€ en 2017). Les dépenses de fonctionnement renvoient en premier lieu aux subventions versées dans le cadre de l’action économique (11 M€ en 2017), qu'il s'agisse d'aides directes aux entreprises, de structuration des filières d'excellence ou de projets de recherche et d'enseignement supérieur. Les dépenses d’investissement concernent d’abord l’aménagement des parcs d’activité, à hauteur d’environ 30 M€ par an de 2011 à 2013, puis de 25 M€ par an depuis 2014 (26 M€ en 2017).
Le bloc aménagement du territoire et urbanisme porte sur la politique de la ville renouvelée, la gestion des espaces naturels et des voies d’eau, ainsi que sur l’énergie, pour un montant global qui a sensiblement augmenté depuis 2011. Il passe ainsi d’environ 35 M€ jusqu’en 2016 à 47 M€ en 2017. Ces montants recouvrent des dépenses de fonctionnement d’une douzaine de millions d’euros (13 M€ en 2017) et des dépenses d’investissement en sensible progression pour atteindre 34 M€ en 2017. L’essentiel de ce montant est constitué d’investissements dans la politique de la ville renouvelée (29 M€ en 2017, dont quelques gros chantiers, comme les réhabilitations des sites de Fives Cail Babcock et Saint-Sauveur à Lille, ou les opérations centre gare de Roubaix ou centre-ville de Villeneuve-d’Ascq).
Le bloc logement et politique de la ville rassemble les actions menées sur l’habitat, les projets financés par l’Agence nationale pour la rénovation urbaine (ANRU) et la gestion de l’accueil des gens du voyage, pour un montant global qui s’est sensiblement réduit depuis le début des années 2010, puisqu’il passe de 78 M€ en 2011 à 50 M€ en 2017. Ces montants globaux recouvrent des dépenses de fonctionnement d’une dizaine de millions d’euros (11 M€ en 2017) et des dépenses d’investissement en net repli (39 M€ en 2017). Ce repli provient tant des investissements relatifs à l’habitat (29 M€ en 2017) que de ceux relatifs aux financements ANRU (9 M€ en 2017).
Le bloc rayonnement de la métropole concerne les compétences exercées par la MEL dans les domaines du sport et de la culture, ainsi que les participations versées aux offices de tourisme, pour un montant global de 40 à 45 M€ par an (45 M€ en 2017). Il s’agit pour l'essentiel de dépenses de fonctionnement, lesquelles ont sensiblement augmenté depuis le début des années 2010, puisqu’elles sont passées de 21 M€ en 2011 à 37 M€ en 2017. Elles sont principalement constituées, d’une part, de charges relatives à l’exploitation du stade Pierre-Mauroy (9 M€ en 2017), et, d’autre part, de subventions et participations versées au titre d’activités culturelles, sportives et touristiques soutenues par la métropole (24 M€ en 2017). Les dépenses d’investissement sont faibles (8 M€ en 2017) et se sont beaucoup réduites, mais comprennent en 2011 et 2012 des charges exceptionnelles liées à la construction du stade Pierre-Mauroy.

## Identité visuelle
En 1990, la communauté urbaine se dote d'un langage visuel. Selon ses promoteurs, les trois éléments qui constituent son code signalétique, « le bandeau vertical, le cartouche et la flèche stylisée, traduisent un caractère fédérateur, dynamique et prospectif, en même temps qu'une notion d'ouverture vers l'extérieur. » En 2012, ce code signalétique est « recolorisé sur ton rouge, la couleur du territoire », et intègre « un habillage diamant dont les facettes (les communes unies) font la beauté et l’émotion. » Lorsque la communauté urbaine devient métropole, en 2015, le nouveau logo siglé MEL, développé en interne, ne reprend que le code couleur, rouge et blanc, comme celui de la ville de Lille.

Ancien logo jusqu'en 1997 (rectangle).
Ancien logo de 1997 à 2012 (carré).
Ancien logo de 1997 à 2012 (rectangle).
Ancien logo de 2012 à 2015 (carré).
Ancien logo de 2012 à 2015 (rectangle).
Logo depuis 2015 (carré).
Logo depuis 2015 (rectangle).

### Site de la MEL
1. ↑  « Direction la Haute-Deûle » (consulté le 14 mars 2020).
2. ↑  « Territoire de la MEL » (consulté le 11 mars 2019).
3. ↑  « Mode doux » (consulté le 11 mars 2019).
4. ↑  « 184 élus au service de la Métropole européenne de Lille » (consulté le 29 décembre 2016).
5. ↑  « Le bureau » (consulté le 14 août 2016).
6. ↑  « Un siège pour la communauté urbaine de Lille » (consulté le 5 janvier 2021).
7. ↑  « Organigramme » (consulté le 19 février 2019).
8. ↑  « Une politique ambitieuse, la stratégie des 1 000 hectares de foncier économique » (consulté le 22 septembre 2018).
9. ↑  « Les fabriques culturelles » (consulté le 21 septembre 2018).
10. ↑  « Des structures d'intérêt métropolitain & la dynamique des réseaux » (consulté le 20 mars 2017).
11. ↑  « Une politique sportive ambitieuse » (consulté le 22 février 2019).
12. ↑  « Le nouveau Plan Local d’Urbanisme de la Métropole Européenne de Lille entre en vigueur » (consulté le 9 juillet 2020).
13. ↑  « Un nouveau service » (consulté le 22 septembre 2018).
14. ↑  « Métropole Numérique » (consulté le 11 mars 2019).
15. ↑  « Mettre en œuvre le programme local de l’habitat » (consulté le 22 septembre 2018).
16. ↑  « Renouvellement urbain, top départ pour 6 quartiers » (consulté le 17 novembre 2019).
17. ↑  « Prévention de la délinquance » (consulté le 14 mars 2019).
18. ↑  « Déchets ménagers » (consulté le 23 septembre 2018).
19. ↑  « Le bureau des temps » (consulté le 23 septembre 2018).
20. ↑  « La MEL adopte la gratuité des transports en commun lors des pics de pollution » (consulté le 17 novembre 2019).
21. ↑  « Les cartographies du bruit » (consulté le 23 septembre 2018).
22. ↑  « Le plan de prévention métropolitain » (consulté le 23 septembre 2018).
23. ↑  « Énergie » (consulté le 23 septembre 2018).
24. ↑  « La Métropole Européenne de Lille aménage une autoroute de la chaleur et valorise les déchets ménagers des métropolitains » (consulté le 21 juin 2019).
25. ↑  « Electromobilité » (consulté le 23 septembre 2018).
26. ↑  « So MEL So Connected » (consulté le 23 septembre 2018).
27. ↑  « La métropole sans frontière » (consulté le 22 septembre 2018).
28. ↑  « Délégation permanente auprès des Institutions européennes » (consulté le 22 septembre 2018).

### Sources bibliographiques
1. ↑  Desage 2005, p. 132.
2. ↑  Pierre Pierrard, Lille, dix siècles d’histoire, Stock, 1979 (ISBN 9782234011359), p. 160.
3. ↑  Giblin-Delvallet 2004, p. 70.
4. 1 2  Giblin-Delvallet 2004, p. 71.
5. ↑  Louis Trenard 1977, p. 479.
6. ↑  Desage 2005, p. 249-250.
7. ↑  Giblin-Delvallet 2004, p. 72.
8. ↑  Giblin-Delvallet 2004, p. 75.
9. ↑  Nicolas Bué, Fabien Desage et Laurent Matejko, « La métropole n'est-elle qu'un mot ? », dans Bernard Dolez et Didier Paris, Métropoles en construction. Territoires, politique et processus, L’Harmattan, 2004 (ISBN 9782747561662, lire en ligne), p. 71-93.
10. ↑  Vincent Guillon, Mondes de coopération et gouvernance culturelle dans les villes: une comparaison des recompositions de l’action publique culturelle à Lille, Lyon, Saint Etienne et Montréal, Université de Grenoble, 2011 (lire en ligne), p. 206-220.
11. ↑  Giblin-Delvallet 2004, p. 77.
12. ↑  Desage 2005, p. 99-106.
13. ↑  Desage 2005, p. 35.
14. ↑  Foucher 2018, p. 30.
15. ↑  Judith Rainhorn, Histoire et mémoire des immigrations dans le Nord-Pas-de-Calais, XIXe – XXe siècles, Ifrési – CNRS, 2007 (lire en ligne), p. 13.
16. ↑  Judith Rainhorn 2007, p. 144.
17. ↑  Judith Rainhorn 2007, p. 18-21.
18. ↑  Judith Rainhorn 2007, p. 180.
19. ↑  Judith Rainhorn 2007, p. 188.
20. 1 2  Pierrard 1979, p. 203.
21. ↑  Béatrice Giblin-Delvallet, La région, territoires politiques : Le Nord-Pas-de-Calais, Fayard, 1990, 450 p. (ISBN 2-213-02468-5), p. 239.
22. ↑  Bruno Duriez, in Roubaix : 50 ans de transformations urbaines et de mutations sociales, Presses Univ. Septentrion, 2006, « Municipalité, patronat et organisations ouvrières : le compromis historique autour du logement et de la ville », p. 80.
23. ↑  Félix-Paul Codaccioni, De l'inégalité sociale dans une grande ville industrielle : le drame de Lille de 1850 à 1914, Presses Universitaires du Septentrion, 1976 (lire en ligne), p. 433.
24. ↑  Félix-Paul Codaccioni 1976, p. 356.
25. ↑  Félix-Paul Codaccioni 1976, p. 382.
26. ↑  Félix-Paul Codaccioni 1976, p. 383.
27. ↑  Félix-Paul Codaccioni 1976, p. 386.
28. ↑  Félix-Paul Codaccioni 1976, p. 392.
29. ↑  Louafi Bouzouina, Polycentrisme et ségrégation intra-urbaine : résultats exploratoires à partir d’une comparaison entre Lyon, Lille et Marseille, ASRDLF, CRDT. Territoires et action publique territoriale : nouvelles ressources pour le développement régional - 45e colloque de l’ASRDLF, 2008 (lire en ligne), p. 11.
30. ↑  Louafi Bouzouina 2008, p. 13-14.
31. ↑  Collectif Degeyter 2017, p. 21.
32. ↑  Yves-Marie Hilaire, Histoire de Roubaix, Editions des Beffrois, 1984, p. 305-306.
33. ↑  Bernard Couvert et Michel Pinet, Le puits et le pendule, Laboratoire d'aménagement régional et urbain de l'Institut industriel du Nord, 1980 (lire en ligne), p. 19.
34. ↑  Yves-Marie Hilaire 1984, p. 309.
35. ↑  Giblin-Delvallet 1990, p. 195-196.
36. ↑  Jacques Bonte, Patrons textiles : un siècle de conduite des entreprises textiles à Roubaix-Tourcoing, 1900-2000, La Voix Editions, 2002 (ISBN 2843930545), p. 320.
37. ↑  Paris et Mons 2009, p. 172-173.
38. ↑  Jean-Claude Daumas, Construction, organisation et fonctionnement d’un syndicat patronal régional : le Consortium de l’industrie textile de Roubaix-Tourcoing (1919-1942), Institut universitaire de France, 2009 (lire en ligne), p. 2.
39. ↑  Mohamed Kasdi, Les entrepreneurs du coton – Innovation et développement économique, Presses universitaires du Septentrion, 2014 (lire en ligne), « 7 ».
40. ↑  Hubert Bonin et Jean-François Eck, Les banques et les mutations des entreprises : Le cas de Lille-Roubaix-Tourcoing aux XIXe siècle et XXe siècle, 2012, p. 280.
41. ↑  Benoît Boussemart, La richesse des Mulliez, Editions Estaimpuis, 2008 (ISBN 9782953270709), p. 331-338.
42. ↑  Collectif Degeyter 2017, p. 24-25.
43. ↑  Yoan Miot, Face à la décroissance urbaine, l’attractivité résidentielle ? Le cas des villes de tradition industrielle de Mulhouse, Roubaix et Saint-Etienne, Université Lille 1 - Sciences et Technologies - Ecole doctorale SESAM, 2012 (lire en ligne), p. 81.
44. ↑  Fabien Paulus, Coévolution dans les systèmes de villes : croissance et spécialisation des aires urbaines françaises de 1950 à 2000, Université Panthéon-Sorbonne - Paris I, 2004 (lire en ligne), p. 280.
45. ↑  Fabien Paulus 2004, p. 283.
46. ↑  Fabien Paulus 2004, p. 297.
47. ↑  Collectif Degeyter 2017, p. 48.
48. ↑  Giblin-Delvallet 1990, p. 198-199.
49. ↑  Paris et Mons 2009, p. 90-91.
50. ↑  Paris et Mons 2009, p. 84.
51. ↑  Thierry Terret, Naissance et diffusion de la natation sportive, L'Harmattan, 1994, p. 121.
52. ↑  Élodie de Vreyer, Water-polo passion, 120 ans d'histoire dans la métropole lilloise, Éditions Ravet-Anceau, 2012.
53. ↑  Tilly 2012.
54. ↑  Paris et Mons 2009, p. 211.
55. ↑  Paris et Mons 2009, p. 212-213.
56. ↑  Desage 2005, p. 142-143.
57. ↑  Desage 2005, p. 144-145.
58. ↑  Desage 2005, p. 308-309.
59. ↑  Desage 2005, p. 289.
60. ↑  Desage 2005, p. 147-149.
61. ↑  Desage 2005, p. 223.
62. ↑  Paris et Mons 2009, p. 27.
63. ↑  Desage 2005, p. 328-331.
64. ↑  Desage 2005, p. 333.
65. ↑  Desage 2005, p. 355-356.
66. ↑  Desage 2005, p. 457-458.
67. ↑  Desage 2005, p. 42.
68. ↑  Desage 2005, p. 152-154.
69. ↑  Desage 2005, p. 198.
70. ↑  Desage 2005, p. 203-204.
71. ↑  Desage 2005, p. 224.
72. ↑  Desage 2005, p. 294.
73. ↑  Desage 2005, p. 302-306.
74. ↑  Desage 2005, p. 312.
75. ↑  Desage 2005, p. 362-363.
76. ↑  Desage 2005, p. 159.
77. ↑  Desage 2005, p. 160.
78. ↑  Desage 2005, p. 167-168.
79. ↑  Desage 2005, p. 241.
80. ↑  Desage 2005, p. 243.
81. ↑  Desage 2005, p. 240.
82. 1 2  Desage 2005, p. 554.
83. ↑  Desage 2005, p. 163.
84. ↑  Desage 2005, p. 181-182.
85. ↑  Desage 2005, p. 411.
86. ↑  Desage 2005, p. 396.
87. ↑  Desage 2005, p. 231.
88. ↑  Desage 2005, p. 192.
89. ↑  Desage 2005, p. 237-239.
90. ↑  Desage 2005, p. 359-361.
91. ↑  Desage 2005, p. 408-410.

### Autres sources
1. ↑  Décret du 12 novembre 1789 (municipalité), dans Archives parlementaires de 1787 à 1860, première série : 1787-1799, tome X : du 12 novembre au 24 décembre 1789, p. 7 (consulté le 15 mars 2020).
2. ↑  Des villages de Cassini aux communes d'aujourd'hui, « Notice communale : Roubaix », sur ehess.fr, École des hautes études en sciences sociales (consulté le 26 juillet 2016).
3. ↑  Des villages de Cassini aux communes d'aujourd'hui, « Notice communale : Tourcoing », sur ehess.fr, École des hautes études en sciences sociales (consulté le 26 juillet 2016).
4. ↑  Alain Demangeon et Ann-Carol Werquin, « Lille-Roubaix-Tourcoing : Les ingénieurs, l'État et les villes : Le boulevard du XXe siècle », Les Annales de la Recherche Urbaine, no 38,‎ 1988, p. 92 (lire en ligne).
5. ↑  Jean Hautreux et Michel Rochefort, « Physionomie générale de l'armature urbaine française », Annales de Géographie, vol. 74, no 406,‎ 1965, p. 660-677 (lire en ligne, consulté le 23 juillet 2016).
6. ↑  Délégation interministérielle à l'aménagement du territoire et à l'attractivité régionale, Aménagement d'une région urbaine : le Nord - Pas-de-Calais, Jacques Durand, 1971, 422 p. (lire en ligne), « Un profil urbain unique en France », p. 20.
7. ↑  Isabelle Estienne, « Le paysage et la ville des trente glorieuses : exemple de la métropole lilloise », sur e.20-bal.com, 2008 (consulté le 18 mars 2019).
8. ↑  Natalie Petiteau, « La création des organisations d'études d'aménagement des aires métropolitaines - Les OREAM, laboratoires de prospective urbaine », sur calenda.org (consulté le 4 février 2019).
9. ↑  Oream Nord, Aménagement d'une région urbaine, le Nord-Pas-de-Calais, Ministère chargé du plan et de l'aménagement du territoire - Ministère de l'équipement et du logement, 1971 (lire en ligne), p. 174.
10. ↑  « Loi no 66-1069 du 31 décembre 1966 relative aux communautés urbaines », sur legifrance.gouv.fr, 1966 (consulté le 31 juillet 2016).
11. ↑  Jean-Marie Duhamel, « Quarante ans de communauté urbaine (1) : une naissance difficile le 22 décembre 1967 », La Voix du Nord,‎ 23 janvier 2008 (lire en ligne, consulté le 28 juillet 2016).
12. ↑  Nicolas Cauchi-Duval, Vincent Béal et Max Rousseau, « La décroissance urbaine en France : des villes sans politique », Espace populations sociétés,‎ 2016 (lire en ligne, consulté le 30 juillet 2016).
13. ↑  Taoufik Ben Mabrouk, « Le tournant qualitatif de la prospective urbaine et ses effets sur le gouvernement urbain : Les enseignements de l’expérience lilloise », Territoire en mouvement. Revue de Géographie et d’Aménagement, Université des Sciences et Technologies de Lille,‎ 2009, p. 113-127 (lire en ligne).
14. ↑  Antoine Gazeau, « Que prépare le comité Grand Lille ? », L'express,‎ 6 octobre 2005 (lire en ligne).
15. ↑  Christine Liefooghe, « Lille 2004, capitale européenne de la culture ou la quête d’un nouveau modèle de développement », Méditerranée, vol. 114,‎ 2010 (lire en ligne).
16. ↑  « Loi no 2010-1563 du 16 décembre 2010 de réforme des collectivités territoriales », sur legifrance.gouv.fr, 2010 (consulté le 15 août 2016).
17. ↑  « Loi no 2014-58 du 27 janvier 2014 de modernisation de l'action publique territoriale et d'affirmation des métropoles », sur legifrance.gouv.fr, 2014 (consulté le 15 août 2016).
18. ↑  « Décret no 2014-1600 du 23 décembre 2014 portant création de la métropole dénommée « Métropole européenne de Lille » », sur legifrance.gouv.fr, 2014 (consulté le 22 janvier 2017).
19. ↑  La Voix du Nord, « La future «métropole européenne», casse-tête politique de la rentrée », sur www.lavoixdunord.fr, 2014 (consulté le 12 septembre 2014).
20. ↑  Didier Paris, « Lille, de la métropole à la région urbaine », Mappemonde 66, no 2,‎ 2002, p. 3 (lire en ligne).
21. ↑  « Chronique de la fusion #10 : les derniers conseils municipaux le vendredi 20 février 1970 », Villeneuve d'Ascq (consulté le 23 mars 2020).
22. ↑  « Commune de Lille (59350) », INSEE (consulté le 27 juillet 2016).
23. ↑  Raphaëlle Remande, « Les communes de la CC Weppes vers Lille, la Flandre-Lys déçue », La Voix du Nord,‎ 17 décembre 2015 (lire en ligne, consulté le 24 juillet 2016).
24. ↑  « La MEL s'agrandit : 95 communes en 2020 ! », sur www.lillemetropole.fr (consulté le 13 avril 2020)
25. ↑  CCHD, Compte rendu de la réunion des délégués de la Communauté de Communes de la Haute Deûle du 15 novembre 2018, 2018 (lire en ligne).
26. ↑  « Nord-Pas-de-Calais Picardie en chiffre édition 2015 », Agence de développement et d'urbanisme de Lille Métropole (consulté le 23 juillet 2016).
27. 1 2  Fédération nationale des agences d'urbanisme, Métroscope - 50 indicateurs clés pour les métropoles françaises, 2017 (lire en ligne), p. 6-7.
28. ↑  Adage, État initial de l'environnement, MEL, 2015 (lire en ligne), p. 52.
29. ↑  « Itinéraire OSRM », OpenStreetMap, mai 2019
30. ↑  « Itinéraire OSRM », OpenStreetMap, mai 2019
31. ↑  « Itinéraire OSRM », OpenStreetMap, mai 2019
32. ↑  « Itinéraire OSRM », OpenStreetMap, mai 2019
33. ↑  « Itinéraire OSRM », OpenStreetMap, mai 2019
34. ↑  « Itinéraire OSRM », OpenStreetMap, mai 2019
35. ↑  « Itinéraire OSRM », OpenStreetMap, mai 2019
36. ↑  « Itinéraire OSRM », OpenStreetMap, mai 2019
37. ↑  « Itinéraire OSRM », OpenStreetMap, mai 2019
38. ↑  « Itinéraire OSRM », OpenStreetMap, mai 2019
39. ↑  « Itinéraire OSRM », OpenStreetMap, mai 2019
40. ↑  « Itinéraire OSRM », OpenStreetMap, mai 2019
41. ↑  « Itinéraire OSRM », OpenStreetMap, mai 2019
42. ↑  « Itinéraire OSRM », OpenStreetMap, mai 2019
43. ↑  « Itinéraire OSRM », OpenStreetMap, mai 2019
44. ↑  « Les indicateurs de positionnement de la Métropole européenne de Lille [MEL] », sur grand-lille.cci.fr, CCI Grand Lille, 2015 (consulté le 30 août 2016).
45. 1 2 3  « PLU. Rapport de Présentation - Présentation générale du territoire communautaire et environnement : Présentation générale du site et caractéristiques géophysiques », LMCU, 2004 (consulté le 27 juillet 2016).
46. ↑  SCOT de Lille Métropole - Livre 2, Rapport de Présentation, 2016 (lire en ligne), p. 45.
47. ↑  « PLU. Rapport de Présentation - Présentation générale du territoire communautaire et environnement : L'environnement urbain », LMCU, 2004 (consulté le 27 juillet 2016).
48. ↑  SCOT de Lille Métropole, Rapport de Présentation - Livre 1, 2016 (lire en ligne), « Analyse et justification de la consommation foncière ».
49. ↑  Direction Nature, agriculture, environnement, Stratégie agricole et alimentaire de la MEL, MEL, 2019 (lire en ligne), p. 10.
50. ↑  SCOT de Lille Métropole - Livre 2 2016, p. 24.
51. ↑  SCOT de Lille Métropole, SCOT de Lille Métropole. Diagnostic, 2015 (lire en ligne), « Environnement », p. 121.
52. ↑  Denis Delbaere et al., « Likoto, explorer, analyser et jardiner la trame verte spontanée de l'eurométropole LIlle-KOrtrijk-TOurnai », Hypothese by Open Edition, 2022 (consulté le 4 juin 2025).
53. ↑  AdCF et FNAU, Observ’agglo - 50 indicateurs pour décrypter les dynamiques des grandes agglomérations, 2016 (lire en ligne), p. 46.
54. ↑  « Classement de la Plaine de Bouvines », sur lillemetropole.fr, MEL, 2014 (consulté le 11 août 2016).
55. ↑  « Monuments naturels et sites protégés », sur nord.gouv.fr, Les services de l'État dans le Nord, 2013 (consulté le 11 août 2016).
56. ↑  « Zones de protection du patrimoine architectural, urbain et paysager (ZPPAUP) », sur siteslm.lillemetropole.fr, MEL, 2009 (consulté le 11 août 2016).
57. ↑  « Fiches IPAP », sur siteslm.lillemetropole.fr, MEL, 2004 (consulté le 11 août 2016).
58. ↑  « Inventaire des bâtiments agricoles des exploitations en activité », sur siteslm.lillemetropole.fr, MEL, 2004 (consulté le 11 août 2016).
59. ↑  SCOT de Lille Métropole 2015, p. 130.
60. ↑  DREAL Nord-Pas-de-Calais, « Lille Métropole - Eaux », sur www.hauts-de-france.developpement-durable.gouv.fr (consulté le 19 mai 2019).
61. ↑  « Ressources en eau - Renforcement de la coopération avec Noréade », sur static.lillemetropole.fr, LMCU, 2010 (consulté le 11 août 2016).
62. ↑  « L'environnement en Nord-Pas-de-Calais. Lille Métropole. Eaux », sur nord-pas-de-calais-picardie.developpement-durable.gouv.fr, DREAL Nord-Pas-de-Calais, 2014 (consulté le 12 août 2016).
63. ↑  Florent Lamiot et Thomas Lemoine, « Les secrets de la Deûle », sur www.youtube.com, 2017 (consulté le 17 mars 2019).
64. ↑  SCOT de Lille Métropole 2015, p. 132.
65. ↑  SCOT de Lille Métropole 2015, p. 142.
66. ↑  Christian Decocq, « Friches industrielles et pollutions historiques », sur docplayer.fr, Mission d’information et d’évaluation, 2010 (consulté le 11 août 2016), p. 157.
67. ↑  Decocq 2010, p. 93.
68. ↑  SCOT de Lille Métropole 2015, p. 138.
69. ↑  « État initial de l'environnement et analyse des perspectives d'évolution », dans Plan local d'urbanisme - plu2, MEL, 2017 (lire en ligne), partie 2, p. 18
70. ↑  SCOT de Lille Métropole 2015, p. 139.
71. ↑  Stéphane Mandard et Laurie Moniez, « Pollution : Lille étouffe sous les particules fines », Le Monde,‎ 11 janvier 2019 (lire en ligne).
72. 1 2  SCOT de Lille Métropole 2015, p. 143.
73. ↑  Laurène Wiesztort, « Les politiques territoriales de verdissement des métropoles françaises. Méthode comparative et critique des politiques de « Trame verte et bleue » sur les berges des fleuves de la métropole lilloise et lyonnaise », Cuadernos geográficos de la Universidad de Granada, vol. 54, no 2,‎ 2015, p. 124-150 (ISSN 0210-5462, lire en ligne, consulté le 14 août 2016).
74. 1 2  SCOT de Lille Métropole 2015, p. 126.
75. ↑  Espace Naturel Lille Métropole, « Guide de l'explorateur. Cap sur la métropole verte. », sur siteslm.lillemetropole.fr, ENLM, 2015 (consulté le 15 août 2016).
76. ↑  Laure Cormier et Marek Kenderesy, « Gouvernance des Trames vertes et bleues urbaines. Lille », sur trameverteetbleue.fr, Centre de ressources Trame verte et bleue, 2013 (consulté le 12 août 2016).
77. ↑  « Tri du verre et du plastique, biodéchets : le point sur ce qui change en 2025 dans la métropole de Lille », La Voix du Nord,‎ 1er février 2025 (lire en ligne).
78. 1 2  « Population en historique depuis 1968 - Métropole Européenne de Lille (200093201). », sur Insee, 27 juin 2025 (consulté le 1er juillet 2025).
79. ↑  Béatrice Giblin-Delvallet, « Roubaix-Tourcoing, les conséquences d'une stratégie patronale », Hommes & Migrations,‎ 1992, p. 10-14 (lire en ligne).
80. ↑  « Population par sexe, âge et nationalité en 2015 - Arrondissement de Lille », sur www.insee.fr, Insee (consulté le 11 novembre 2018).
81. 1 2  SCOT de Lille Métropole, « Rapport de présentation Livre I », sur scot-lille-metropole.org, 2016 (consulté le 14 janvier 2017), p. 31.
82. ↑  Vincent Houillon, « Processus migratoires et dynamique démographique : une approche multiscalaire de la métropole lilloise », Territoire en mouvement, Revue de géographie et aménagement, no 2,‎ 2006 (lire en ligne).
83. ↑  « Le Nord-Pas de Calais est la région la plus jeune de France : 35 % de ses habitants ont moins de 25 ans », sur www.francetvinfo.fr, 8 février 2010 (consulté le 11 novembre 2018).
84. ↑  Agence d'urbanisme de l'agglomération marseillaise, « La population des métropoles régionales », sur agam.org, 2015 (consulté le 29 août 2016), p. 13-14.
85. ↑  « Évolution et structure de la population en 2020 - Métropole européenne de Lille (245900410). », sur Insee, 27 juin 2023 (consulté le 16 juillet 2023).
86. ↑  « Évolution et structure de la population en 2020 - Région des Hauts-de-France. », sur Insee, 27 juin 2023 (consulté le 16 juillet 2023).
87. ↑  Agence d'urbanisme de l'agglomération marseillaise 2015, p. 18.
88. ↑  Virginie Gamblin et Elisabeth Vilain, Profil temporel de la Métropole européenne de Lille, Insee, 18 avril 2016 (lire en ligne), p. 6.
89. ↑  Observatoire partenarial de l’économie de Lille Métropole, La diversité – Arrondissement de Lille et grandes métropoles françaises, novembre 2015 (lire en ligne), p. 14.
90. ↑  Direccte Nord-Pas-de-Calais, Trajectoire socio-économique de la zone d’emploi de Lille, coll. « les synthèses de la Direccte » (no 33), décembre 2014 (lire en ligne), p. 5.
91. ↑  Direccte Nord-Pas-de-Calais, Trajectoire socio-économique de la zone d’emploi de Roubaix-Tourcoing, coll. « les synthèses de la Direccte » (no 32), décembre 2014 (lire en ligne), p. 5.
92. ↑  Insee, « FOR2 - Population non scolarisée de 15 ans ou plus par sexe, âge et diplôme le plus élevé en 2015 – Intercommunalité : Métropole européenne de Lille (245900410) », sur www.insee.fr, 2018 (consulté le 14 novembre 2018)
93. ↑  SCOT de Lille Métropole 2016, p. 32.
94. ↑  Philippe Guignet, « Cours, courées et corons. Contribution à un cadrage lexicographique, typologique et chronologique de types d'habitat collectif emblématiques de la France du Nord », Revue du Nord, no 374,‎ 2008, p. 29-47 (lire en ligne).
95. ↑  SCOT de Lille Métropole - Livre 2 2016, p. 33.
96. ↑  Firmin Lentacker, « Les caractères de la géographie urbaine dans la région de Lille - Roubaix - Tourcoing », Revue du Nord, no 135-LG 1,‎ 1952, p. 77 (lire en ligne).
97. ↑  « PLU : L'environnement urbain », LMCU, 2004 (consulté le 4 septembre 2016), p. 30-32.
98. ↑  « Les logements des métropolitains », sur archives-lillemetropole.fr, MEL (consulté le 20 septembre 2018).
99. ↑  « Méthodologie d’intervention sur les espaces collectifs des courées », Initiatives Pour un Autre Monde, 2005 (consulté le 30 juillet 2016).
100. 1 2  « Logement en 2015 – Intercommunalité - Métropole européenne de Lille (245900410)) », sur www.insee.fr (consulté le 16 novembre 2018).
101. ↑  GTC (Guy Taieb Conseil) - Urbanis, Diagnostic PDH 59, Conseil Général du Nord – DDTM du Nord, mars 2014 (lire en ligne), p. 77.
102. ↑  Denis Charlet, « Dans la métropole lilloise, la traque des logements et des propriétaires fantômes », Capital,‎ 11 octobre 2017 (lire en ligne).
103. ↑  « Roubaix : des maisons à un euro pour lutter contre les logements vacants », AFP,‎ 6 octobre 2017 (lire en ligne).
104. ↑  SCOT de Lille Métropole 2016, p. 35-36.
105. ↑  Insee, « LOGT1 - Evolution du nombre de logements par catégorie – Intercommunalité : Métropole européenne de Lille (245900410) », sur www.insee.fr, 2018 (consulté le 16 novembre 2018).
106. ↑  « Logement en 2015 - Recensement de la population – Résultats pour toutes les communes, départements, régions, intercommunalités… », sur www.insee.fr (consulté le 17 novembre 2018).
107. ↑  Yohan Baillieul, Virginie Gamblin et Mathieu Bonal, « Un habitant de la MEL sur cinq vit au sein d’un quartier prioritaire », INSEE Analyse Hauts-de-France, no 73,‎ 16 mars 2018 (lire en ligne).
108. ↑  Insee, « PRINC27 - Résidences principales par type de logement, statut d'occupation et présence d'un ascenseur en 2015 – Intercommunalité : Métropole européenne de Lille (245900410) », sur www.insee.fr, 2018 (consulté le 16 novembre 2018).
109. ↑  SCOT de Lille Métropole 2016, p. 34.
110. ↑  FORS - Recherche sociale, Le logement des étudiants dans la métropole lilloise, Adulm, 2010 (lire en ligne), p. 15.
111. ↑  Athéma, Fonctionnement des marchés de l’habitat et mixité sociale dans l’aire urbaine de Lille et sa zone d’influence - Situation 2005 et évolution 1999-2005, Agence de Développement et d’Urbanisme de Lille Métropole, 2008 (lire en ligne).
112. ↑  Athéma, Fonctionnement des marchés de l’habitat et mixité sociale dans l’aire urbaine de Lille et sa zone d’influence, Agence de Développement et d’Urbanisme de Lille Métropole, 2007 (lire en ligne).
113. ↑  Victor Provo, « La qualité ouvrière », sur www.histoirederoubaix.com, Société d’émulation de Roubaix, 1948 (consulté le 26 novembre 2018).
114. ↑  Insee, « Données harmonisées des recensements de la population 1968-1999 », sur www.insee.fr, 2006 (consulté le 11 octobre 2009) et Insee, « Population active, emploi et chômage en 2016 - Intercommunalité - Métropole de Métropole européenne de Lille (245900410) », sur www.insee.fr, 2019 (consulté le 5 décembre 2019)
115. ↑  « Fiches communales : Revenu », sur www.adu-lille-metropole.org (consulté le 25 mars 2019), p. 5.
116. ↑  « L'ISF 2017 », sur www.impots.gouv.fr (consulté le 30 novembre 2018).
117. 1 2  Insee, « Structure et distribution des revenus, inégalité des niveaux de vie en 2015 - Dispositif Fichier localisé social et fiscal (Filosofi) », sur www.insee.fr, 2018 (consulté le 28 novembre 2018).
118. ↑  Observatoire des évolutions sociales et urbaines (OESU), Mobilités résidentielles et paupérisation. Objectiver la contribution des mobilités résidentielles à l’appauvrissement des quartiers, Agence de développement et d’urbanisme de Lille Métropole, 2016 (lire en ligne), p. 9.
119. ↑  Yoan Miot, « La ségrégation socio-spatiale dans la métropole lilloise et à Roubaix : l'apport des mobilités résidentielles », Géographie, économie, Société, no 14,‎ 2012, p. 179 (lire en ligne).
120. ↑  Yoan Miot 2012, p. 180.
121. ↑  SCOT de Lille Métropole 2016, p. 39.
122. ↑  Observatoire des évolutions sociales et urbaines (OESU) 2016, p. 22.
123. ↑  Yoan Miot 2012, p. 186.
124. ↑  Observatoire des évolutions sociales et urbaines (OESU) 2016, p. 25.
125. ↑  Victor Chomentowski et Associés, Rôle économique des grandes villes et grandes agglomérations, AMGVF, 2011 (lire en ligne), p. 18.
126. ↑  « Metropolitan areas : GDP from cities », OCDE (consulté le 23 juillet 2016).
127. ↑  Edouard Boitel, « L'industrie textile dans le Nord, son évolution », Hommes et Terres du Nord, no 2,‎ 1968, p. 9 (lire en ligne).
128. 1 2 3  P. Delsaut, « Population active et emploi dans la conurbation de Lille-Roubaix-Tourcoing-Armentières », Hommes et Terres du Nord, no 2,‎ 1965, p. 43-44 (lire en ligne).
129. 1 2  Edouard Boitel 1968, p. 10.
130. ↑  Edouard Boitel 1968, p. 12.
131. ↑  Charbonnages de France, Dernière tonne - Une épopée industrielle s’achève - Dossier de presse, 2004 (lire en ligne), p. 8.
132. ↑  Françoise Berger, « Régions, États et Communauté Européenne face aux crises industrielles : Exemple comparé français et allemand dans le secteur sidérurgique », Vingtième Siècle. Revue d'histoire, Presses de Sciences Po, no 84,‎ 2004, p. 149 (lire en ligne).
133. 1 2  Direccte Nord-Pas-de-Calais 2014, p. 8.
134. 1 2  Direccte Nord-Pas-de-Calais 2014, p. 8.
135. ↑  Direccte Nord-Pas-de-Calais 2014, p. 7.
136. ↑  Michel Battiau, « Raisons et effets de la concentration spatiale de nombreux emplois textiles dans l'agglomération de Roubaix–Tourcoing », Hommes et Terres du Nord, no 2,‎ 1984, p. 74 (lire en ligne).
137. ↑  Michel Battiau 1984.
138. ↑  Direccte Nord-Pas-de-Calais 2014, p. 7.
139. ↑  Clément Barbier, Les métamorphoses du traitement spatial de la question sociale : Approche croisée de deux grands projets de renouvellement urbain dans les agglomérations de Lille et de Hambourg, Université Paris VIII Vincennes à Saint-Denis / HafenCity Universität Hamburg, 2015 (lire en ligne), p. 271.
140. ↑  Agence de développement et d’urbanisme de Lille Métropole, Schéma directeur de développement et d’urbanisme de Lille Métropole, 2002 (lire en ligne), p. 55.
141. ↑  Agence de développement et d’urbanisme de Lille Métropole 2002, p. 58.
142. ↑  Agence de développement et d’urbanisme de Lille Métropole 2002, p. 59.
143. ↑  Agence de développement et d’urbanisme de Lille Métropole 2002, p. 60.
144. 1 2  Agence de développement et d’urbanisme de Lille Métropole 2002, p. 55.
145. ↑  Adulm, « Synthèse : l'emploi salarié privé en 2016 », OPE de Lille Métropole,‎ juillet 2018, p. 3 (lire en ligne).
146. 1 2  Insee, « EMP2 - Emplois au lieu de travail par sexe, statut et secteur d'activité économique en 2016 - Intercommunalité - Métropole européenne de Lille (245900410) », 2019 (consulté le 3 décembre 2019).
147. ↑  Adulm 2018, p. 11.
148. ↑  Adulm, « PMDEE/enjeux : rebond industriel – Economie productive en 2016 - Repères », OPE de Lille Métropole,‎ 2017, p. 2 (lire en ligne).
149. ↑  Direccte Hauts-de-France, De la VPC au commerce digital – Etude sur le commerce à distance, 2017 (lire en ligne), p. 28.
150. ↑  Insee, « EMP2 - Emplois au lieu de travail par sexe, statut et secteur d'activité économique en 2006 - Intercommunalité - Métropole européenne de Lille (245900410) », 2018 (consulté le 10 janvier 2019).
151. ↑  Adulm 2018, p. 4.
152. 1 2  Adulm 2018, p. 6.
153. ↑  Adulm 2017, p. 10.
154. ↑  Adulm 2017, p. 9.
155. ↑  CCI Hauts-de-France, 30 indicateurs pour comprendre les performances de la Métropole européenne de Lille, 2017 (lire en ligne).
156. ↑  Bénédicte Grosjean, François Laisney, Anne Grillet Aubert et Pierre Chabard, Analyse transversale : Formes urbaines et organisation de leur croissance : Rapport final, IPRAUS, 2008 (lire en ligne), p. 74.
157. 1 2 3  Christine Liefooghe, Sylvie Delmer, Maryvonne Prevot, Isabelle Estienne et Karine Stachowski, « De Villeneuve-d’Ascq Technopole à la métropole technopolitaine : espace, réseaux, gouvernance », Norois, no 200,‎ 2006 (lire en ligne, consulté le 31 juillet 2016).
158. ↑  Emmanuel Doutriaux, « Euralille, entre ville et banlieue, une métropole sur l'intervalle », L'Architecture d'aujourd'hui, no 280,‎ avril 1992, p. 94.
159. ↑  Michel Kokoreff, Odile Steinauer et Philippe Valdenaire, Anatomie d'un quartier de gare : Recomposition urbaine, logiques d'acteurs et pratiques d'espace dans la métropole lilloise, 2000 (lire en ligne), p. 40-42.
160. ↑  Alain Demangeon et Ann-Carol Werquin 1988, p. 88.
161. ↑  Alain Demangeon et Ann-Carol Werquin 1988, p. 92.
162. ↑  Plateforme d'Observation des Projets et Stratégies Urbaines (POPSU), « Lille, les gares pôles d’échanges et leurs quartiers », sur www.popsu.archi.fr.
163. ↑  Philippe Menerault et Roelof Verhage, « La gare TGV et son quartier », Urbanisme, no 50,‎ novembre 2014, p. 55 (lire en ligne).
164. ↑  SPL Euralille, « Euralille, la ville continue » (consulté le 20 janvier 2019).
165. ↑  SPL Euralille, « D’Euralille à Euralille 3000, un projet après le projet » (consulté le 20 janvier 2019).
166. ↑  SPL Euralille, « Saint-Sauveur, une friche s’éveille » (consulté le 20 janvier 2019).
167. ↑  Dominique Mons, « Projets immobiliers dans le Vieux-Lille » (consulté le 23 janvier 2019).
168. ↑  Sem Ville Renouvelée, « Campus gare », sur semvr.fr (consulté le 23 janvier 2019).
169. ↑  Emmanuelle Lesquel, « Grands travaux pour relancer l’activité du centre-ville de Tourcoing », La Gazette des Communes,‎ 27 août 2012 (lire en ligne).
170. ↑  Ville de Tourcoing, « Le quadrilatère des piscines », sur www.tourcoing.fr (consulté le 22 janvier 2019).
171. ↑  MEL, Rives de la Haute-Deûle - Dossier de concertation préalable – 2016, 2016 (lire en ligne).
172. ↑  Soreli, « Fives-Cail, Lille-Hellemmes », sur www.soreli.fr (consulté le 23 janvier 2019).
173. ↑  SEM Ville renouvelée, « Site officiel du projet » (consulté le 23 janvier 2019).
174. ↑  SEM Ville Renouvelée, « La Lainière - Un quartier d’activités du XXIe siècle », sur semvr.fr (consulté le 23 janvier 2019).
175. ↑  GIE Eurasanté, « Le parc Eurasanté », sur www.eurasante.com (consulté le 23 janvier 2018).
176. ↑  Jean-Patrick Bonduel et Dominique Serra, « « SOLEIL » boude le Nord », La Voix du Nord,‎ 12 septembre 2000.
177. ↑  Patrick Cros, « Villeneuve d’Ascq : La Haute Borne, un parc scientifique écologique », sur www.servirlepublic.fr, 23 mai 2011 (consulté le 24 janvier 2019).
178. ↑  Stade Pierre-Mauroy, « Site officiel », sur www.stade-pierre-mauroy.com (consulté le 24 janvier 2019).
179. ↑  J. Lambert-Dansette et Joseph-Antoine Roy, « Origine et évolution d'une bourgeoisie : Le patronat textile du bassin lillois (1789-1914) », Revue du Nord, no 148,‎ 1955, p. 199 (lire en ligne).
180. ↑  Jean-Luc Mastin, « Stratégies du capitalisme familial lillois et autonomie financière régionale : le financement des filatures Julien Le Blan, 1858-1914 », Revue d’histoire moderne & contemporaine, no 52,‎ 2005, p. 74-105 (lire en ligne).
181. ↑  J. Lambert-Dansette et Joseph-Antoine Roy 1955, p. 215.
182. ↑  J. Lambert-Dansette et Joseph-Antoine Roy 1955, p. 208-212.
183. ↑  J. Lambert-Dansette et Joseph-Antoine Roy, « Le patronat textile du bassin lillois, 1789- 1914 (suite) », Revue du Nord, no 153,‎ 1957, p. 22-28 (lire en ligne).
184. ↑  Michel Battiau, « La concentration dans les industries textiles de la région Nord-Pas-de-Calais », Hommes et Terres du Nord, no 1,‎ 1971, p. 69-80 (lire en ligne).
185. ↑  Michel Battiau, « Raisons et effets de la concentration spatiale de nombreux emplois textiles dans l'agglomération de Roubaix –Tourcoing », Hommes et Terres du Nord, no 2,‎ 1984, p. 75 (lire en ligne).
186. ↑  Michel Battiau, « Les usines à traiter l'information. Un nouvel enjeu pour le développement des territoires », Hommes et Terres du Nord, no 1,‎ 2001, p. 19-20 (lire en ligne).
187. ↑  Caroline Desaegher et Bernard Slouffi, « La vente par correspondance et à distance, carrefour des évolutions sociologiques et technologiques », Economie et Humanisme, no 331,‎ 1994 (lire en ligne).
188. ↑  Sonepar, « Notre histoire », sur www.sonepar.com (consulté le 25 janvier 2019).
189. ↑  Fédération Française de la Franchise, « L’histoire et l’évolution - Les origines », sur www.franchise-fff.com (consulté le 25 janvier 2019).
190. ↑  Insee, « Histoire industrielle », Dossier Nord-Pas-de-Calais, no 1,‎ décembre 2014, p. 8 (lire en ligne).
191. ↑  Thierry Prouvost, « Quelques illustrations de la lignée des Verspieren », sur www.thierryprouvost.com (consulté le 25 janvier 2019).
192. ↑  Challenges, « Les 500 plus grandes fortunes de France 2018 – Gérard Mulliez et sa famille », sur www.challenges.fr (consulté le 26 janvier 2019).
193. ↑  BFM TV, « Classement des plus grosses entreprises de la région Nord, Pas de Calais », sur www.verif.com (consulté le 26 janvier 2019).
194. ↑  Clément Barbier 2015, p. 183-184.
195. ↑  Institut de géographie et de durabilité – Université de Lausanne, Positionnement de la métropole Aix-Marseille-Provence dans les réseaux mondiaux d’entreprises multinationales, CGET, 2014 (lire en ligne), p. 18.
196. 1 2  Delphine Léglise et Thomas Vacher, « Groupes d'entreprises : Lille confirmée dans son rôle de grande métropole régionale », Pages de Profils, Insee, no 48,‎ décembre 2008 (lire en ligne).
197. ↑  Adulm, Repères pour renforcer l'attractivité de la métropole lilloise, 2017 (lire en ligne), p. 11.
198. 1 2  Insee, « Démographie des entreprises en 2017 », sur www.insee.fr, 2018 (consulté le 31 janvier 2019).
199. ↑  Laure Leroy, Jean Bresner et Benoît Werquin, « L’ESS au sein de la Métropole Européenne de Lille : une économie au service des habitants », Insee Analyses Nord-Pas-de-Calais, no 12,‎ 2015 (lire en ligne).
200. ↑  Fédération nationale des agences d’urbanisme, Métroscope - 50 indicateurs clés pour les métropoles françaises, 2017 (lire en ligne), p. 55.
201. ↑  Nadine Levratto et Olivier Torrès, « Le classement européen des villes entrepreneuriales. Méthode, résultats et portée », Innovations, no 33,‎ 2010, p. 13-36 (lire en ligne).
202. ↑  « European Digital City Index 2016 », sur digitalcityindex.eu (consulté le 31 janvier 2019).
203. ↑  Gwenaëlle Baron et Jean-Marc Mierlot, « Les emplois des activités numériques portés par la dynamique de la métropole lilloise », Insee analyses Nord-Pas-de-Calais, no 56,‎ 2017 (lire en ligne).
204. ↑  « Les 9 premières métropoles #FrenchTech », sur www.gouvernement.fr (consulté le 31 janvier 2019).
205. ↑  « Comparateur de territoire Intercommunalité-Métropole - Métropole européenne de Lille (245900410) », sur www.insee.fr, 25 septembre 2018 (consulté le 9 février 2019).
206. ↑  OPELM, La diversité - Arrondissement de Lille et grandes métropoles françaises, 2015 (lire en ligne), p. 23.
207. ↑  Didier Paris, « Lille, de la métropole à la région urbaine », Mappemonde 66, no 2002.2,‎ 2002, p. 5 (lire en ligne).
208. ↑  Insee, « Population active, emploi et chômage en 2015 - Métropole européenne de Lille (245900410) », sur www.insee.fr (consulté le 22 mars 2019).
209. ↑  Vincent Hecquet, « Emploi et territoires de 1975 à 2009 : tertiarisation et rétrécissement de la sphère productive », Economie et statistique, nos 462-463,‎ 2014 (lire en ligne).
210. ↑  Cyrille Van Puymbroeck et Robert Reynard, « Répartition géographique des emplois - Les grandes villes concentrent les fonctions intellectuelles, de gestion et de décision. », Insee Première, no 1278,‎ 2010 (lire en ligne).
211. ↑  Vincent Hecquet 2014, p. 29.
212. ↑  Cyrille Van Puymbroeck et Robert Reynard 2010.
213. ↑  Bernard Dehon et Éric Vaillant, « Les cadres des fonctions métropolitaines : le dynamisme lillois à l'aune des évolutions nationales », Pages de profils, no 69,‎ 2010, p. 4-5 (lire en ligne).
214. ↑  Insee, « Analyse fonctionnelle des emplois et cadres des fonctions métropolitaines de 1982 à 2016 - Recensement de la population », 9 septembre 2019 (consulté le 4 décembre 2019)
215. ↑  Collectif Degeyter 2017, p. 47.
216. ↑  Insee, « CS-EmploisLT-DonnéesHarmoniséesRP68-99 », sur statistiques-locales.insee.fr, 2006 (consulté le 11 octobre 2009).
217. ↑  Insee, « EMP G3 - Emplois au lieu de travail par catégorie socioprofessionnelle en 2016 - Métropole européenne de Lille (245900410) », sur www.insee.fr, 2019 (consulté le 4 décembre 2019).
218. ↑  Thomas Allaire, Jérémie Bureau, Anne-Julie Le Serviget et Thierry Pech, « Le marché du travail dans les grandes aires urbaines en 2015 », sur tnova.fr, Terra Nova, 2016 (consulté le 28 août 2016), p. 36-37.
219. ↑  Collectif Rosa Bonheur, « Les garages à ciel ouvert : configurations sociales et spatiales d’un travail informel », Actes de la recherche en sciences sociales, nos 216-217,‎ 2017, p. 80-103 (lire en ligne).
220. ↑  Collectif Rosa Bonheur, « Des « inactives » très productives. Le travail de subsistance des femmes de classes populaires », Tracés. Revue de Sciences humaines, no 32,‎ 2017 (lire en ligne).
221. ↑  Direction régionale de l’équipement du Nord-Pas-de-Calais, « Enquête Cordon Aire métropolitaine de Lille : principaux résultats arrondissement de Lille », sur nord-pas-de-calais.developpement-durable.gouv.fr, 2008 (consulté le 10 août 2016).
222. ↑  SCOT de Lille Métropole, Diagnostic, 2015 (lire en ligne), « Transport », p. 106.
223. ↑  TomTom Telematics, « Circulation des véhicules de plus en plus difficile à Lille », sur www.webfleet.com, 2017 (consulté le 18 février 2021).
224. ↑  Smart mobilité, « Waze-Lille Métropole, mariage new age », sur smartattitude.ouihop.com, 2017 (consulté le 19 juin 2018).
225. ↑  Adulm, État des lieux et évolution des services de cars inter régionaux en région Hauts-de-France, novembre 2018 (lire en ligne), p. 11.
226. ↑  « Venir à Lille », sur www.lilletourism.com (consulté le 2 octobre 2018).
227. ↑  « Horaires & Trafic », sur www.ter.sncf.com (consulté le 2 octobre 2018).
228. ↑  Alain L’Hostis et Sandra Bozzani, « Lille, une métropole sans aéroport international ? Analyse de la performance territoriale du nœud air-fer à grande vitesse de Roissy Charles de Gaulle dans l’accessibilité lilloise », Recherche Transports Sécurité, no 92,‎ 2006, p. 11 (lire en ligne).
229. ↑  CCI Région Nord-de-France, Schéma sectoriel – Gestion des équipements portuaires et aéroportuaires, 2011 (lire en ligne), p. 169.
230. ↑  « Liste des destinations », sur www.lille.aeroport.fr (consulté le 2 octobre 2018).
231. ↑  Voies navigables de France, Les chiffres du transport fluvial en 2015, 2016 (lire en ligne), p. 8.
232. ↑  Ports de Lille, « Présentation », sur site officiel (consulté le 15 février 2019).
233. ↑  Frédérick Lecluyse, « Métropole lilloise Ports de Lille se développe et ancre ses activités dans le multimodal », La Voix du Nord,‎ 20 février 2018 (lire en ligne).
234. ↑  Stéphanie Maurice, « A Lille, les triporteurs pas encore charrette », Libération,‎ 15 novembre 2017 (lire en ligne).
235. ↑  (en) « Mobility pyramid », sur duurzame-mobiliteit.be.
236. ↑  « Transpole (MEL) - réseaux urbains », sur www.passpass.fr (consulté le 1er octobre 2018).
237. ↑  Alain Barré, « Transport et aménagement urbain : l'exemple du métro dans les grandes métropoles régionales françaises », Revue de Géographie de Lyon, vol. 55, no 3,‎ 1980, p. 215-216 (lire en ligne).
238. 1 2  « Historique du réseau VAL », sur translille.com (consulté le 29 septembre 2018).
239. ↑  Mikael Libert, « Lille : On voit le bout du tunnel pour le doublement de la ligne 1 du métro », 20 minutes,‎ 30 juin 2019 (lire en ligne, consulté le 6 juillet 2019).
240. ↑  Mattéo Ferrux, « Projet de modernisation de la ligne 1 : révélations sur ce que dit la délégation de service public d’ici 2031 », sur MobiLille, 11 juin 2025 (consulté le 15 juin 2025).
241. ↑  Clémence de Blasi, « À Lille, les vélos en libre-service ont trouvé leur vitesse de croisière », Le Point,‎ 31 mai 2018 (lire en ligne, consulté le 3 octobre 2018).
242. ↑  Liza Gayral, Christian Gioria et Mathias Fontaine, Métropole cyclable 2020, Inddigo-Altermodal, 2014 (lire en ligne), p. 9.
243. ↑  MEL, Enquête déplacements 2016 – Rapport de synthèse, 2017 (lire en ligne), p. 64.
244. ↑  MEL 2017, p. 73.
245. ↑  ADAV, « Indice semestriel d’usage du vélo – 1er semestre 2018 », sur droitauvelo.org, Cerema Nord-Picardie (consulté le 5 octobre 2018).
246. ↑  « Panorama mobilité durable 2018 — Lille », sur www.greenpeace.fr (consulté le 5 octobre 2018).
247. ↑  Liza Gayral, Christian Gioria et Mathias Fontaine, Métropole cyclable 2020, Inddigo-Altermodal, 2014 (lire en ligne), p. 29.
248. ↑  Alexis Alamel, « Les contours d’un processus de studentification dans un quartier de Lille », Urbanités, no #16,‎ 2022 (lire en ligne, consulté le 11 janvier 2022).
249. ↑  Fédération nationale des agences d'urbanisme, Métroscope - 50 indicateurs clés pour les métropoles françaises, 2017 (lire en ligne), p. 50.
250. ↑  Agence de développement et d’urbanisme de Lille Métropole, « Enseignement supérieur  et recherche - Eléments de diagnostic », 2015 (consulté le 9 août 2016), p. 5.
251. ↑  Agence de développement et d’urbanisme de Lille Métropole 2015, p. 6.
252. ↑  Agence de développement et d’urbanisme de Lille Métropole 2015, p. 27.
253. ↑  Fédération nationale des agences d'urbanisme 2017, p. 51.
254. ↑  Agence de développement et d’urbanisme de Lille Métropole 2015, p. 22.
255. 1 2  Ludivine Malaterre-Vaille, « Les pôles d’excellence comme facteur de compétitivité et d’attractivité des territoires : l’exemple de la métropole lilloise », EchoGéo,‎ 29 mars 2010 (lire en ligne, consulté le 9 août 2016).
256. ↑  Agence de développement et d’urbanisme de Lille Métropole 2015, p. 28.
257. ↑  Agence de développement et d’urbanisme de Lille Métropole 2015, p. 24.
258. ↑  Laurent Decotte, « Label I-SITE au lieu d’IDEX, un lot de consolation pour la recherche ? », La Voix du Nord,‎ 28 février 2017 (lire en ligne).
259. ↑  « Lille n’accueillera pas l’Agence européenne des médicaments », La Voix du Nord,‎ 20 novembre 2017 (lire en ligne).
260. ↑  « IHU : grosse colère des élus locaux contre les choix de l'État », sur www.eco121.fr, 17 septembre 2018 (consulté le 20 novembre 2018).
261. ↑  Jean-Marc Petit, « La région Hauts-de-France n’aura pas son institut d’intelligence artificielle », La Voix du Nord,‎ 7 novembre 2018 (lire en ligne).
262. ↑  « La candidature lilloise à l’AMI Biocluster non retenue », sur www.eurasante.com, 23 mai 2023 (consulté le 24 mai 2023).
263. ↑  Marie-Madeleine Damien, « Tourisme, patrimoine, culture et affirmation métropolitaine : le cas de la métropole lilloise », Hommes et Terres du Nord, no 2,‎ 2004, p. 2-15 (lire en ligne).
264. ↑  Nadia Arab, Joel Idt et Marie-Pierre Lefeuvre, « Nouveaux modes de structuration de l'action publique locale », Ministère de l’Ecologie, de l’Environnement, du Développement Durable et de l’Aménagement du Territoire, 2008 (consulté le 19 mars 2017), p. 60-79.
265. ↑  Bernard Lecomte, « L'Opéra du Nord », sur www.ina.fr, 6 décembre 1979 (consulté le 23 janvier 2019).
266. ↑  Christian Vincent, « Patrimoine : Tourcoing obtient le label «ville d’art et d’histoire» », La Voix du Nord,‎ 2 août 2017 (lire en ligne).
267. ↑  « Présentation », Lille 3000 (consulté le 19 mars 2017).
268. ↑  « Lille Métropole sera capitale mondiale du design en 2020 », sur europe1.fr, 14 octobre 2017 (consulté le 20 septembre 2018).
269. ↑  Hélène Hannon, « À Lille, le festival des «Fenêtres qui parlent» transforme les rues en galerie d’art », sur Le Parisien, 2021 (consulté le 12 avril 2021)
270. ↑  Julien Damien, « Les Fenêtres qui parlent, en pleine lucarne », sur LM Magazine, 2021 (consulté le 12 avril 2021)
271. ↑  Pierre Le Quéau et Vincent Guillon, « Les pratiques culturelles dans la communauté urbaine de Lille : la métropolisation en marche. Synthèse d'étude », L’Observatoire Plus, no 40,‎ 2012, p. 94-102 (lire en ligne, consulté le 20 septembre 2018).
272. ↑  Jean-Christophe Levassor, « Les politiques culturelles de Lille Métropole », sur agenda21culture.net, Agenda 21 de la Culture, 2015 (consulté le 20 septembre 2018).
273. ↑  Florent Steinling, « Les sportifs roubaisiens : la composition socioprofessionnelle des sociétés sportives à Roubaix entre 1890 et 1900 », Revue du Nord, vol. 355, no 2,‎ 2004, p. 311-326 (lire en ligne).
274. ↑  Eric Lemaire, « Jour de fête à Roubaix », sur www.francefootball.fr, 2015 (consulté le 4 novembre 2018).
275. ↑  Thomas Héteau, « Petite histoire de la médaille, incarnation des Jeux olympiques », Le Monde,‎ 26 juillet 2011 (lire en ligne).
276. ↑  Syndicat mixte du SCOT de Lille Métropole, Rapport de présentation du SCOT de Lille Métropole – Livre I, 2016 (lire en ligne), p. 105.
277. ↑  DRJSCS Nord-Pas-de-Calais - Région Nord-Pas-de-Calais, Atlas régional des équipements sportifs, 2013 (lire en ligne), p. 116.
278. ↑  DRJSCS Nord-Pas-de-Calais - Région Nord-Pas-de-Calais 2013, p. 118-119.
279. ↑  Patricia Antoine et Jean-Marc Mierlot, En Hauts-de-France, une bonne accessibilité aux équipements sportifs les plus courants, Insee Hauts-de-France, coll. « Insee Analyses – Hauts-de-France », 2016 (lire en ligne), p. 2.
280. ↑  Arnaud Degorre, « Nord-Pas-de-Calais et Picardie : l'influence des grandes aires urbaines », Insee Flash Nord-Pas-de-Calais, Insee, no 5,‎ 13 janvier 2015 (lire en ligne).
281. ↑  Agence de développement et d’urbanisme de Lille Métropole, « Métropolisation & systèmes territoriaux au sein de la région Hauts-de-France », 2016 (consulté le 25 juillet 2016).
282. ↑  Jérôme Fabre, « La région Nord-Pas-de-Calais structurée autour de neuf espaces », Pages de Profils, Insee Nord-Pas-de-Calais, no 113,‎ octobre 2012 (lire en ligne).
283. ↑  Élisabeth Vilain et Nicolas Laval, « L'aire urbaine de Lille : un rayonnement métropolitain, une intégration régionale », Analyses, Insee Nord-Pas-de-Calais, no 11,‎ 12 février 2015 (lire en ligne).
284. ↑  AdCF et FNAU, Observ'agglo - 50 indicateurs pour décrypter les dynamiques des grandes agglomérations, 2016 (lire en ligne), p. 21.
285. ↑  Insee, « Richesse des territoires en Hauts-de-France », Insee Dossier Hauts-de-France, no 4,‎ 2016, p. 23 (lire en ligne).
286. ↑  « Présentation générale du site et caractéristiques géophysiques », Lille Métropole Communauté urbaine, 2004 (consulté le 27 décembre 2010).
287. 1 2  Solange Verger, Les chemins multiples de la coopération transfrontalière franco-belge : analyse des dynamiques institutionnelles., Université Grenoble Alpes, 2011 (lire en ligne).
288. ↑  Nicolas Laval et Elisabeth Vilain, « Les systèmes territoriaux en Nord-Pas-de-Calais : une région façonnée par les déplacements », Pages de Profils, Insee Nord-Pas-de-Calais, no 155,‎ avril 2014, p. 7 (lire en ligne).
289. 1 2  Jef Van Staeyen, « Construire la gouvernance métropolitaine transfrontalière – l'exemple des intercommunalités de l'Eurométropole Lille-Kortrijk-Tournai », 2008 (consulté le 24 juillet 2016).
290. ↑  Didier Paris 2002, p. 7.
291. ↑  Lille Métropole Communauté urbaine, « L'Eurométropole Lille-Kortrijk-Tournai », sur www.lillemetropole.fr (consulté le 27 décembre 2010).
292. 1 2  Eurométropole, « Qui sommes nous ? », sur eurometropolis.eu (consulté le 21 juillet 2016).
293. ↑  Eurométropole, « Cinq ans d'Eurométropole Lille-Kortrijk-Tournai », sur eurometropolis.eu, 2013 (consulté le 22 février 2018).
294. ↑  Eurométropole, « La Stratégie Eurométropole 2020 : du projet collectif aux réalisations concrètes », sur eurometropolis.eu (consulté le 22 février 2018).
295. ↑  Bernard Gilleron, 25 ans après la publication du « Schéma Régional » de L’OREAM-Nord, une relecture analytique et critique à la lumière des évolutions survenues : Conclusion, t. 3, 1996 (lire en ligne), p. 6.
296. ↑  Bernard Gilleron 1996, p. 5.
297. ↑  Isabelle Etienne, Elsa Escudie et Gilles Gaudefroy, Parc de la Deûle, Popsu-Lille, 2008 (lire en ligne), p. 127.
298. ↑  Bernard Gilleron 1996, p. 24-27.
299. ↑  Bernard Gilleron 1996, p. 7.
300. ↑  Bernard Gilleron 1996, p. 28.
301. ↑  Datar, Pour un rayonnement européen des métropoles française. Appel à coopération métropolitaine, 2004, 14 p..
302. ↑  Anne Mévellec, De la coopération intercommunale à la coopération métropolitaine : Changement de paradigme dans l’aménagement du territoire à la française ?, 2006 (lire en ligne), p. 2.
303. ↑  Adulm, Mission bassin minier et Insee, Atlas de l'aire métropolitaine de Lille, Association aire métropolitaine de Lille, 2012 (lire en ligne).
304. 1 2  DREAL Nord-Pas-de-Calais, Cadre de cohérence de l’aire métropolitaine - Éléments de connaissance et de stratégie, Préfet de la région Nord-Pas-de-Calais, 2013 (lire en ligne).
305. ↑  LMCU, « Aire Métropolitaine de Lille - Charte de bonnes pratiques en matière de développement économique, délibération 10 C 0132, Réunion du Conseil du 02/04/2010 », 2010 (consulté le 18 septembre 2018)
306. ↑  DREAL, « Démarche préparatoire à un cadre de cohérence des projets d’aménagement et de transports dans l’aire métropolitaine de Lille. Synthèse à l’issue de la phase de travail portant sur l’état des lieux et le recensement des projets », Préfet de la région Nord-Pas-de-Calais, 2010 (consulté le 7 mars 2018).
307. ↑  DREAL, « Les dynamiques engagées sur l'aire métropolitaine de Lille », Ministère de l'écologie, du développement durable, des transports et du logement, 2012 (consulté le 6 mars 2018).
308. ↑  Jean‐Louis Subileau - Mission interministérielle, Préfiguration d’un Contrat partenarial d’intérêt national pour le bassin minier du Nord et du Pas‐de‐Calais - Document I - Rapport complet, Ministère du logement et de l'habitat durable, 2016 (lire en ligne), p. 126.
309. ↑  « Article 33 - Loi no 2013-403 du 17 mai 2013 relative à l'élection des conseillers départementaux, des conseillers municipaux et des conseillers communautaires, et modifiant le calendrier électoral », Légifrance, 2013 (consulté le 4 août 2016).
310. ↑  « Les élus indépendants ruent dans les brancards », sur nordeclair.fr, Nord éclair, 27 septembre 2011 (consulté le 14 août 2016).
311. ↑  Vincent Depecker, « Élections à la MEL : Gérald Darmanin prend la présidence d’un nouveau groupe politique », La Voix du Nord,‎ 30 juin 2020 (lire en ligne, consulté le 16 juillet 2020).
312. ↑  Jean-Baptiste Forray, « La droite va entrer en force dans les métropoles », sur lagazettedescommunes.com, La gazette des communes, 1er avril 2014 (consulté le 14 août 2016).
313. ↑  Claude Vintoux, « 87 maires, une seule communauté », L’unité,‎ 15 septembre 1972 (lire en ligne).
314. ↑  « Le tournant qualitatif de la prospective urbaine et ses effets sur le gouvernement urbain: Les enseignements de l’expérience lilloise », Territoire en mouvement - Revue de Géographie et d’Aménagement, Université des Sciences et Technologies de Lille,‎ 2009, p. 118 (lire en ligne).
315. ↑  Frédéric Sawicki, « La résistible politisation du football - Le cas de l'affaire du grand stade de Lille-Métropole », Sciences sociales et sport, no 5,‎ 2012, p. 216.
316. ↑  Geoffroy Deffrennes, « Sa victoire à Lille replace Mme Aubry dans le jeu national », Le Monde,‎ 17 mars 2008 (lire en ligne).
317. ↑  H. S., « Lille Métropole : Aubry élue, Daubresse en Cyrano », LibéLille, 2008 (consulté le 27 décembre 2010).
318. ↑  « Accord politique pour le mandat 2008-2014 ; « Vivre ensemble notre Euro-métropole » », sur www.slimanetir.com, 2008 (consulté le 10 février 2019).
319. ↑  Vincent Vantighem, « La nouvelle gouvernance Aubry », 20 minutes,‎ 16 avril 2008 (lire en ligne).
320. ↑  Mickaël Verfaillie, « Damien Castelain – Président de LMCU », Parti Socialiste, 2014 (consulté le 30 juillet 2016).
321. ↑  Haydée Sabéran, « La droite toujours pas certaine de gagner Lille Métropole », Libération, no 81,‎ 17 avril 2014 (lire en ligne, consulté le 30 juillet 2016).
322. ↑  Fabien Desage, « Un régime de grande coalition permanente ? : Éléments lillois pour une sociologie des « consensus » intercommunaux », Politix, no 88,‎ 2009, p. 133-161 (lire en ligne, consulté le 30 juillet 2016).
323. ↑  Antoine Barège et Odile Senellart, « Damien Castelain est réélu à la présidence de la Métropole Européenne de Lille », sur www.francebleu.fr, France bleu, 9 juillet 2020 (consulté le 16 juillet 2020).
324. ↑  « Lille Métropole. Damien Castelain (SE), élu, succède à Martine Aubry », Ouest France, 18 avril 2014 (consulté le 18 avril 2014).
325. ↑  Cour des comptes, Les communautés urbaines, 2001 (lire en ligne), p. 24.
326. ↑  « Les élus de Lille Métropole Communauté urbaine », Lille Métropole Communauté urbaine (consulté le 27 décembre 2010).
327. ↑  « Pierre Mauroy à Lille, la retraite d'un géant », L’express,‎ 13 décembre 2007 (lire en ligne).
328. ↑  Martine Aubry, « Vivre ensemble notre euro-métropole », LMCU, 2008 (consulté le 14 août 2016), p. 69.
329. ↑  Conseil de la Communauté urbaine de Lille, Bureau du Conseil de Communauté - Election des Vice-Présidents, des conseillers délégués et des conseillers membres du Bureau - délibération 08C0131, 25 avril 2008 (lire en ligne).
330. ↑  LMCU, « Contrats de territoire. Nouveau mode de gouvernance. Mode d'emploi », LMCU, 2010 (consulté le 14 août 2016).
331. ↑  Alix de Vogüé, « Lille Métropole : l’ombre de la IVe République », sur lagazettedescommunes.com, La gazette des communes, 16 mai 2014 (consulté le 16 août 2016).
332. ↑  Marc Prévost, « Métropole européenne de Lille : Damien Castelain enterre le consensus historique sous la férule de Martine Aubry », sur dailynord.fr, DailyNord, 9 juillet 2020 (consulté le 19 juillet 2020).
333. ↑  Métropole européenne de Lille, « Rapports annuels 2014 », Métropole européenne de Lille, 2015 (consulté le 14 août 2016), p. 12.
334. ↑  Conseil de développement de Lille Métropole, « Qui sommes-nous ? », sur conseildeveloppement-lillemetropole.fr, 2014 (consulté le 14 août 2016).
335. ↑  Conseil de développement de Lille Métropole, « Livret de présentation du conseil de développement de Lille Métropole », 2014 (consulté le 14 août 2016).
336. ↑  Coordination nationale des Conseils de développement, « Les adhérents de la coordination », sur conseils-de-developpement.fr (consulté le 14 août 2016).
337. ↑  Eurométropole, « Le Forum de l'Eurométropole », sur fr.eurometropolis.eu (consulté le 14 août 2016).
338. ↑  Groupe de travail gouvernance métropolitaine du conseil de développement de Lille Métropole, « La Métropole européenne de Lille : une porte ouverte sur l’avenir », Conseil de développement de Lille Métropole, 2015 (consulté le 14 août 2016).
339. ↑  « Siège de la Métropole Européenne de Lille - Bât. 1 », sur www.pss-archi.eu (consulté le 6 janvier 2021).
340. 1 2  Chambre régionale des comptes Nord-Pas-de-Calais, Rapport d’observations définitives et ses réponses - Métropole européenne de Lille - Ressources humaines - Exercices 2009 et suivants, 2016 (lire en ligne), p. 6-7.
341. ↑  LMCU, Rapport d'activité 2012, 2013 (lire en ligne), p. 60.
342. ↑  MEL, Rapport d’activité 2016, 2017 (lire en ligne), p. 10.
343. ↑  MEL, Rapport d’activité 2017, 2018 (lire en ligne), p. 10.
344. ↑  LMCU, Rapport d’activité 2011, 2012 (lire en ligne), p. 67.
345. ↑  « Nouveau siège de la Métropole Européenne de Lille », sur www.pss-archi.eu (consulté le 5 janvier 2021).
346. ↑  « Biotope », sur www.pss-archi.eu (consulté le 5 janvier 2021).
347. ↑  « Lille La chambre des comptes pour clore la polémique sur le siège de la MEL ? », La Voix du Nord,‎ 24 mars 2019 (lire en ligne, consulté le 6 janvier 2021).
348. ↑  « Critique de la cour régionale des comptes sur la gestion du siège de la MEL. », sur france3-regions.francetvinfo.fr (consulté le 5 janvier 2021).
349. ↑  « C'est quoi Biotope 2, ce nouveau bâtiment construit à Ronchin ? », sur Actu Lille, 4 mars 2023
350. ↑  « La mémoire de la métropole conservée à Sequedin », sur La Voix du Nord, 17 février 2017
351. ↑  « Article L5217-2 », sur www.legifrance.gouv.fr (consulté le 20 février 2019).
352. ↑  Direction générale des collectivités locales, « Guide pratique de la loi de réforme des collectivités territoriales », Ministère de l'intérieur, 2011 (consulté le 4 août 2016), p. 24-27.
353. ↑  « Loi no 66-1069 du 31 décembre 1966 relative aux « communautés urbaines » », Journal officiel,‎ 4 janvier 1967, p. 99 (lire en ligne).
354. ↑  Cour des comptes 2001, p. 38-40.
355. ↑  Cour des comptes 2001, p. 240.
356. ↑  CNFPT, « Fiches d'identité des Métropoles », sur wikiterritorial.cnfpt.fr, 2014 (consulté le 14 août 2016).
357. ↑  Olivier Ducuing, « Lille Métropole veut contrer le manque de foncier économique », Les Echos,‎ 1er juin 2007 (lire en ligne).
358. ↑  LMCU, délibération 2C du 20 novembre 2000.
359. ↑  Université de Liège, Région wallonne, Conférence Permanente du Développement Territorial, Subvention 2009-2010, Thème 1B : Gestion des zones d’activité existantes, Annexe 5., septembre 2010 (lire en ligne).
360. ↑  LMCU, « Délibération cadre - Des friches industrielles polluées à la régénération urbaine - Axes d'intervention et plans d'actions. », 2011 (consulté le 22 septembre 2018).
361. ↑  LMCU, Charte des parcs d’activité du 21ème siècle, 21 novembre 2013 (lire en ligne).
362. ↑  « Site officiel de Lille’s Agency » (consulté le 22 septembre 2018).
363. ↑  LMCU, délibération 02 C 8 du 1er mars 2002.
364. ↑  Région Nord – Pas-de-Calais, « Convention cadre, Plan métropolitain de développement économique, Lille Métropole Communauté urbaine, Région Nord – Pas-de-Calais », 2009 (consulté le 22 septembre 2018).
365. ↑  LMCU, Plan d’actions 2011-2014 du volet économie sociale et solidaire (ESS) du Plan métropolitain de développement économique (PMDE), 2011 (lire en ligne).
366. ↑  Lille Métropole, « Création d'un emploi de chef de projet rebond industriel, Délibération 13 C 0716, Séance du 13/12/2013 » (consulté le 22 septembre 2018), p. 1.
367. ↑  MEL, Conseil de la Métropole européenne de Lille, Procès-verbal, Séance du 18 décembre 2015 (lire en ligne), « Délibération 15 C 1129, Plan métropolitain de développement économique 2015-2020 », p. 70.
368. ↑  MEL, Procès-verbal, Séance du 14 octobre 2016 (lire en ligne), p. 38.
369. ↑  Direction Nature, agriculture, environnement, Stratégie Agricole et Alimentaire de la MEL, MEL, 2019 (lire en ligne).
370. ↑  Région Hauts-de-France, Approbation du Schéma Régional de Développement Economique, d'Innovation et d'Internationalisation (SRDEII), Délibération no 20170444, Réunion du 30 mars 2017, 2017 (lire en ligne), « La place de la Métropole européenne de Lille et articulation avec le Plan métropolitain de développement économique (PMDE) », p. 42.
371. ↑  Jean-Marc Petit, « Routes, logement, ruches… Ces trois compétences qui reviennent désormais à la MEL », La Voix du Nord,‎ 2 juin 2017 (lire en ligne).
372. ↑  Conseil de la communauté, « Application de la nouvelle compétence Soutien et promotion d'évènements métropolitains », LMCU, 2001 (consulté le 20 mars 2017).
373. ↑  Nadia Arab, Joel Idt et Marie-Pierre Lefeuvre 2008, p. 65-66.
374. ↑  Nadia Arab, Joel Idt et Marie-Pierre Lefeuvre 2008, p. 64.
375. ↑  Nadia Arab, Joel Idt et Marie-Pierre Lefeuvre 2008, p. 70.
376. ↑  Nadia Arab, Joel Idt et Marie-Pierre Lefeuvre 2008, p. 72.
377. ↑  « Site officiel de la C’Art », sur lacart.fr (consulté le 21 septembre 2018).
378. 1 2  Chambre régionale des comptes Hauts-de-France, Rapport d’observations définitives et sa réponse, commune de Lille (département du Nord) - Exercices 2012 et suivants, 2018 (lire en ligne), « La répartition des interventions entre la commune et la métropole », p. 35.
379. 1 2  MEL, « Définition de l'intérêt métropolitain, délibération du Conseil no 16 C 0846, séance du 02/12/2016 ».
380. ↑  Conseil de la Métropole européenne de Lille, Délibération 15 C 0639, Délibération-cadre – Soutien à l’investissement dans les équipements culturels, séance du 19 juin 2015 (lire en ligne), p. 50.
381. ↑  Frédéric Sawicki, « La résistible politisation du football. Le cas de l'affaire du grand stade de Lille-Métropole », Sciences sociales et sport, vol. 5, no 1,‎ 2012, p. 193-241 (lire en ligne).
382. ↑  Benoit Dequevauviller, « Grand stade : des perquisitions sur soupçon de corruption », Mediacités,‎ 22 décembre 2016 (lire en ligne, consulté le 11 mars 2018).
383. ↑  Benoît Dequevauviller et Jacques Trentesaux, « Damien Castelain n'échappera pas au tribunal pour « trafic d'influence passif » », Mediacités,‎ 1er août 2017 (lire en ligne, consulté le 11 mars 2018).
384. ↑  Jacques Trentesaux, « Grand Stade de Lille : le fiasco financier d'Eiffage », Mediacités,‎ 31 mai 2017 (lire en ligne, consulté le 11 mars 2018).
385. ↑  Centres Aquatiques, « Une étape supplémentaire pour la future piscine de la MEL », sur centresaquatiques.com, 2017 (consulté le 21 septembre 2018).
386. ↑  Conseil de la Métropole européenne de Lille, Délibération 15 C 0650, Sport – Plan de soutien en investissement aux équipements sportifs (délibération-cadre), séance du 19 juin 2015 (lire en ligne), p. 55.
387. ↑  « La Métropole Européenne de Lille soutient 24 jeunes athlètes métropolitains en vue des Jeux Olympiques et Paralympiques de Paris 2024 », sur www.lillemetropole.fr (consulté le 17 septembre 2020)
388. ↑  MEL, « Mise en œuvre de la compétence promotion du tourisme - Délibération du Conseil no 15 C 0646, séance du 19/06/2015 » (consulté le 22 septembre 2018).
389. ↑  MEL, « Instauration de la taxe de séjour métropolitaine - Délibération du conseil no 15 C 1062, séance du 18/12/2015 » (consulté le 22 février 2019).
390. ↑  MEL - Service tourisme, Les défis de la destination Lille pour 2017-2025, 2017 (lire en ligne).
391. ↑  MEL, « Stratégie métropolitaine du tourisme - Délibération du conseil 17 C 0652, séance du 01/06/2017 » (consulté le 22 février 2019).
392. 1 2  Cour des comptes 2001, p. 39.
393. ↑  MEL, Prise de compétence en matière de soutien à la recherche - Délibération cadre 09 C 0740, Conseil du 11/12/2009.
394. ↑  MEL, Schéma métropolitain d'enseignement supérieur et de recherche 2015-2020 - Adopté par le conseil de communauté en date du 14 octobre 2016 (lire en ligne).
395. ↑  Laurent Decotte, « Label I-SITE au lieu d’IDEX, un lot de consolation pour la recherche ? », La Voix du Nord,‎ 28 février 2017 (lire en ligne).
396. ↑  MEL, Règlement intérieur du fonds métropolitain d’aide aux jeunes, 2017 (lire en ligne).
397. ↑  LMCU, Plan local d'urbanisme - Rapport de présentation, 2004 (lire en ligne), p. 13.
398. ↑  « Le schéma directeur de Lille Métropole enfin voté », La gazette des communes,‎ 9 décembre 2002 (lire en ligne).
399. ↑  « Site officiel du SCOT de Lille Métropole » (consulté le 22 septembre 2018).
400. 1 2  Cour des comptes 2001, p. 172.
401. ↑  Arnauld Noury, Intercommunalité et politique de l’habitat, Rapport sur les sites de la Région Nord-Pas-de-Calais, GRIDAUH, 2005 (lire en ligne), p. 11.
402. ↑  Conseil communautaire, Faire la Ville intense, propositions pour répondre aux objectifs de Lille Métropole en matière de développement urbain dans une vision contemporaine, qualitative et durable de l'aménagement de son territoire, annexe à la délibération-cadre « faire la Ville intense », version mise en conformité avec le vote du 26 juin 2009, LMCU, 26 juin 2009 (lire en ligne).
403. 1 2  SCOT de Lille Métropole, Document d’orientation et d’objectifs, Projet approuvé lors du Comité Syndical du 10/02/2017 (lire en ligne).
404. ↑  SCOT de Lille Métropole, Enquête publique sur le projet de schéma de cohérence territoriale de Lille Métropole, Du 10 octobre 2016 au 14 novembre 2016 inclus : Conclusions et avis, 15 décembre 2016 (lire en ligne).
405. ↑  LMCU 2004, p. 10.
406. ↑  Géraldine Langlois, « Comment le plus gros PLUI de France a été réalisé en interne », sur la gazette.fr, 18 janvier 2018 (consulté le 22 septembre 2018).
407. ↑  « Découvrir la SEM Ville renouvelée », sur semvr.fr (consulté le 13 mai 2019).
408. ↑  « Qui sommes-nous ? », sur spl-euralille.fr (consulté le 13 mai 2019).
409. ↑  « Qui sommes-nous ? », sur soreli.fr (consulté le 13 mai 2019).
410. ↑  L'Atelier des espaces publics de la métropole lilloise, Les parcs au sol : L'aménagement des parcs et aires de stationnement de surface, vol. 3, ADULM, juin 2017 (lire en ligne), p. 2.
411. ↑  L'Atelier des espaces publics de la métropole lilloise, L'éclairage urbain : L'aménagement nocturne des espaces publics métropolitains, vol. 7, ADULM, juin 2017 (lire en ligne), p. 17.
412. ↑  Chambre régionale des comptes Hauts-de-France, Rapport d’observations définitives et sa réponse, Métropole européenne de Lille (département du Nord), « La gestion du stationnement urbain », exercices 2009 et suivants, 2016 (lire en ligne), p. 4.
413. ↑  L'Atelier des espaces publics de la métropole lilloise, Le stationnement longitudinal : Préconisations d'aménagement de la place de stationnement le long de la chaussée, vol. 2, ADULM, juin 2017 (lire en ligne), p. 3.
414. ↑  « Espace Naturel Métropolitain - Substitution de plein droit de la Métropole européenne de Lille au Syndicat Mixte Espace Naturel Lille Métropole, Délibération du conseil, séance du 18/12/2015 » (consulté le 22 septembre 2018).
415. ↑  L'Atelier des espaces publics de la métropole lilloise, L'arbre en ville : Vers une politique métropolitaine du patrimoine arboré, vol. 6, juin 2017 (lire en ligne).
416. ↑  MEL, Stratégie Espaces naturels 2016-2026, 2016 (lire en ligne).
417. ↑  Ville de Lille, « Lille, nouvelles stratégies pour les espaces naturels métropolitains », Agence News Press, 16 décembre 2016.
418. ↑  MEL, Délibération du Conseil 19 C 0677 - Acquisition amiable du bois de la Chanterelle dans le périmètre du futur parc paysager de l'Arc Nord, 11 octobre 2019 (lire en ligne).
419. ↑  Gilles Durand, « Lille: Kéolis garde la mainmise sur la gestion de Transpole », 20 minutes,‎ 15 décembre 2017 (lire en ligne).
420. ↑  Lille Métropole, Plan de déplacements urbains 2010-2020 : Les objectifs et les actions, 2011 (lire en ligne), p. 24.
421. ↑  Lille Métropole 2011, p. 25.
422. ↑  Lille Métropole 2011, p. 169-170.
423. ↑  Conseil de la Métropole européenne de Lille, Rapport de la mission d'information et d'évaluation à mi-parcours des Plans de déplacement urbain (PDU) 2010-2020 : Délibération 17 C 1050, procès-verbal de la séance du 15 décembre 2017 (lire en ligne), p. 86.
424. ↑  Patrick Seghi, « Doublement des rames du métro: «Je ne le verrai pas…», estime Damien Castelain », La Voix du Nord,‎ 25 décembre 2017 (lire en ligne).
425. ↑  Sébastien Bergès, « Le tram Lille-Lesquin reste à quai et fait voler en éclats le consensus à la MEL », La Voix du Nord,‎ 19 juin 2018 (lire en ligne).
426. ↑  Patrick Seghi, « Le plan de déplacements urbains plombé par la dispersion au sein de la métropole lilloise », La Voix du Nord,‎ 19 décembre 2017 (lire en ligne).
427. ↑  Conseil de LMCU, Compétence télécommunications - délibération 04 C 0103, séance du 16 avril 2004.
428. ↑  Tactis, Aceris numérique et BOT avocats, Schéma d'aménagement numérique de la Métropole lilloise, LMCU, 2011 (lire en ligne).
429. ↑  Conseil de LMCU, Adoption du schéma d'aménagement numérique (SAN) - Délibération 11 C 0245, séance du 1er juillet 2011 (lire en ligne).
430. ↑  LMCU, Rapport d’activité 2011, 2012 (lire en ligne), p. 29.
431. ↑  « Lille 1ère à signer la convention du Plan Très Haut Débit », sur www.echosdunet.net, 28 octobre 2013 (consulté le 18 octobre 2018).
432. ↑  « La nouvelle carte de déploiement FTTH dans la MEL s’appuie désormais sur Orange et … Covage », sur www.lafibreoptique.fr, 17 octobre 2016 (consulté le 18 octobre 2018).
433. ↑  Lille Métropole, « Plan d'actions de Lille Métropole en matière d'ondes électromagnétiques - Réunion du conseil du 29/06/2012 – délibération 12 C 0311 », sur www.lillemetropole.fr (consulté le 18 octobre 2018).
434. ↑  MEL, Résolument digitale - Stratégie, Les éditions de la Métropole européenne de Lille, 2017 (lire en ligne).
435. ↑  « La Métropole européenne de Lille offre le label Villes Internet à toutes ses collectivités et EPCI », sur villes-internet.net, 2 juillet 2016 (consulté le 18 octobre 2018).
436. 1 2  Fabien Desage, « La ségrégation par omission ? Incapacités politiques métropolitaines et spécialisation sociale des territoires », Géographie, économie, société, vol. 14/2,‎ 2012, p. 197-226 (lire en ligne, consulté le 30 juillet 2016).
437. ↑  Nicolas Cauchi-Duval, Vincent Béal et Max Rousseau, « La décroissance urbaine en France : des villes sans politique », Espace populations sociétés, nos 2015/3-2016/1,‎ 2016 (lire en ligne, consulté le 15 septembre 2018).
438. ↑  Arnauld Noury, Intercommunalité et politique de l’habitat, Rapport sur les sites de la Région Nord-Pas-de-Calais, GRIDAUH, 2005 (lire en ligne), p. 10-12.
439. ↑  ADCF, Le PLH, outil de gouvernance et de mise en œuvre des politiques locales de l’habitat : état des lieux et perspectives, Espacité, 2016 (lire en ligne), p. 70.
440. ↑  La fabrique des quartiers, « Un outil d’aménagement dédié aux quartiers d’habitat ancien dégradé », sur www.lafabriquedesquartiers.fr (consulté le 19 décembre 2020).
441. ↑  LMCU, Conférence intercommunale de peuplement, Programme local de l’habitat et politique de peuplement, Séance plénière du 18 janvier 2012 (lire en ligne).
442. ↑  LMCU, Programme Local de l’Habitat 2012/2018 (lire en ligne).
443. ↑  Fabien Desage 2012, p. 220.
444. ↑  Christophe Declercq, « Métropole lilloise : Pour accueillir les gens du voyage, « des terrains identifiés, mais… » », La Voix du Nord,‎ 29 août 2018 (lire en ligne).
445. ↑  Gilles Contraire, « Toutes les communes sont concernées par l'accueil des gens du voyage », La Voix du Nord,‎ 25 mars 2019 (lire en ligne).
446. ↑  MEL, Le Fonds de solidarité logement de la Métropole européenne de Lille : Règlement intérieur, 2017 (lire en ligne).
447. ↑  Pierre Ginet, « Analyse géopolitique de 14 ans de politique de la ville dans la communauté urbaine de Lille », Hommes et Terres du Nord, no 1,‎ 1997, p. 42 (lire en ligne).
448. ↑  Pierre Ginet 1997, p. 43-44.
449. ↑  Convention cadre entre l’État et Lille Métropole Communauté Urbaine relative aux contrats urbains de cohésion sociale (CUCS), 2007 (lire en ligne), p. 4.
450. ↑  Cabinet Michel Klopfer, Valorisation des transferts de charge Energie - Réseaux de chaleur - Tourisme - Politique de la ville (lire en ligne), p. 43-48.
451. ↑  MEL, Contrat de ville d’agglomération - Contrat cadre de la MEL 2015-2020, 2015 (lire en ligne).
452. ↑  ADULM, La diversification des logements dans les PRU de première génération de la métropole lilloise - Eléments d’analyse pour une synthèse métropolitaine, 2018 (lire en ligne), p. 16.
453. ↑  MEL, Protocole de préfiguration - Nouveau programme de renouvellement urbain de la métropole européenne de Lille, 2016 (lire en ligne).
454. ↑  MEL, Contrat de ville de la MEL - Appel à projets 2018, 2017 (lire en ligne).
455. ↑  MEL, Volet européen du contrat de ville, 2015 (lire en ligne).
456. ↑  « Schéma directeur métropolitain de vidéo protection urbaine 2017 - 2020 et Plan de soutien financier de la MEL - Décision et financement : Délibération du conseil no 17 C 0938 séance du 19/10/2017 » (consulté le 22 septembre 2018).
457. ↑  « Gestion de l'eau à Lille, ça fuite », La Brique,‎ 13 juin 2015 (lire en ligne).
458. ↑  Gilles Durand, « Lille : Les Eaux du Nord ne récupéreront pas la distribution d’eau », 20 minutes,‎ 5 décembre 16 (lire en ligne).
459. ↑  Olivier Aballain, « Lille : la métropole, un partenaire «exigeant» pour Iléo », 20 minutes,‎ 18 septembre 16 (lire en ligne).
460. ↑  MEL, Rapport annuel 2015 sur le prix et la qualité des services publics de l’eau et de l’assainissement, 2016 (lire en ligne).
461. ↑  « Archives de la MEL - Ses compétences », sur www.archives-lillemetropole.fr (consulté le 24 février 2019).
462. ↑  MEL, « Les archives de la MEL - Au fil des 10 premières années », sur www.archives-lillemetropole.fr (consulté le 25 février 2019).
463. ↑  MEL, « Les archives de la MEL - Ses compétences », sur www.archives-lillemetropole.fr (consulté le 25 février 2019).
464. ↑  « Les 40 ans du MIN de Lomme », France 3, 22 septembre 2012.
465. ↑  « Proposition d’amendement, conseil de la métropole du 14/10/2016, délibération no C0069 ».
466. ↑  « Site officiel d’Euralimentaire ».
467. ↑  « Loi no 96-369 du 3 mai 1996 relative aux services d'incendie et de secours », sur www.legifrance.gouv.fr (consulté le 25 février 2019).
468. ↑  « Le conseil d'administration », sur www.sdis59.fr (consulté le 25 février 2019).
469. ↑  Albane Canto, « Suez s'engage à doper les performances du centre de traitements des déchets organiques de Lille », sur actu-environnement.com, 18 janvier 2018 (consulté le 21 juin 2019).
470. ↑  MEL, Programme Local de Prévention des Déchets ménagers, mai 2016 (lire en ligne).
471. ↑  « Lille Métropole se dote d’un Agenda 21 », sur cdurable.info, 18 février 2006 (consulté le 22 mars 2019).
472. ↑  LMCU, « Délibération-cadre - Développement durable, no 10 C 0270, réunion du conseil du 02/04/2010 », 2010 (consulté le 22 septembre 2018).
473. ↑  LMCU, « Adoption définitive du Plan climat-énergies territorial, délibération no 13 C 0437, séance du conseil du 18/10/2013 », 2013 (consulté le 22 septembre 2018).
474. ↑  « Site officiel de la maison de l'habitat durable » (consulté le 24 septembre 2018).
475. ↑  Quentin Vasseur, « Métropole de Lille : les véhicules les plus polluants interdits dès 2021, quelles communes sont concernées ? », sur france3-regions.francetvinfo.fr, 29 juin 2019 (consulté le 6 juillet 2019).
476. ↑  « La zone environnementale ZCR de Lille », sur crit-air.fr (consulté le 22 septembre 2018).
477. ↑  MEL, Plan de prévention du bruit dans l’environnement, 2015 (lire en ligne), p. 83.
478. ↑  Louis Boisgibault, Territoires et transition énergétique : l’exemple de la Métropole européenne de Lille et du Pays de Fayence ; les espoirs au sud avec Ouarzazate et l’Union économique et monétaire Ouest-Africaine, Université Paris-Sorbonne - Paris IV, 2016 (lire en ligne), p. 98.
479. ↑  Conseil métropolitain - délibération 18 C 1041, Le schéma directeur des réseaux de chaleur de la MEL - Perspectives de développement 2030-2040 et stratégie métropolitaine, 14 décembre 2018 (lire en ligne), p. 122.
480. ↑  Direction Energie, Développement durable et Transition énergétique de la MEL, La MEL pionnière dans le développement du biométhane, MEL, 2019 (lire en ligne).
481. ↑  Louis Boisgibault et Fahad Al Kabbani, Transition énergétique dans les métropoles, la ruralité et le désert, ISTE Éditions, coll. « Energie », 2019, 238 p. (ISBN 9781784056025)
482. ↑  « Appel d'offres ouvert - Evolution du système d'alerte météorologique et hydrologique (SAMHY) de la direction de l'eau et de l'assainissement - Décision - Financement - Délibération du conseil no 15 C 1349, séance du 18/12/2015 » (consulté le 23 septembre 2018).
483. ↑  « Pacte métropolitain d’innovation de la Métropole européenne de Lille », février 2017 (consulté le 22 septembre 2018).
484. ↑  MEL, Rayonnement de la Métropole : Création d'une agence d'attractivité - Délibération du conseil 18 C 1178, séance du vendredi 14 décembre 2018, 2018 (lire en ligne).
485. ↑  « La métropole s'offre une marque internationale, Hellolille », sur www.eco121.fr (consulté le 21 novembre 2018).
486. ↑  « Documents et principes budgétaires », sur www.collectivites-locales.gouv.fr (consulté le 2 mars 2019).
487. ↑  Olivier Ducuing, « Lille Métropole se dote de nouvelles compétences », Les Echos,‎ 24 novembre 2000 (lire en ligne).
488. ↑  Conseil du 22 novembre 2002, Débat d’orientation budgétaire – exercice 2003, 2002 (lire en ligne), p. 5066.
489. ↑  Maires de grandes villes, Réforme de la taxe professionnelle - Communes et EPCI, 2010 (lire en ligne), p. 42.
490. ↑  MEL, Rapport annuel 2017 sur le prix et la qualité des services publics de l’eau et de l’assainissement, coll. « Rapport d’activité », 2018, p. 86.
491. ↑  MEL - Pôle finances 2018, p. 10.
492. ↑  MEL - Pôle finances 2018, p. 17.
493. 1 2  LMCU - Pôle finances, Rapport financier 2011, 2012 (lire en ligne), p. 6-7.
494. 1 2  MEL - Pôle finances, Rapport financier 2014, 2015 (lire en ligne), p. 8-9.
495. 1 2  MEL - Pôle finances, Rapport financier 2017, 2018 (lire en ligne), p. 10-11.
496. 1 2  « Fiscalité locale – Intercommunalité », sur www.collectivites-locales.gouv.fr (consulté le 3 mars 2019).
497. ↑  « Versement Transport », sur www.urssaf.fr (consulté le 3 mars 2019).
498. ↑  « Taxe d'habitation et impôts locaux à Lille (59000) », sur www.journaldunet.com (consulté le 3 mars 2019).
499. ↑  Fédération nationale des agences d'urbanisme 2017, p. 13.
500. ↑  Cour des comptes 2001, p. 64.
501. ↑  Chambre régionale des comptes Hauts-de-France, Rapport d'observations définitives et sa réponse - Métropole Européenne de Lille - Exercices 2015 et suivants, 2019 (lire en ligne), p. 18.
502. ↑  « Les réformes qui ont bouleversé les collectivités territoriales en dix ans », Le Monde,‎ 17 juillet 2017 (lire en ligne).
503. ↑  MEL - Pôle finances 2018, p. 24-25.
504. 1 2 3  MEL - Pôle finances 2018, p. 22.
505. ↑  Secrétariat général de la MEL, Dispositions relatives aux transferts de compétences du Département - Conseil de la MEL - Vendredi 2 décembre 2016, 2016 (lire en ligne), « Diaporamas », p. 12.
506. ↑  MEL - Pôle finances 2018, p. 15.
507. 1 2  LMCU Finances, Synthèse des comptes administratifs consolidés 2011, 2012.
508. 1 2  LMCU Finances, Synthèse des comptes administratifs consolidés 2012, 2013.
509. 1 2  LMCU Finances, Synthèse des comptes administratifs consolidés 2013, 2014 (lire en ligne), p. 14-22.
510. 1 2  MEL Finances, Synthèse des comptes administratifs consolidés 2014, 2015 (lire en ligne), p. 18-26.
511. 1 2  MEL Finances, Synthèse des comptes administratifs consolidés 2015, 2016 (lire en ligne), p. 18-26.
512. 1 2  MEL, Synthèse des budgets primitifs 2018 consolidés, 2017.
513. 1 2  MEL Finances, Synthèse des budgets primitifs 2019 consolidés, 2018 (lire en ligne), p. 18-23.
514. ↑  MEL Finances 2018, p. 20.
515. 1 2 3 4 5 6 7  MEL - Pôle finances 2018, p. 16.
516. ↑  MEL Finances 2018, p. 21.
517. 1 2  MEL Finances 2018, p. 22.
518. ↑  MEL Finances 2018, p. 18.
519. ↑  MEL Finances 2018, p. 19.
520. ↑  MEL Finances 2018, p. 23.
521. ↑  CUDL, « Une nouvelle image pour la communauté », Le MétropolitaiN, no 1,‎ mai 1990, p. 5 (lire en ligne).
522. ↑  LMCU, « Muletta communautaire », sur www.yvoncousin.com (consulté le 14 mars 2019).
523. ↑  Olivier Aballain, « Lille: La Métropole européenne de Lille supplante Lille Métropole », 20 minutes,‎ 6 janvier 2015 (lire en ligne).
524. ↑  « Charte graphique de la ville » (consulté le 11 mars 2019).